# قائمة إصدارات الطوابع البريدية في أم القيوين (1972)
أدارت المملكة المتحدة العلاقات الخارجية لإمارات الساحل المتصالح نتيجة لمعاهدة «الاتفاقية الحصرية» لعام 1892، بما في ذلك إدارة البريد والبرق - حيث تكن هذه الإمارات منتمية للاتحاد البريدي العالمي. افتتحت حكومة الهند أول مكتب بريد في دبي في عام 1941. وفي عام 1948، وتولت إدارته وتشغيله الوكالات البريدية البريطانية في شرق شبه الجزيرة العربية، وهي شركة تابعة لمكتب البريد العام. كانت الطوابع في ذلك الوقت عبارة عن طوابع بريطانية مقابل رسوم إضافية بقيمة الروبية، حتى عام 1959، حيث أصدرت مجموعة من طوابع بريدية تحمل اسم «الإمارات المتصالحة» من دبي.
في عام 1963، تنازلت المملكة المتحدة عن مسؤوليتها عن الأنظمة البريدية في الإمارات المتصالحة إلى حكام الإمارات المتصالحة. لذا أصدرت إمارة أم القيوين أول طوابعها البريدية في سنة 1964.
الكثير من الطوابع التي أصدرت في إمارة أم القيوين تصنف ضمن طوابع الكثبان الرملية. طبعت هذه الطوابع بكثرة في الستينيات وأوائل السبعينيات من القرن الماضي، وتكاد تكون عديمة القيمة اليوم.
وجد فينبار كيني وهو رجل أعمال أمريكي ومن هواة جمع الطوابع الفرصة لإنشاء عدد من الإصدارات من الطوابع التي تستهدف سوق جامعي الطوابع المربح. وقد أبرم في عام 1964 اتفاقات مع إمارات الخليج العربي لإصدار طوابع، ومن بينها إمارة أم القيوين. حملت هذه الطوابع مصورا ذات ألوان وأشكال صارخة وليس لها صلة فعلية بالإمارات.
كان بيع الطوابع البريدية لفترة قصيرة تجارة مربحة للإمارات، حيث كان لمعظم الإمارات القليل من مصادر الدخل، باستثناء إمارة أبو ظبي، التي توفر فيها إنتاج النفط منذ عام 1965. ومع ذلك، انخفضت الإيرادات التي تصل إلى 70 ألف جنيه إسترليني للإمارات الأفقر إلى 30 ألف جنيه إسترليني مع التشبع الحتمي للسوق. شكل بيع الطوابع بحلول عام 1966 المصدر الرئيسي لدخل الإمارات المتصالحة الشمالية.
أدى انتشارها في النهاية إلى تقليل قيمتها، ولهذا السبب، فإن العديد من الكتالوجات الشعبية اليوم لا تدرجها حتى.
اتهم فينبار كيني بالتورط في قضية رشوة في الولايات المتحدة بسبب تعاملاته مع حكومة جزر كوك. انتهت ترتيبات فينبار كيني عندما توحدت الإمارات العربية المتحدة في ديسمبر 1971.

## إصدارات عام 1972
رغم العدد الكبير من إصدارات عام 1972، إلا أن أكثرها عبارة عن طوابع كثبان، ولم تكن إصدارات رسمية، لذلك لم تدرجها عدد من فهارس الطوابع.
وهذه قائمة الطوابع:

### إصدار لوحات آلبرخت دورر

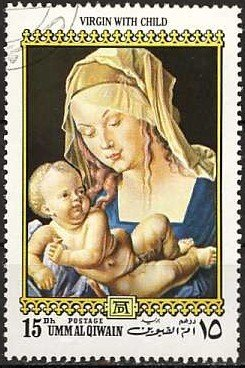
طابع مخرم
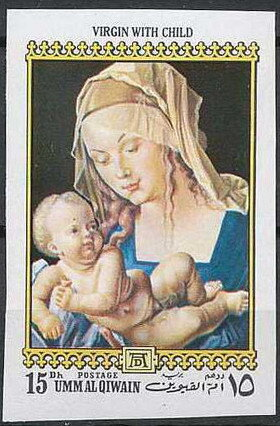
طابع غير مخرم
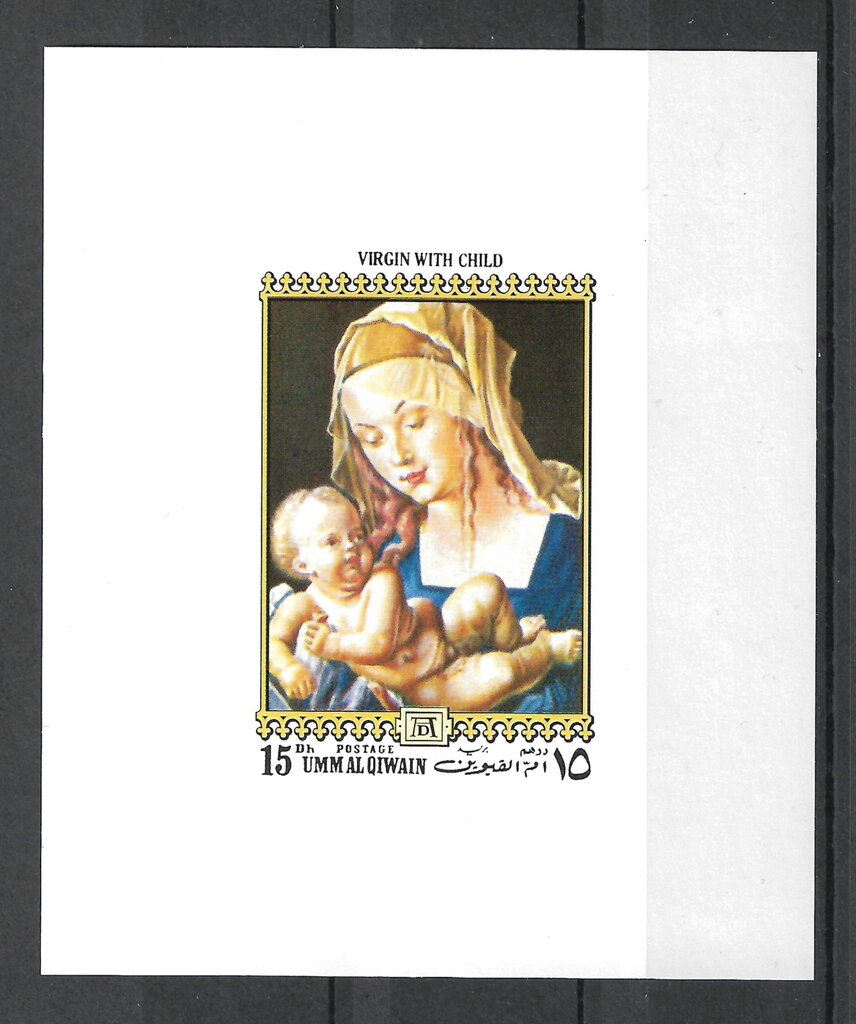
بطاقة

أصدرت طوابع وبطاقة تذكارية لمناسبة الذكرى 500 لميلاد آلبرخت دورر وهي تحمل تحمل صور لوحاته:

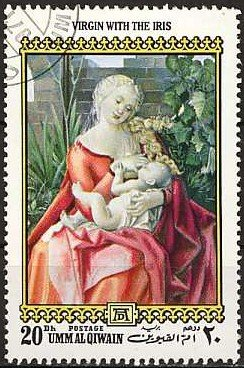
طابع مخرم
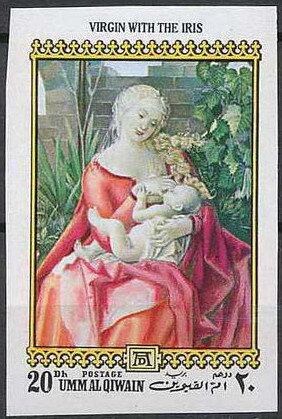
طابع غير مخرم
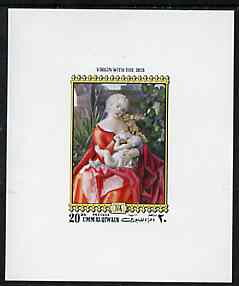
بطاقة

- طابع تظهر فيه صورة جزء من لوحة الرسل الأربعة (Q829270) وهي صورة القديس يوحنا والقديس بطرس (بقيمة 5 دراهم):

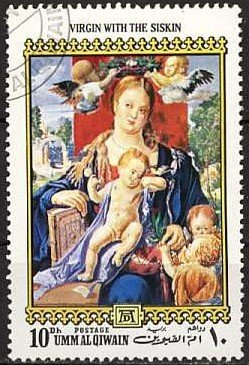
طابع مخرم
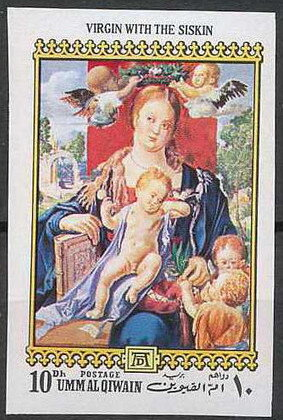
طابع غير مخرم
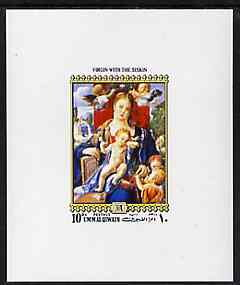
بطاقة

- طابع لوحة "سيدتنا مع سيسكين" (بقيمة 10 دراهم) (Madonna with the Siskin (Q386034)):

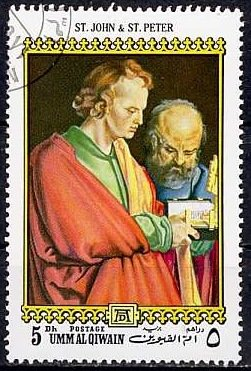
طابع مخرم
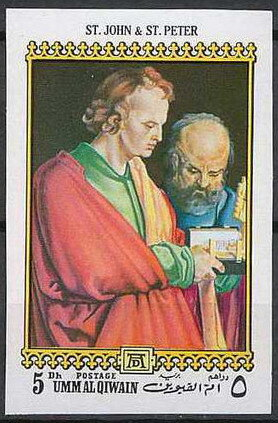
طابع غير مخرم
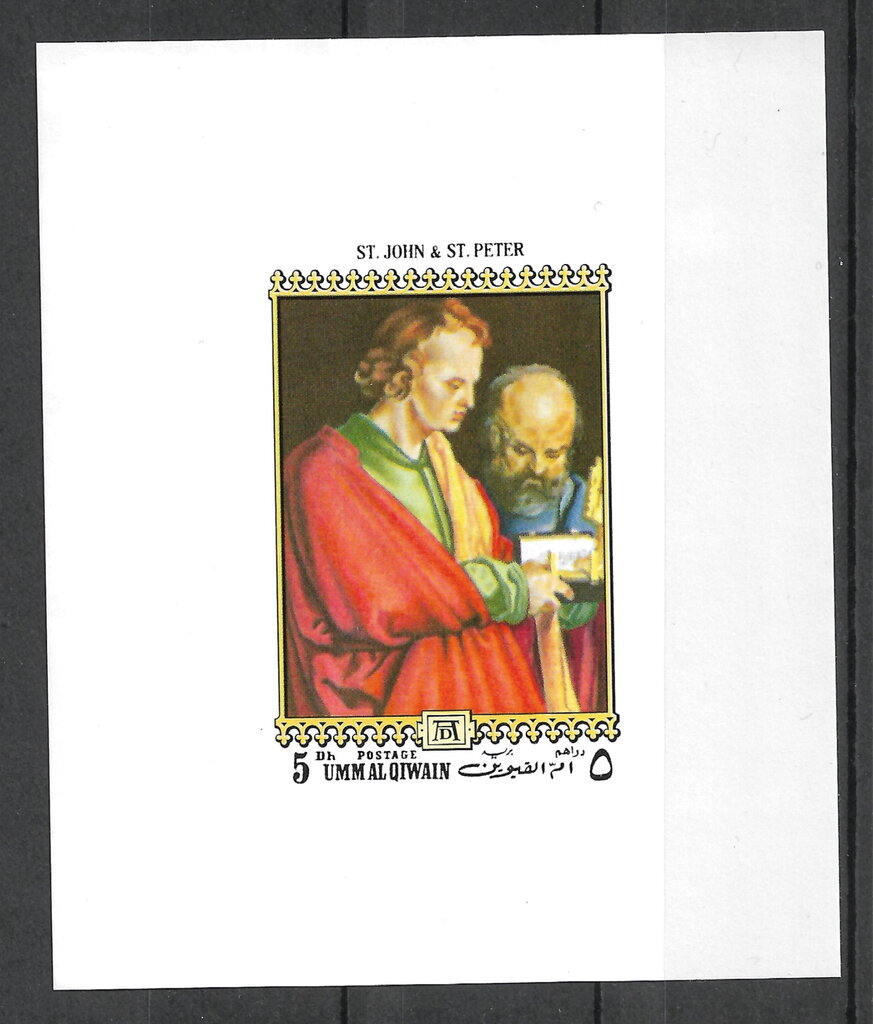
بطاقة

- طابع لوحة العذراء والطفل (Q2598223) (بقيمة 15 درهما):

- طابع مخرم
- طابع غير مخرم
- بطاقة

- طابع لوحة العذراء والسوسن (Q26693488) (بقيمة 20 درهما):

- طابع مخرم
- طابع غير مخرم
- بطاقة

- طابع تظهر فيه صورة جزء من لوحة الرسل الأربعة (Q829270) وهي صورة القديس بولس والقديس مرقس (بقيمة 25 درهما):

- طابع مخرم
- طابع غير مخرم
- بطاقة

- طابع تظهر فيه لوحة العذراء في الصلاة (Q3842750) (بقيمة 3 ريالات، وهو مخصص للبريد الجوي):

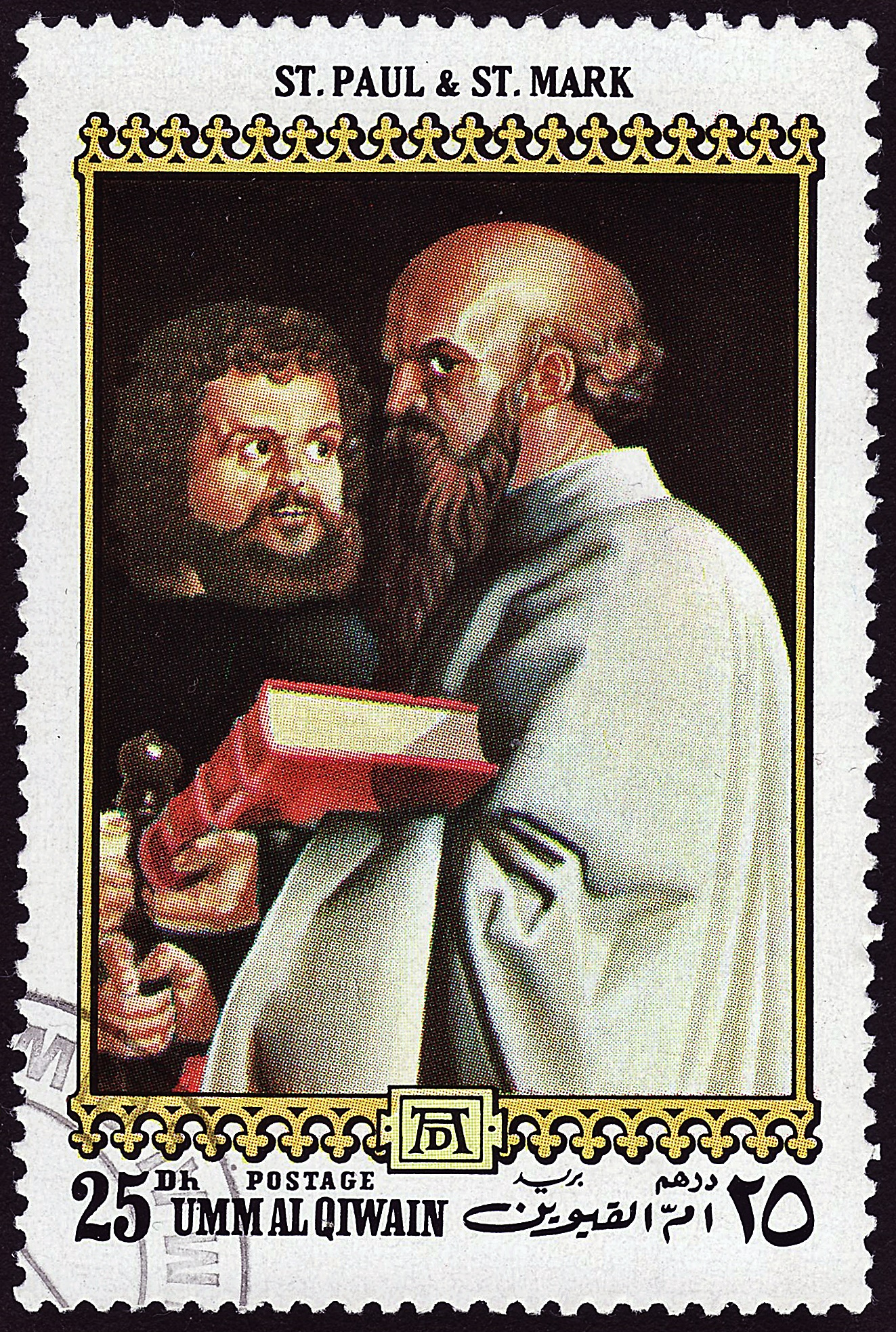
طابع مخرم
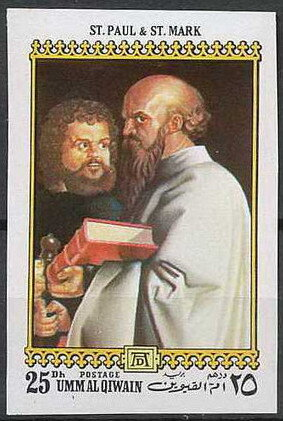
طابع غير مخرم
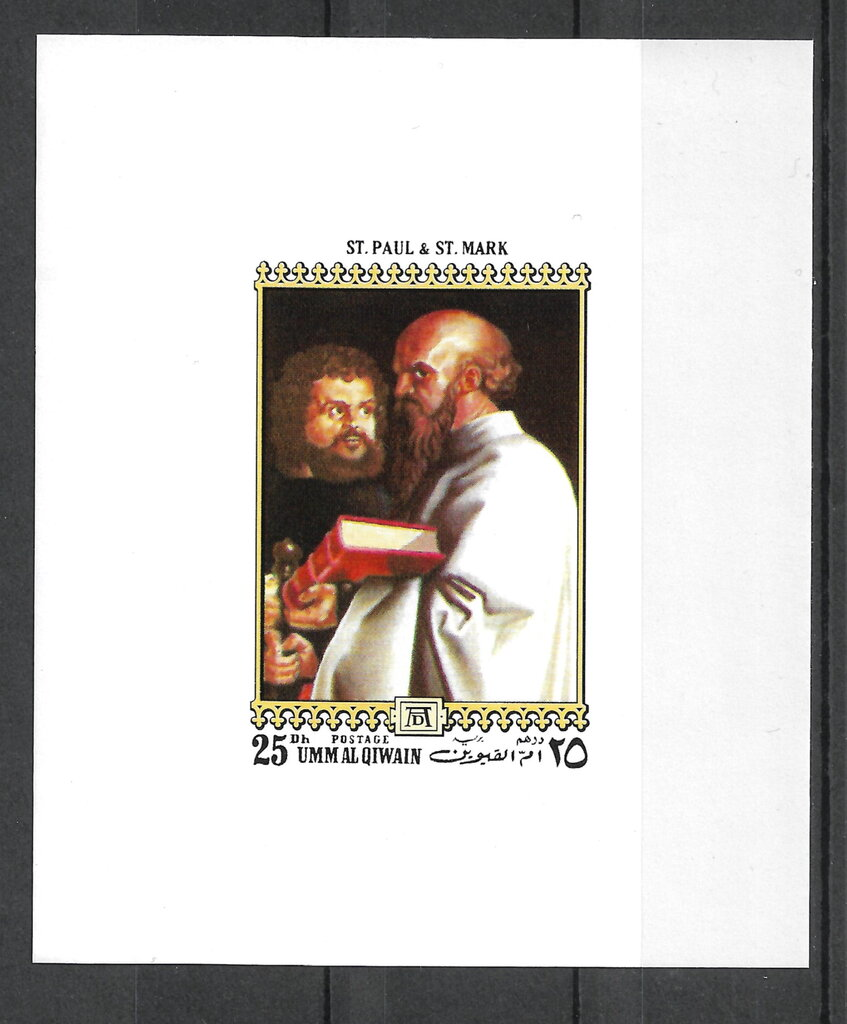
بطاقة

- طابع تظهر فيه جزء من لوحة عن تمجيد المجوس للطفل يسوع (لوحة تمجيد المجوس للطفل يسوع[الإنجليزية]) (بقيمة 5 ريالات، وهو مخصص للبريد الجوي):

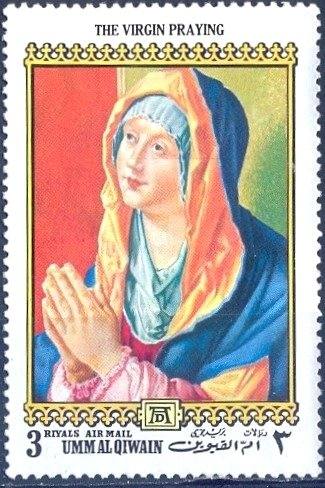
طابع مخرم
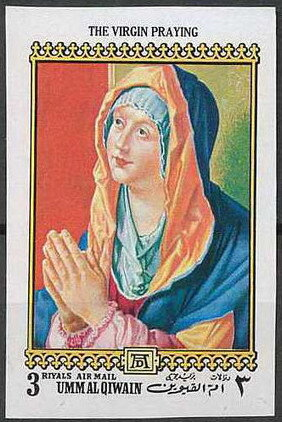
طابع غير مخرم
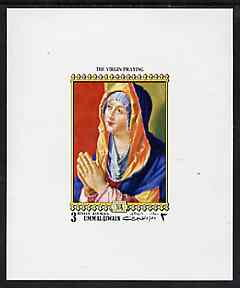
بطاقة

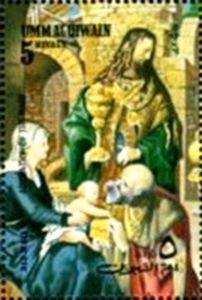
طابع مخرم
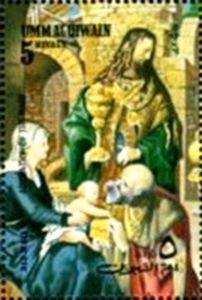
طابع غير مخرم

- البطاقة التذكارية وهي تضم الظابع الأخير بقيمة 5 دراهم:

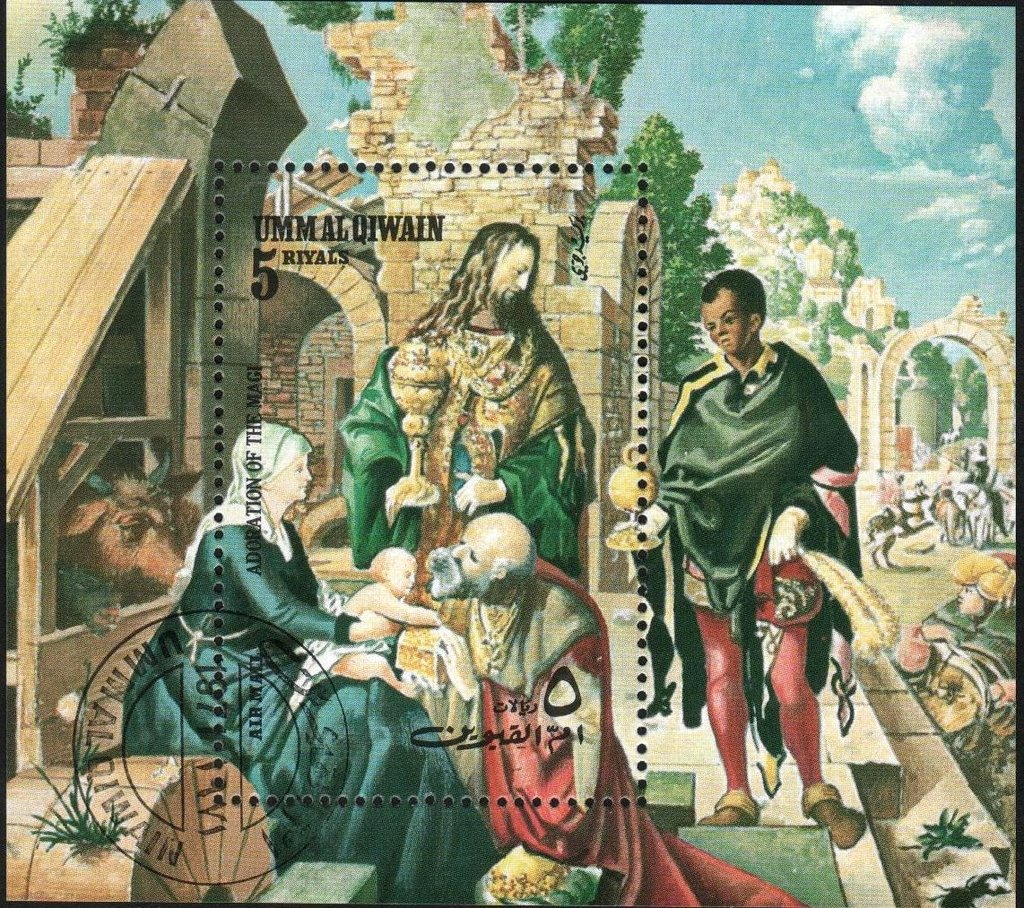
البطاقة المخرمة
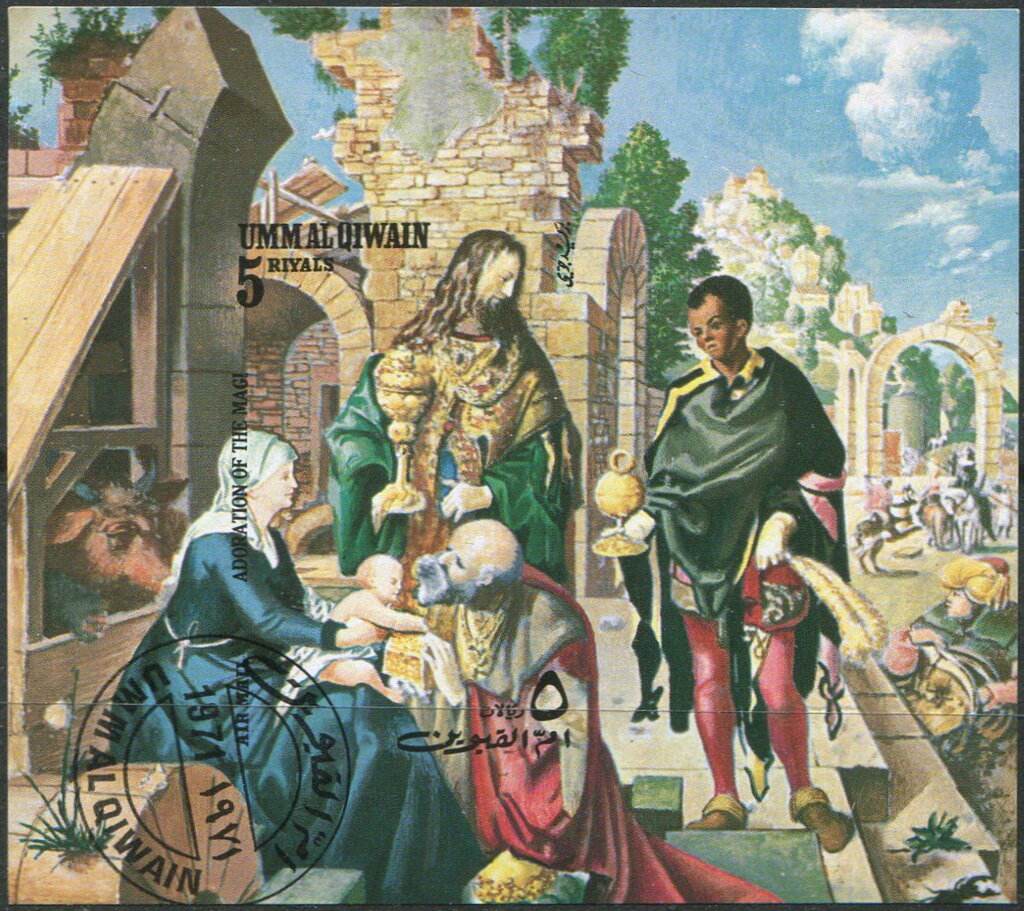
البطاقة غير المخرمة

### إصدار جون كينيدي وروبرت كينيدي
أصدرت طوابع تحتفي بجون كينيدي وروبرت كينيدي.

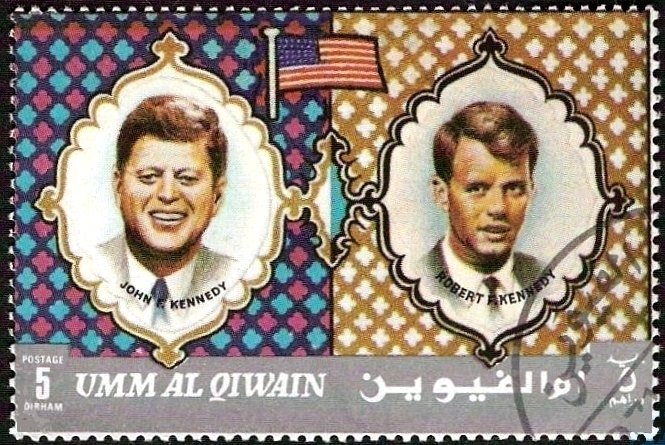
5 دراهم
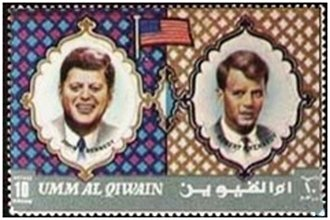
10 دراهم
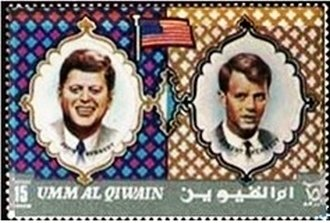
15 درهما
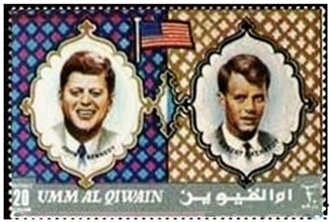
20 درهما
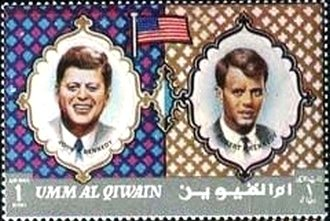
ريال واحد (طابع بريد جوي)
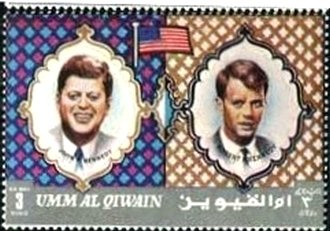
3ريالات (طابع بريد جوي)

### إصدار الخيول
أصدرت طوابع وبطاقة تحمل صور خيول في 17 من أبريل عام 1972م.

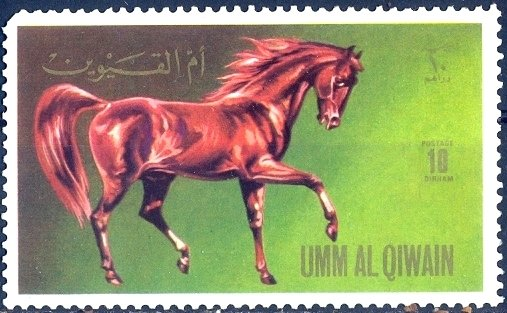
10 دراهم
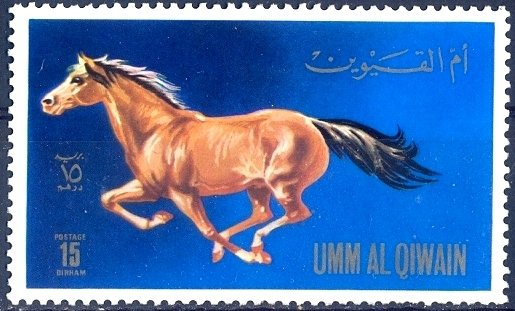
15 درهما
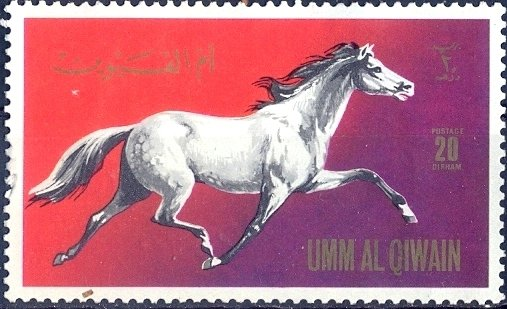
20 درهما
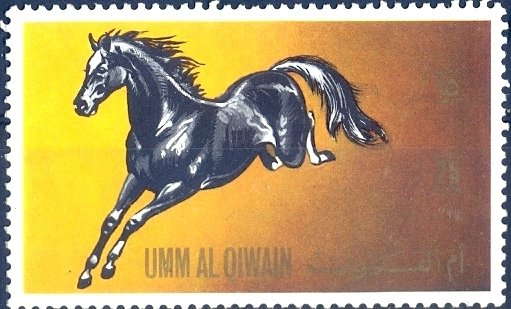
25 درهما
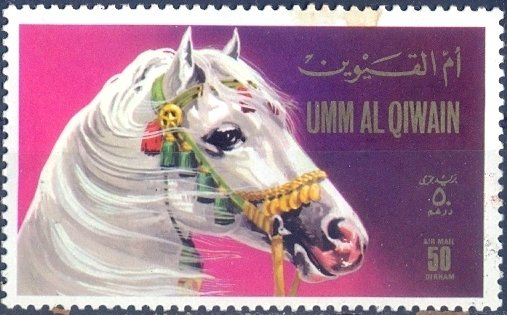
50 درهما (مخصص للبريد الجوي)
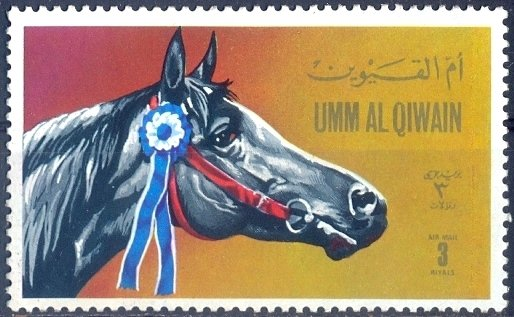
3 ريالات (مخصص للبريد الجوي)

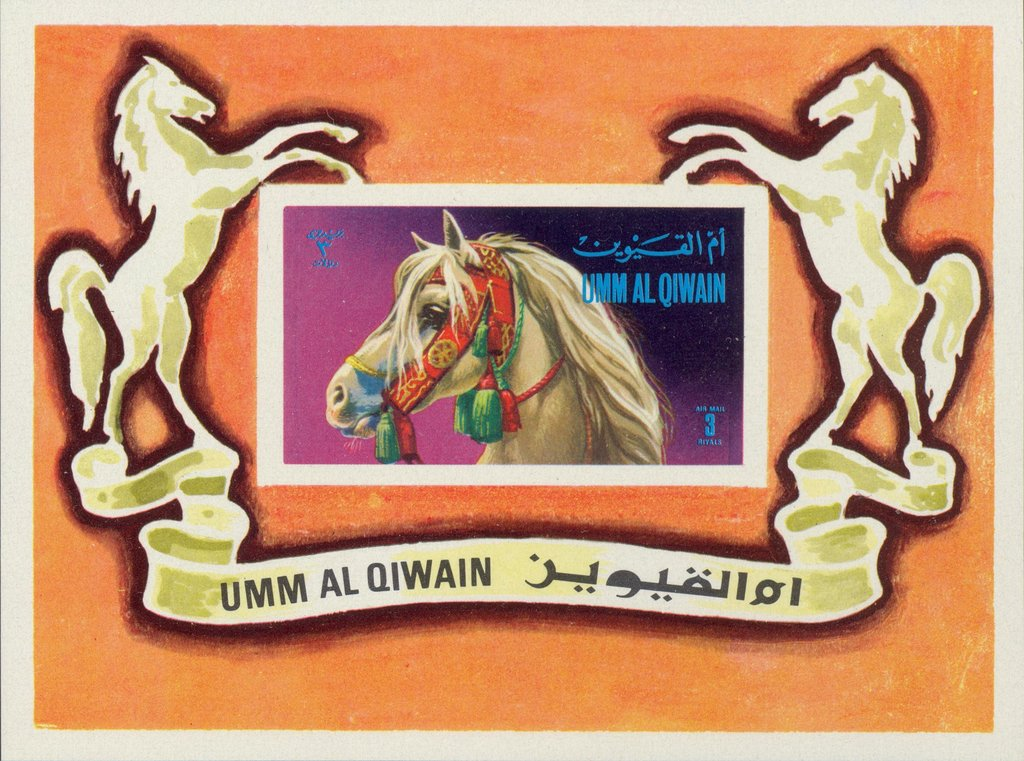
ورقة تذكارية بقيمة 3 ريالات

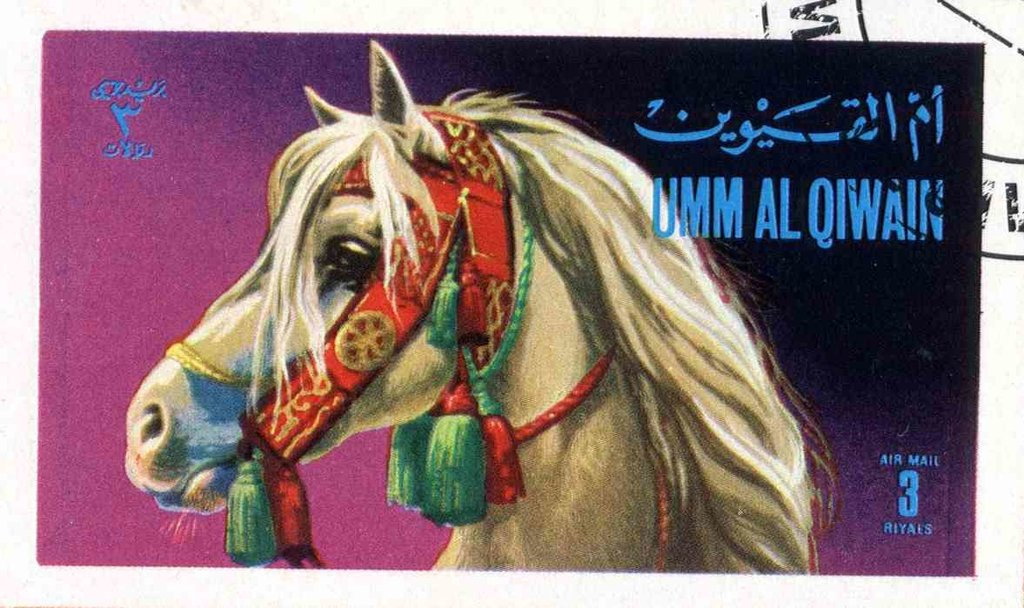
3 ريالات (مخصص للبريد الجوي)

وهذه صورة الورقة التذكارية:

### إصدار القطارات
أصدرت في 6 مايو 1972 طوابع وبطاقة تحمل صور قطارات، والطوابع مطبوعة بطريقة الطباعة العدسية.

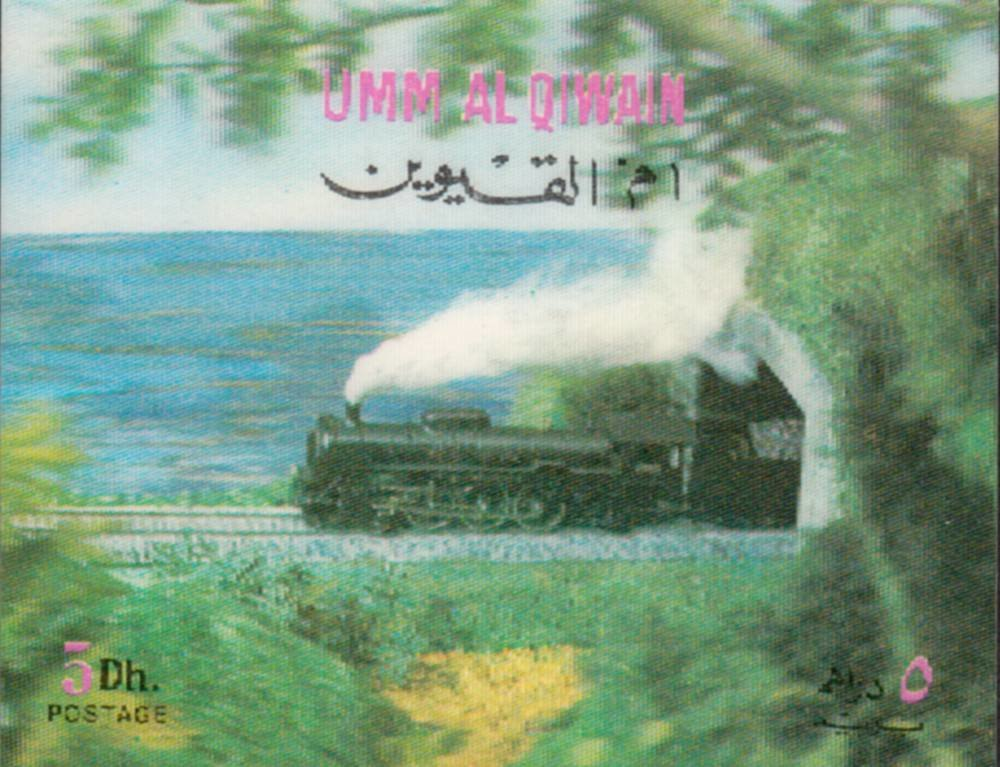
5 دراهم
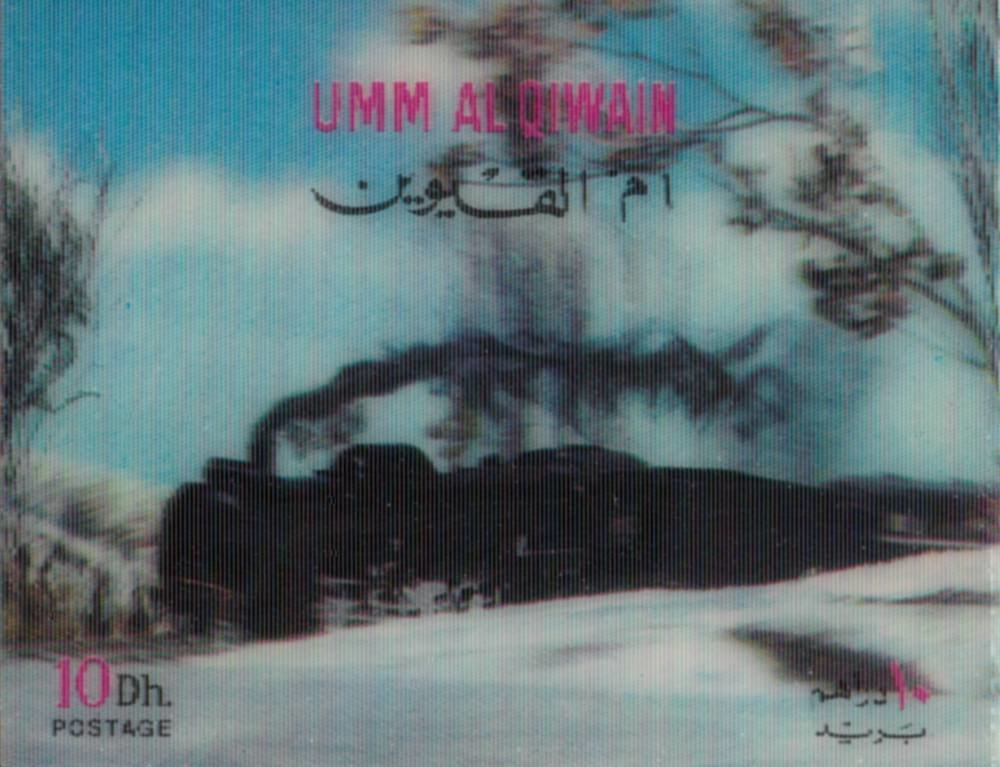
10 دراهم
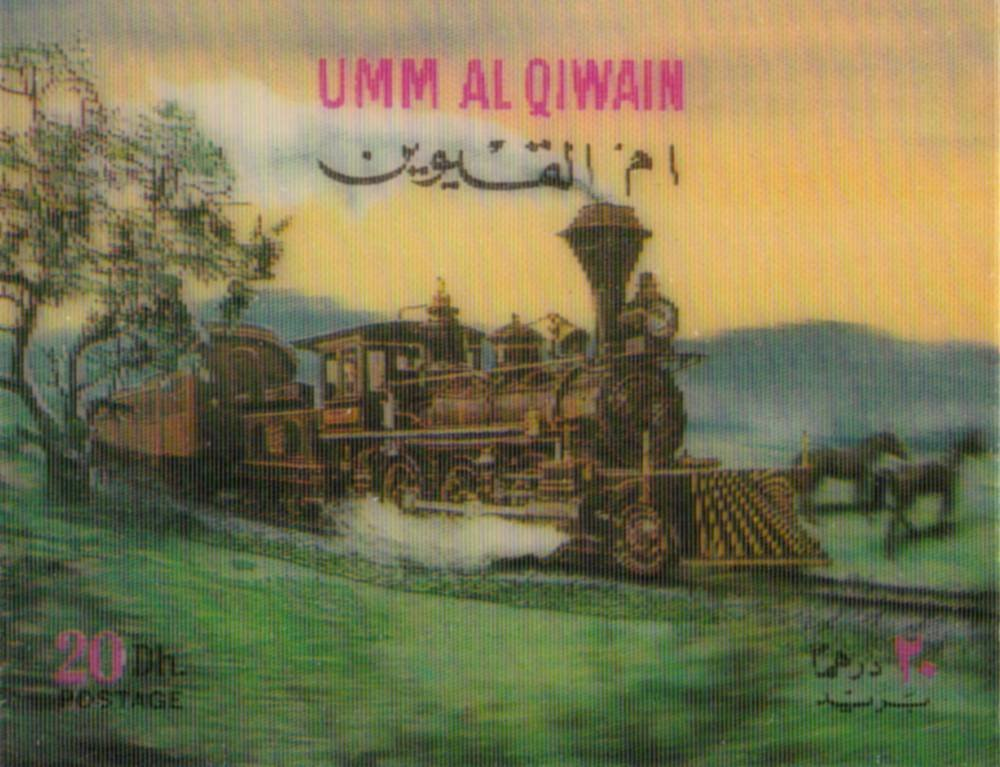
20 درهما
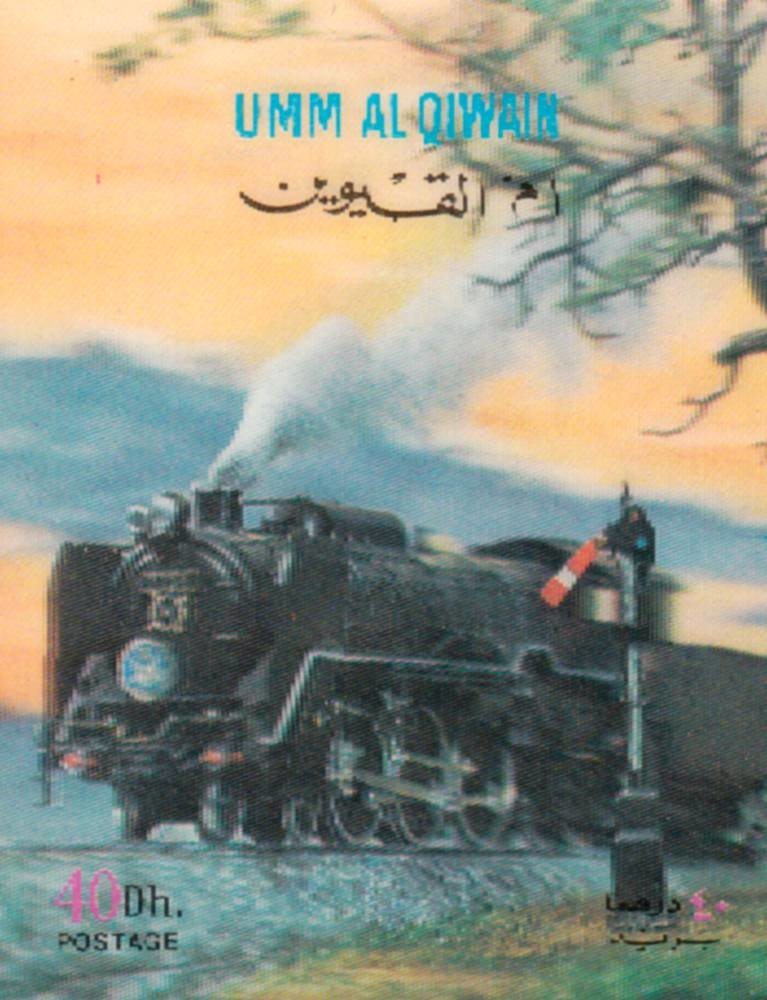
50 درهما
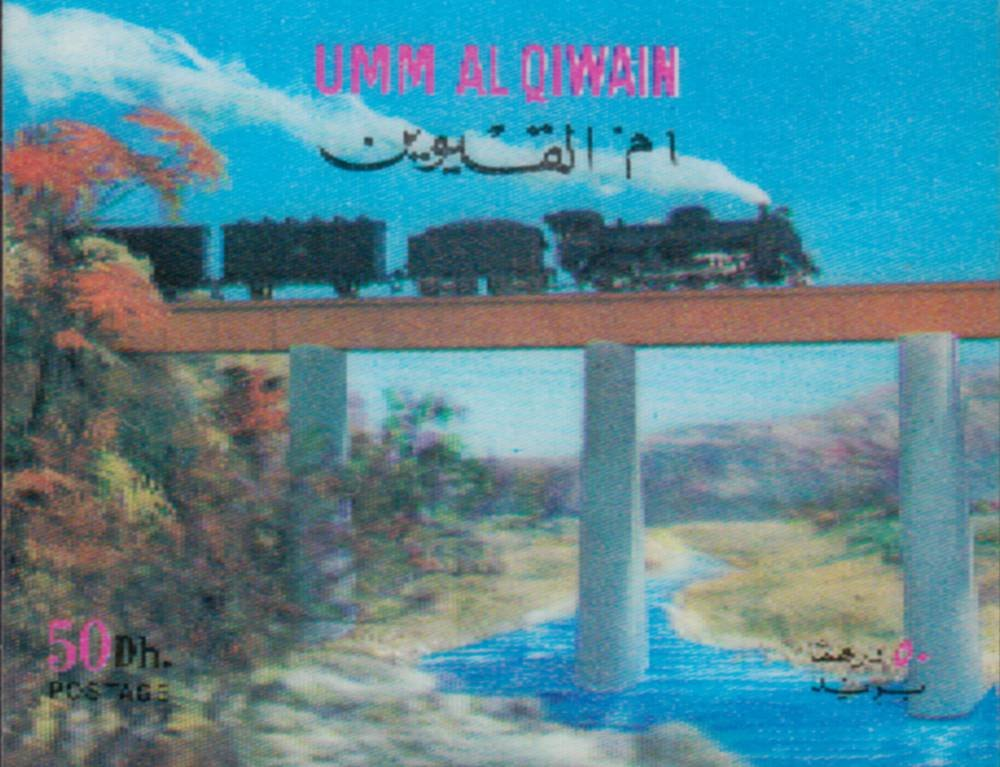
50 درهما
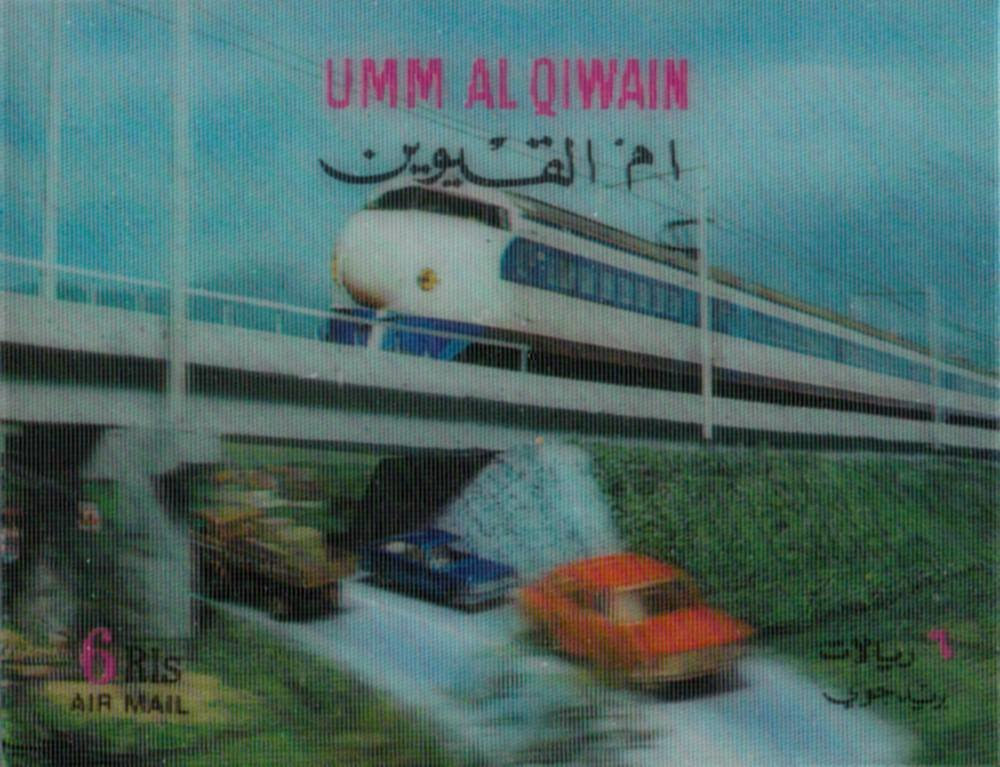
6 ريالات
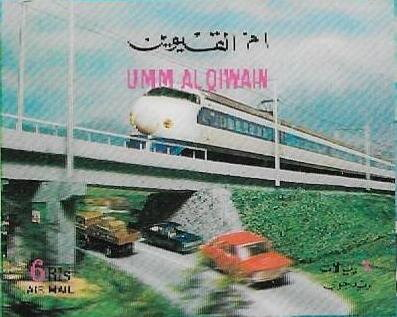
6 ريالات (الطابع مضمن مع البطاقة التذكارية)

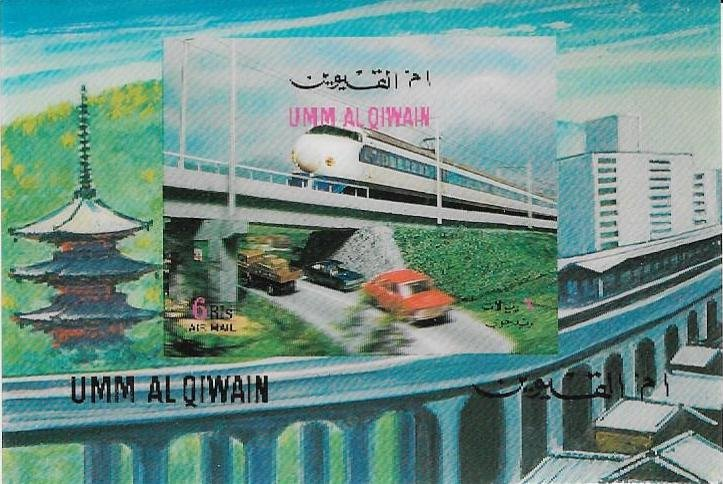
بطاقة تذكارية تضم طابعا بقيمة 6 ريالات.

### إصدار دورة الألعاب الأولمبية الشتوية
أصدرت طوابع وبطاقة لمناسبة الألعاب الأولمبية الشتوية 1972 في مدينة سابورو اليابانية، والطوابع مطبوعة بطريقة الطباعة العدسية.

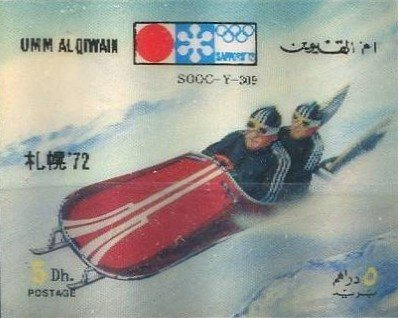
5 دراهم
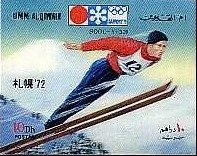
10 دراهم
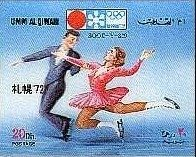
20 درهما
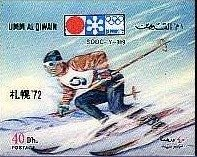
40 درهما
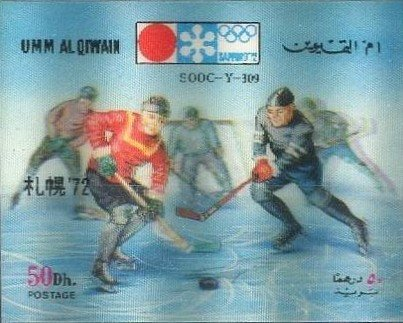
50 درهما
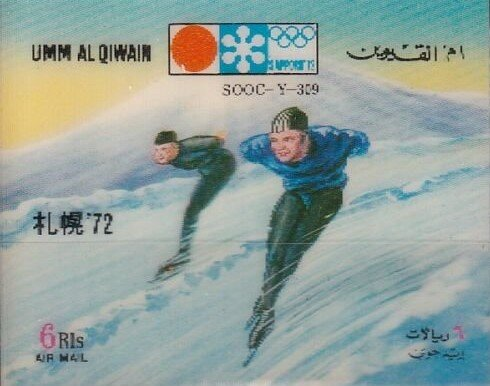
6 ريالات
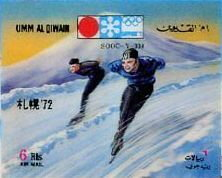
6 ريالات (الطابع مضمن مع البطاقة التذكارية)

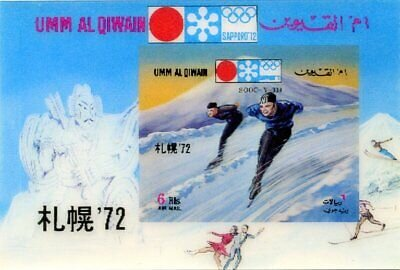
بطاقة تذكارية تضم طابعا بقيمة 6 ريالات.

### إصدار عيد الفصح
أصدرت طوابع وبطاقة تظهر فيها لوحات هانس ميملنغ والتي موضوعها آلام المسيح.

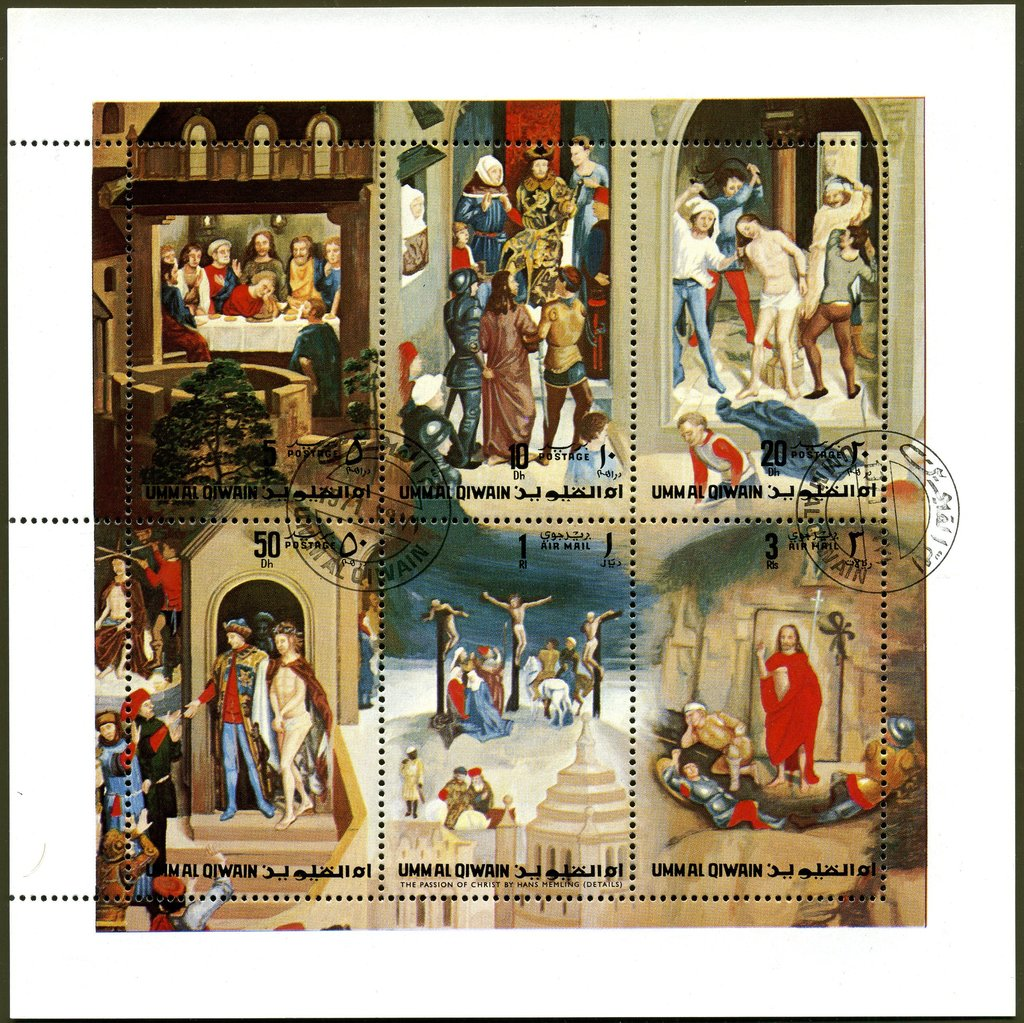
ورقة الطوابع وتظهر فيها لوحات هانس ميملنغ والتي موضوعها آلام المسيح.
الصف الأعلى طوابع قيمتها 5 دراهم و10 دراهم و20 درهما
الصف الأسفل طوابع مخصصة للبريد الجوي وقيمتها 50 درهما وريال واحد و3 ريالات.

### أصدار المخيم الكشفي العالمي الثالث عشر
في 30 مايو 1972، أصدرت طوابع وبطاقة لمناسبة المخيم الكشفي العالمي الثالث عشر الذي عقد في أغسطس 1971 في اليابان، والطوابع مطبوعة بطريقة الطباعة العدسية.

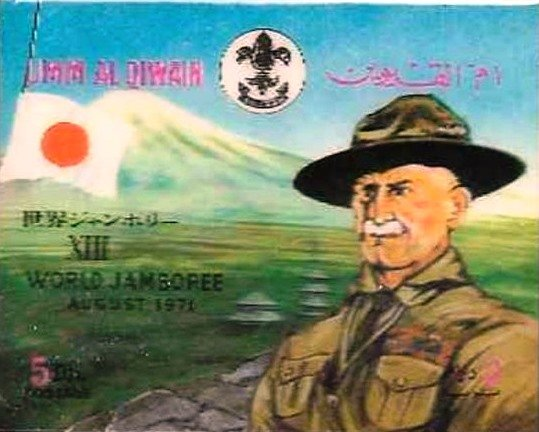
5 درهم
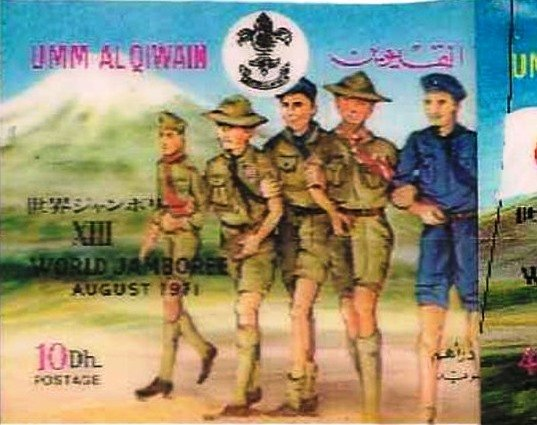
10 دراهم
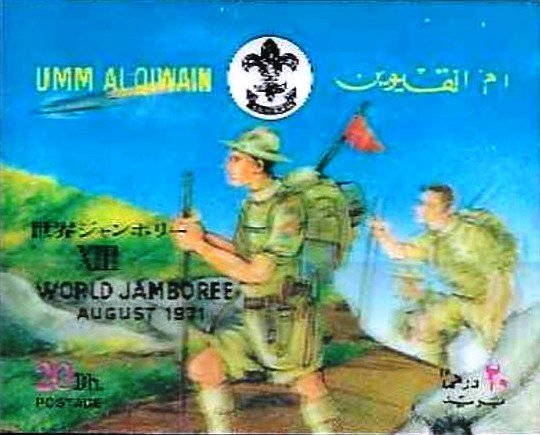
20 درهما
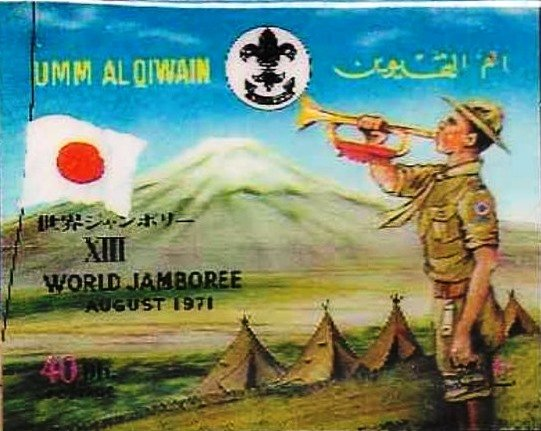
40 درهما
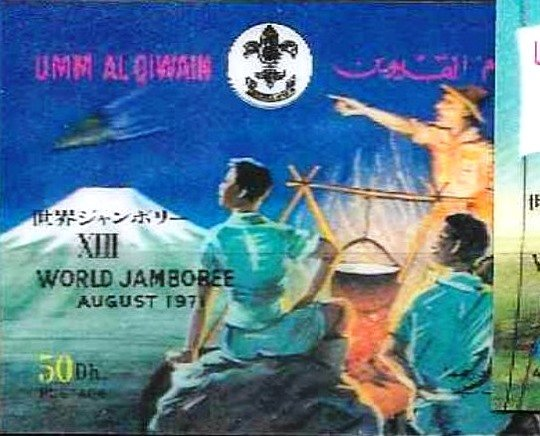
50 درهما
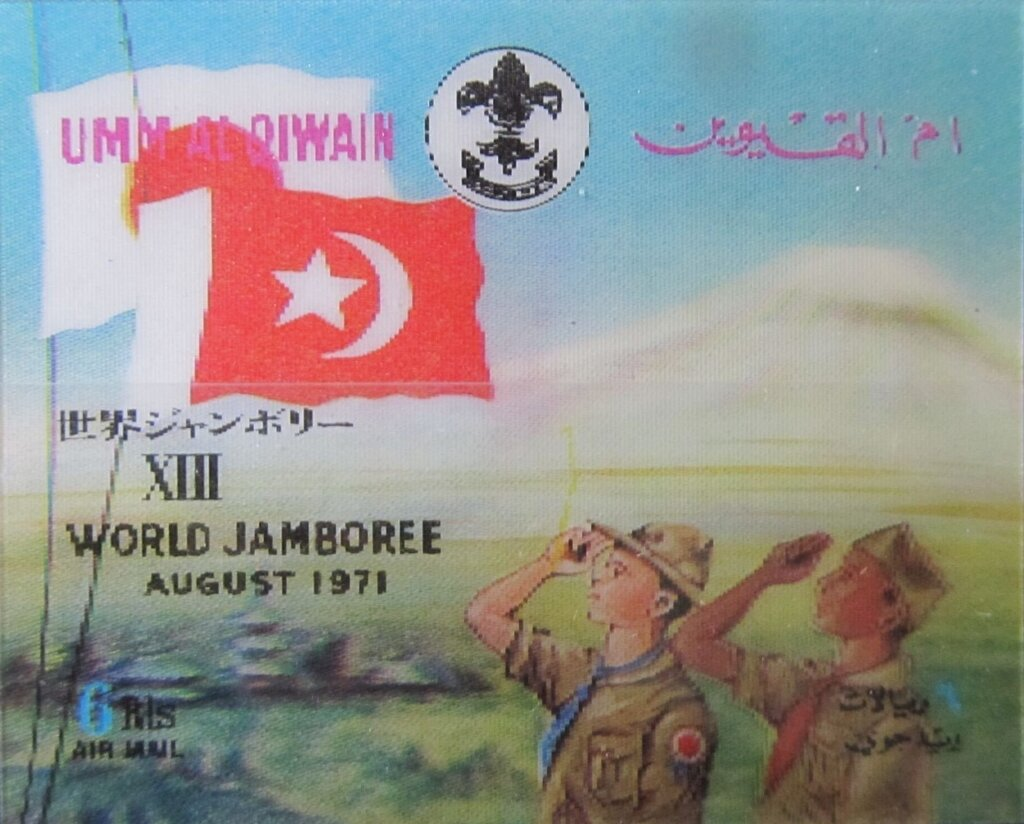
6 ريالات (يشبه الطابع المضمن مع البطاقة)
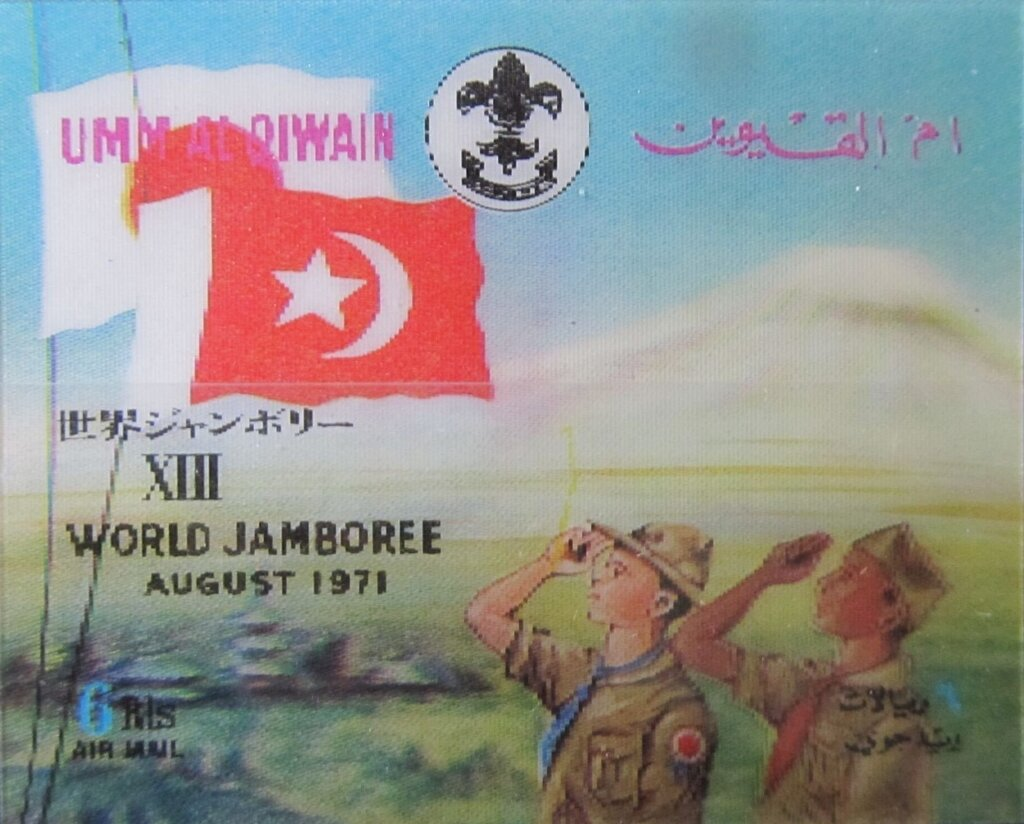
6 ريالات (مضمن مع البطاقة)

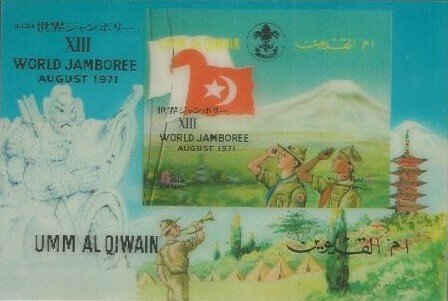
بطاقة تذكارية تضم طابعا بقيمة 6 ريالات.

### طابع جورج الثالث وونستون تشرشل
أصدرت في 22 مايو 1972 طوابع تحمل صورة الملك جورج الثالث وونستون تشرشل.

5 دراهم
10 دراهم
15 درهما
20 درهما
ريال واحد
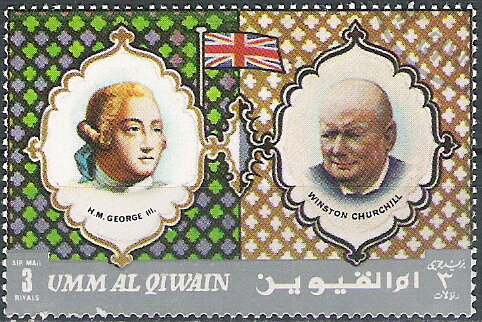
3 ريالات

### إصدار حكام إمارات الخليج العربي
أصدرت طوابع تحمل صورة حاكم إمارة أم القيوين أحمد بن راشد المعلا مع حكام الإمارات الأخرى، وكل إمجموعة كانت من 6 طوابع بالفئات التالية:

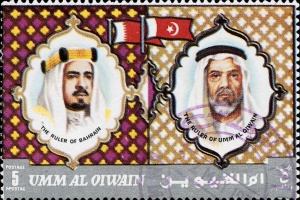
5 دراهم
10 دراهم
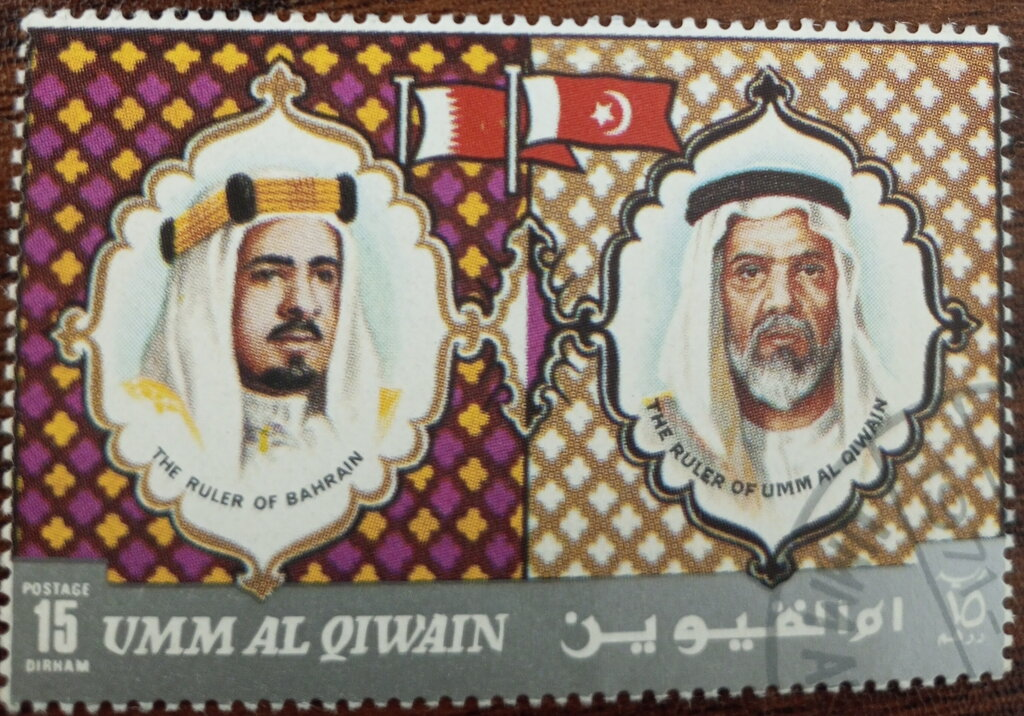
15 درهما
20 درهما
ريال واحد (مخصص للبريد الجوي)
3 ريالات (مخصص للبريد الجوي)

وهذه الطوابع لم تكن من طوابع الكثبان الرملية، حيث استعملت على الرسائل البريدية.

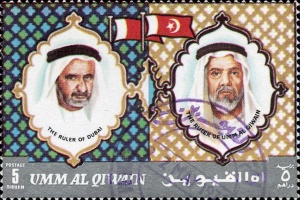
5 دراهم
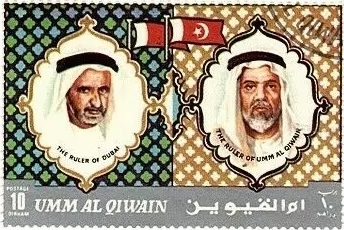
10 دراهم
15 درهما
20 درهما
ريال واحد
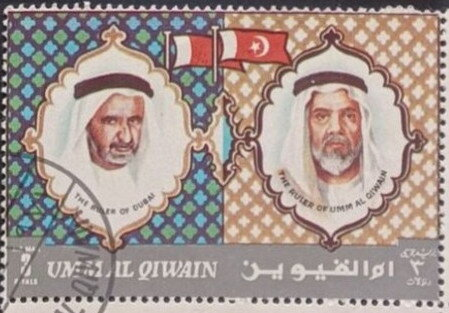
3 ريالات

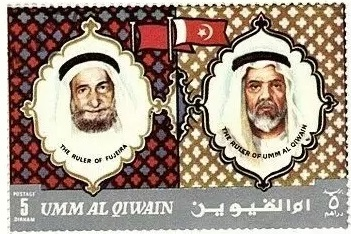
5 دراهم
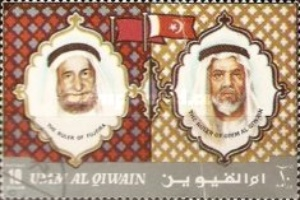
10 دراهم
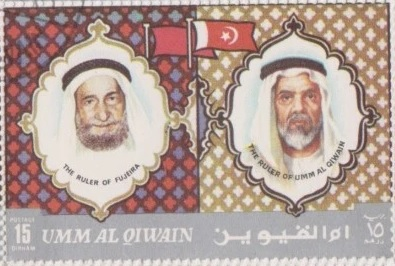
15 درهما
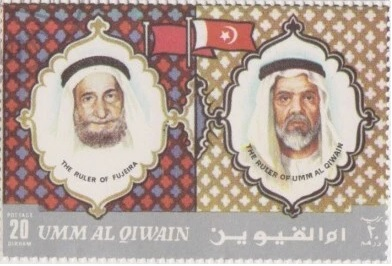
20 درهما
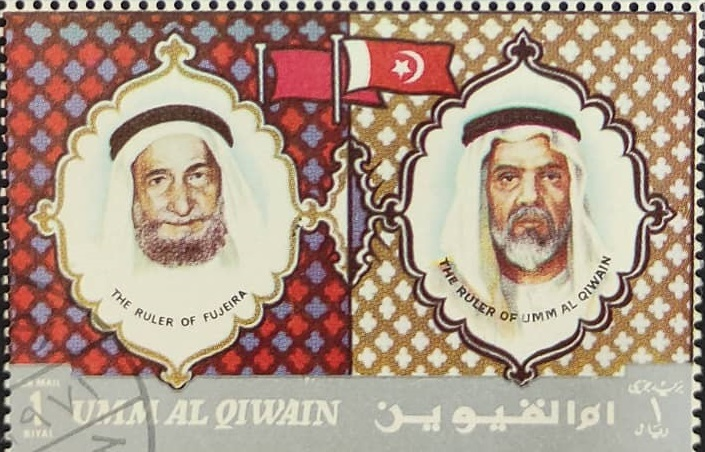
ريال واحد
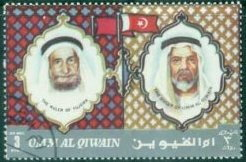
3 ريالات

- مجموعة الطوابع التي تظهر عليها صورة حاكم أم القيوين أحمد بن راشد المعلا مع حاكم أبو ظبي زايد بن خليفة آل نهيان

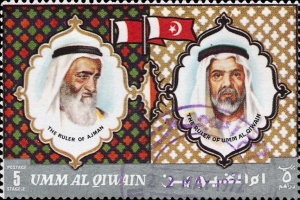
5 دراهم
10 دراهم
15 درهما
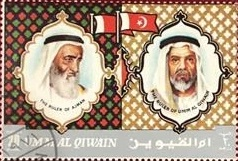
20 درهما
ريال واحد
3 ريالات

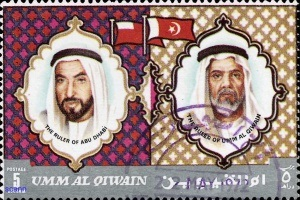
5 دراهم
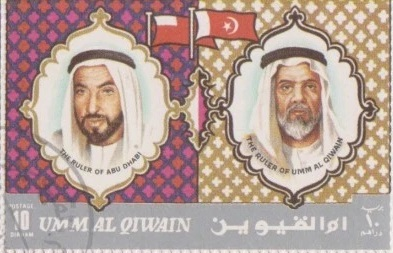
10 دراهم
15 درهما
20 درهما
ريال واحد
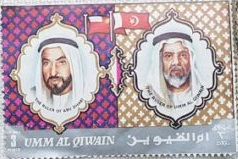
3 ريالات

- مجموعة الطوابع التي تظهر عليها صورة حاكم أم القيوين أحمد بن راشد المعلا مع حاكم البحرين عيسى بن سلمان آل خليفة

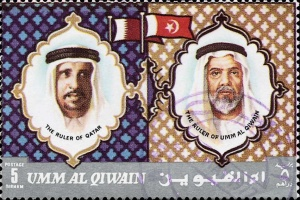
5 دراهم
10 دراهم
15 درهما
20 درهما
ريال واحد
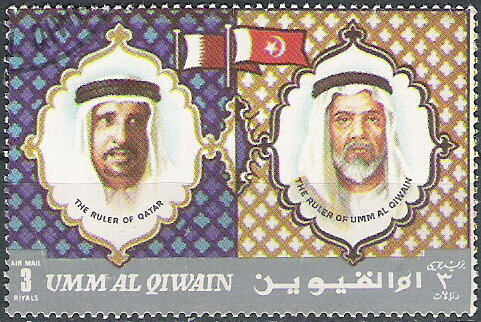
3 ريالات

- مجموعة الطوابع التي تظهر عليها صورة حاكم أم القيوين أحمد بن راشد المعلا مع حاكم قطر أحمد بن علي آل ثاني

- 5 دراهم
- 10 دراهم
- 15 درهما
- 20 درهما
- ريال واحد
- 3 ريالات

- مجموعة الطوابع التي تظهر عليها صورة حاكم أم القيوين أحمد بن راشد المعلا مع حاكم دبي راشد بن سعيد آل مكتوم

- 5 دراهم
- 10 دراهم
- 15 درهما
- 20 درهما
- ريال واحد
- 3 ريالات

- مجموعة الطوابع التي تظهر عليها صورة حاكم أم القيوين أحمد بن راشد المعلا مع حاكم الفجيرة محمد بن حمد الشرقي

- 5 دراهم
- 10 دراهم
- 15 درهما
- 20 درهما
- ريال واحد
- 3 ريالات

- مجموعة الطوابع التي تظهر عليها صورة حاكم أم القيوين أحمد بن راشد المعلا مع حاكم عجمان راشد بن حميد النعيمي

- 5 دراهم
- 10 دراهم
- 15 درهما
- 20 درهما
- ريال واحد
- 3 ريالات

### إصدار الألعاب الأولمبية الصيفية 1972
أصدرت في 29 مايو 1972 طوابع وبطاقة لمناسبة دورة الألعاب الأولمبية الصيفية في ميونخ الألمانية عام 1972، والطوابع مطبوعة بطريقة الطباعة العدسية.

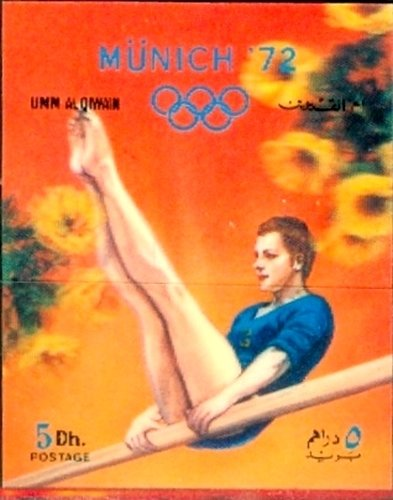
5 دراهم
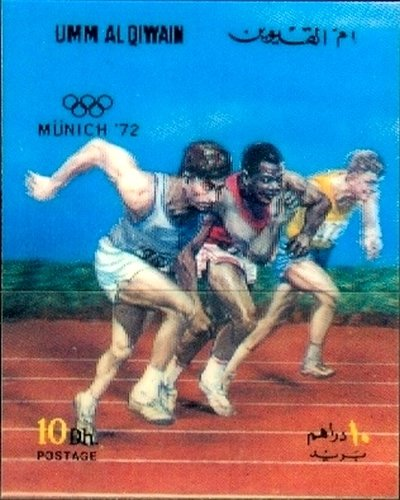
10 دراهم
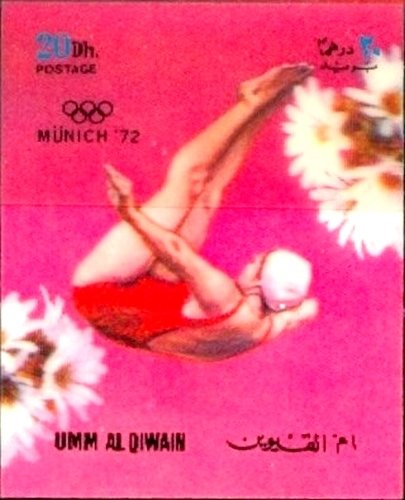
20 درهما
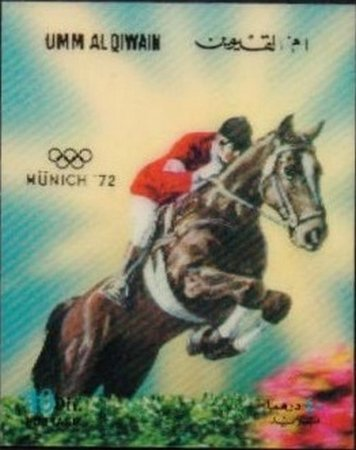
40 درهما
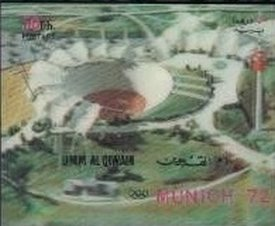
50 درهما
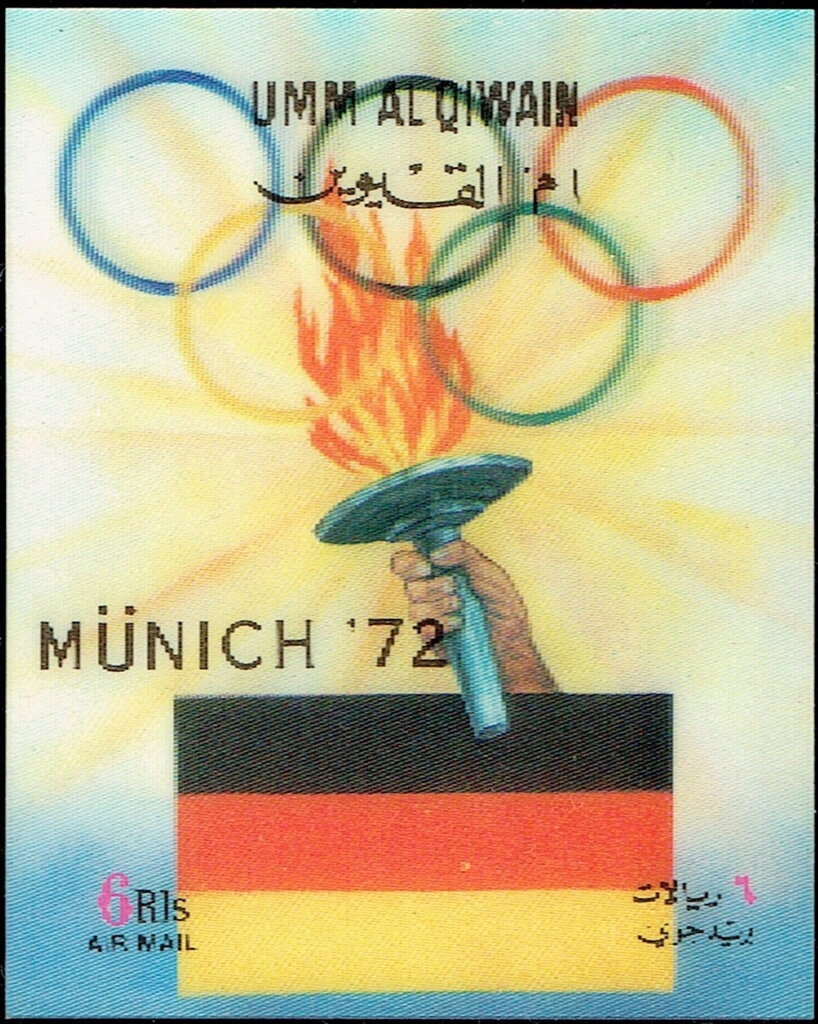
6 ريالات
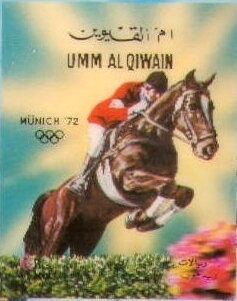
6 ريالات (الطابع مضمن مع البطاقة التذكارية)

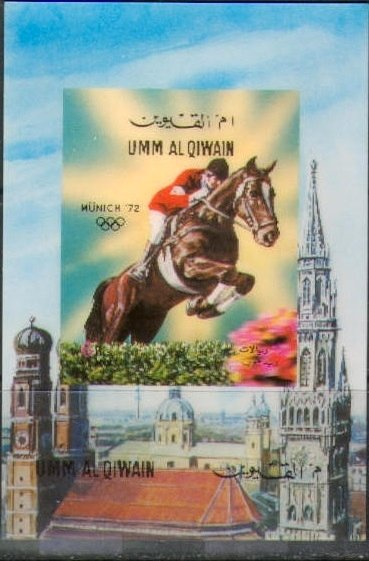
بطاقة تذكارية تضم طابعا بقيمة 6 ريالات.

### إصدار الإمبراطورية الفارسية

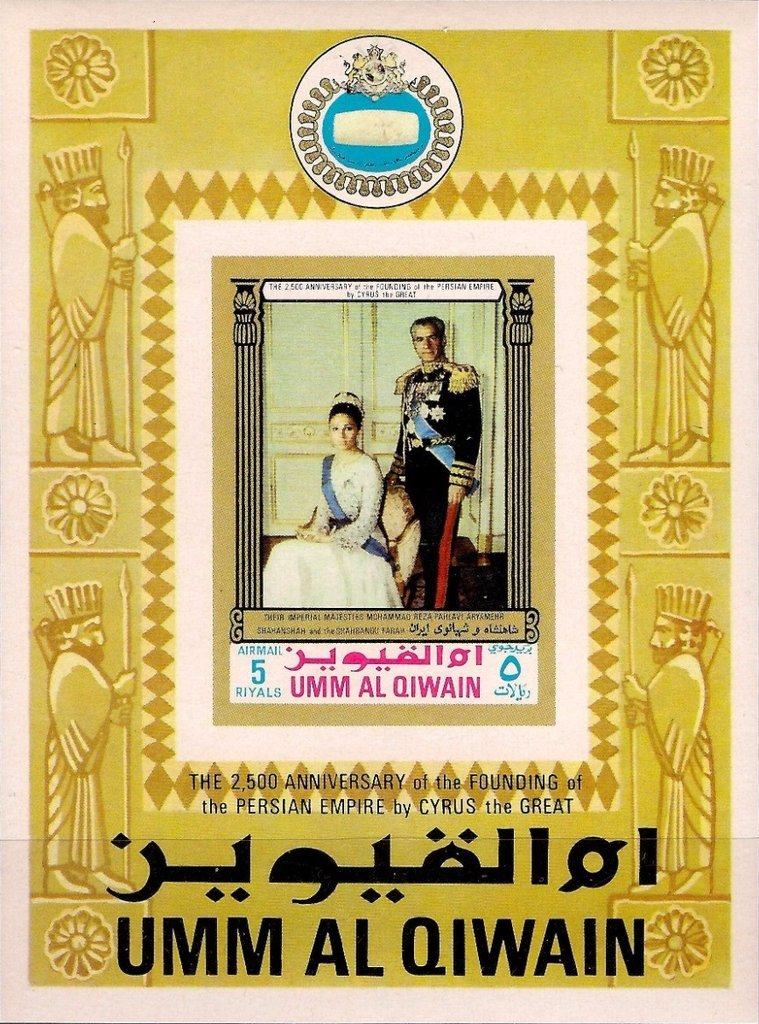
بطاقة تذكارية بقيمة 5 ريالات تظهر فيها صورة الشاه محمد رضا بهلوي وزوجته.

في 20 ديسمبر 1972، أصدرت طوابع وبطاقة تحتفي بالذكرى 2500 لتأسيس الإمبراطورية الفارسية، وتصور بعض معالم الحضارة الفارسية أو ملك وملكة إيران.

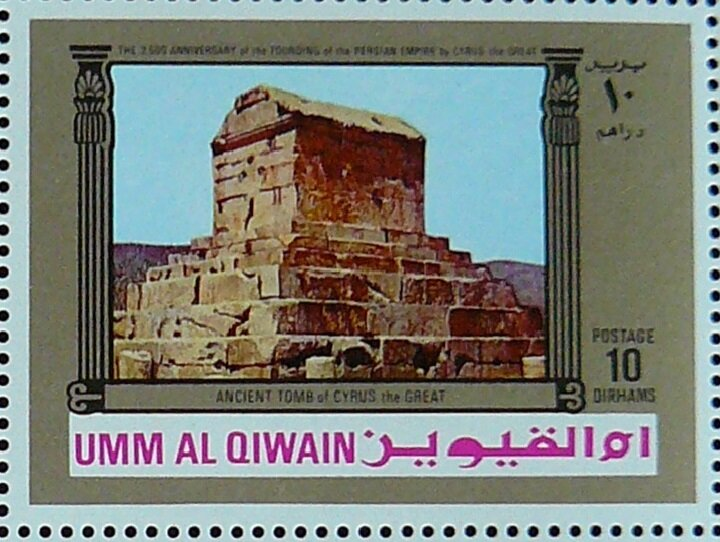
10 دراهم
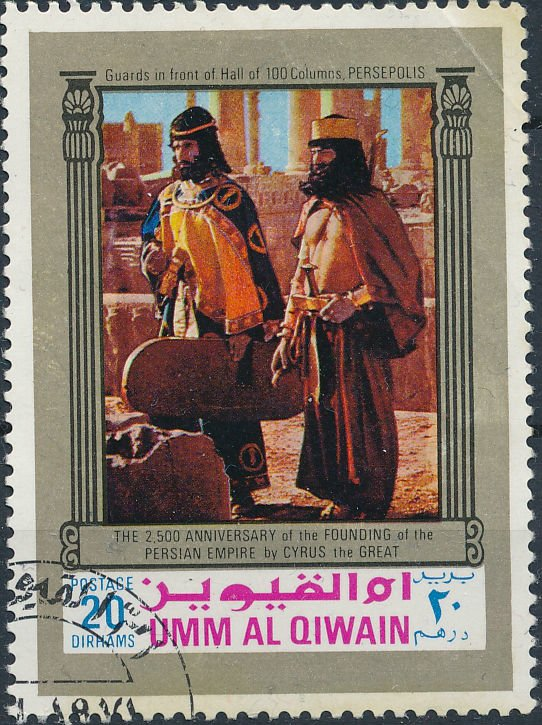
20 درهما
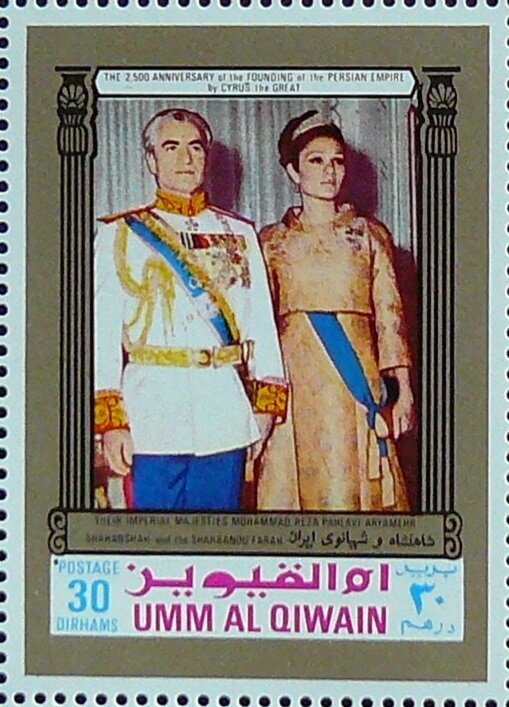
30 درهما
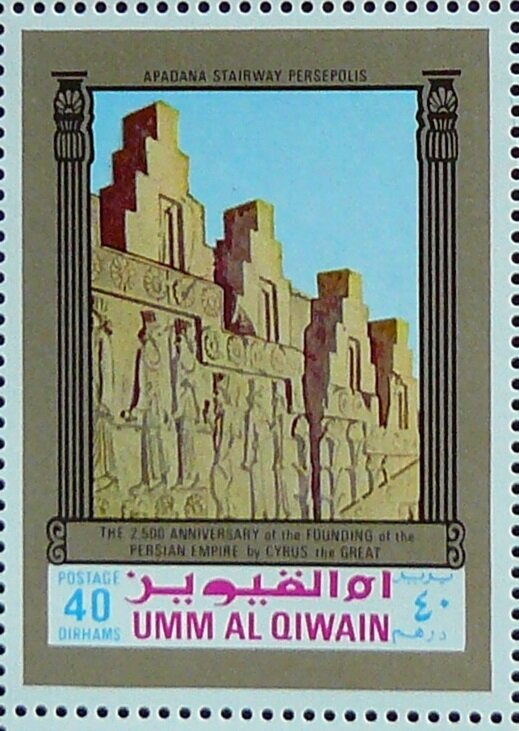
40 درهما
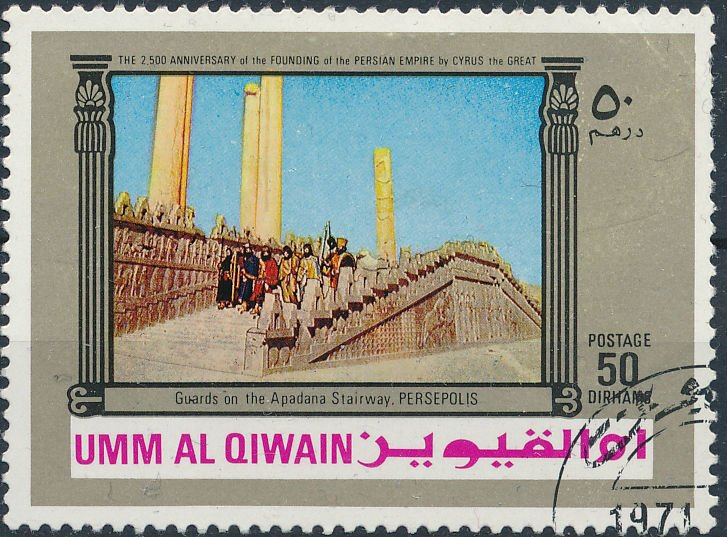
50 درهما
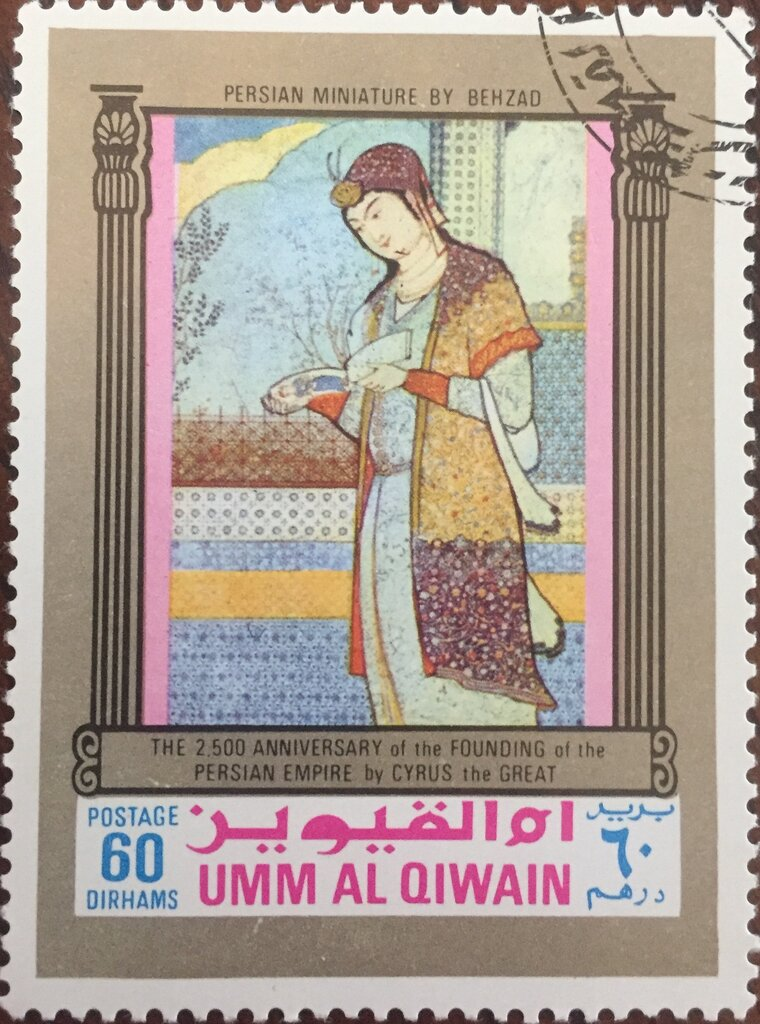
60 درهما
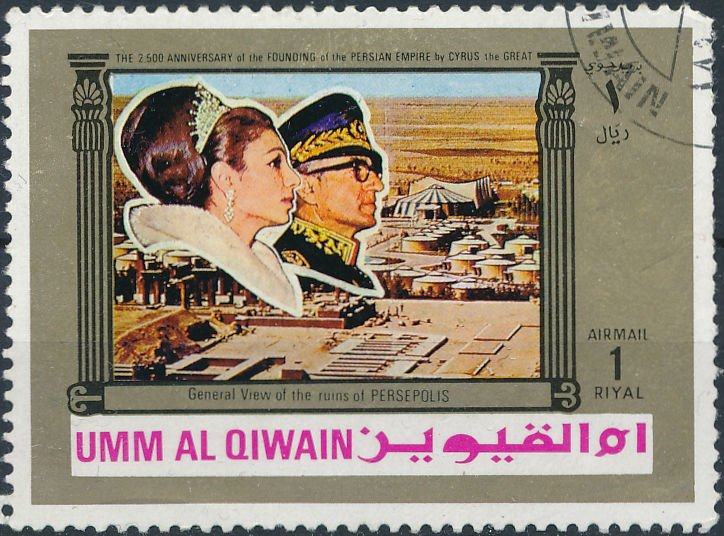
ريال واحد
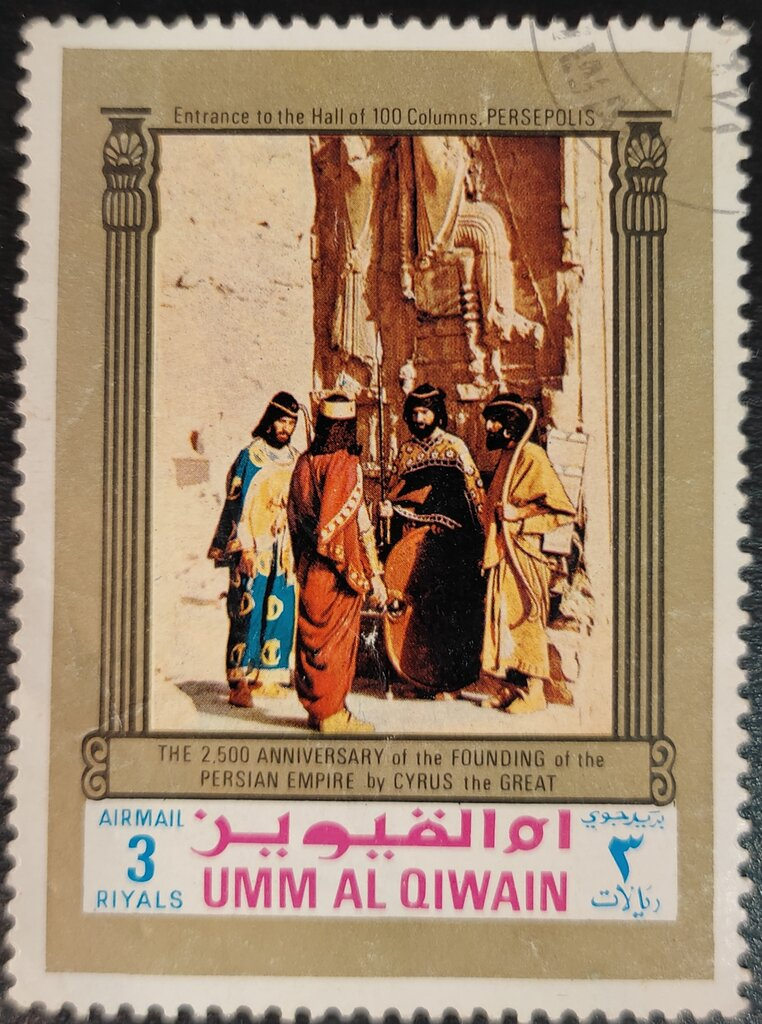
3 ريالات

### إصدار السمك
أصدرت في 3 يونيو 1972 طوابع وبطاقة تظهر عليها صور سمك، والطوابع مطبوعة بطريقة الطباعة العدسية.

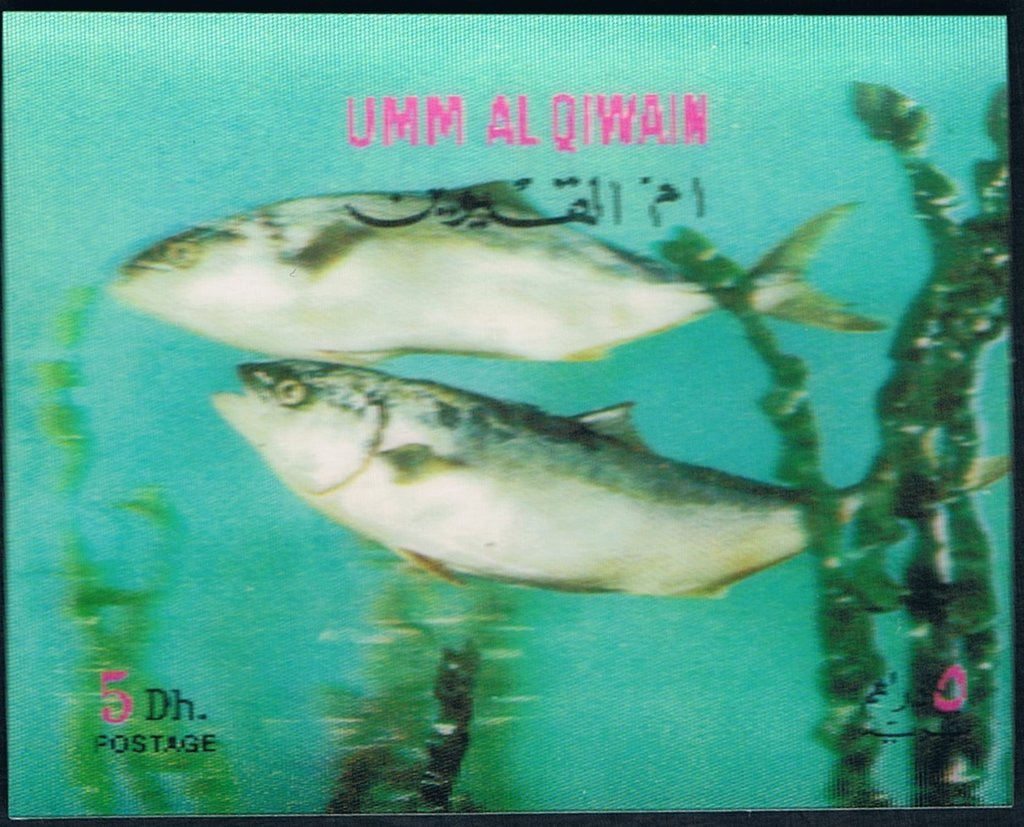
5 دراهم
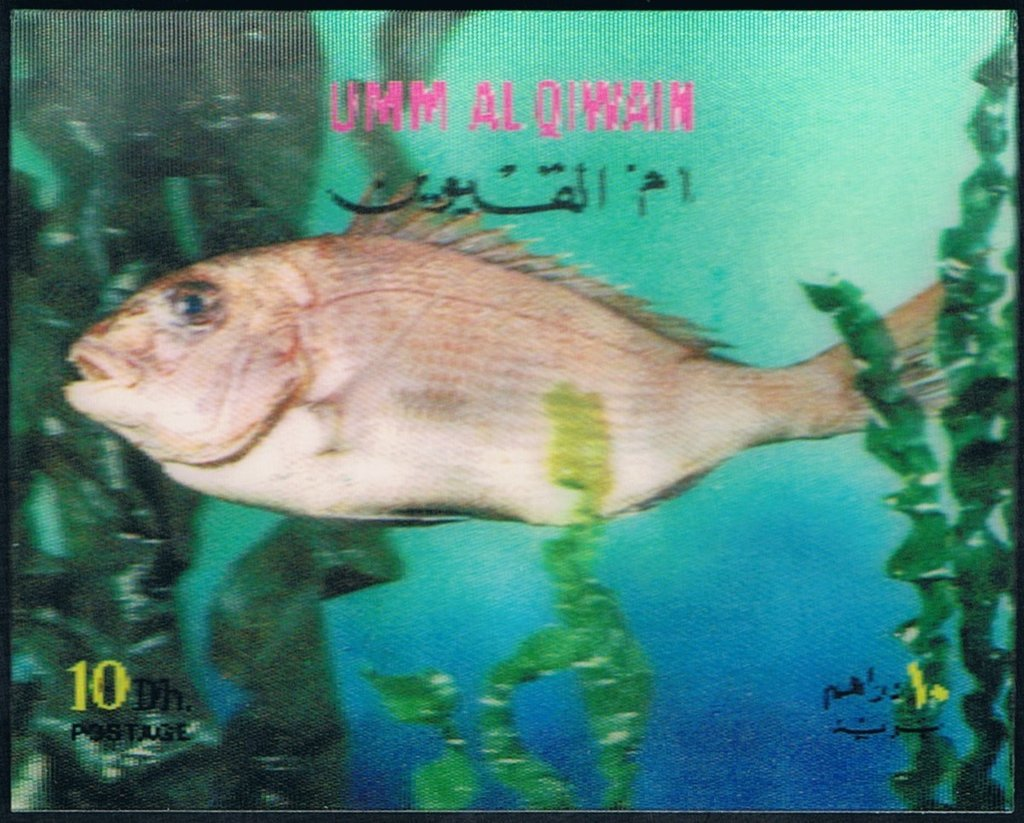
10 دراهم
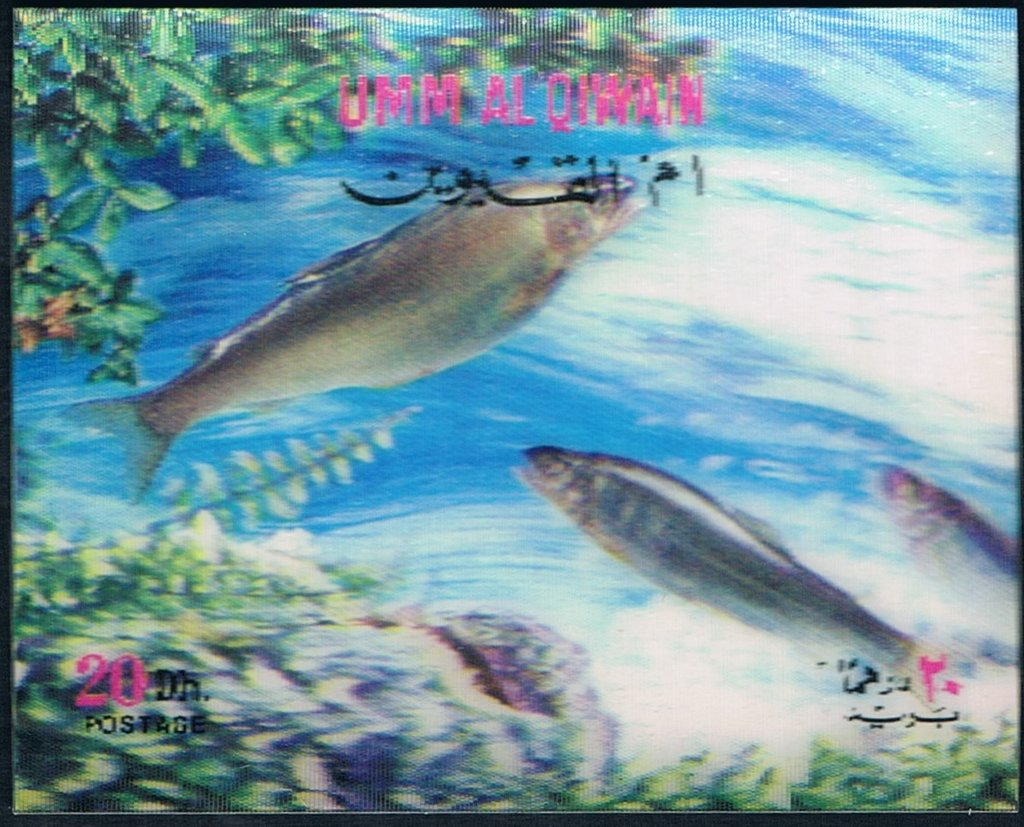
20 درهما
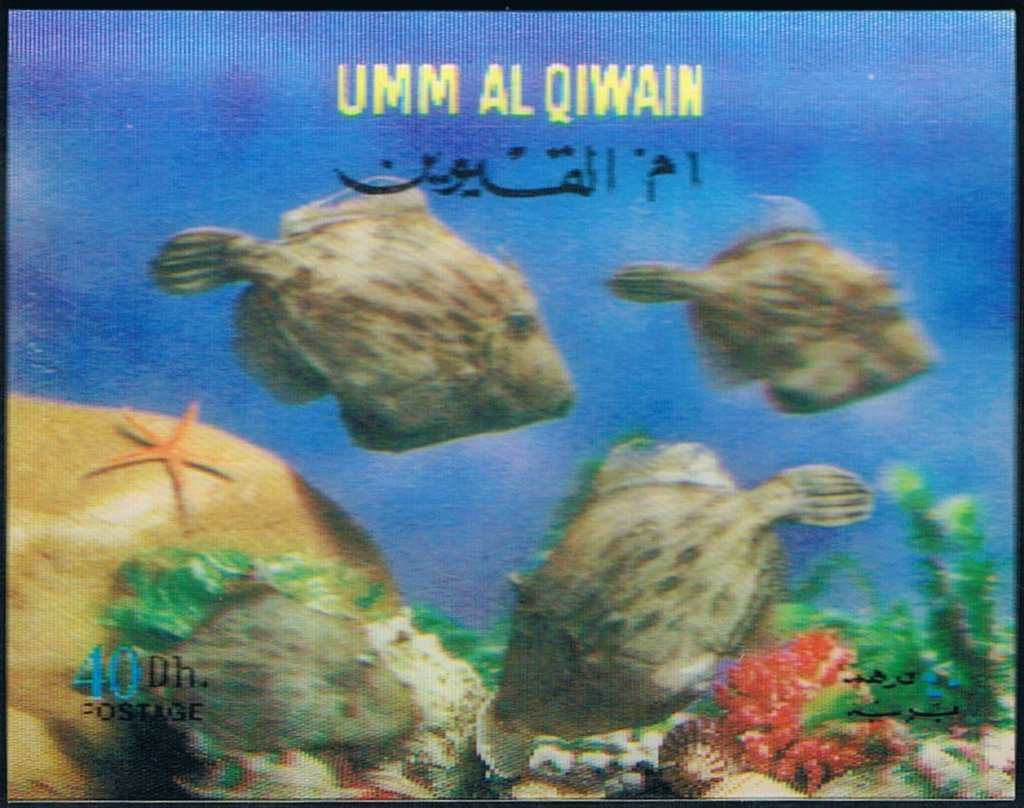
40 درهما
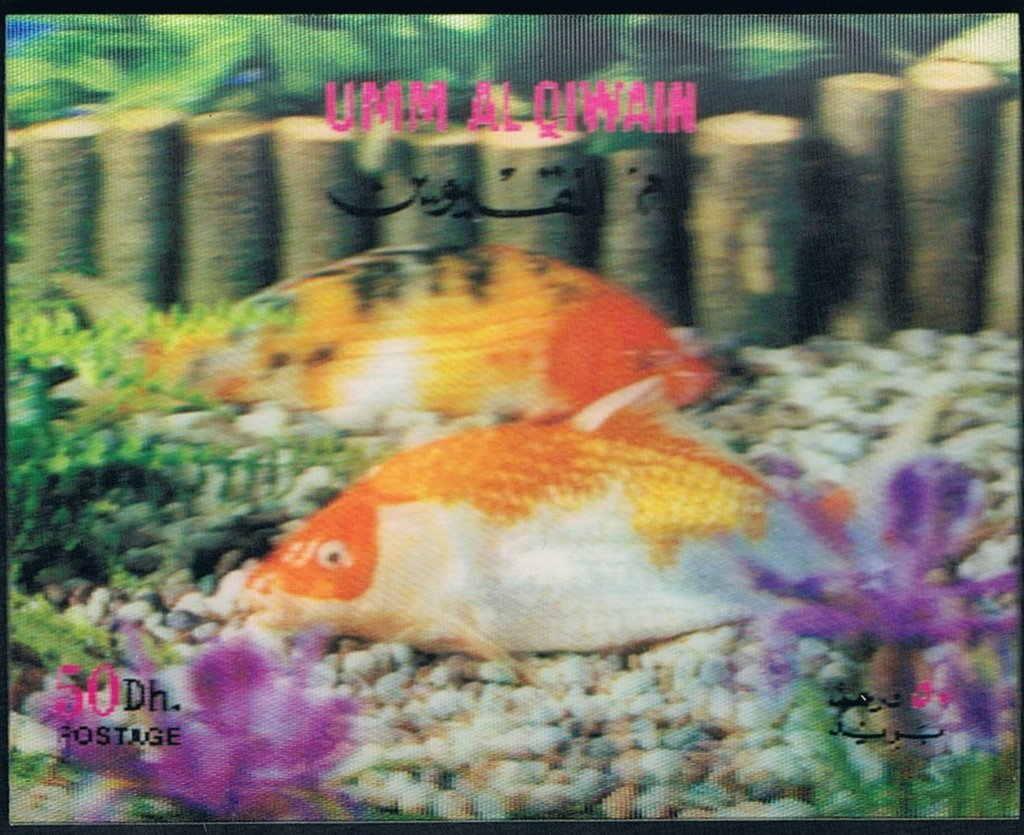
50 درهما
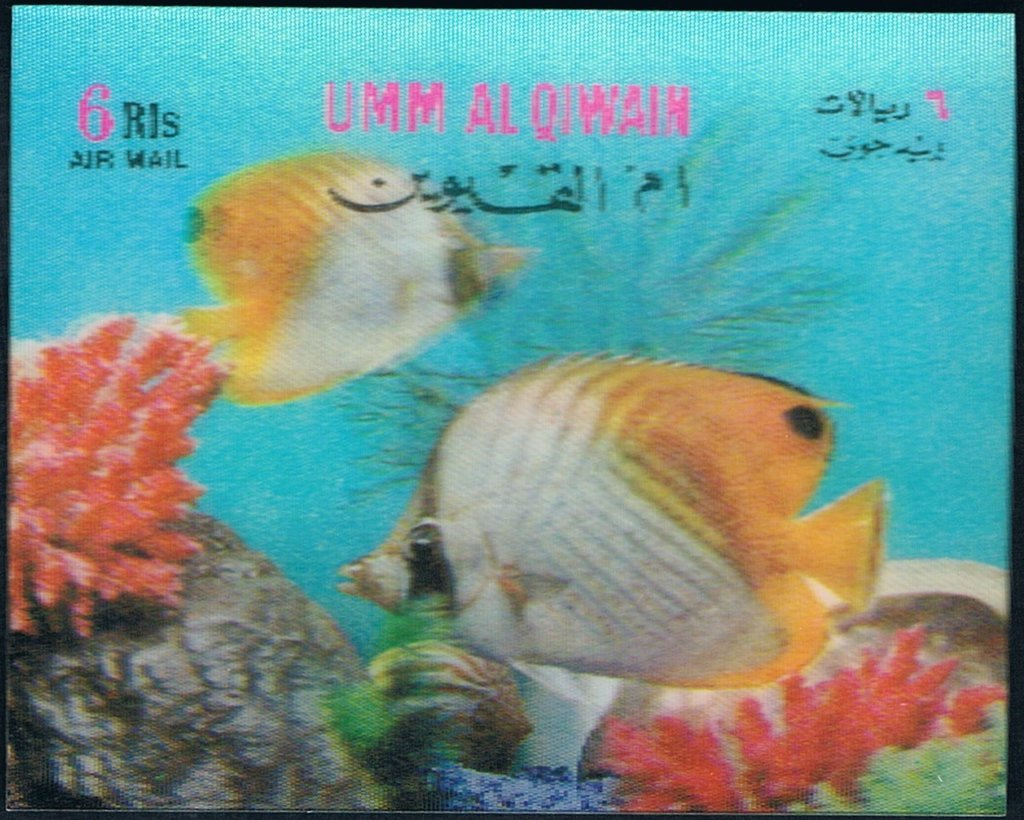
6 ريالات
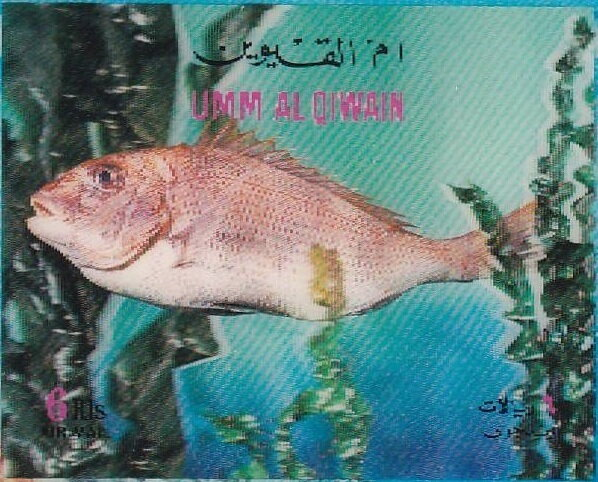
6 ريالات (مضمن مع البطاقة التذكارية)

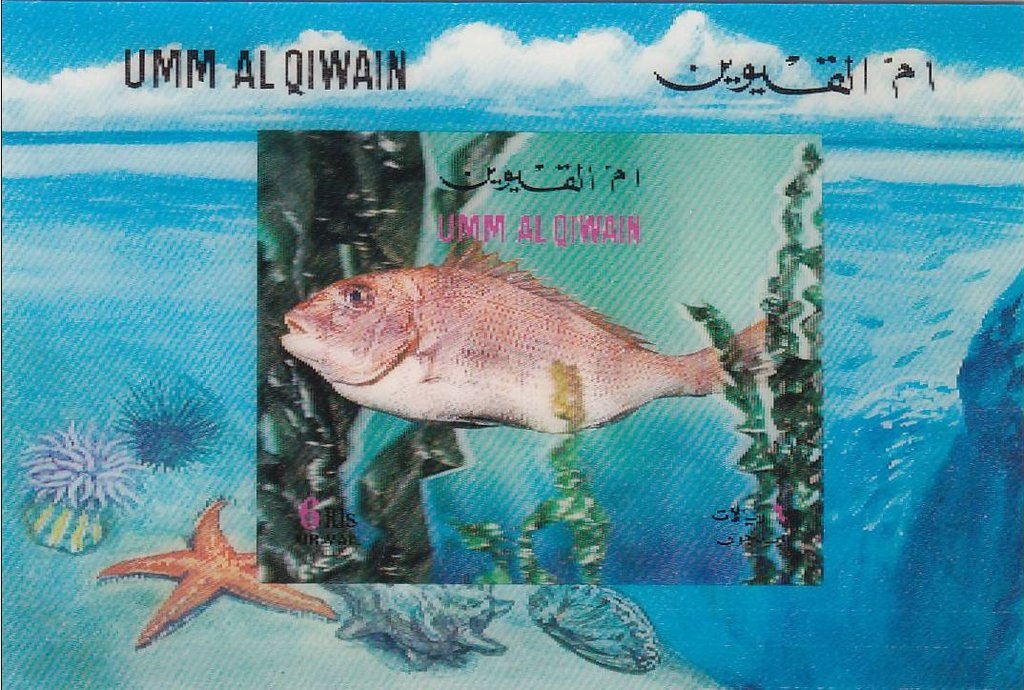
بطاقة تذكارية تضم طابعا بقيمة 6 ريالات.

### إصدار الخطوط الجوية

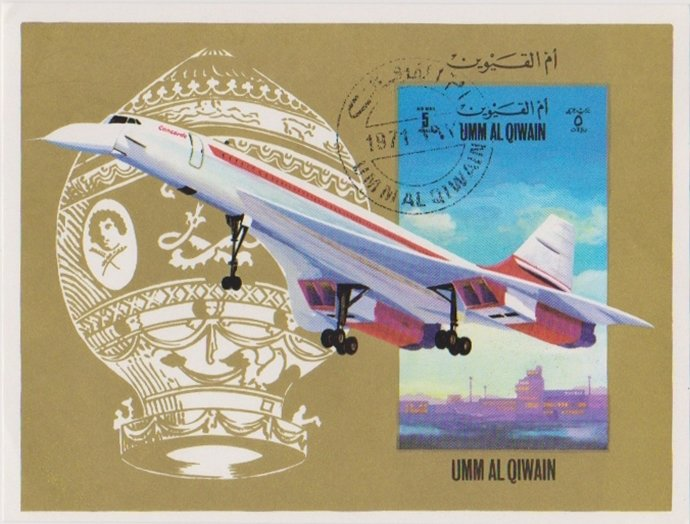
بطاقة تذكارية بقيمة 5 ريالات تظهر فيها صورة طائرة كونكورد

أصدرت طوابع وبطاقة تظهر عليها صور طائرات تتبع شركات خطوط جوية مختلفة، وتوفر منها طوابع مخرمة وغير مخرمة وبطاقات بالإضاقة إلى بطاقة تذكارية.

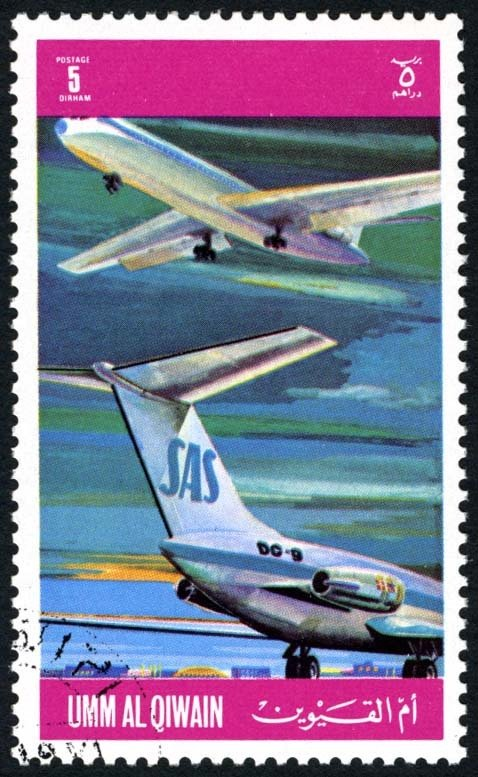
5 دراهم الخطوط الجوية الإسكندنافية
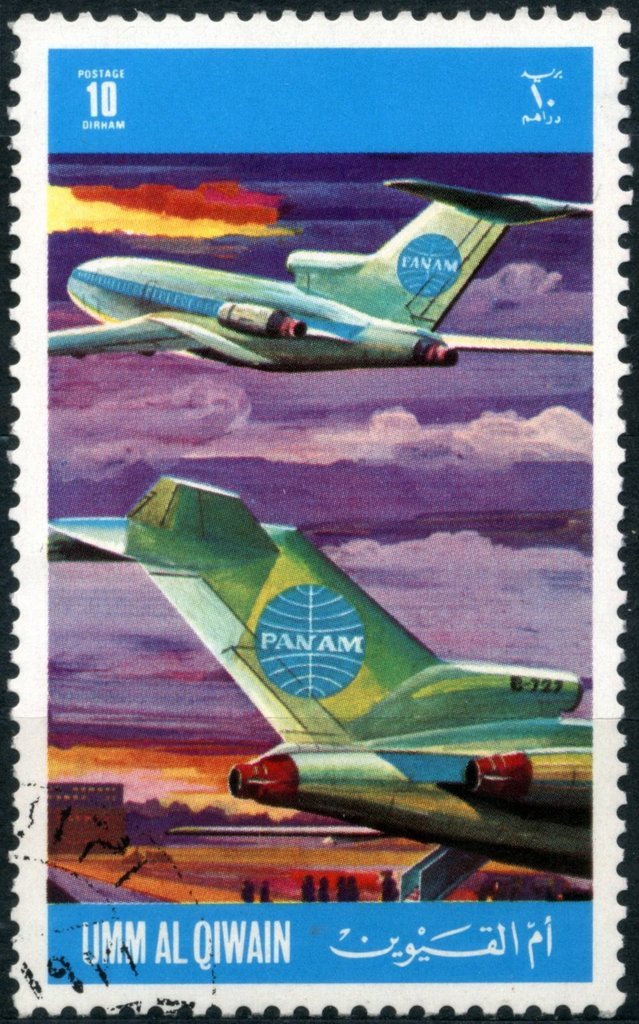
10 دراهم خطوط بان أمريكان العالمية
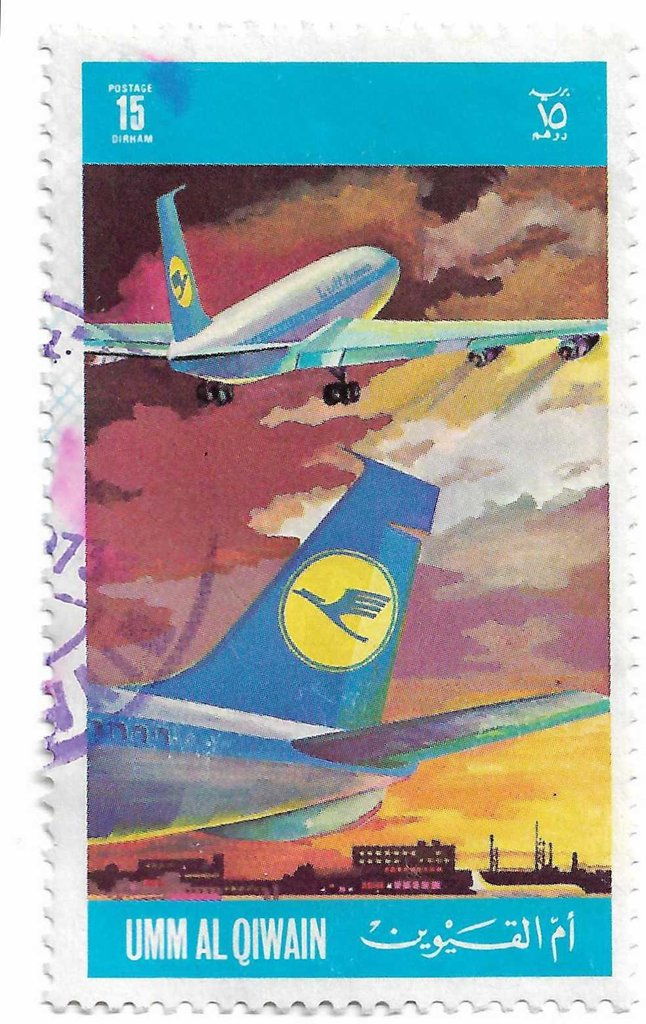
15 درهما لوفتهانزا
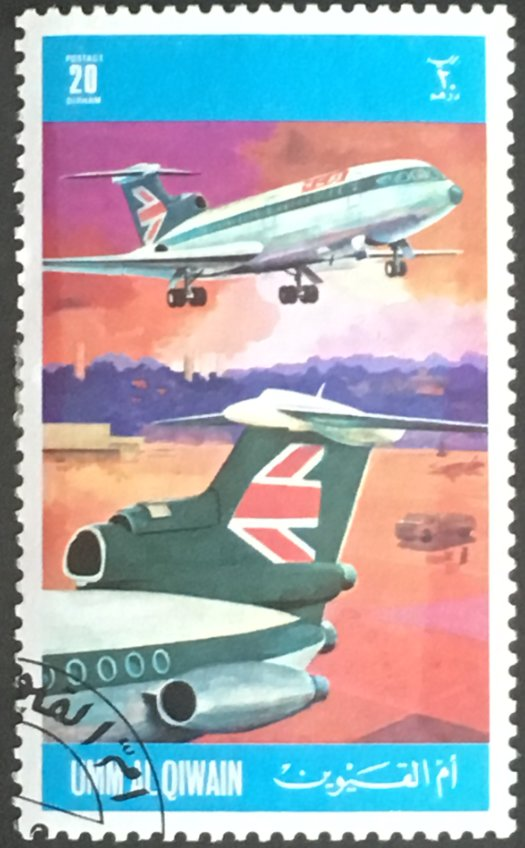
20 درهما الخطوط الجوية البريطانية الأوروبية
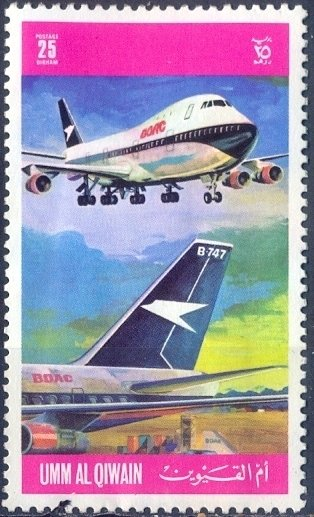
25 درهما شركة الخطوط الجوية البريطانية لما وراء البحار
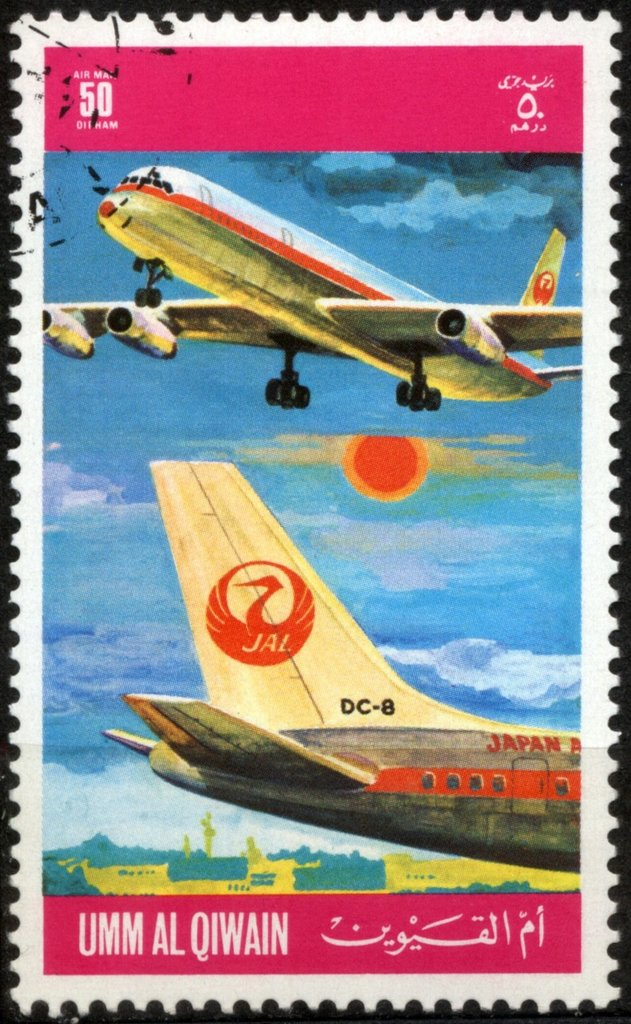
50 درهما الخطوط الجوية اليابانية
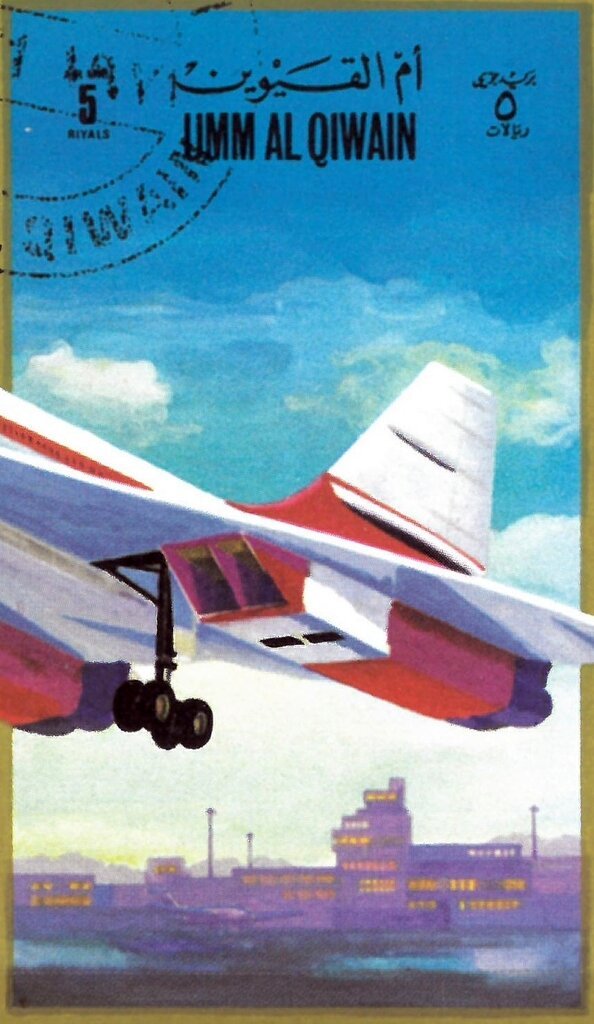
5 ريالات (طابع مضمن مع البطاقة التذكارية)

### إصدار شارل ديغول
في 10 يونيو 1972، أصدرت طوابع وبطاقة تخلد شارل ديغول، وتوفر منها طوابع مخرمة وغير مخرمة وبطاقات بالإضاقة إلى بطاقة تذكارية.

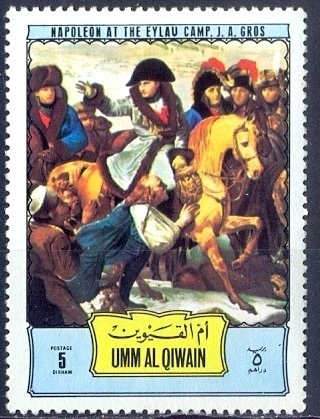
5 دراهم
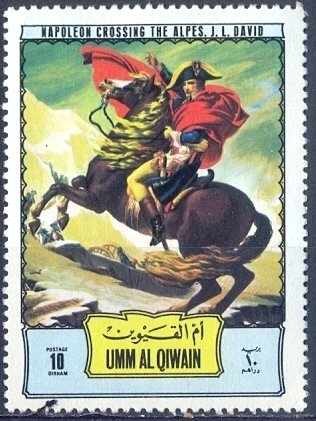
10 دراهم
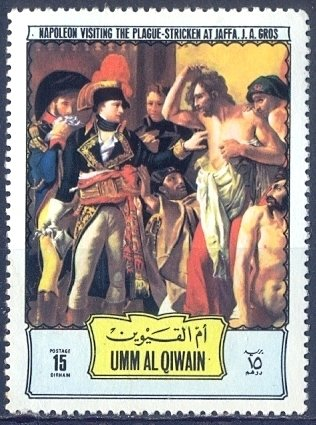
15 درهما
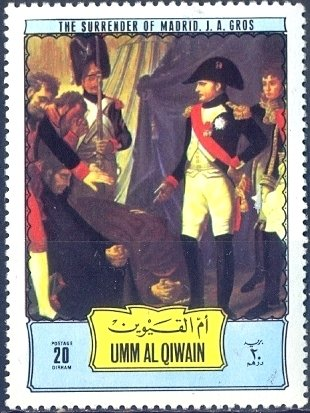
20 درهما
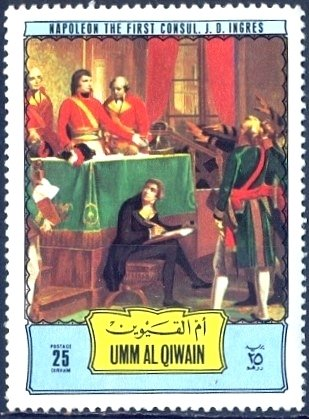
25 درهما
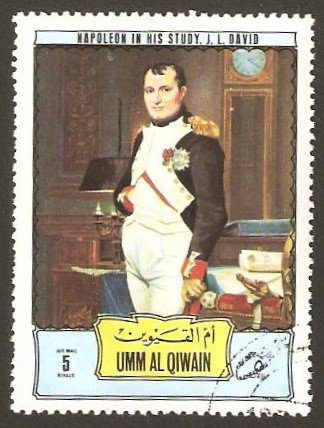
5 ريالات
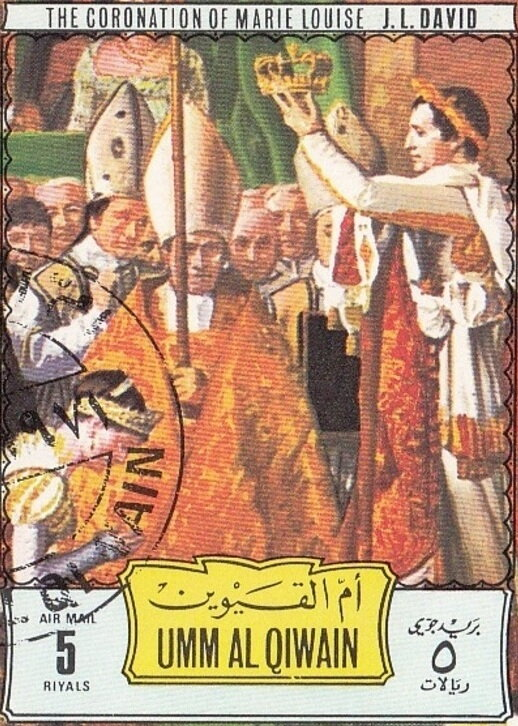
5 ريالات مضمن مع البطاقة التذكارية

كما توفرت بطاقتان تذكاريتان ضمت كل واحدة منها طابعا بقيمة 5 ريالات:

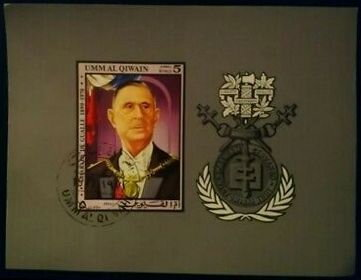
بطاقة تذكارية.

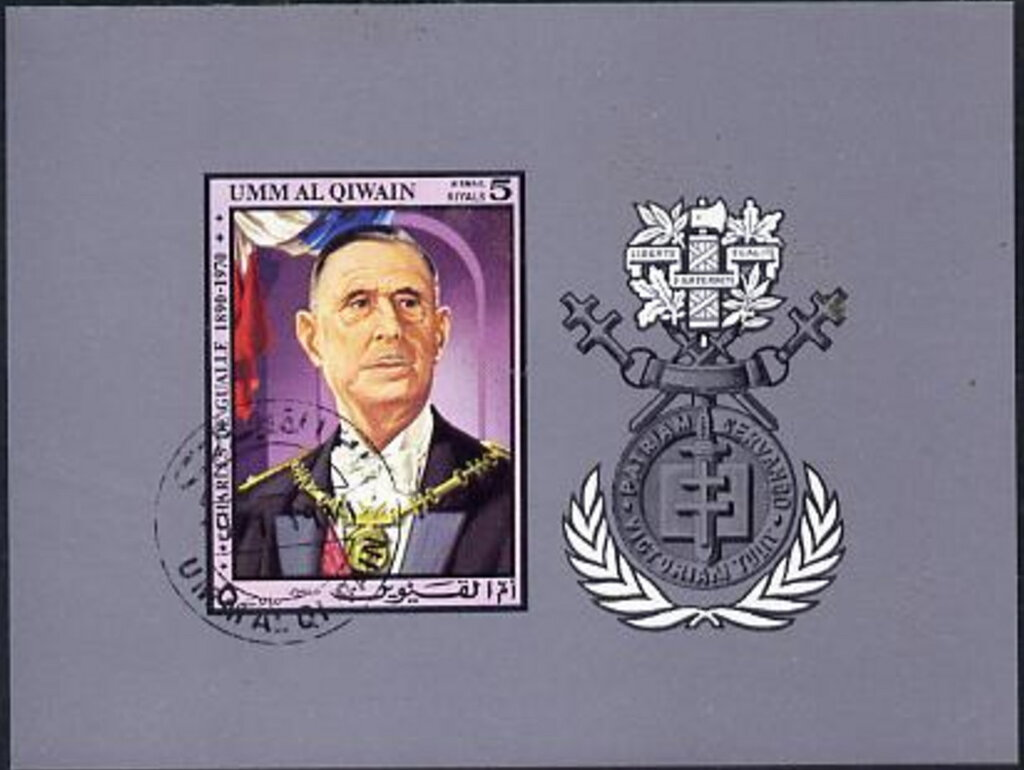
بطاقة تذكارية.

### إصدار نابليون بونابرت

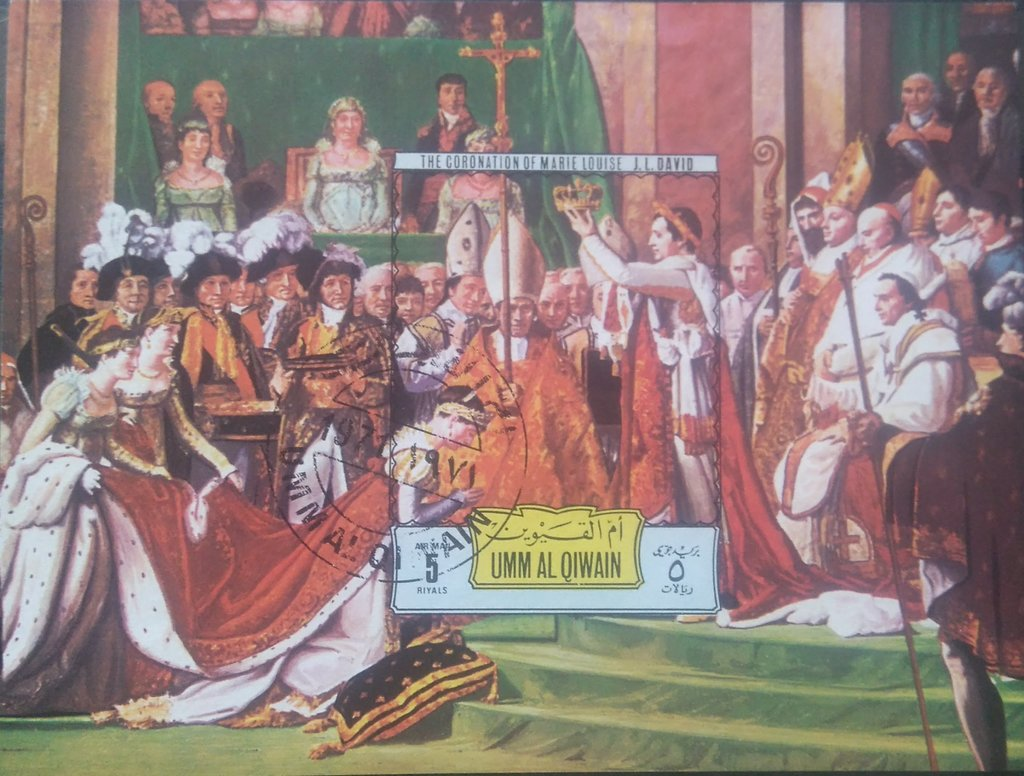
بطاقة تذكارية تضم طابعا بقيمة 5 ريالات.

في 10 يونيو 1972، أصدرت طوابع وبطاقة تظهر عليها لوحات تصور نابليون بونابرت، وتوفر منها طوابع مخرمة وغير مخرمة وبطاقات بالإضاقة إلى بطاقة تذكارية.

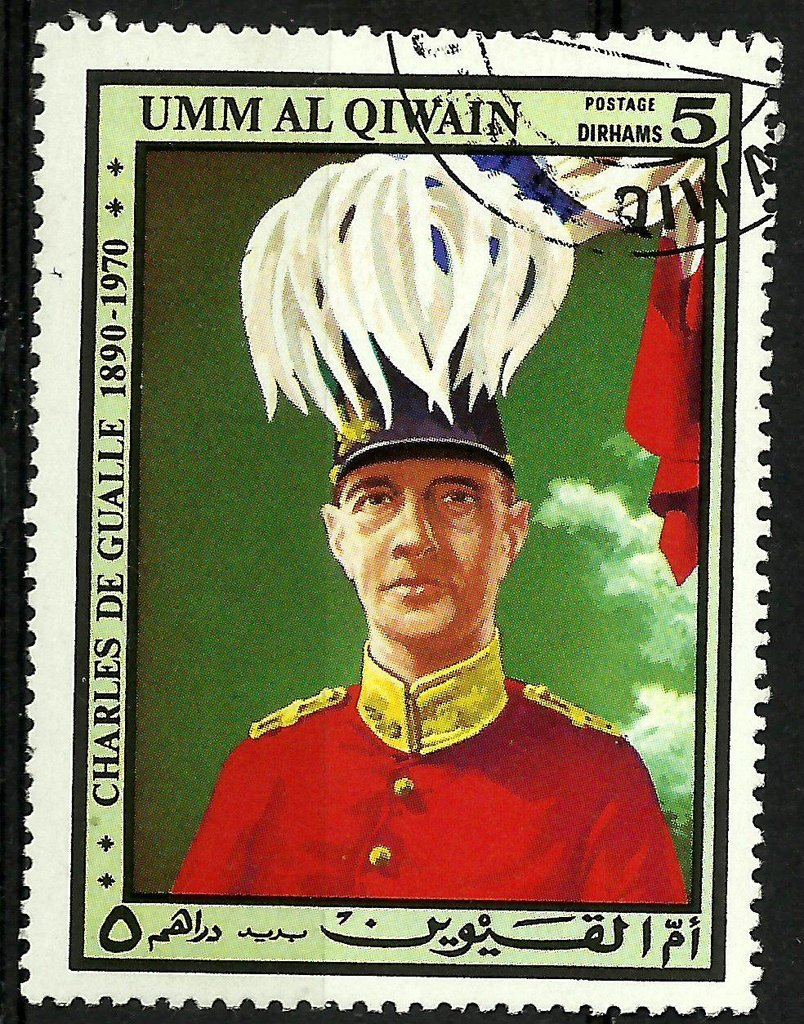
5 دراهم
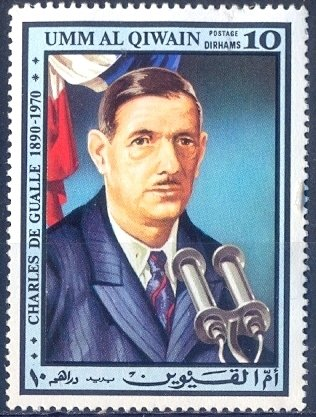
10 دراهم
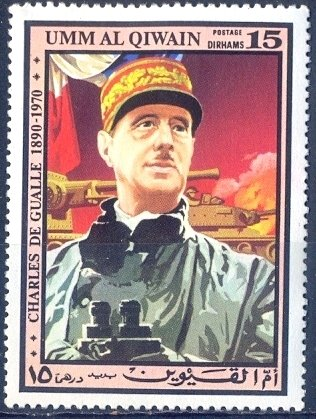
15 درهما
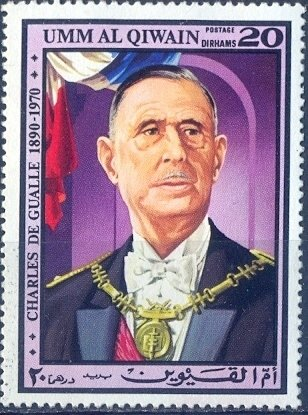
20 درهما
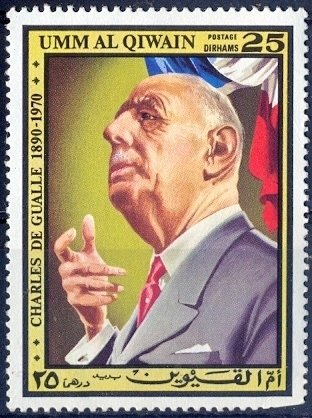
25 درهما
- 5 ريالات
- 5 ريالات
مضمن مع البطاقة التذكارية

### إصدار الفراشات
في 12 يونيو 1972، أصدرت طوابع وبطاقة تظهر عليها صور فراشات، وتوفر منها طوابع مخرمة وغير مخرمة وبطاقات بالإضاقة إلى بطاقة تذكارية:

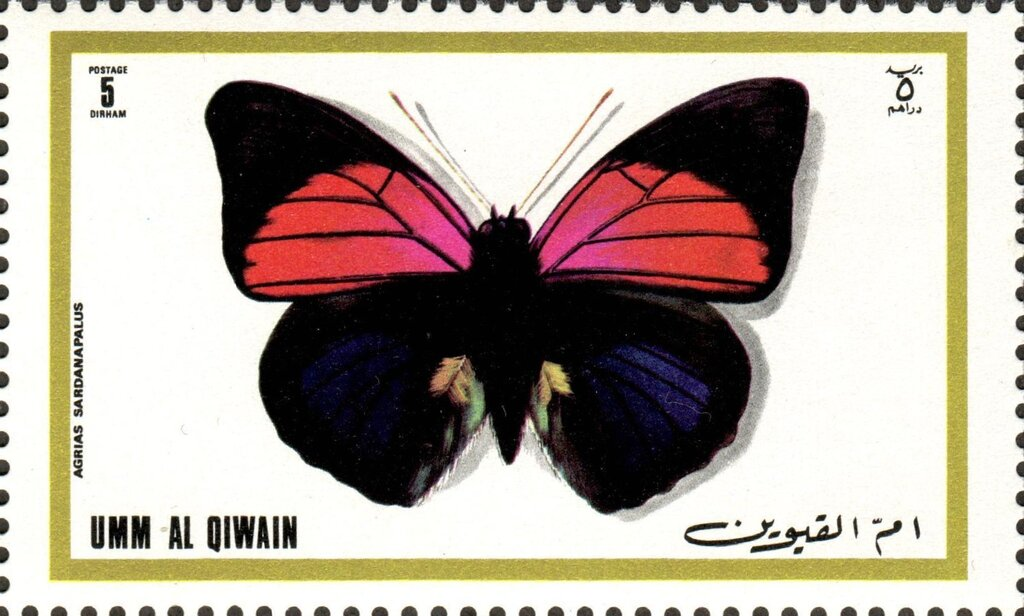
5 دراهم
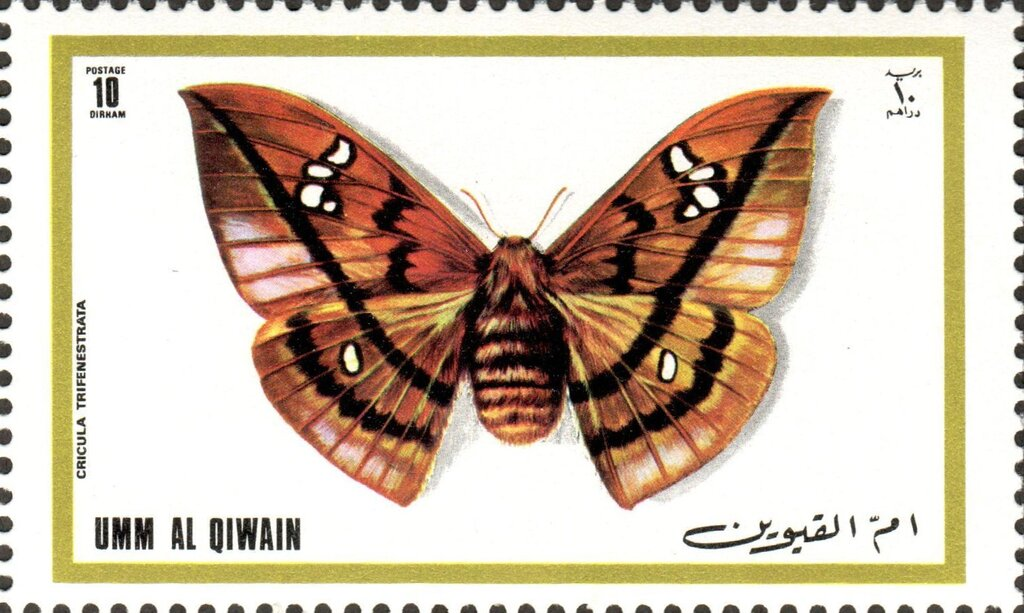
10 دراهم
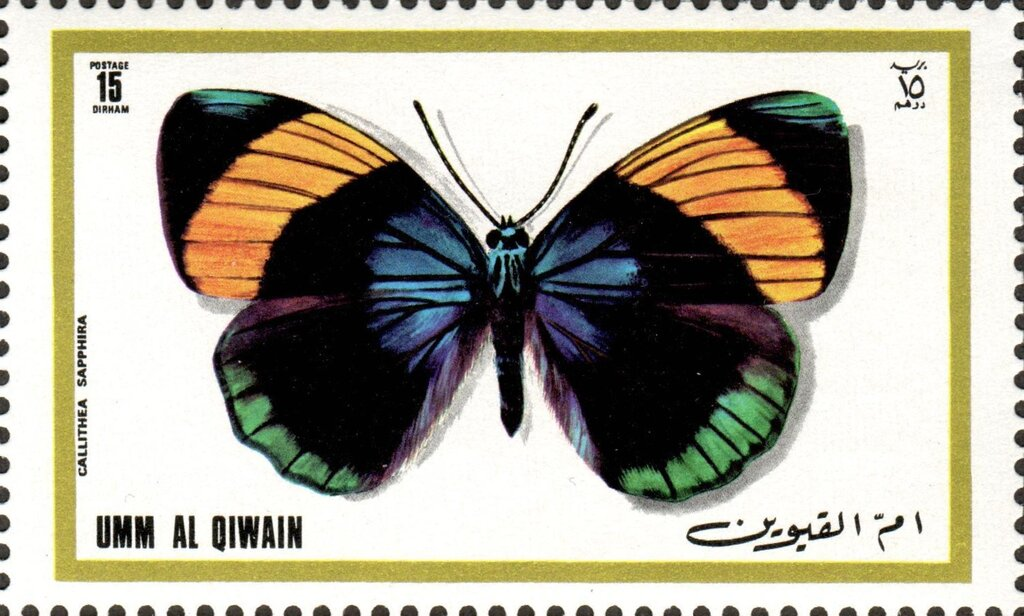
15 درهما
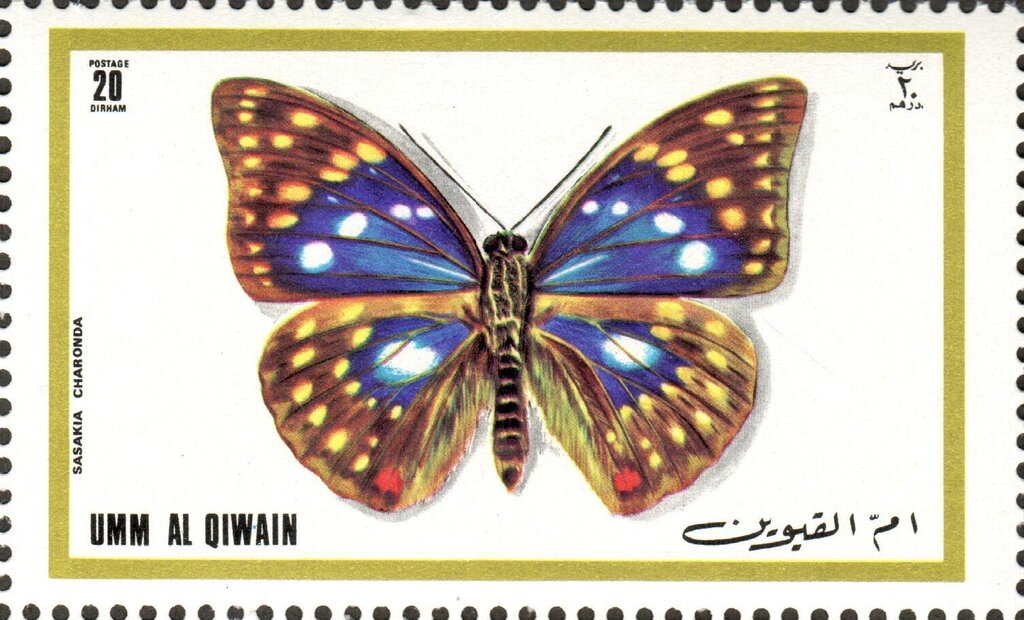
20 درهما
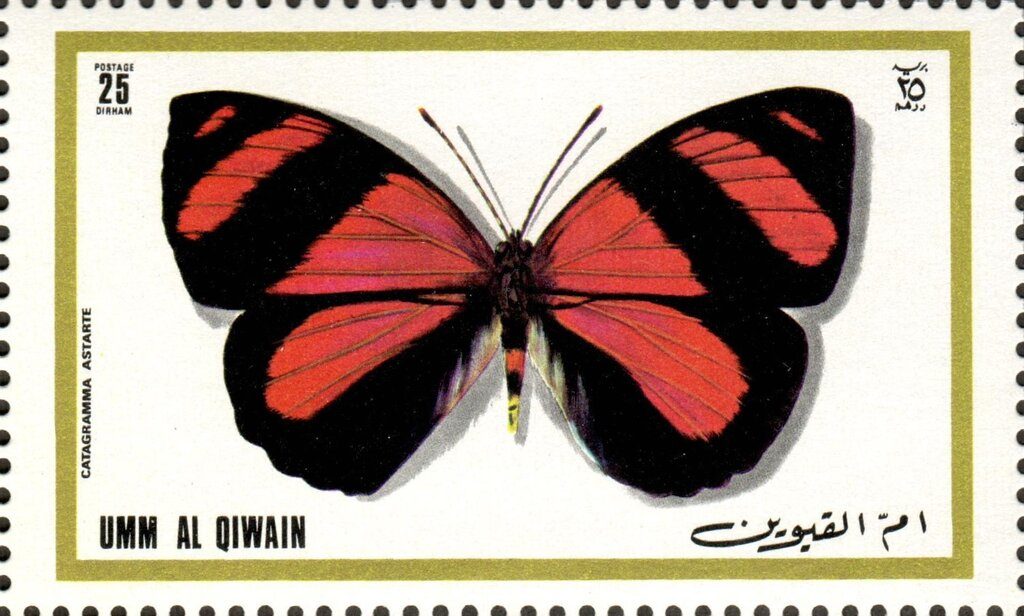
25 درهما
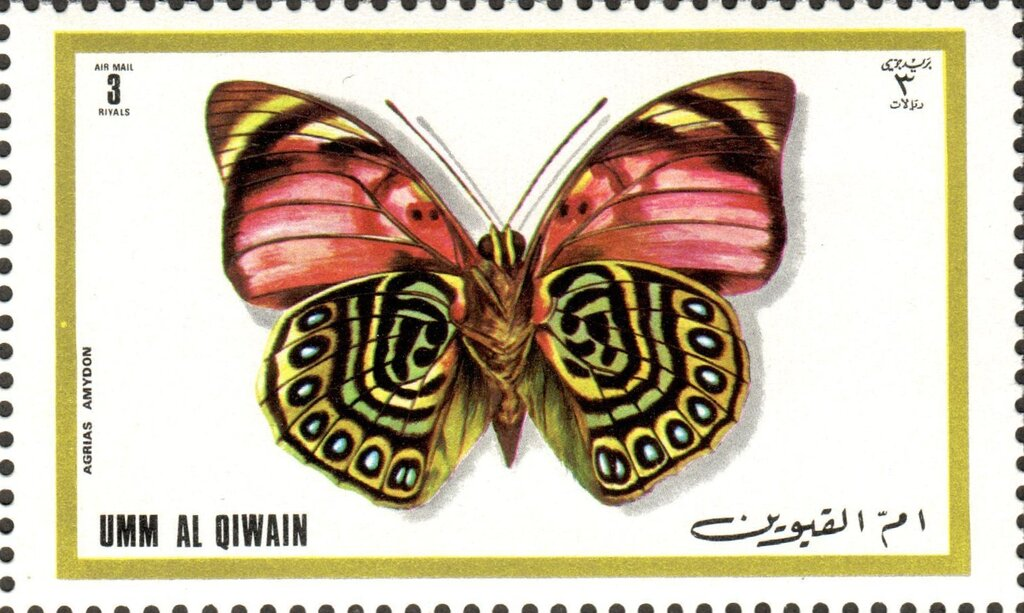
3 ريالات
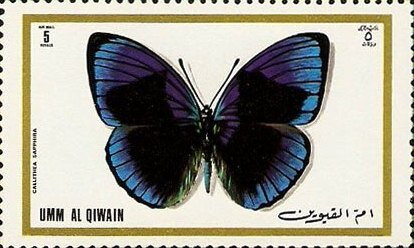
5 ريالات

### إصدار البطريق

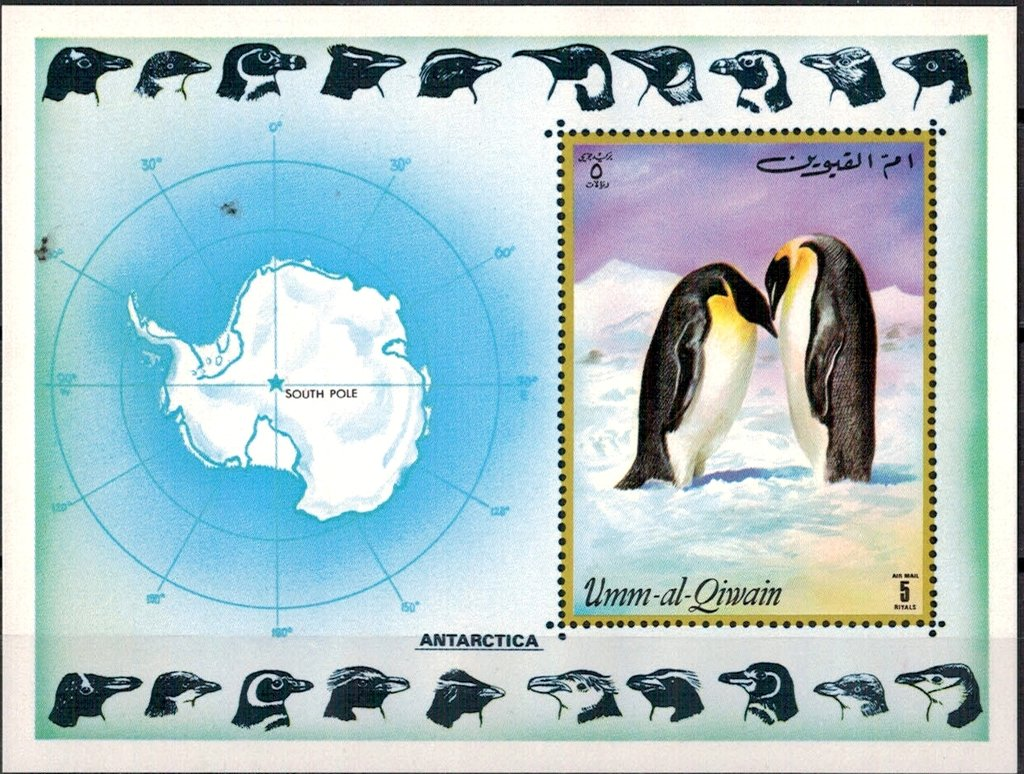
بطاقة تذكارية تضم طابعا بقيمة 5 ريالات تظهر فيه صورة بطريق إمبراطور.

في 12 يونيو 1972، أصدرت طوابع وبطاقة تظهر عليها صور بطاريق، وتوفر منها طوابع مخرمة وغير مخرمة وبطاقات بالإضاقة إلى بطاقة تذكارية:

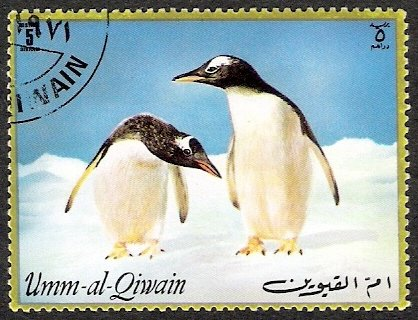
5 دراهم بطريق جنتو
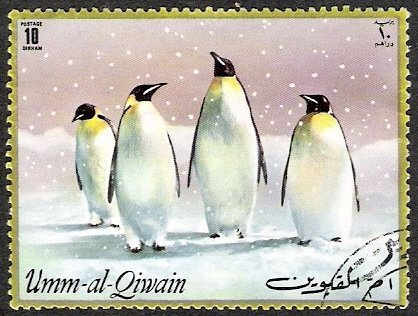
10 دراهم بطريق إمبراطور
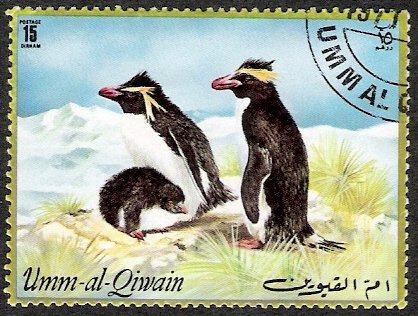
15 درهما بطريق المكرونة
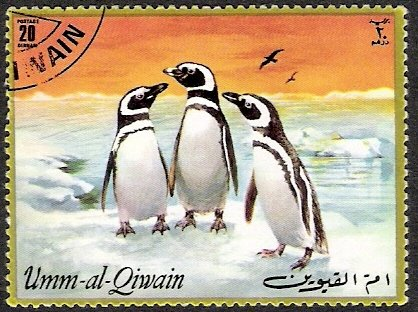
20 درهما بطريق ماجلاني
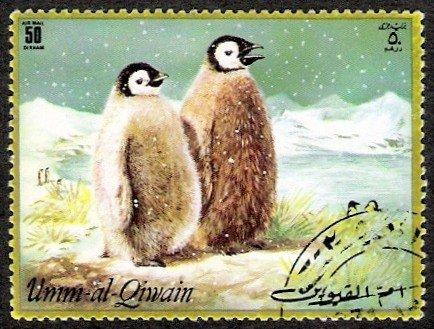
50 درهما بطريق إمبراطور صغير
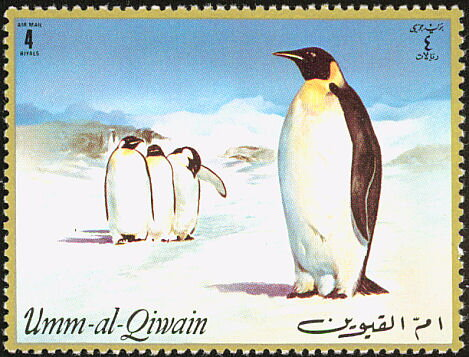
4 ريالات بطريق إمبراطور
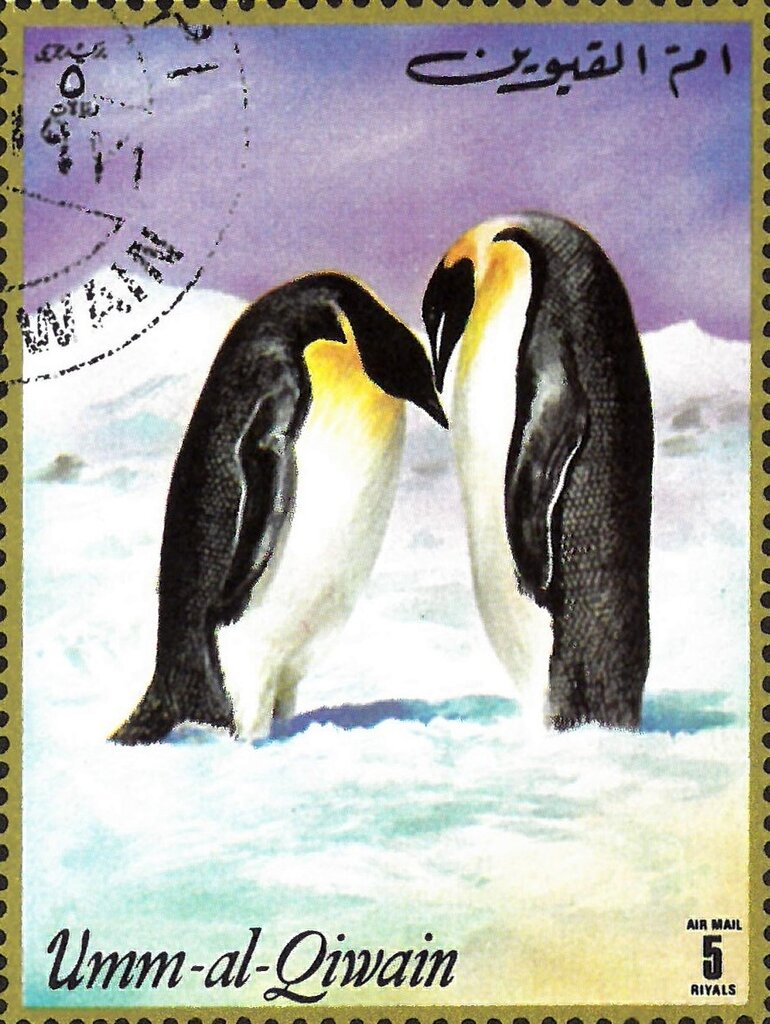
5 ريالات بطريق إمبراطور ظهر الطابع مع البطاقة التذكارية

### إصدار أبولو 15

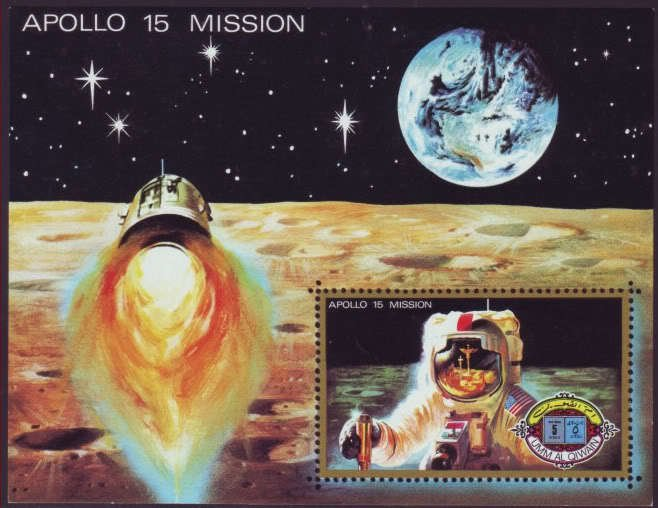
بطاقة تذكارية تضم طابعا بقيمة 5 ريالات.

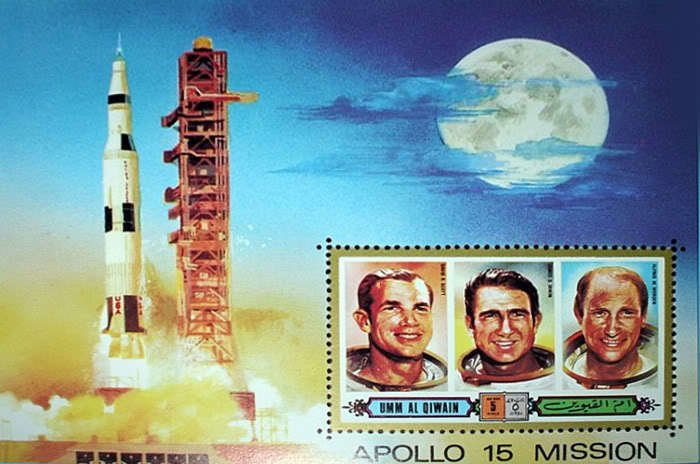
بطاقة تذكارية تضم طابعا بقيمة 5 ريالات.

في 17 يونيو 1972، أصدرت طوابع وبطاقتين تحتفي ببعثة أبولو 15، وتوفر منها نسخ مخرمة وغير مخرمة وبطاقة بالإضافة إلى بطاقتين تذكاريتين، وهي من تصميم فاسارهيلي جيولا لازلو:

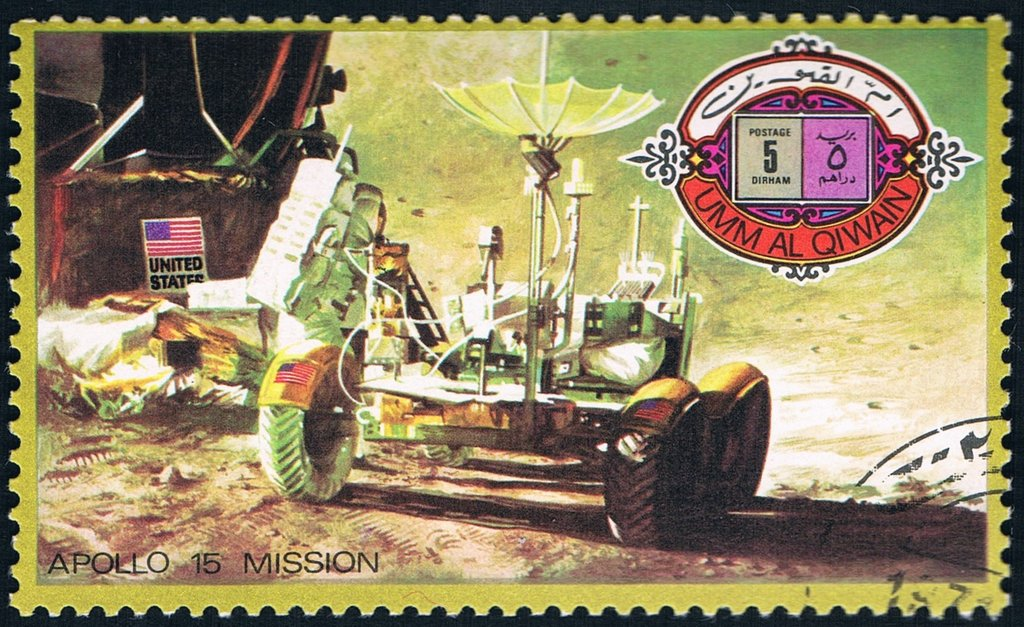
5 دراهم
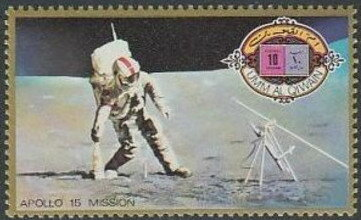
10 دراهم
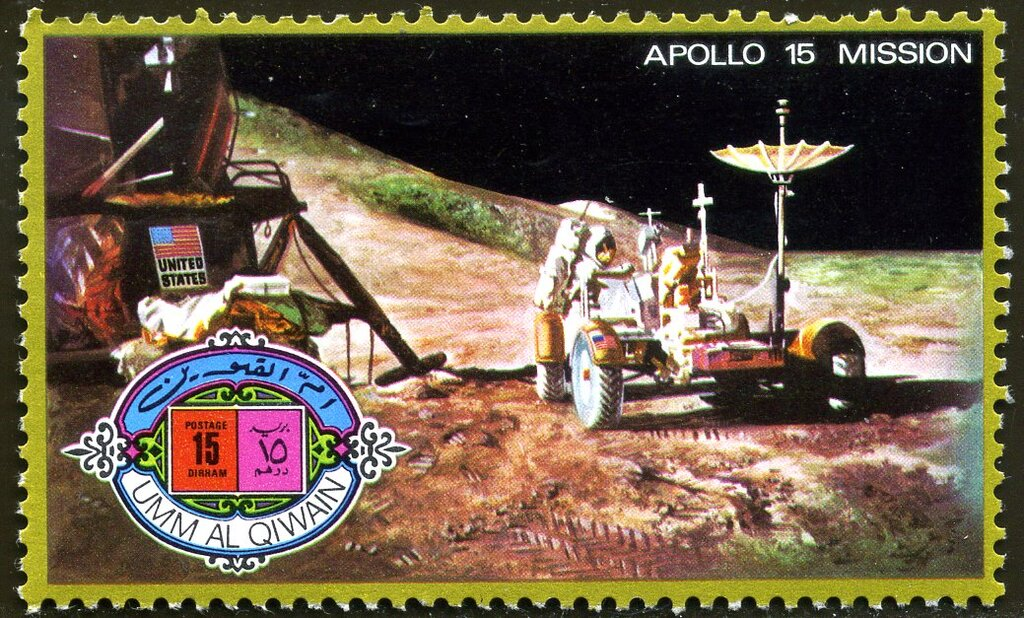
15 درهما
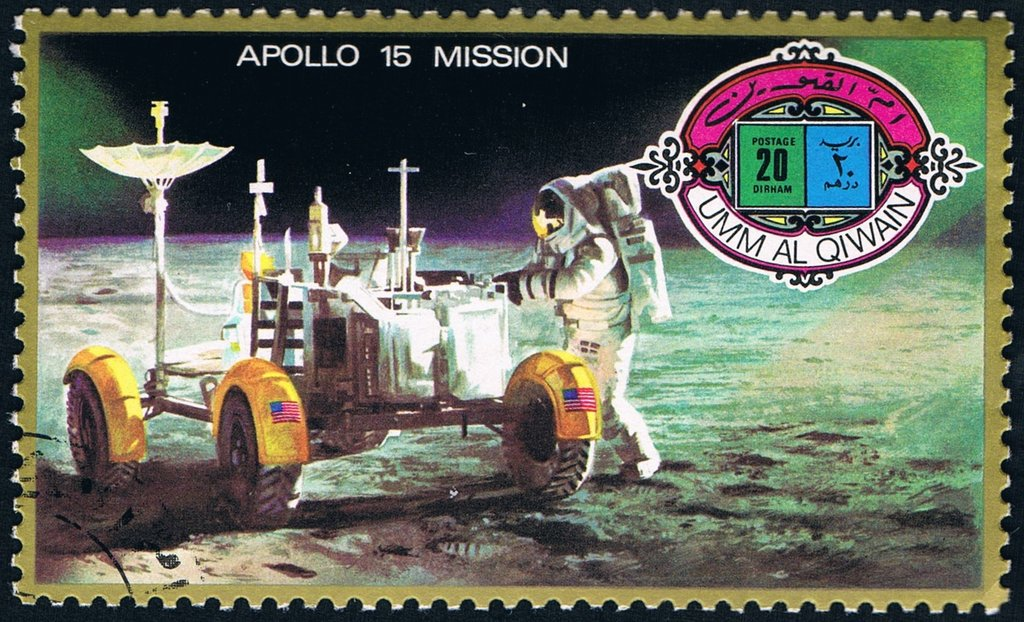
20 درهما
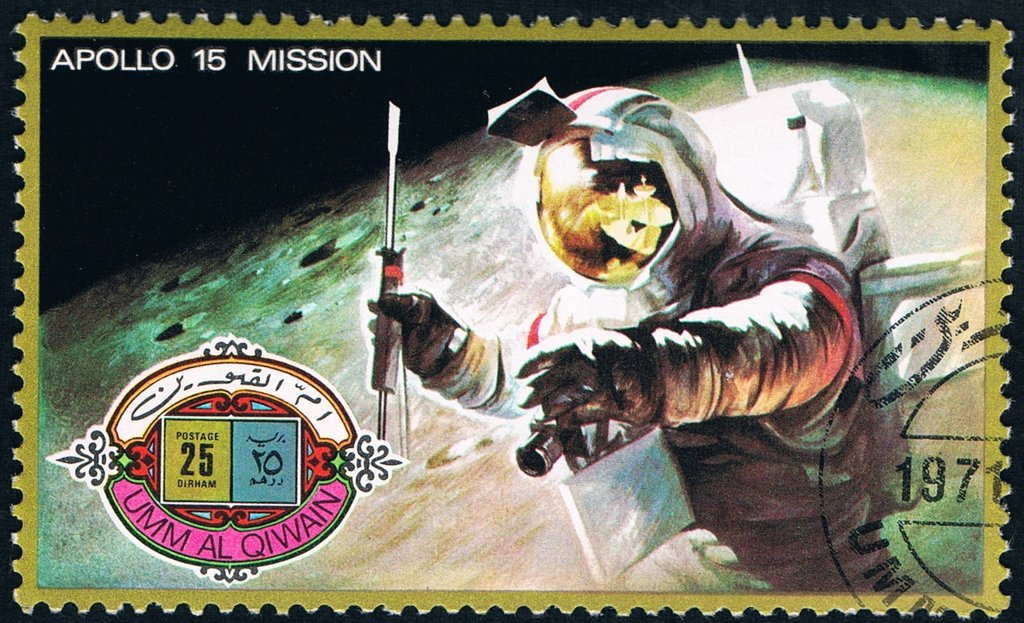
25 درهما
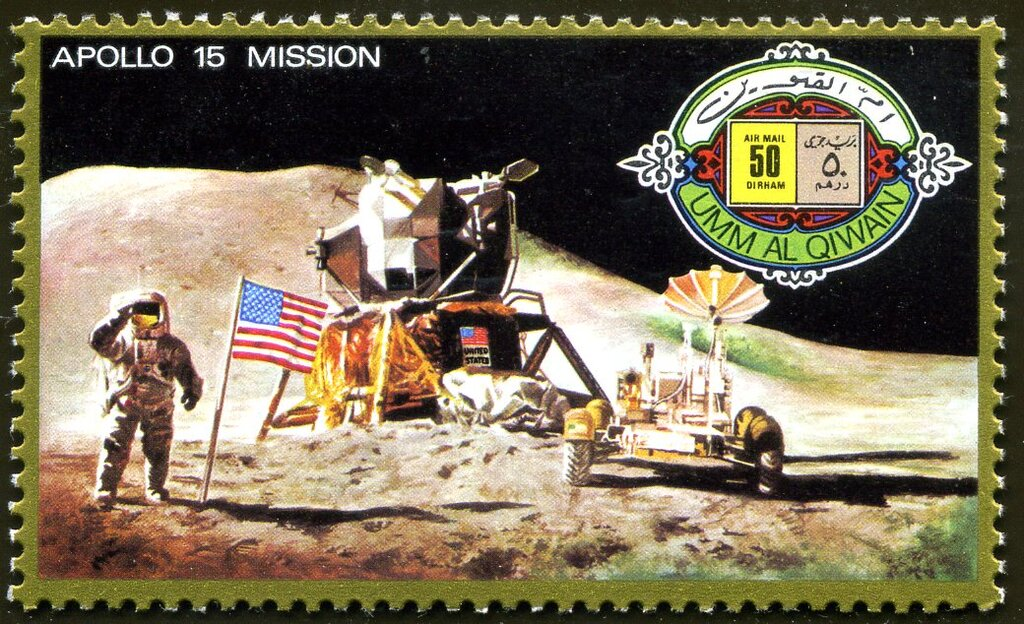
50 درهما
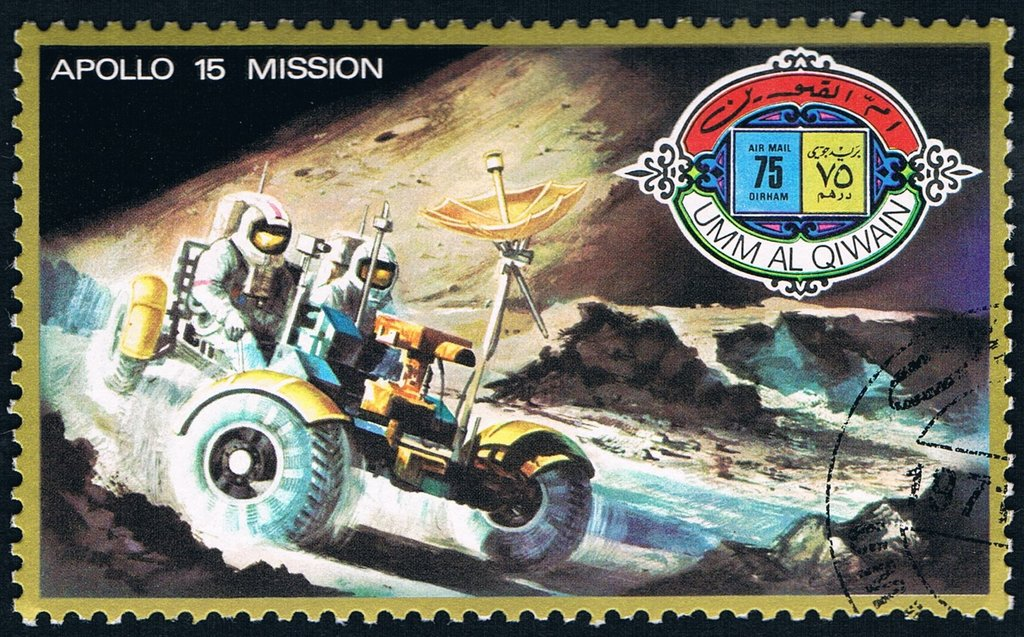
75 درهما
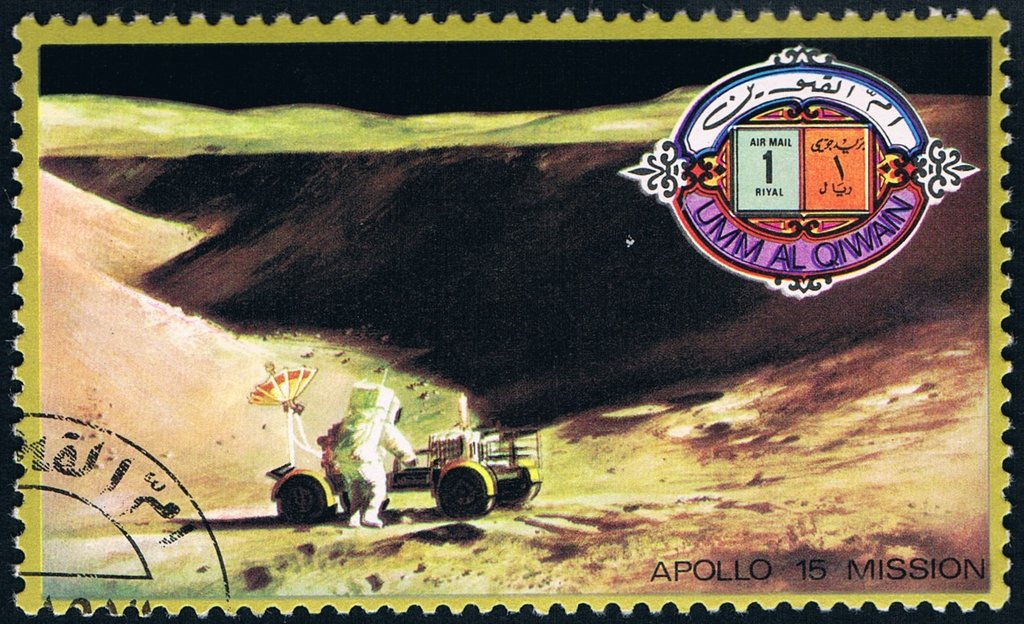
ريال واحد
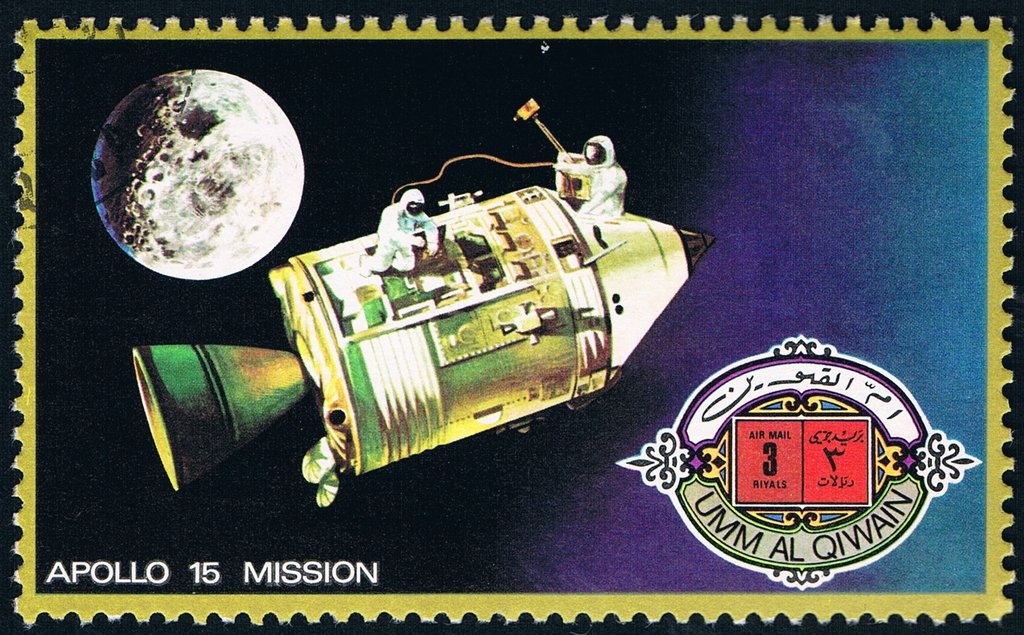
3 ريالات
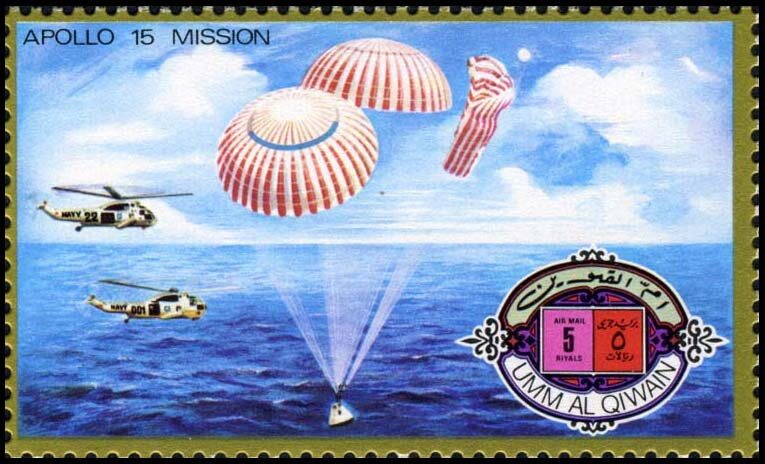
5 ريالات
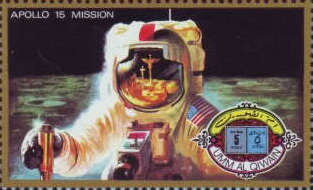
5 ريالات ظهر الطابع من بطاقة تذكارية
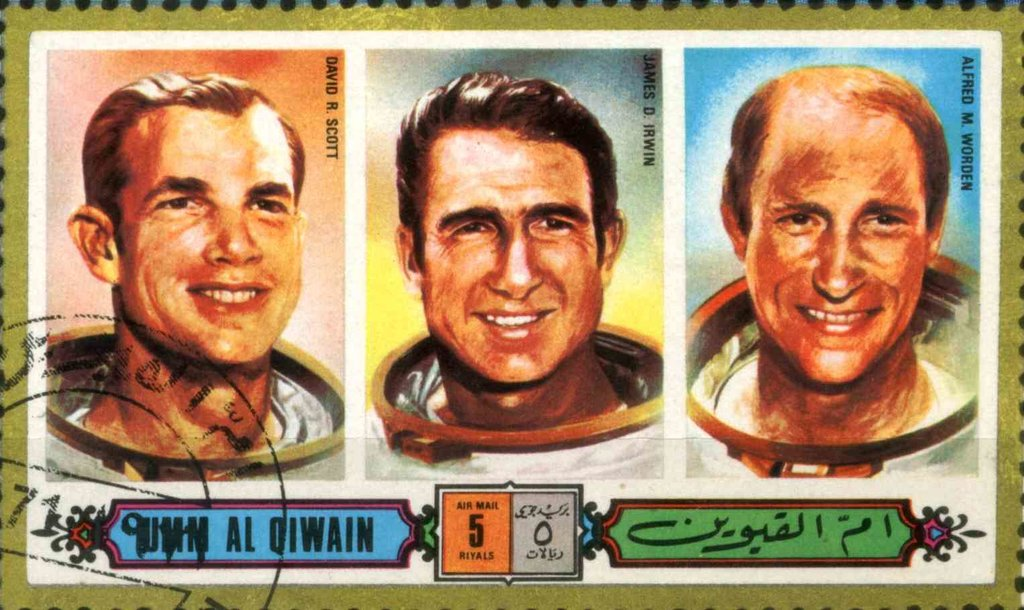
5 ريالات ظهر الطابع من بطاقة تذكارية

### إصدارات الأقنعة
في 25 يونيو 1972، أصدرت مجموعتان من الطوابع مع بطاقتين تظهر فيها صور أقنعة تراثية من بلدان مختلفة.

### المجموعة الأولى

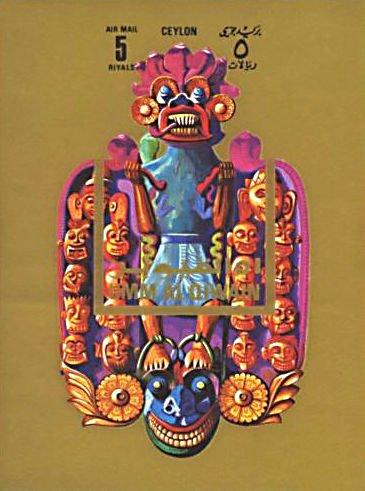
بطاقة تذكارية بقيمة 5 ريالات تظهر فيها صورة قناع من سيلان

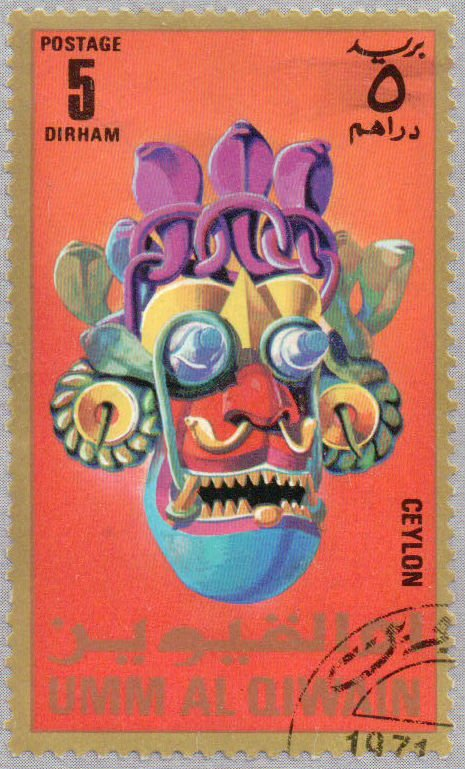
5 دراهم سيلان
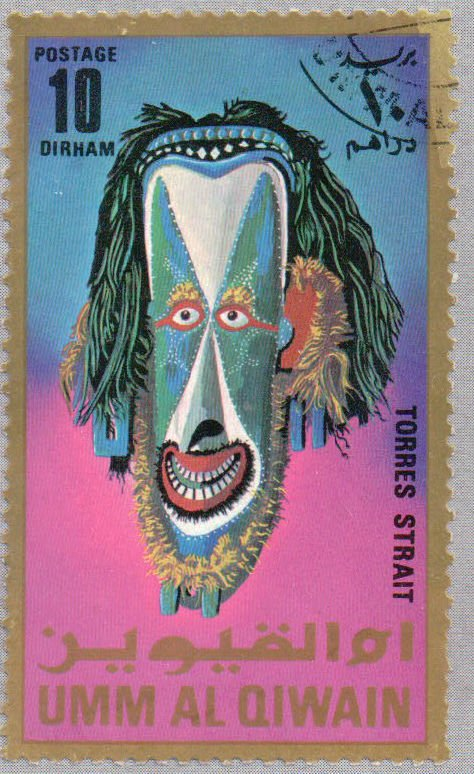
10 دراهم مضيق توريس
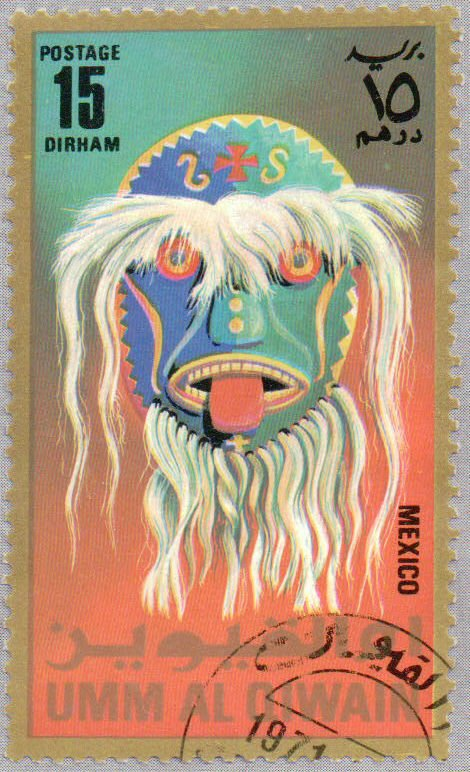
15 درهما المكسيك
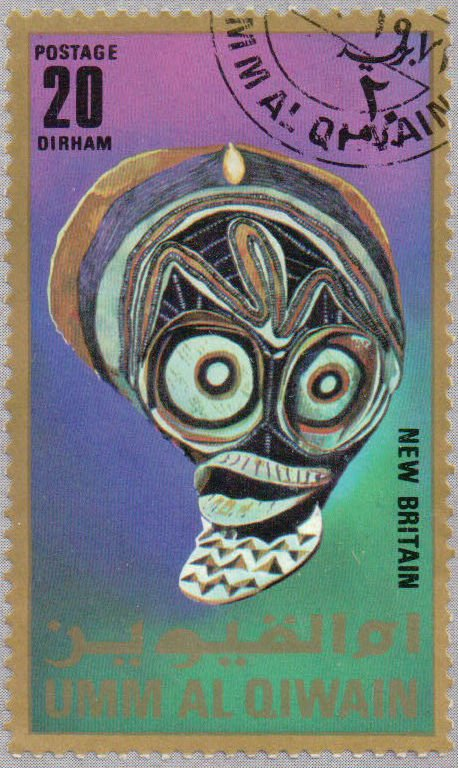
20 درهما بريطانيا الجديدة
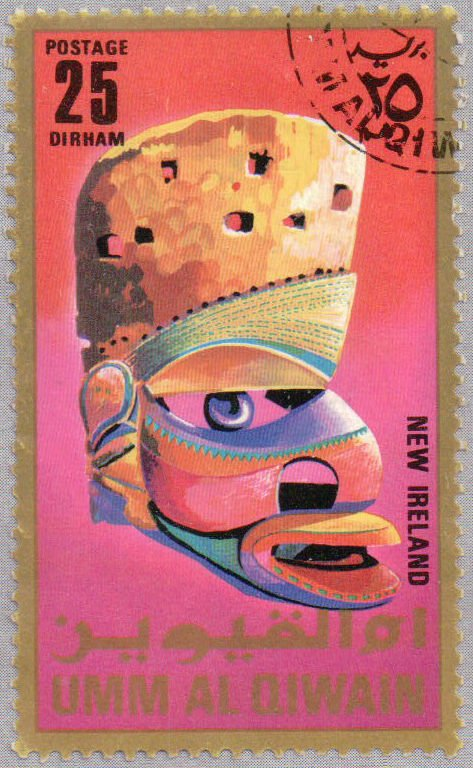
25 درهما أيرلندا الجديدة
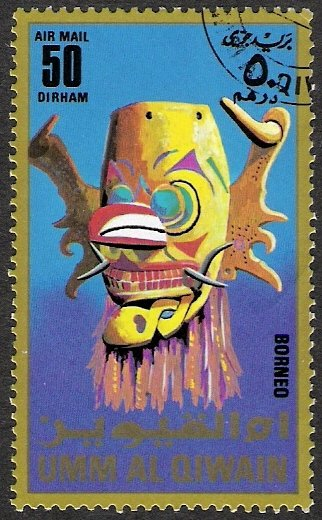
50 درهما بورنيو
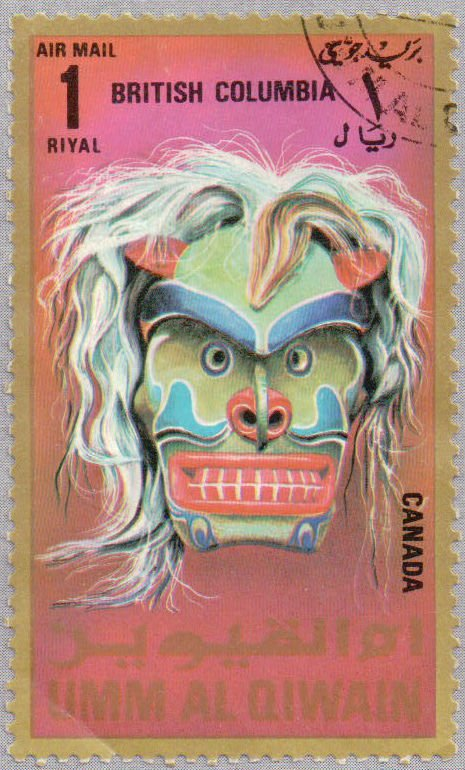
ريال واحد كندا
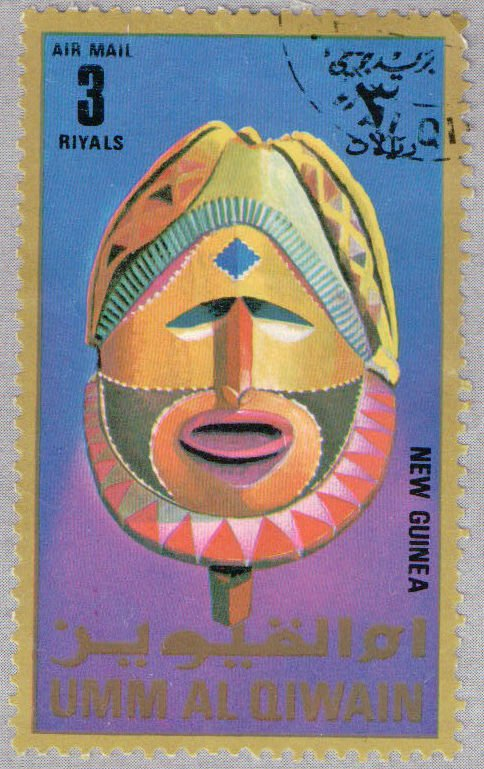
3 ريالات غينيا الجديدة

### المجموعة الثانية
وهذه المجموعة المخصصة للأقنعة التراثية الإفريقية، وهي من تصميم فاسارهيلي جيولا لازلو:

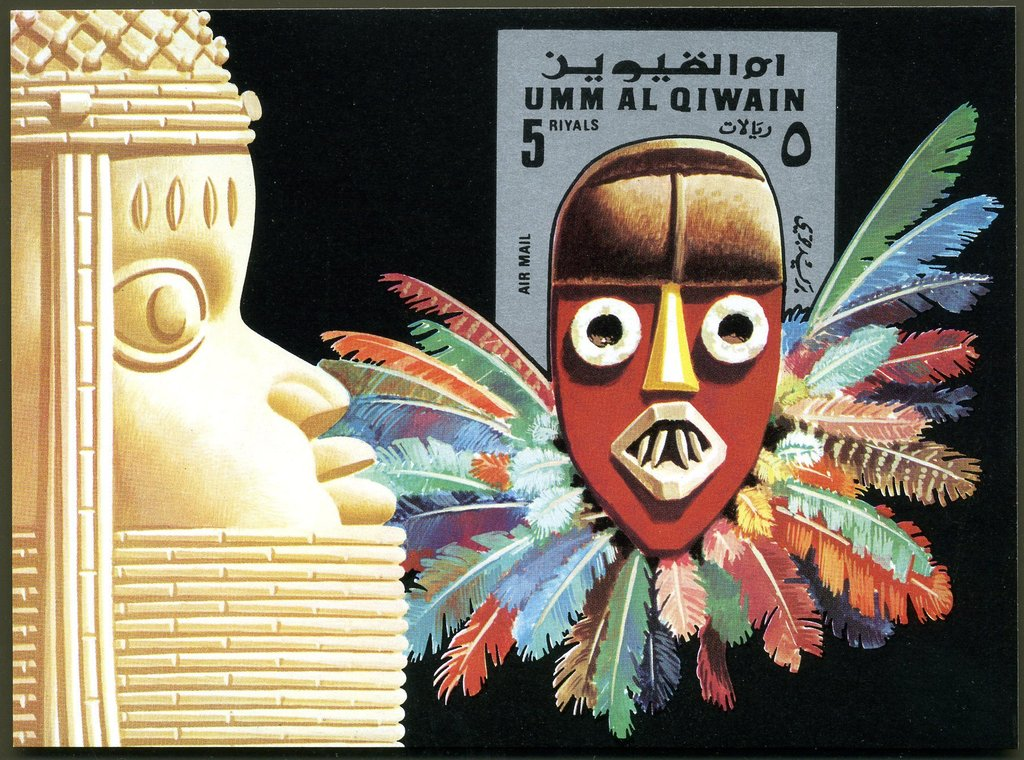
بطاقة تذكارية قيمتها 5 ريالات

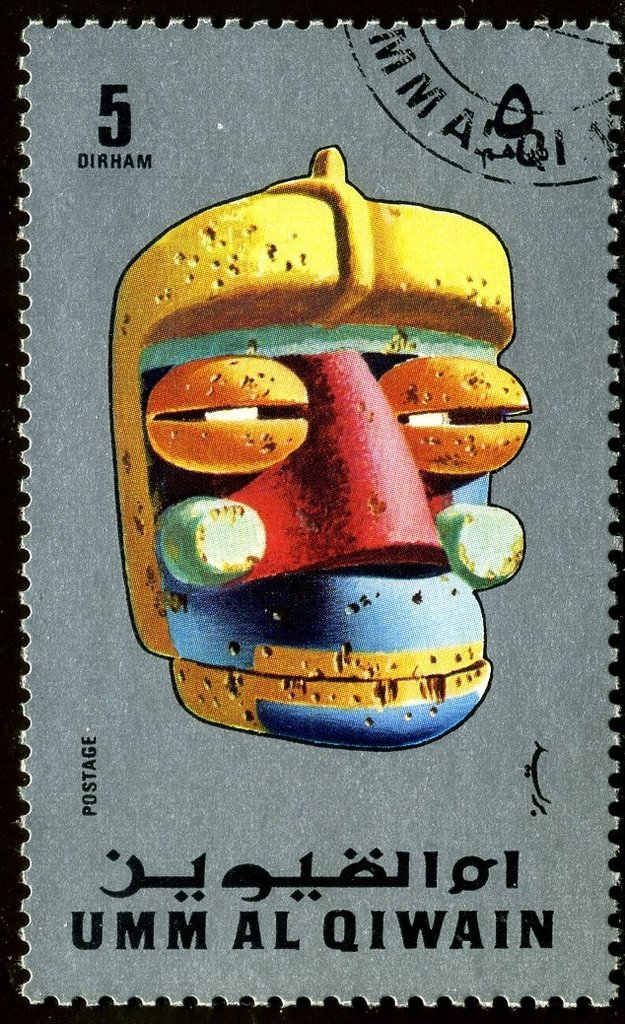
5 دراهم
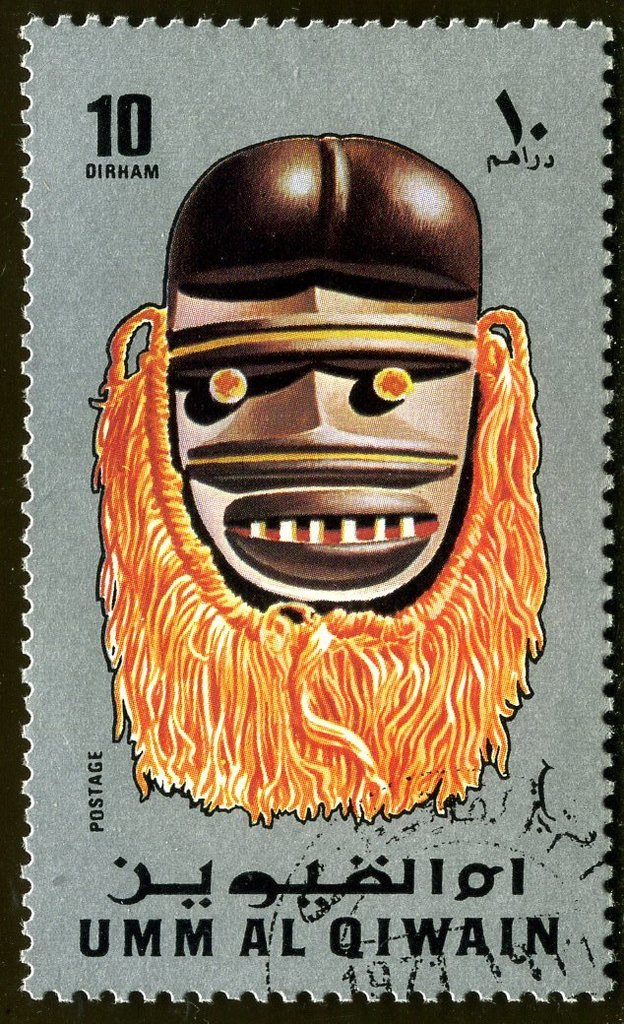
10 دراهم
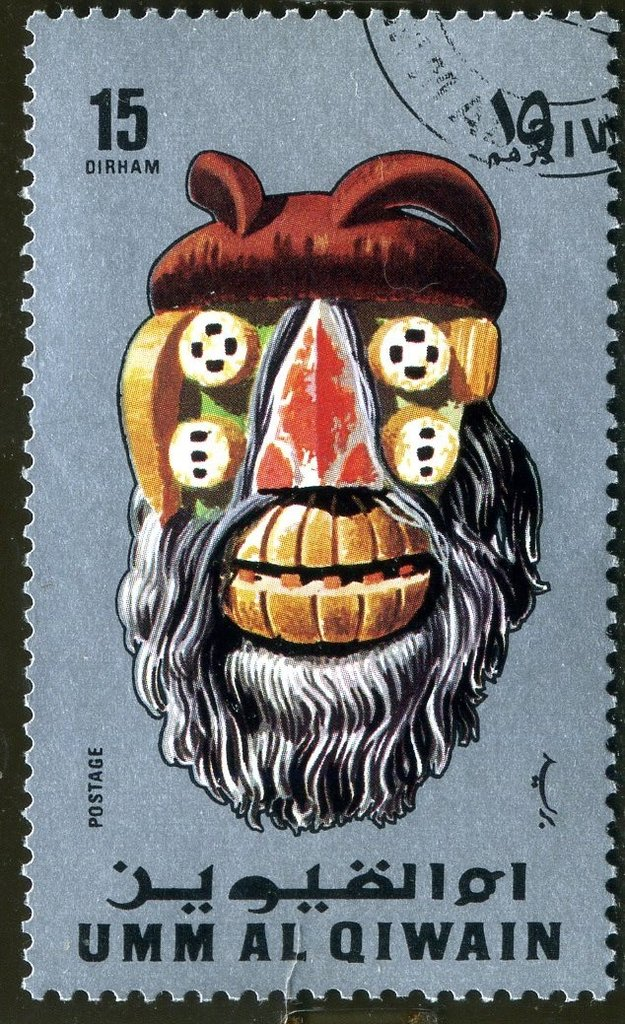
15 درهما
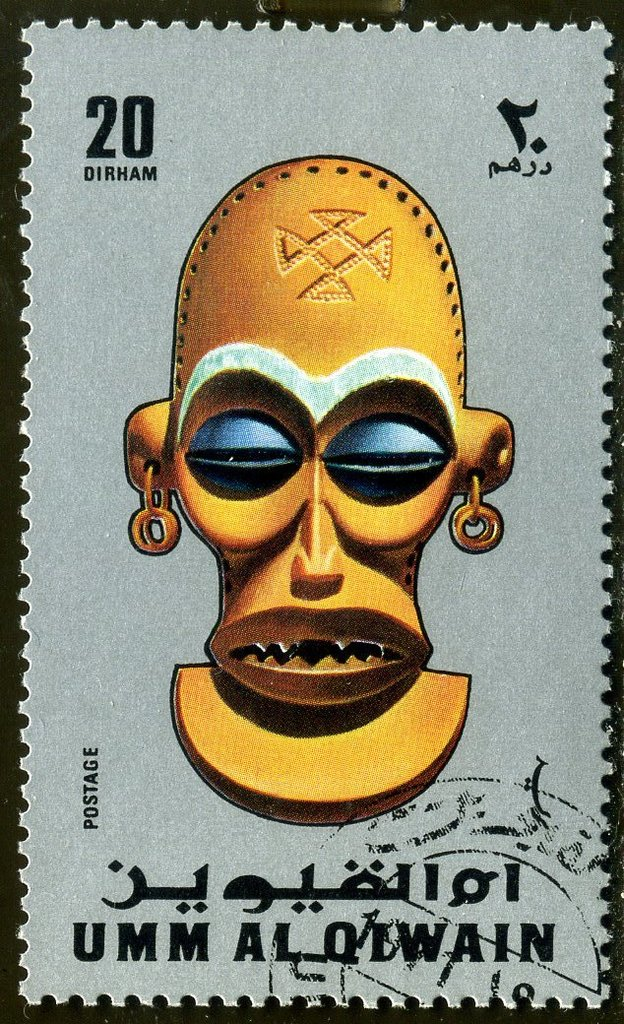
20 درهما
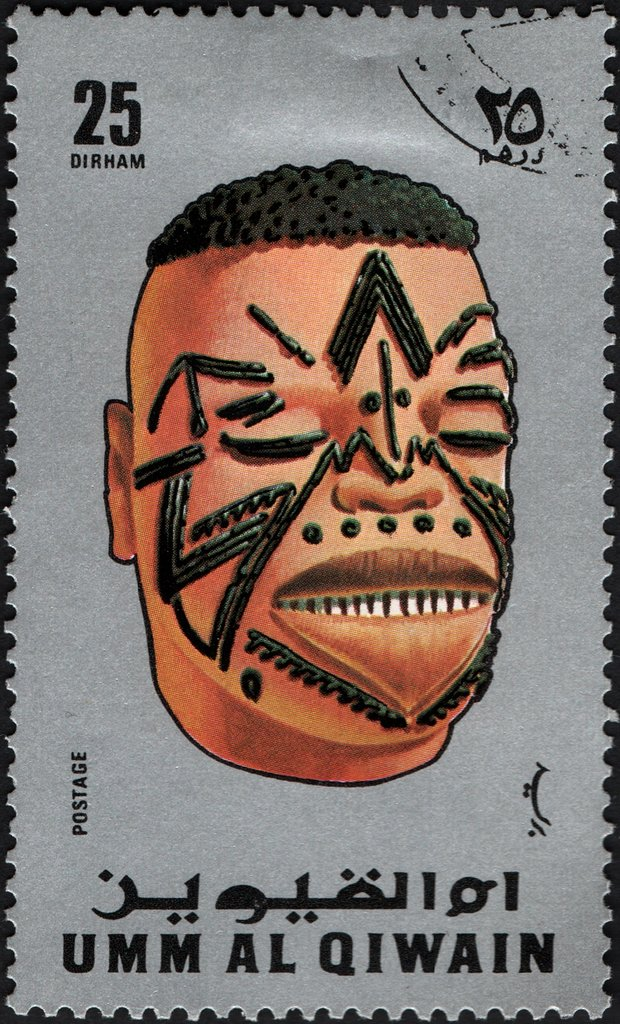
25 درهما
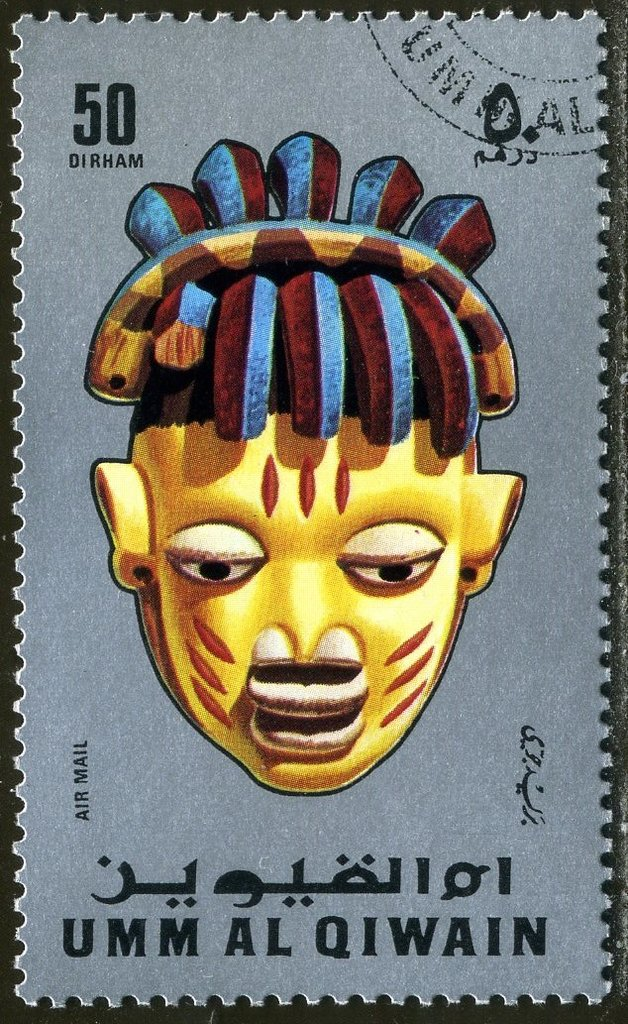
50 درهما
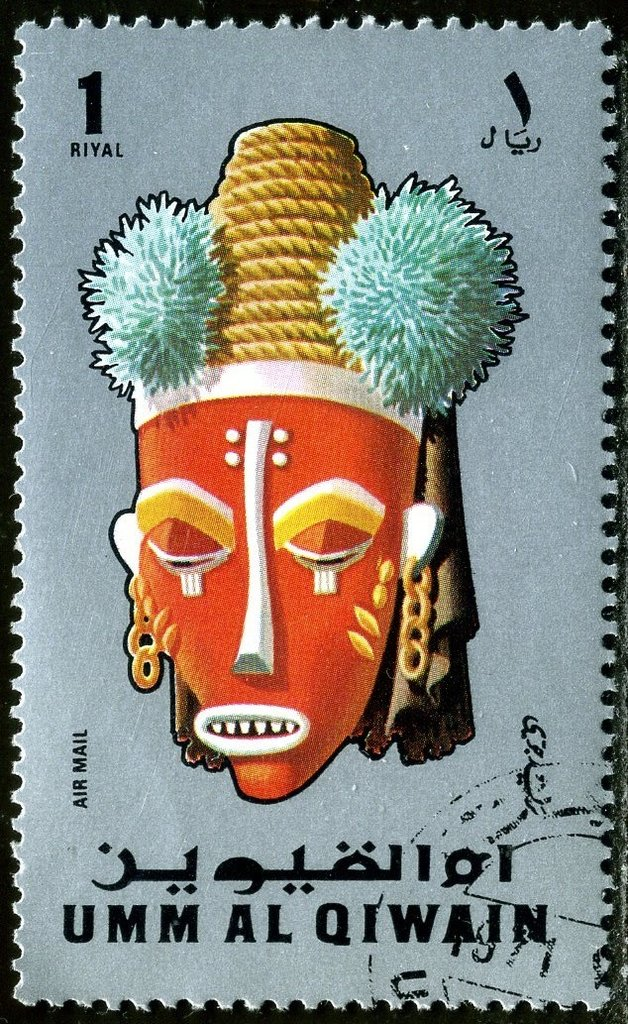
ريال واحد
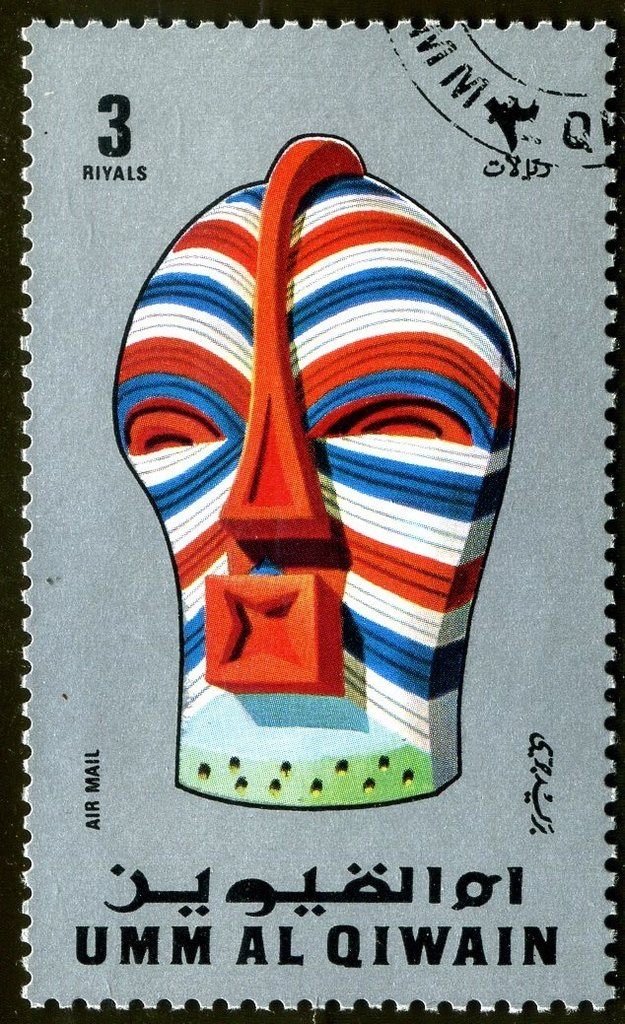
3 ريالات

### إصدارات الورود

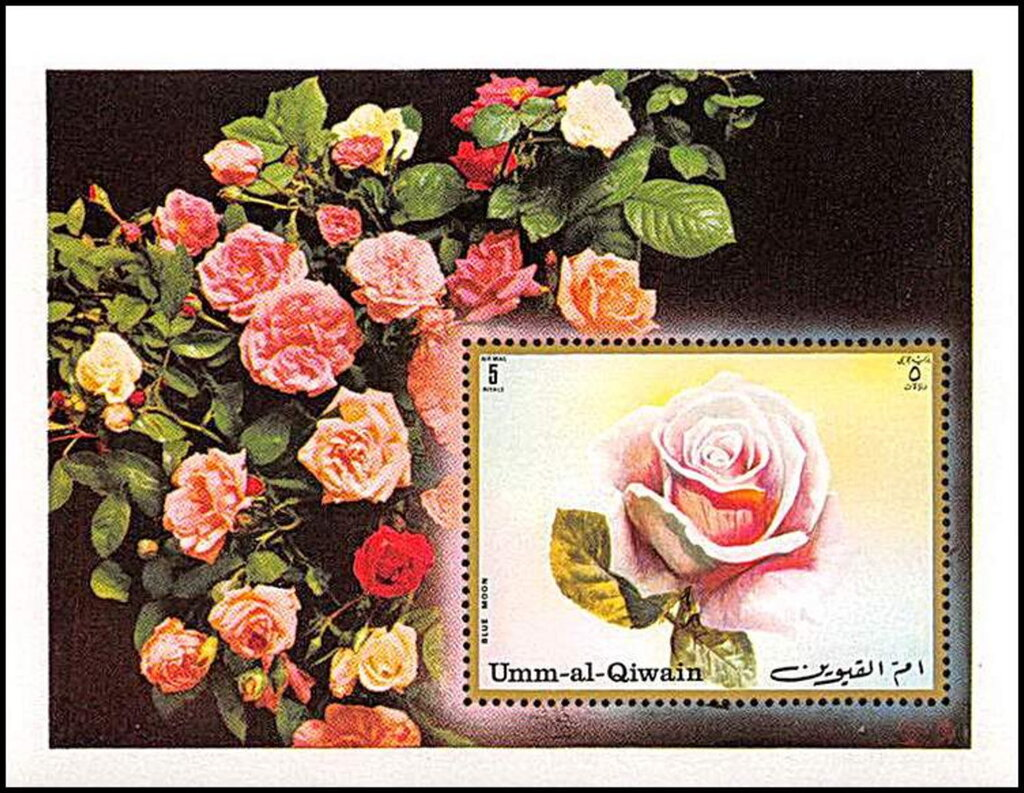
بطاقة تذكارية تضم طابعا بقيمة 5 ريالات.

في 10 يوليو 1972، أصدرت طوابع وبطاقة تظهر فيها صور ورود.

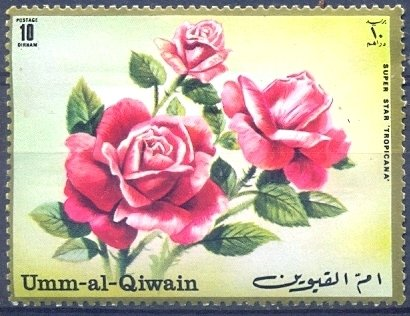
10 دراهم
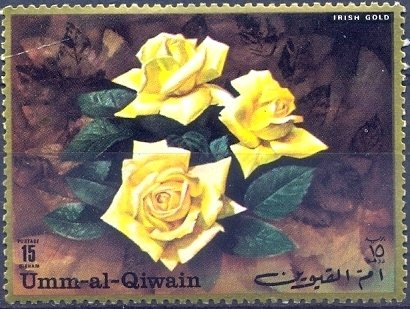
15 درهما
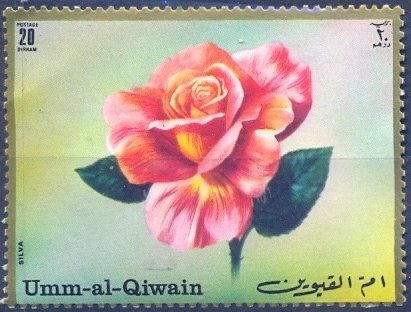
20 درهما
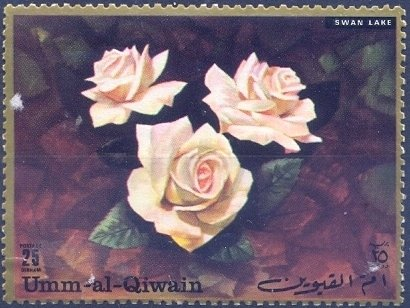
25 درهما
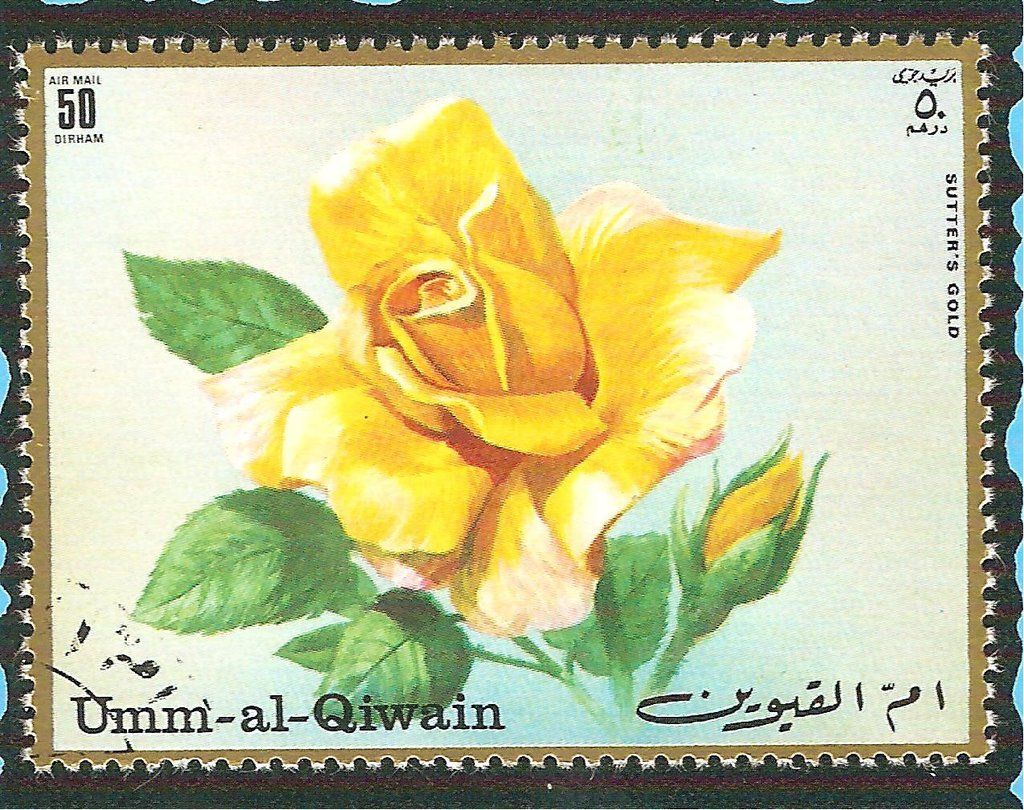
50 درهما
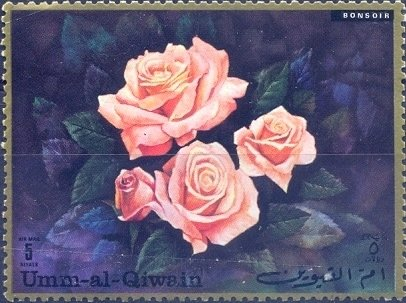
5 ريالات
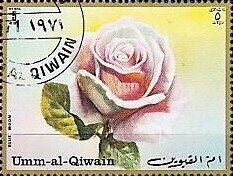
5 ريالات

### إصدار الأحياء البحرية
في 16 يوليو 1972، أصدرت طوابع تظهر فيها صور أحياء بحرية.

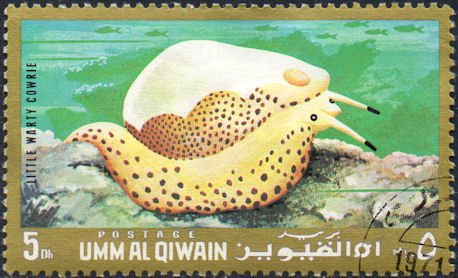
5 دراهم حلزون كالبرنوس الثؤلولي[الإنجليزية]
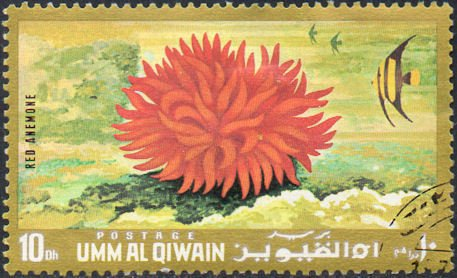
10 دراهم شقائق البحر
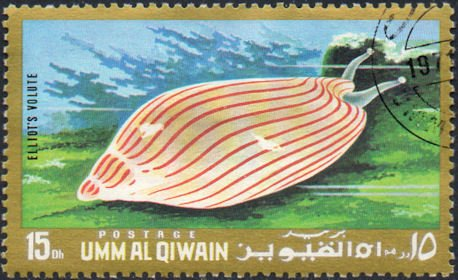
15 درهما حلزون إليوت[الإنجليزية]
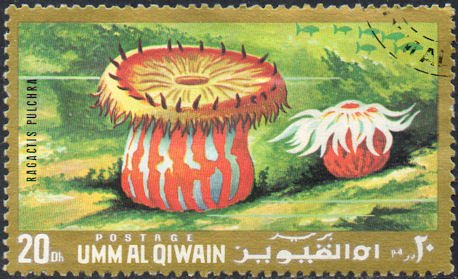
20 درهما شقائق النعمان الزهرية[الإنجليزية]
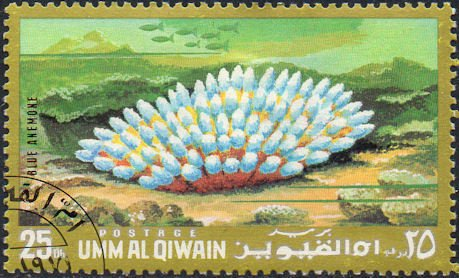
25 درهما شقائق البحر
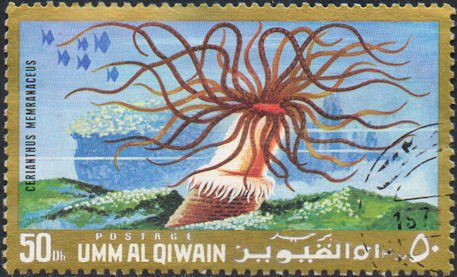
50 درهما شقيقة أسطوانية غشائية
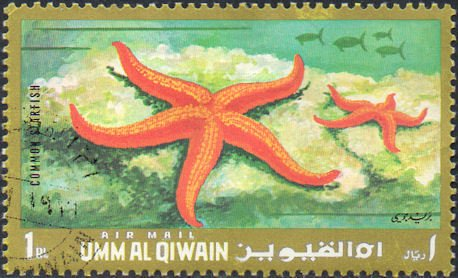
ريال واحد نجم البحر الشائع[الإنجليزية]
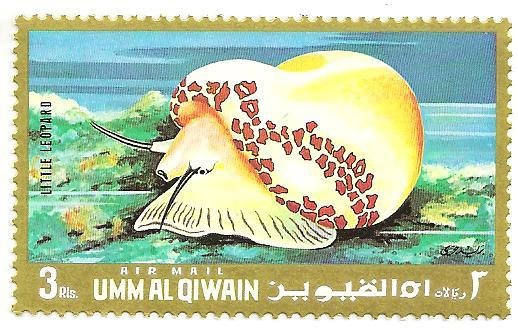
3 ريالات ودع

### إصدار الكلاب والقطط

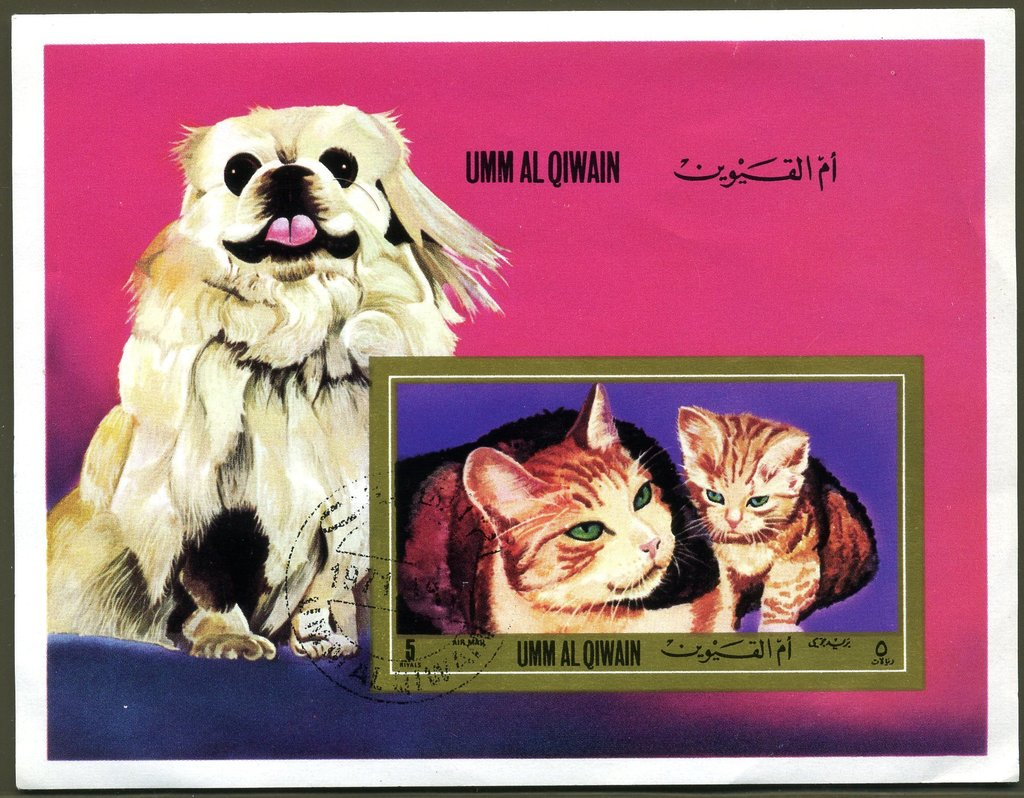
بطاقة تذكارية تضم طابعا بقيمة 5 ريالات.

أصدرت طوابع وبطاقة تظهر في كل منها صورة كلب وقطة، وتوفر من الطوابع نسخة مخرمة وأخرى غير مخرمة بالإضافة إلى بطاقة، وهذه صور الطوابع المخرمة:

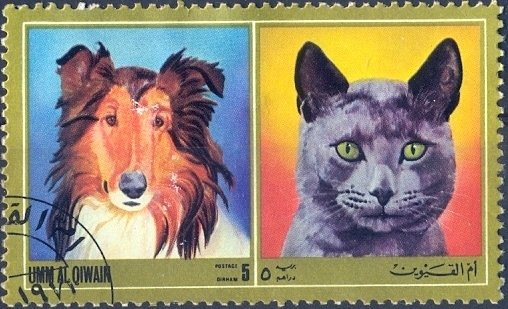
5 دراهم
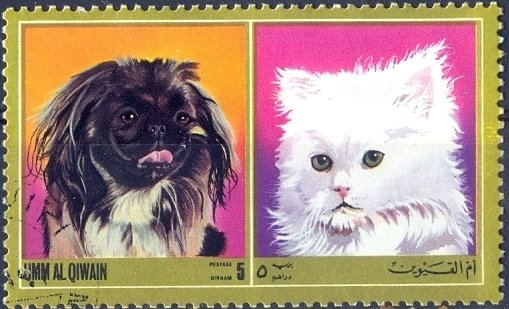
5 دراهم
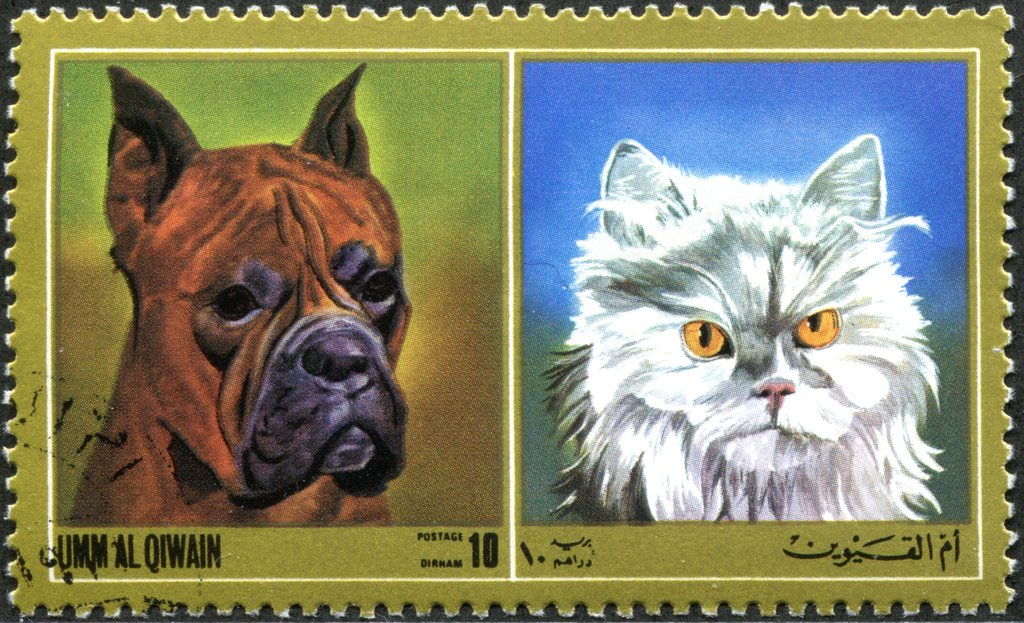
10 دراهم
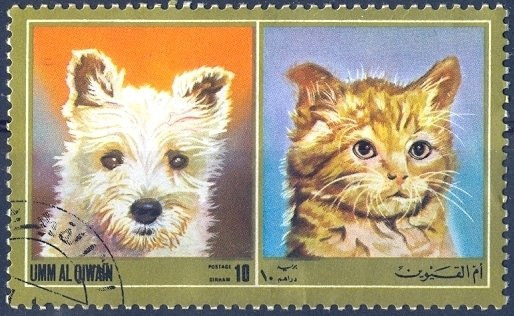
10 دراهم
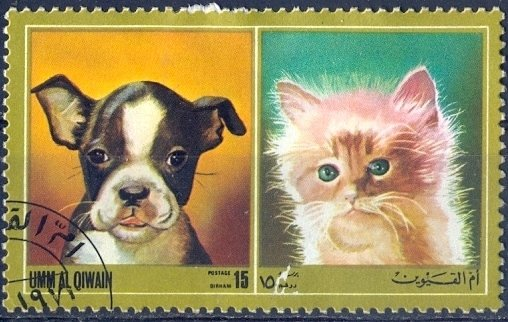
15 درهما
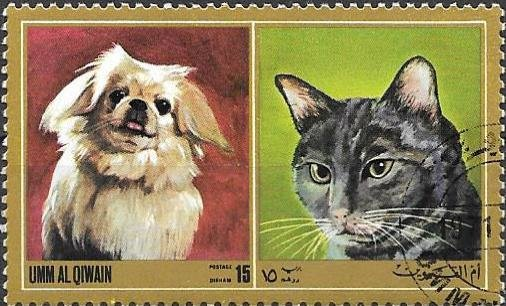
15 درهما
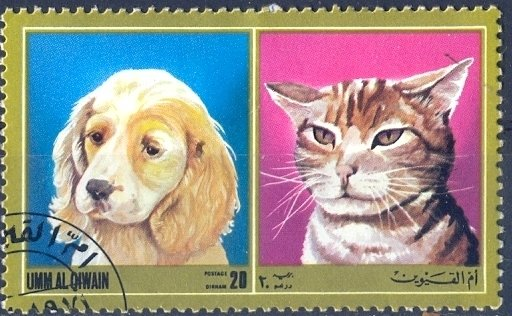
20 درهما
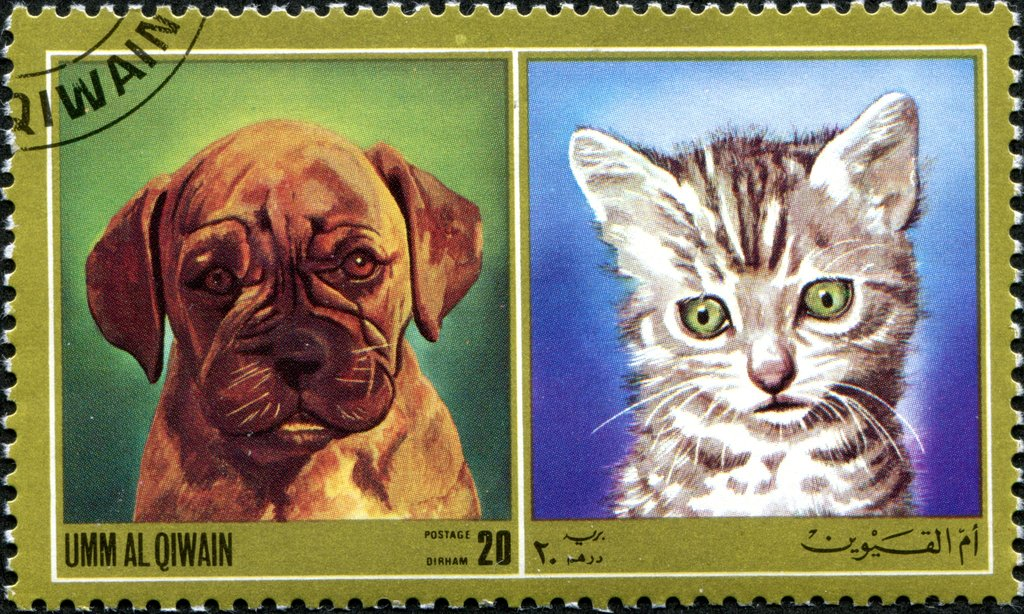
20 درهما
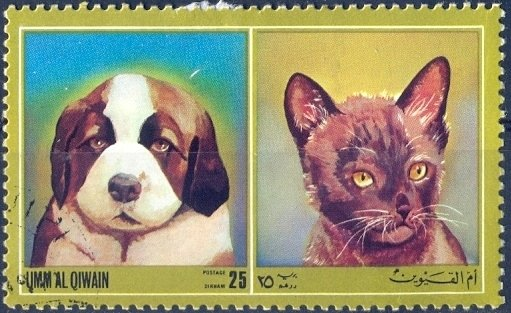
25 درهما
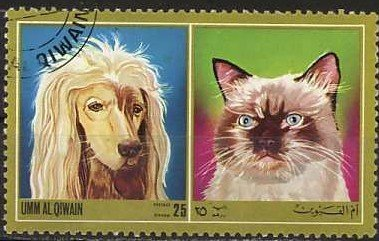
25 درهما
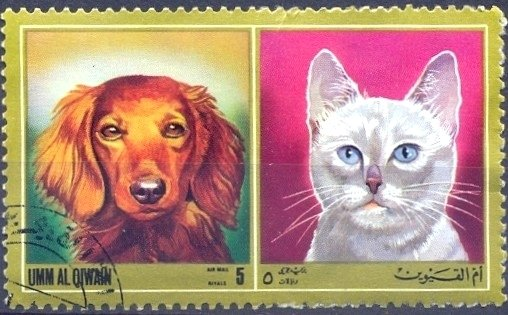
5 ريالات
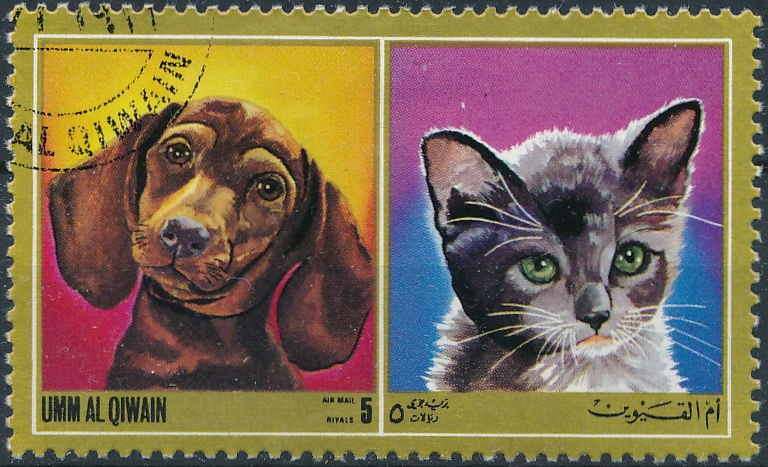
5 ريالات
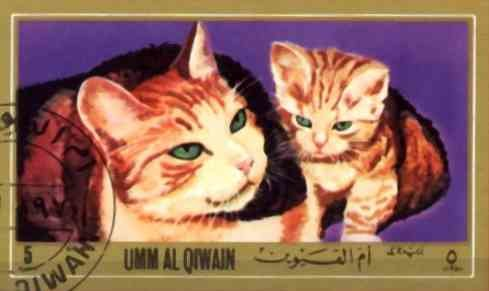
5 ريالات ظهر الطابع مع البطاقة التذكارية

وكذلك تضمنت المجموعة بطاقة تذكارية:

### إصدار رياضات إصدار الألعاب الأولمبية الصيفية 1972
أصدرت 30 طابعا تظهر في كل منها صورة رياضة من رياضات دورة الألعاب الأولمبية الصيفية 1972، وكانت قيمة كل طابع 5 ريالات، وهي مخصصة للبريد الجوي، وكان كل طابع بثلاثة نسخ، طابع مخرم، وطابع غير مخرم، وبطاقة.
والطوابع كما يلي:

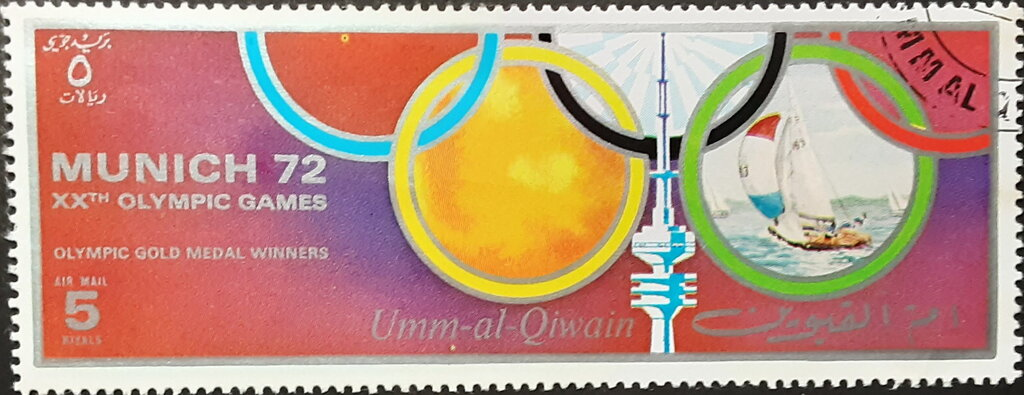
اليخوت
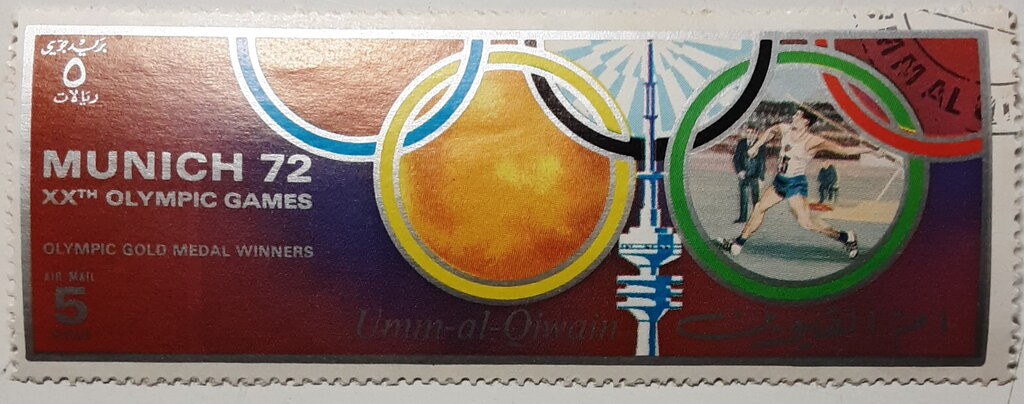
رمي الرمح
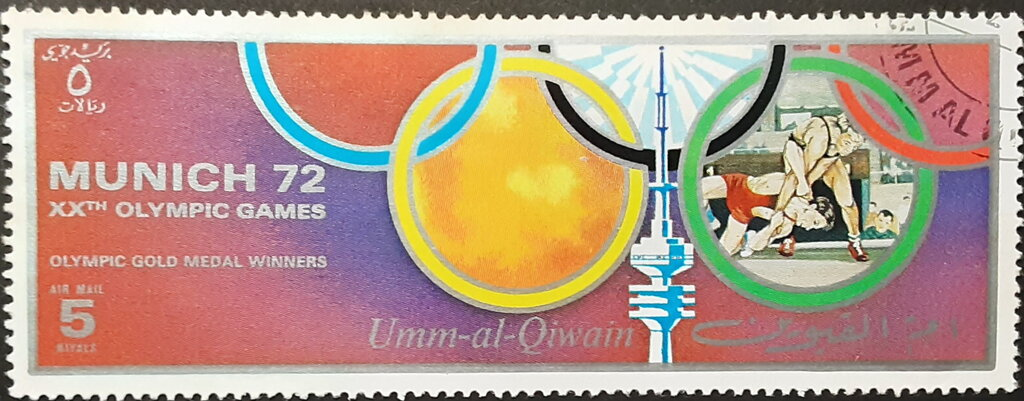
المصارعة
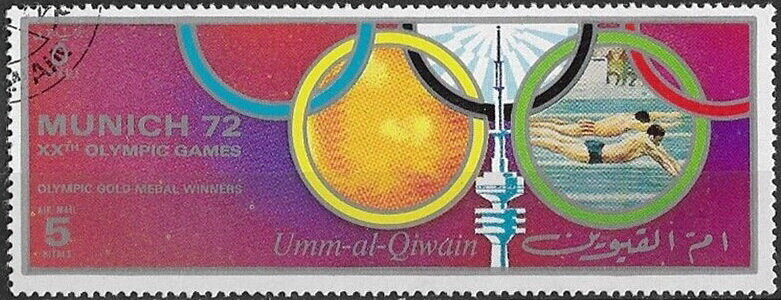
السباحة
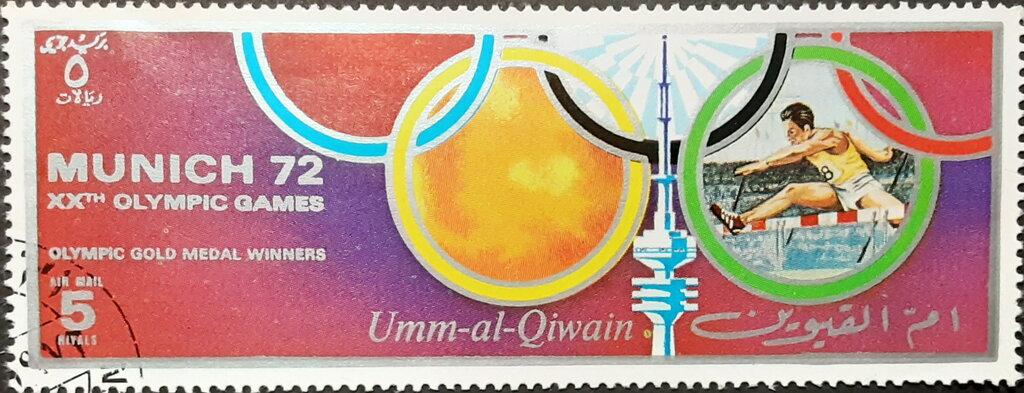
سباق 110 متر حواجز
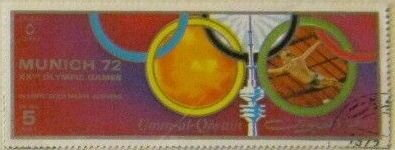
الغطس العالي
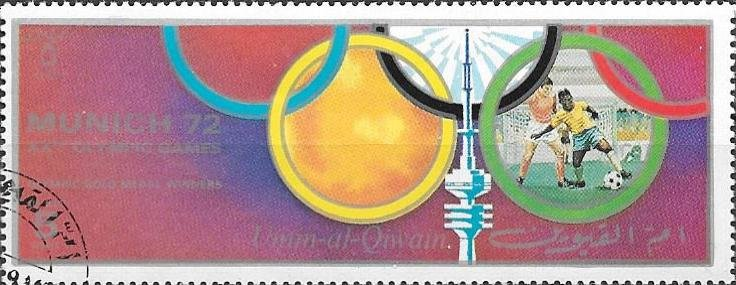
كرة القدم
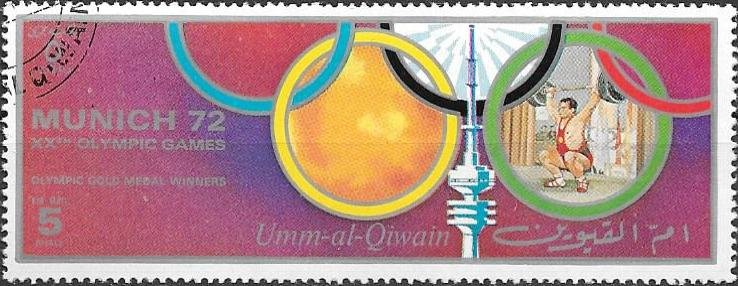
رفع الأثقال
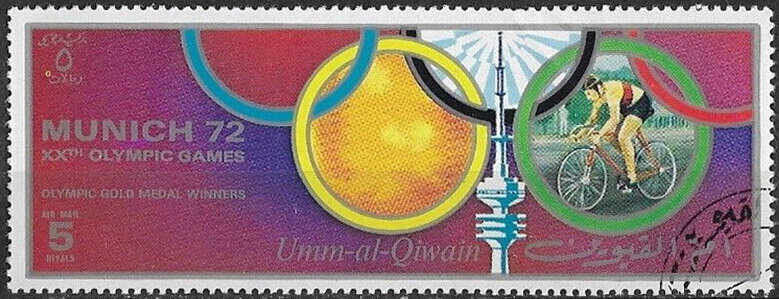
سباق الدراجات
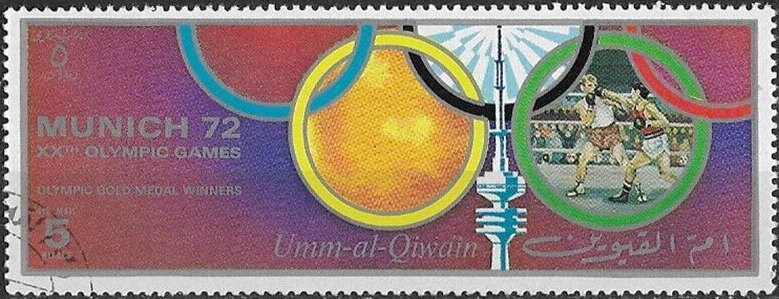
الملاكمة
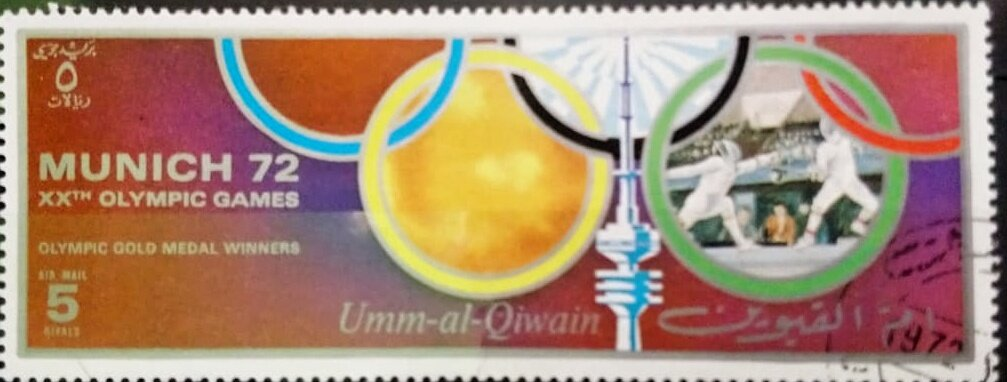
المبارزة
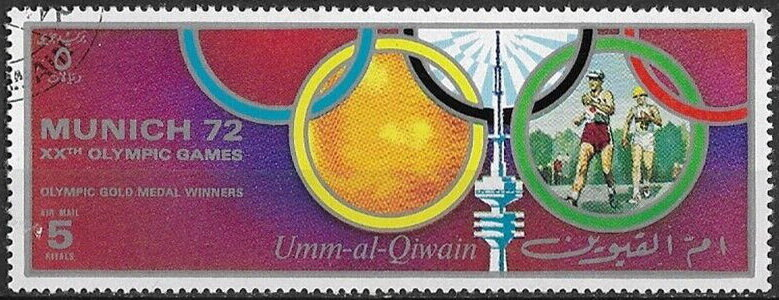
الماراثون
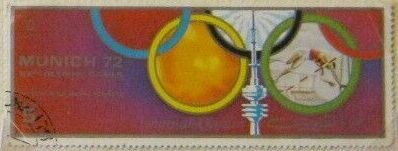
القفز بالزانة
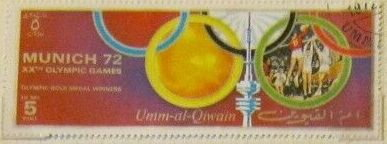
الكرة الطائرة
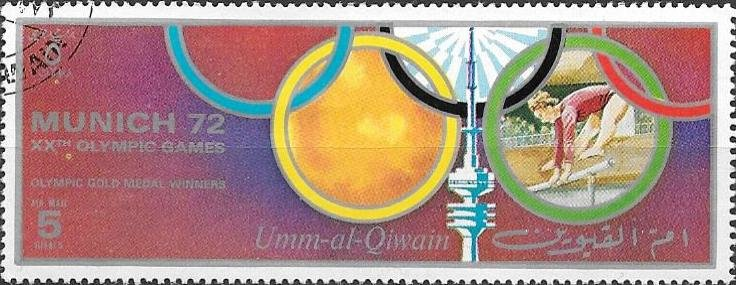
الجمناستك المتوازي غير المتماثل
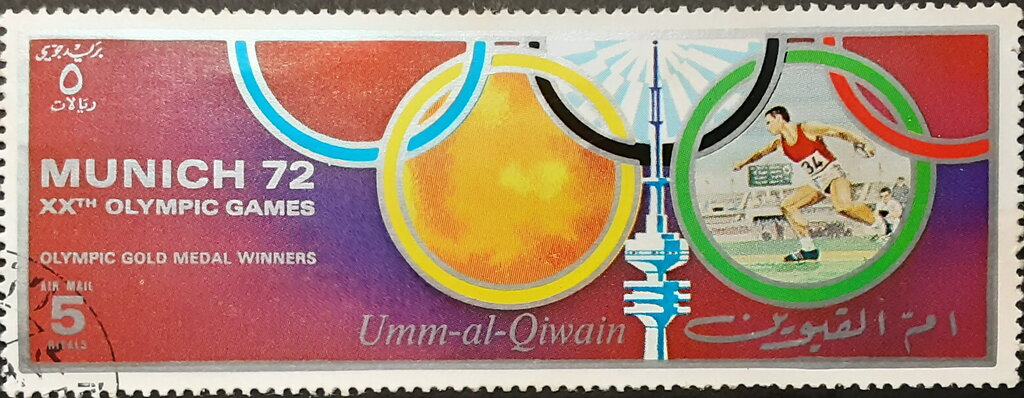
رمي القرص
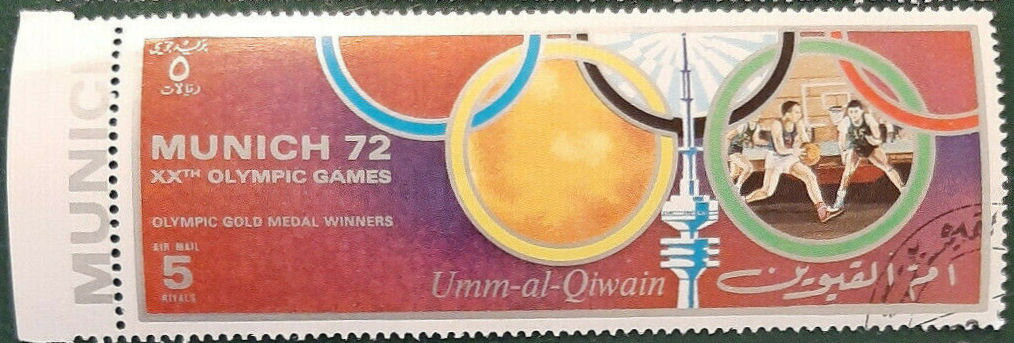
كرة السلة
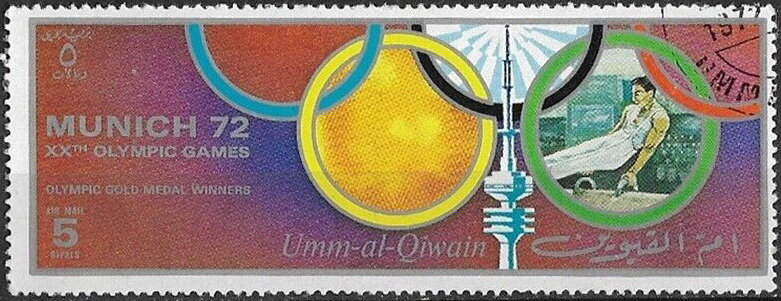
حصان القفز
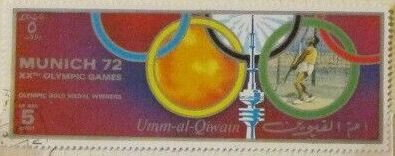
رمي المطرقة
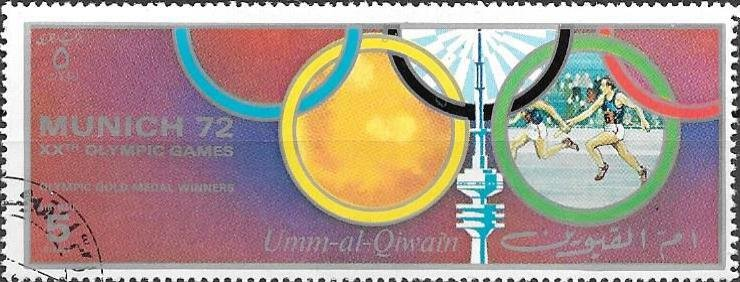
سباق التتابع 4×100 متر
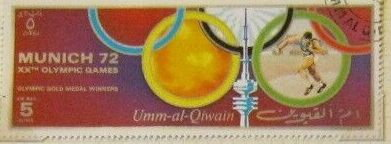
رمي الجلة
القفز الطويل (توجد صورة لطابع غير مخرم)
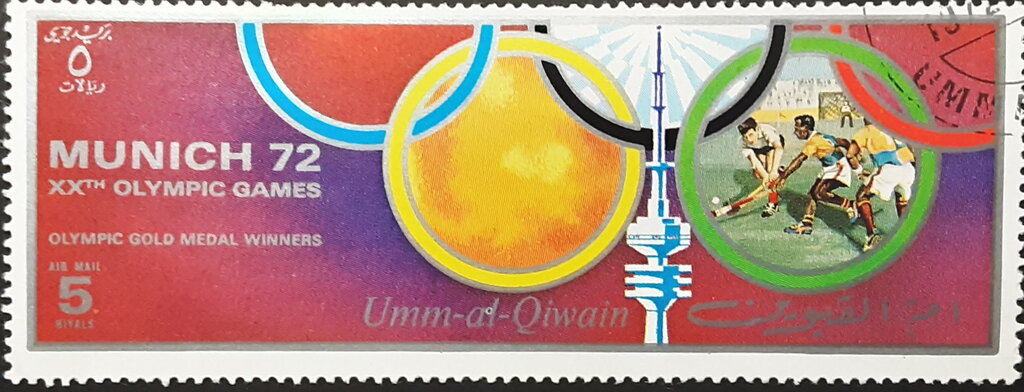
الهوكي
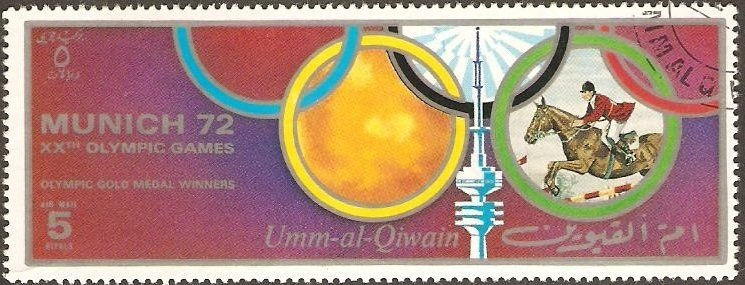
ركوب الخيل
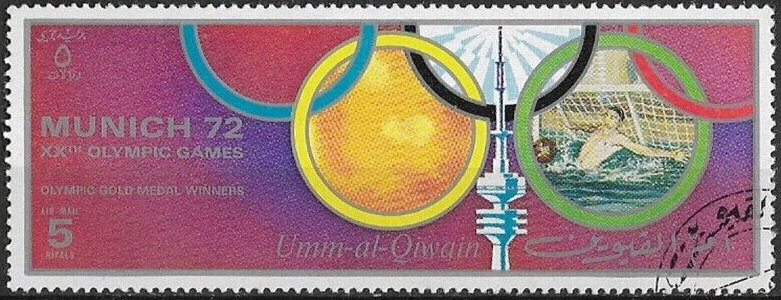
كرة الماء
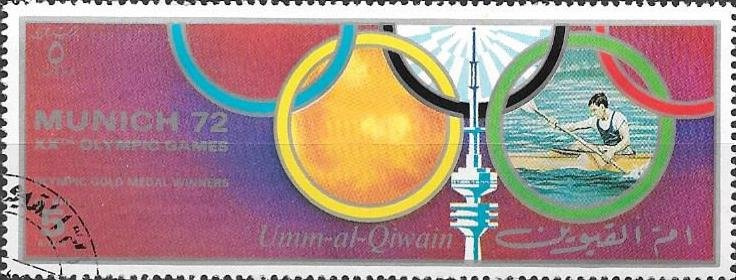
سباق الزوارق
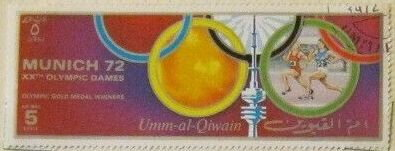
سباق 800 متر سيدات
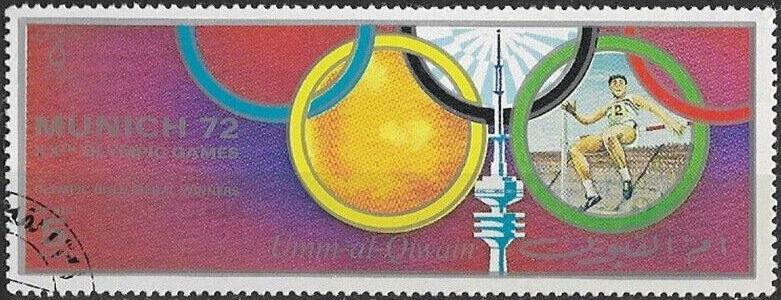
القفز العالي
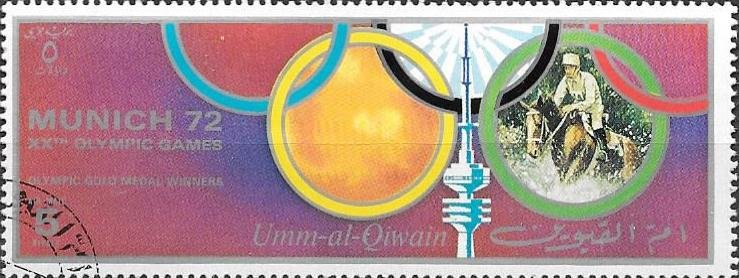
الفروسية العسكرية
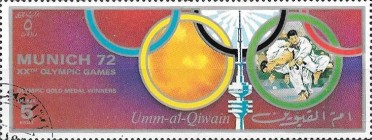
الجودو للوزن الخفيف

وهذه صور بعض الطوابع غير المخرمة:

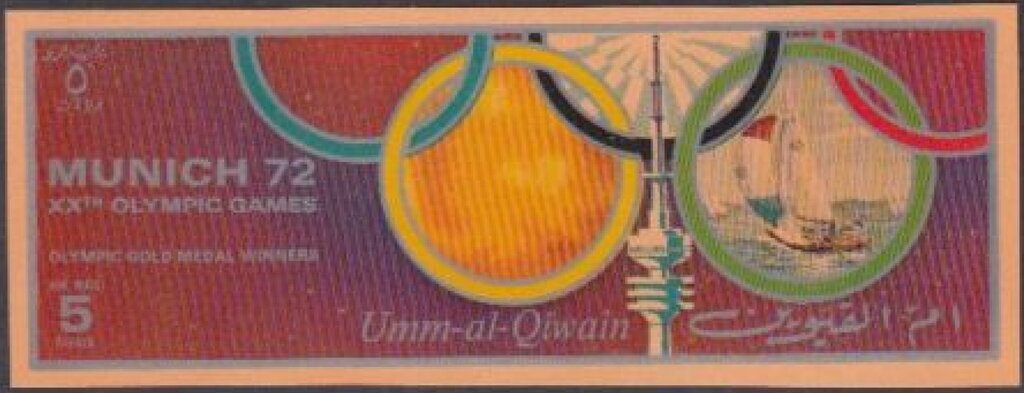
اليخوت
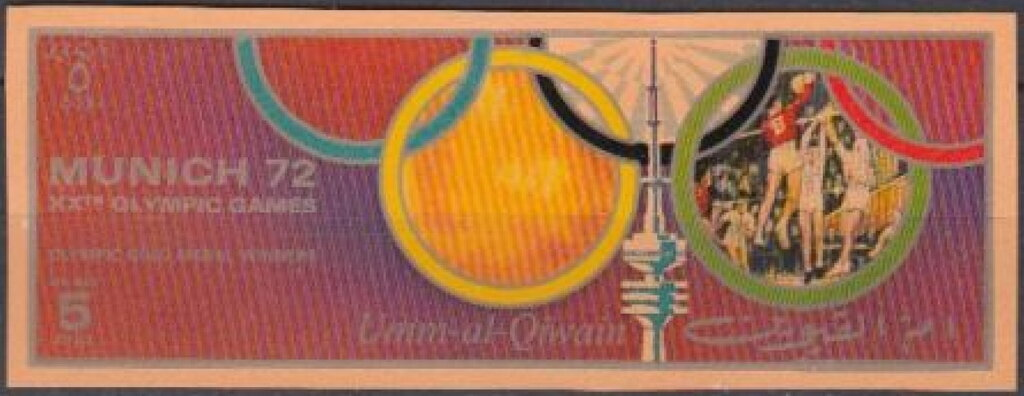
الكرة الطائرة
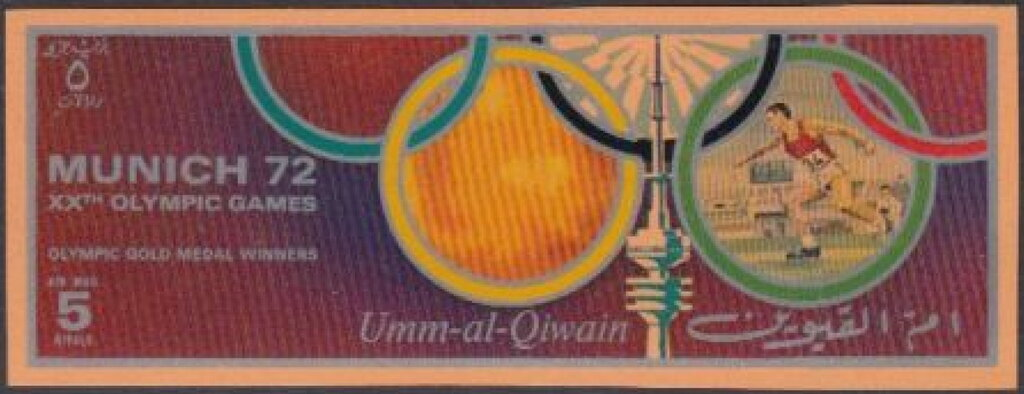
رمي القرص
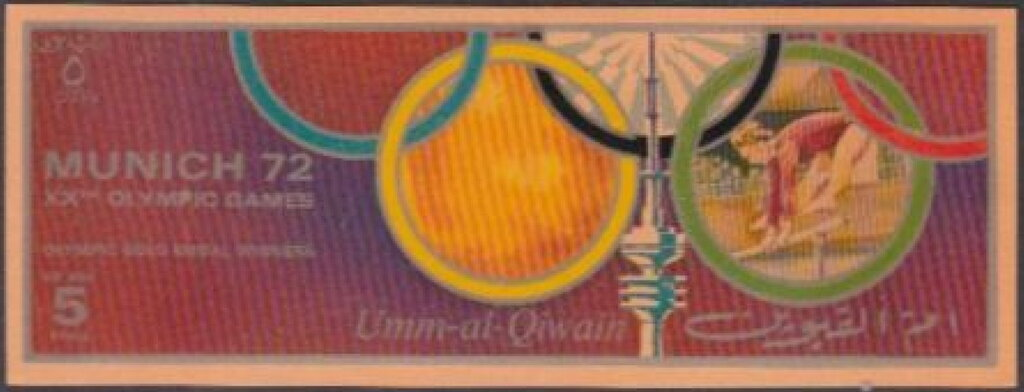
الجمناستك المتوازي غير المتماثل
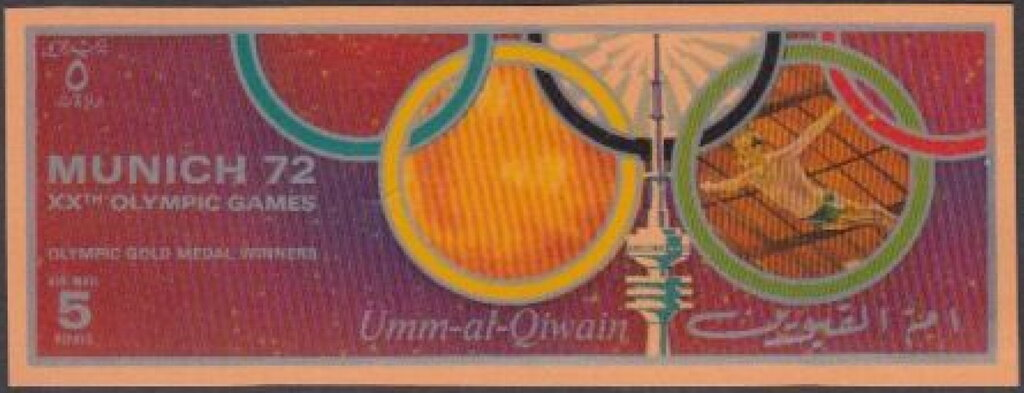
الغطس العالي
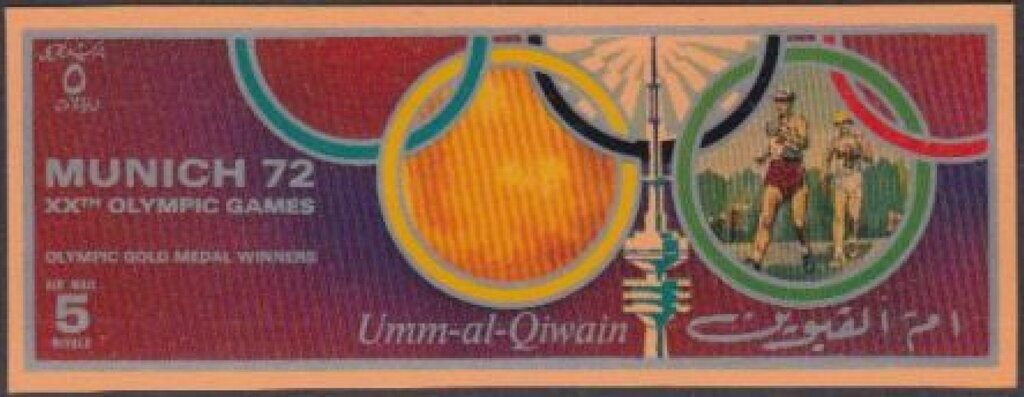
الماراثون
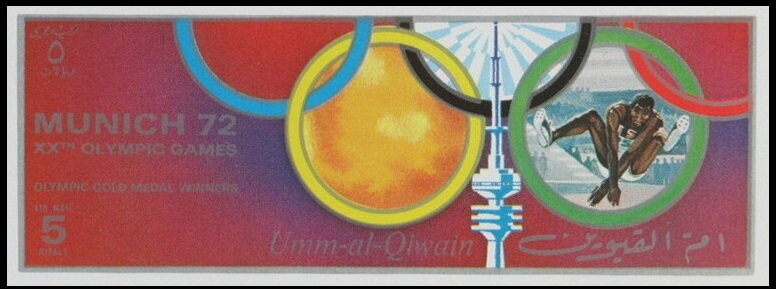
القفز الطويل
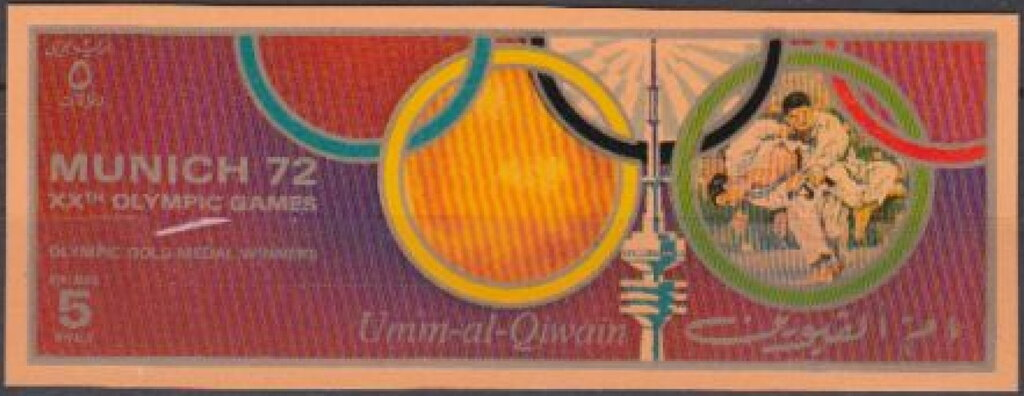
الجودو للوزن الخفيف

وهذه صور بعض البطاقات:

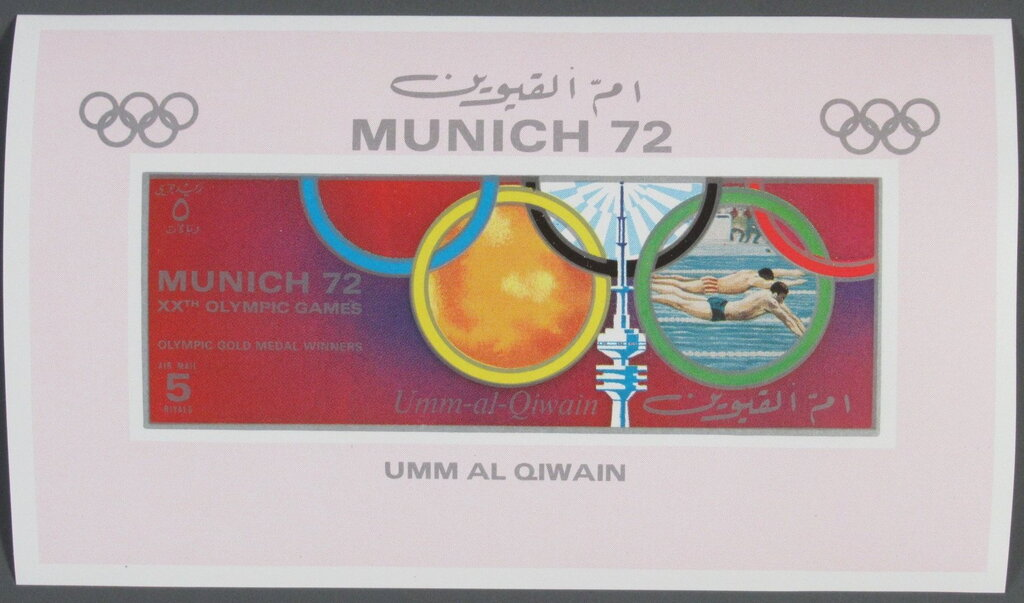
السباحة
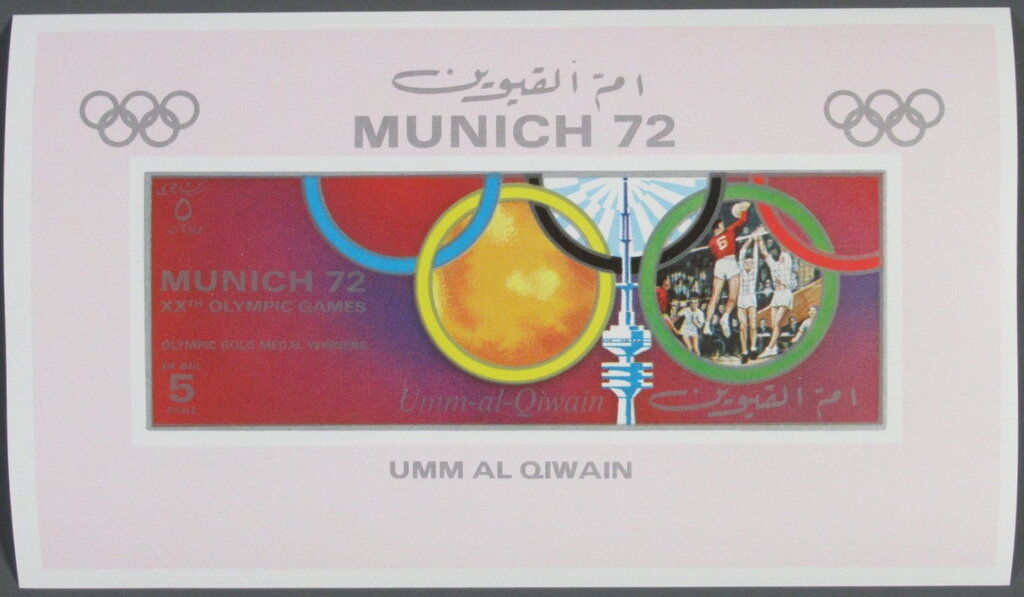
الكرة الطائرة
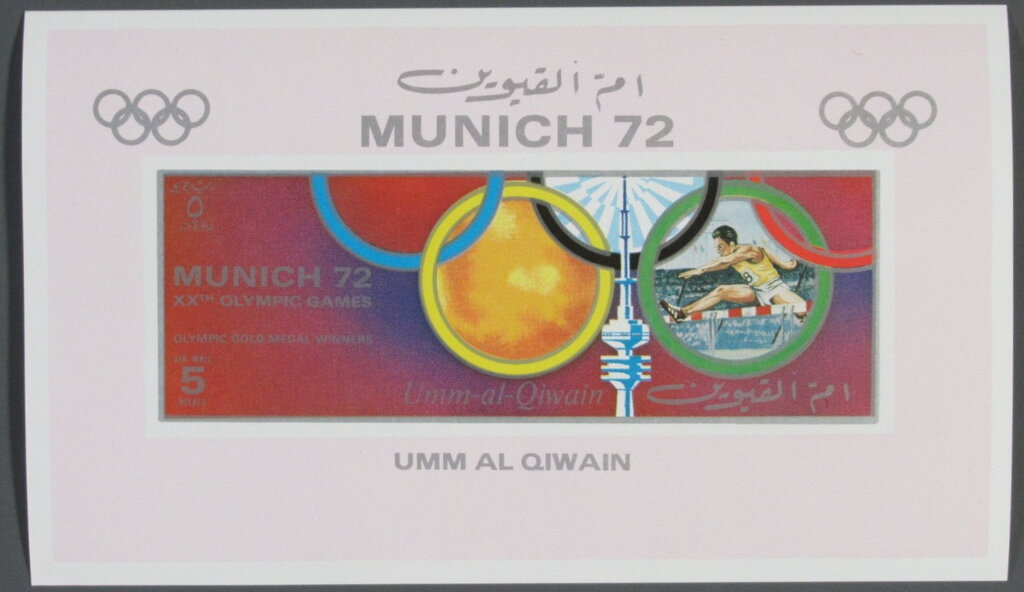
سباق الحواجز 110 متر
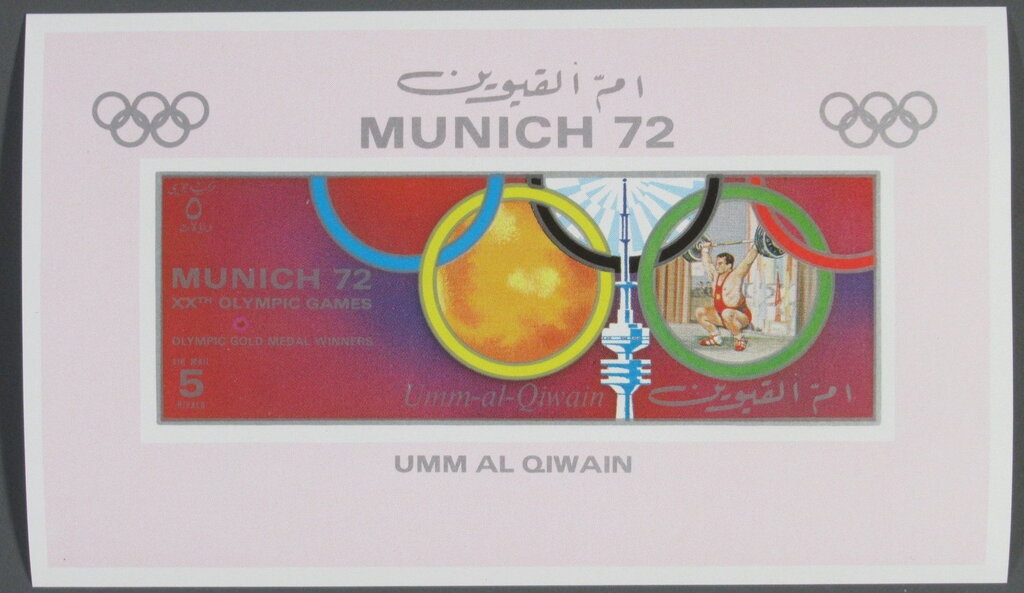
رفع الأثقال
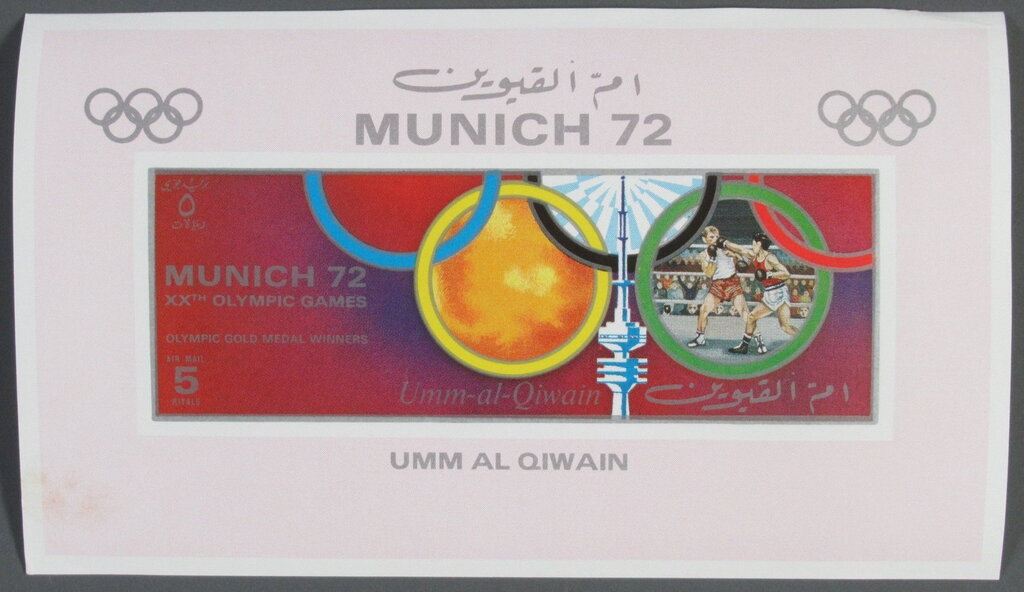
الملاكمة
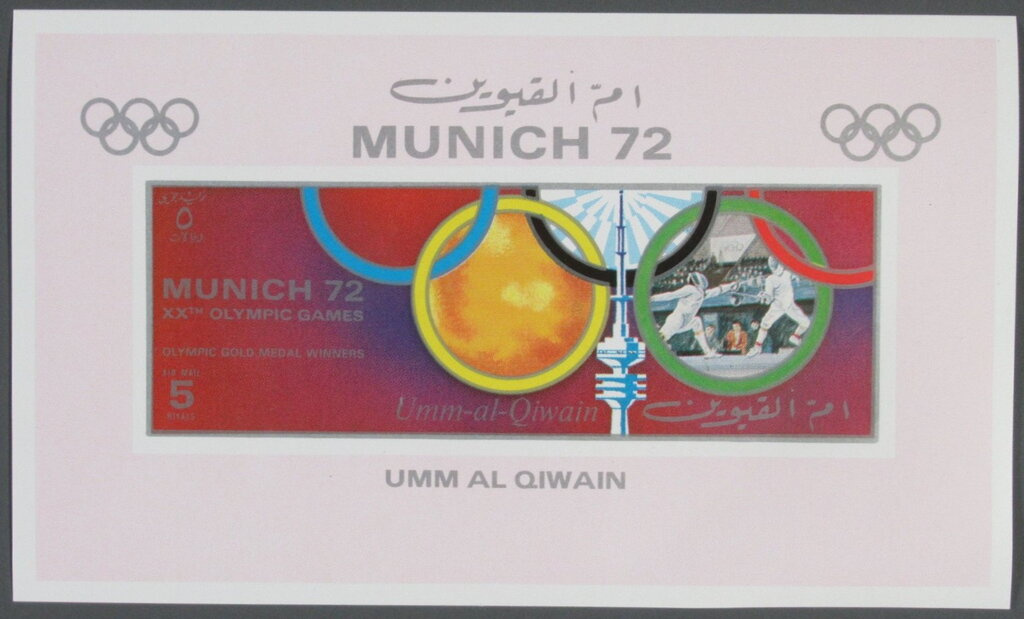
المبارزة
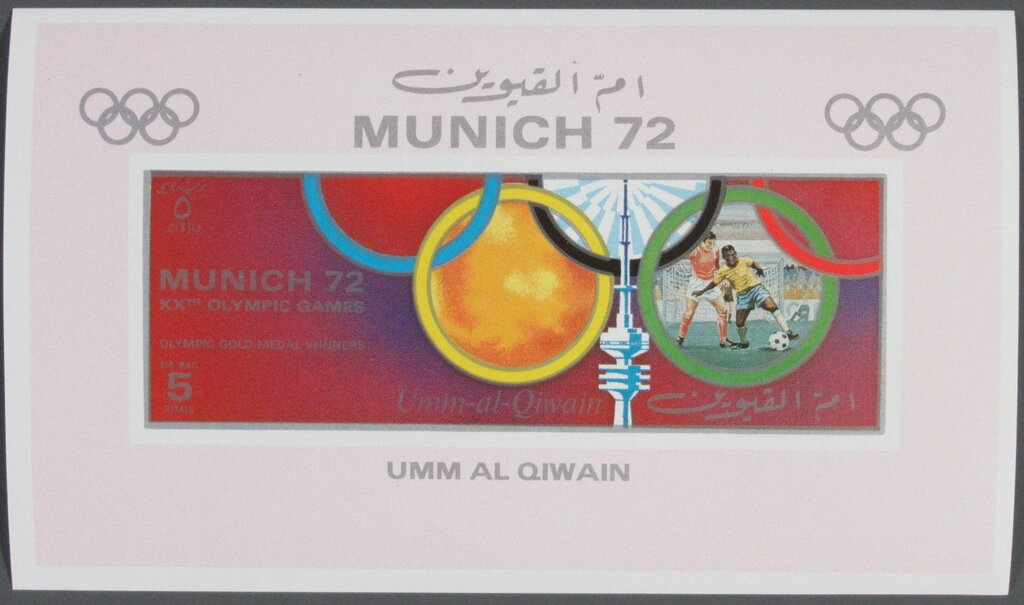
كرة القدم
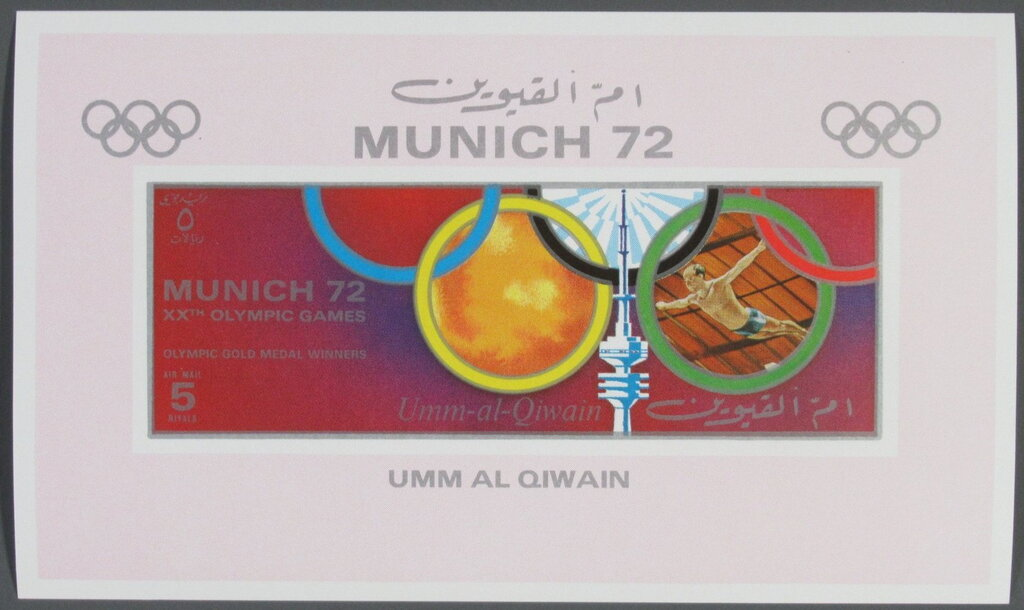
الغطس العالي
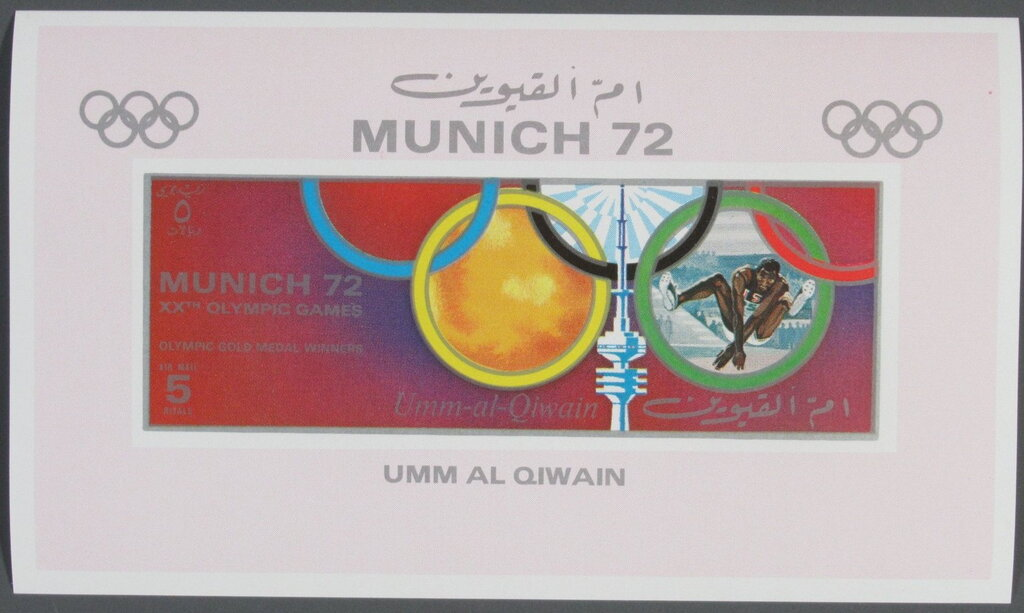
القفز الطويل
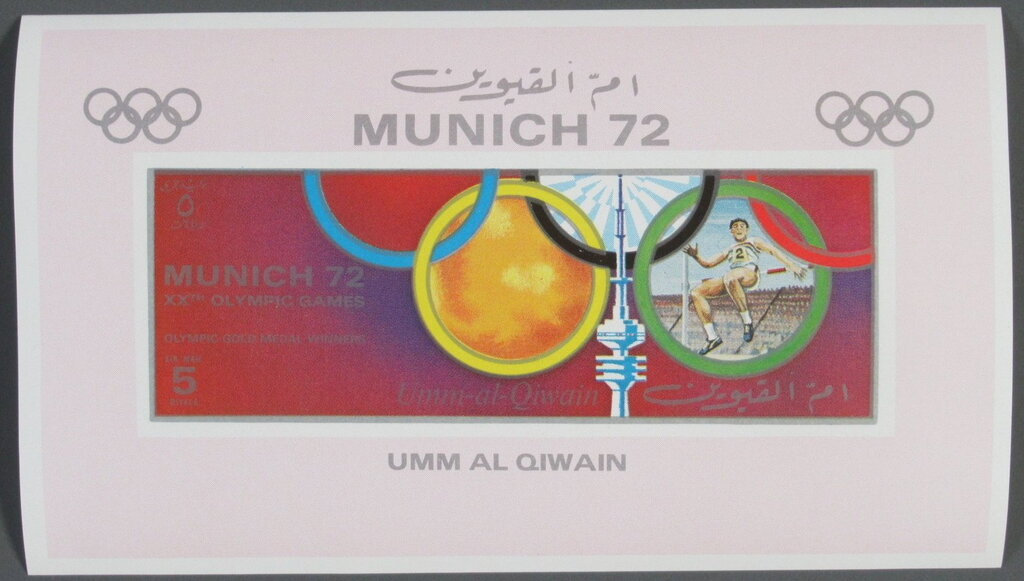
القفز العالي

### إصدار أبطال إصدار الألعاب الأولمبية الصيفية 1972
أصدرت مجموعة من الطوابع تظهر فيها صور الفائزين في الألعاب الأولمبية الصيفية 1972، وكانت قيمة كل طابع 5 ريالات، وهي مخصصة للبريد الجوي، وكان كل طابع بثلاثة نسخ، طابع مخرم، وطابع غير مخرم، وبطاقة.

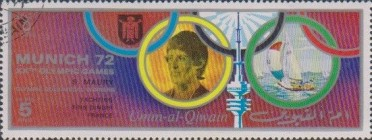
(سباق اليخوت)
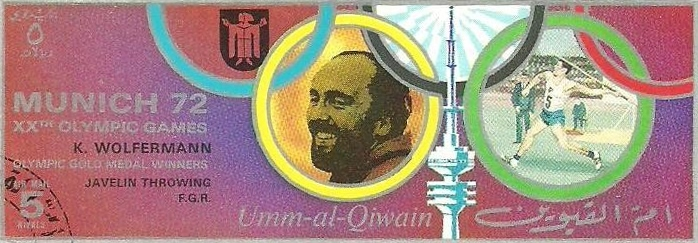
(رمي الرمح)
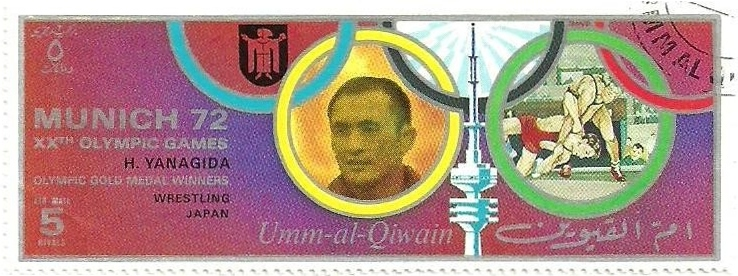
(المصارعة)
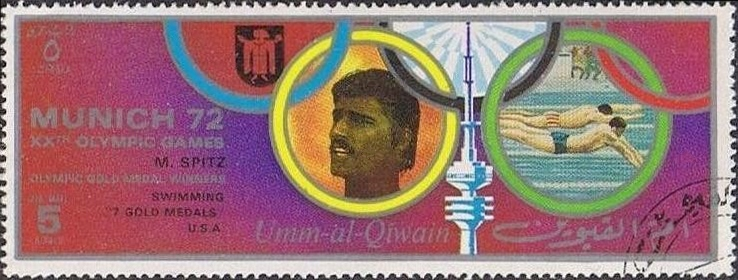
(السباحة)
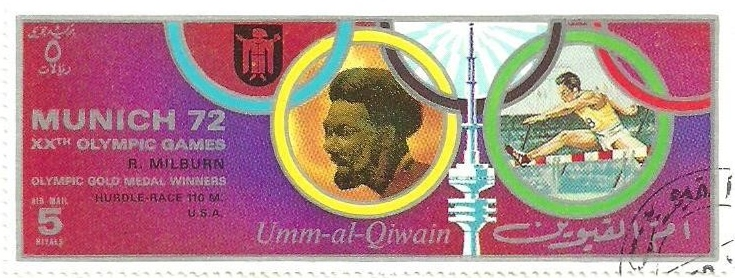
(سباق 110 متر حواجز)
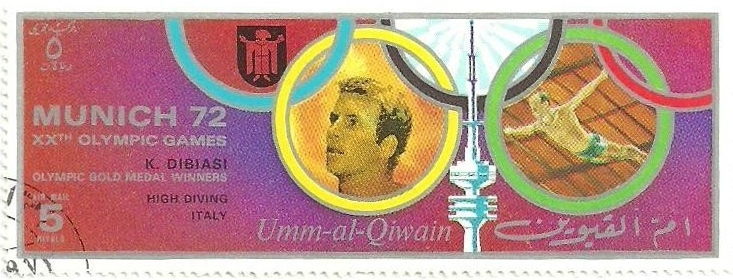
(الغطس العالي)
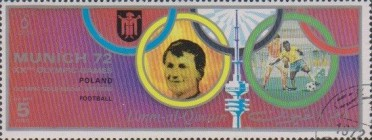
(كرة القدم)
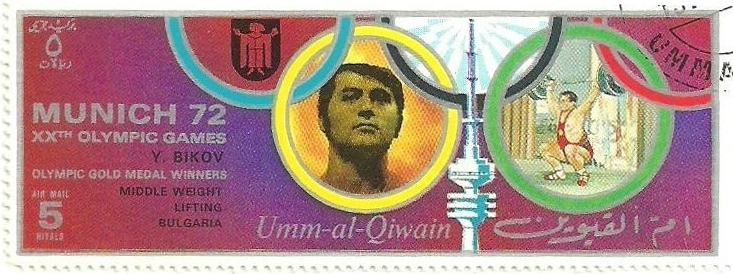
(رفع الأثقال)
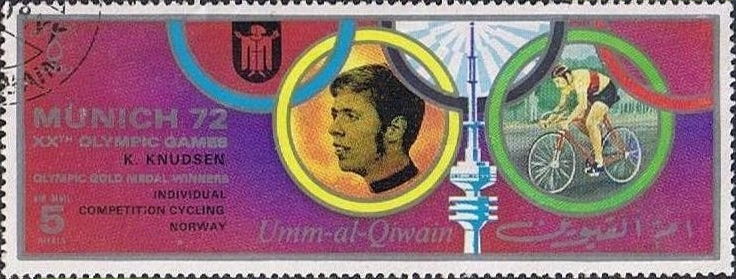
(ركوب الدراجات)
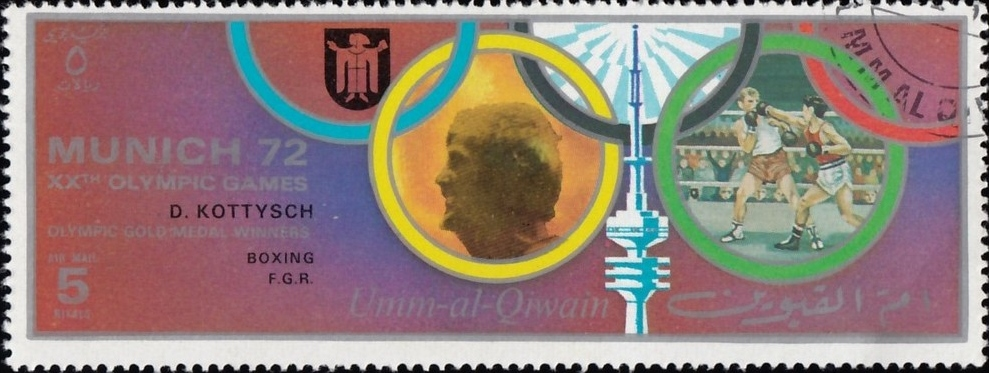
(الملاكمة)
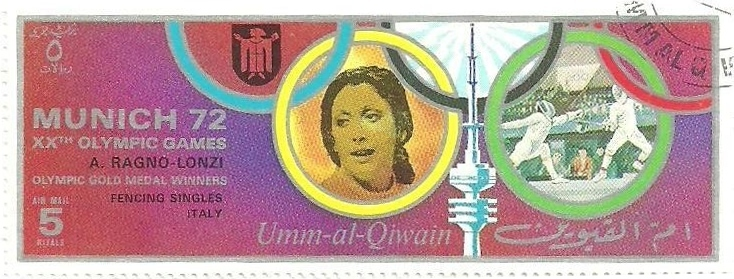
(المبارزة)
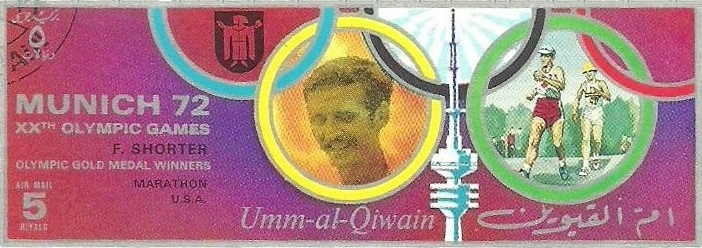
(الماراثون)
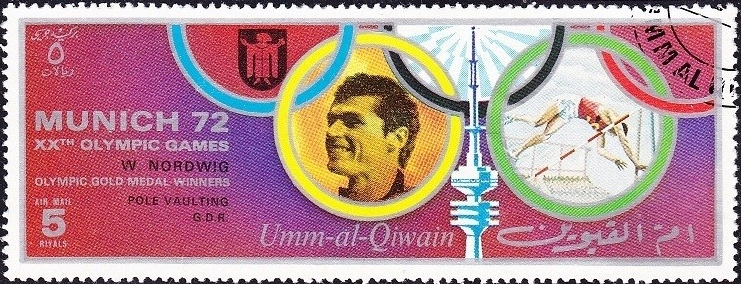
(القفز بالزانة)
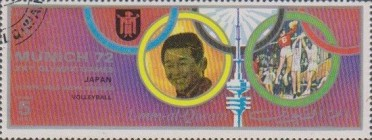
(الكرة الطائرة)
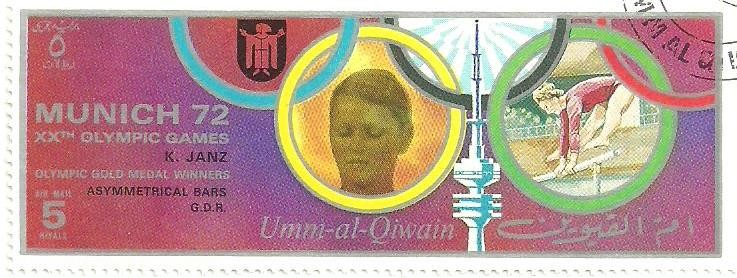
(جمناستك المتوازي غير المتماثل)
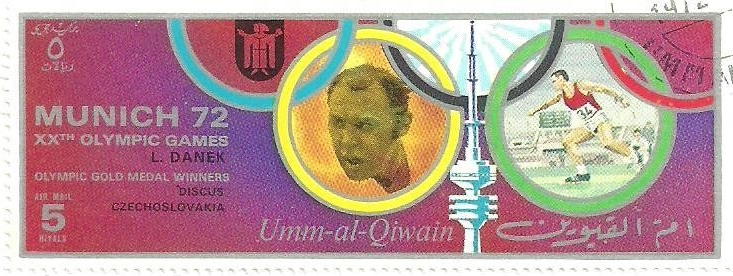
(رمي القرص)
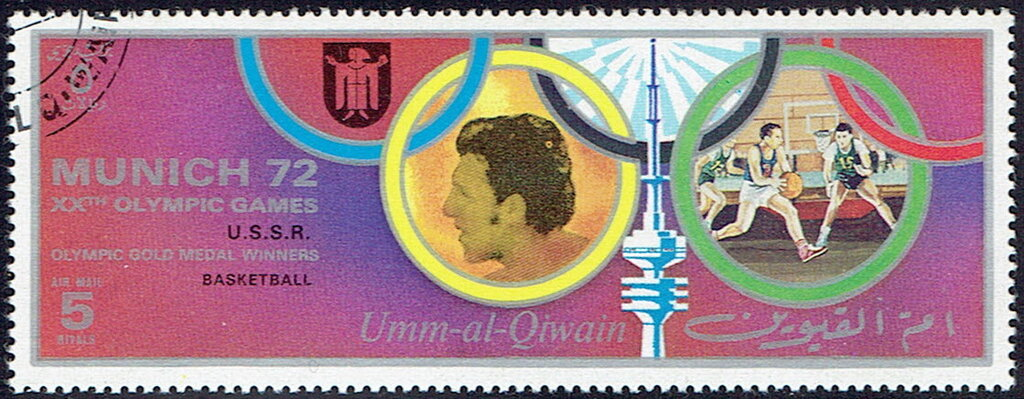
(كرة السلة)
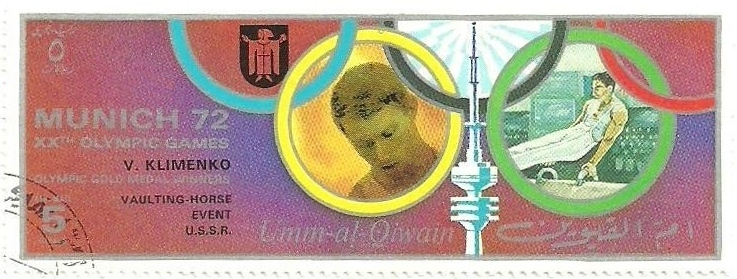
(حصان القفز)
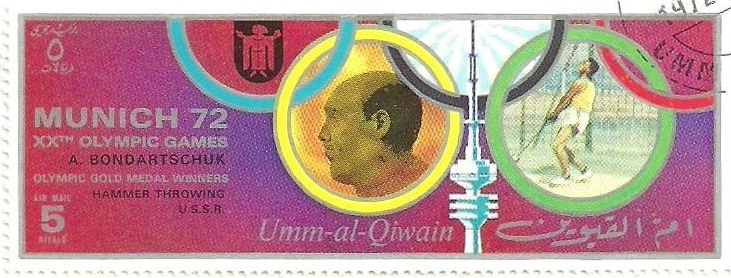
(رمي المطرقة)
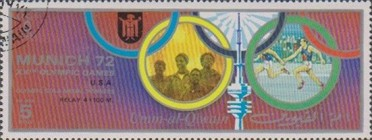
(سباق التتابع 4×100 متر)
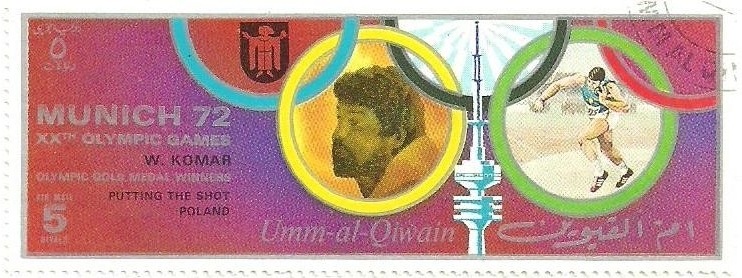
(رمي الجلة)
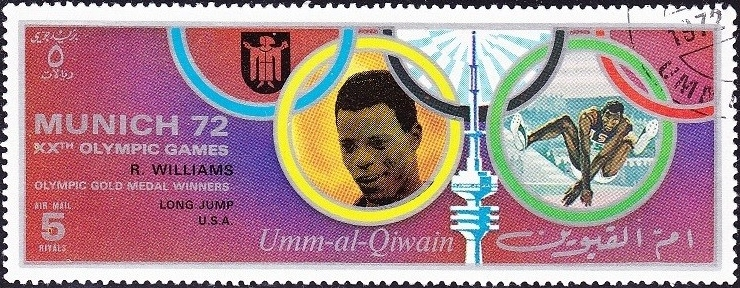
(القفز الطويل)
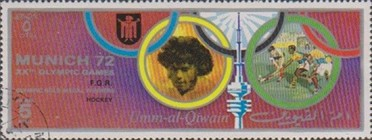
(الهوكي)
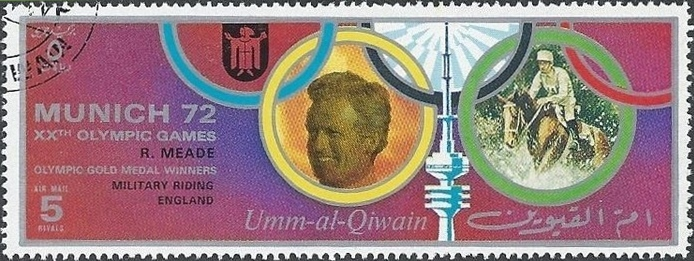
(ركوب الخيل)
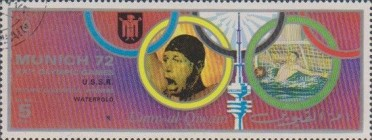
(كرة الماء)
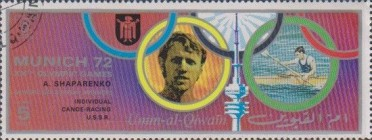
(سباق الزوارق)
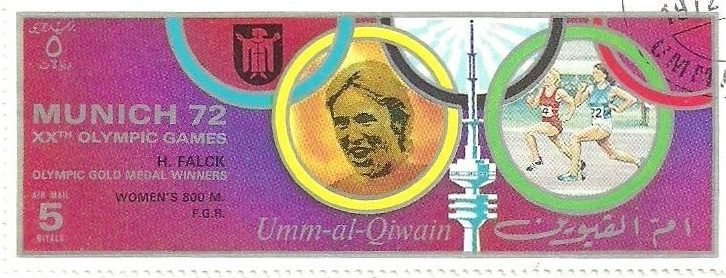
(سباق 800 متر سيدات)
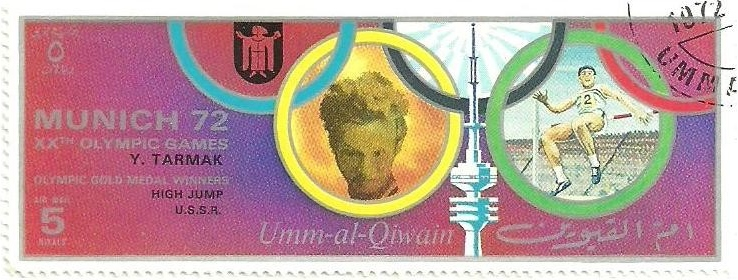
(القفز العالي)
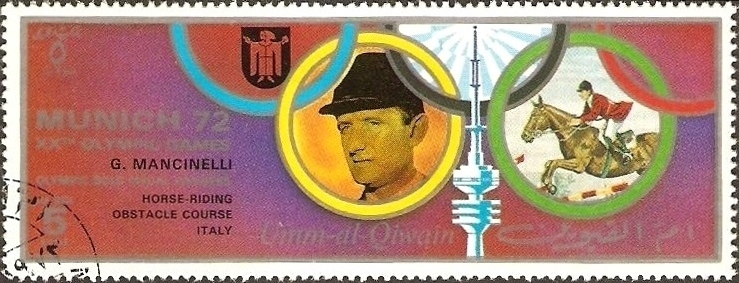
الفروسية العسكرية
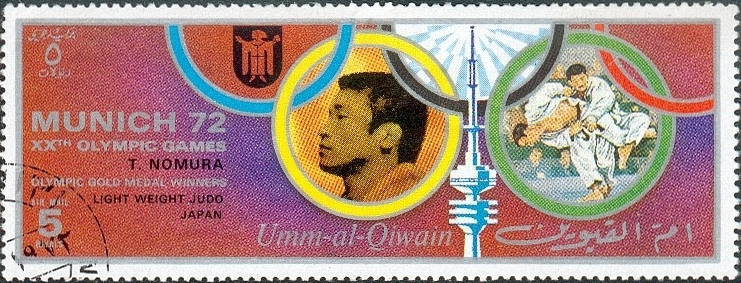
(الجودو للوزن الخفيف)

### إصدار أبطال دورة الألعاب الأولمبية الشتوية
أصدرت مجموعة من الطوابع تظهر فيها صور الفائزين في الألعاب الأولمبية الشتوية 1972.

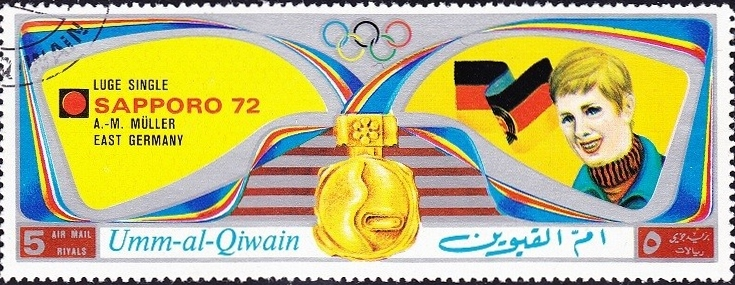
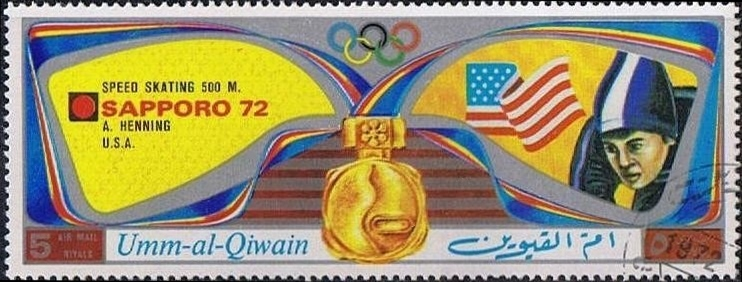
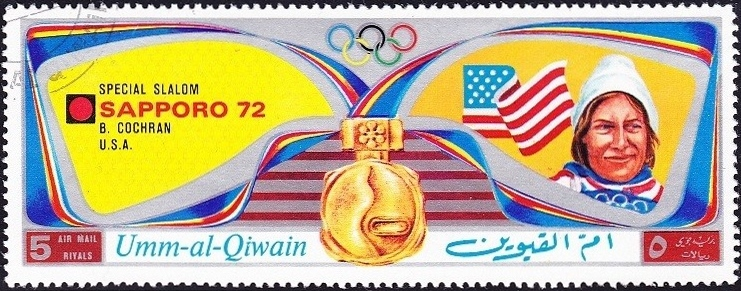
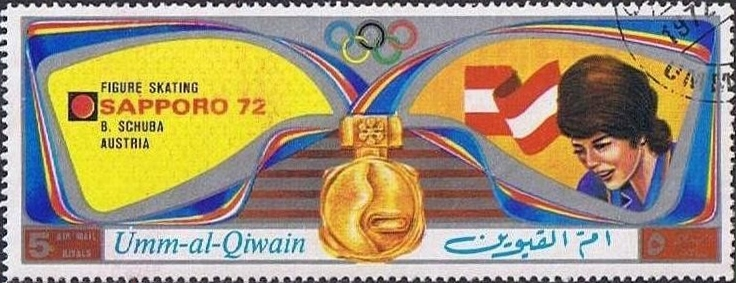
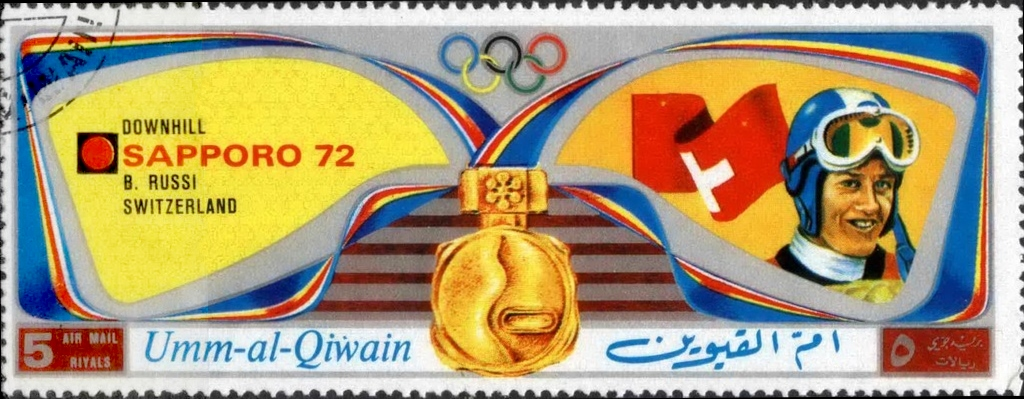
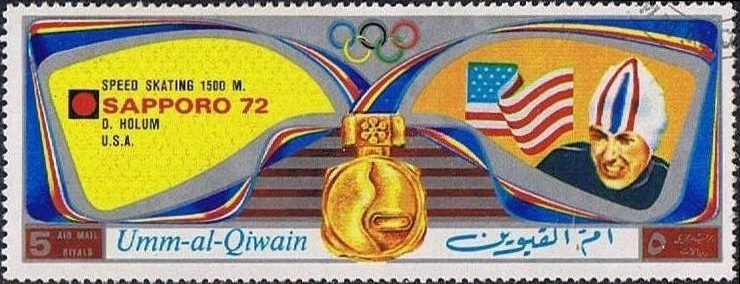
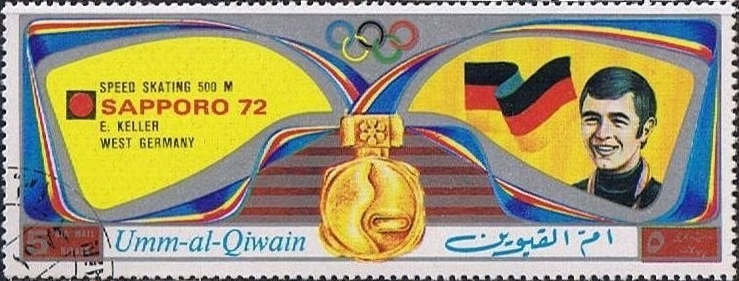
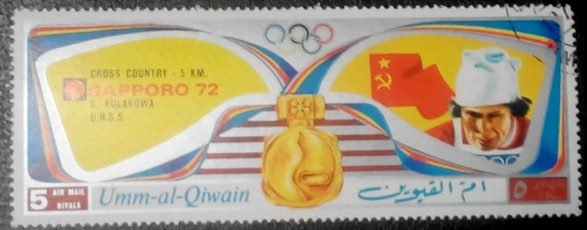
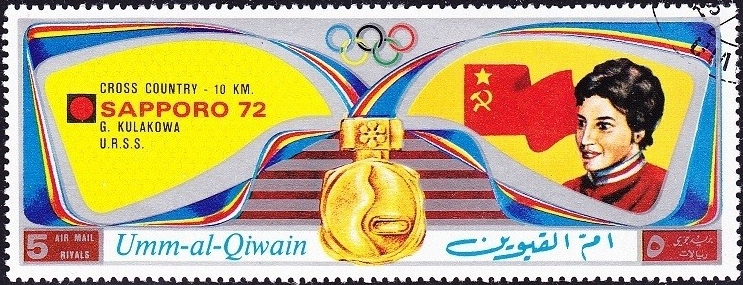
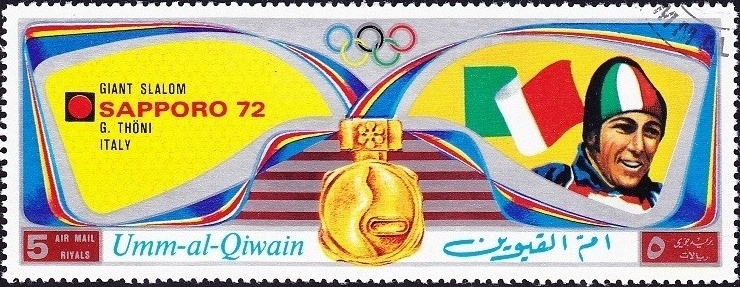
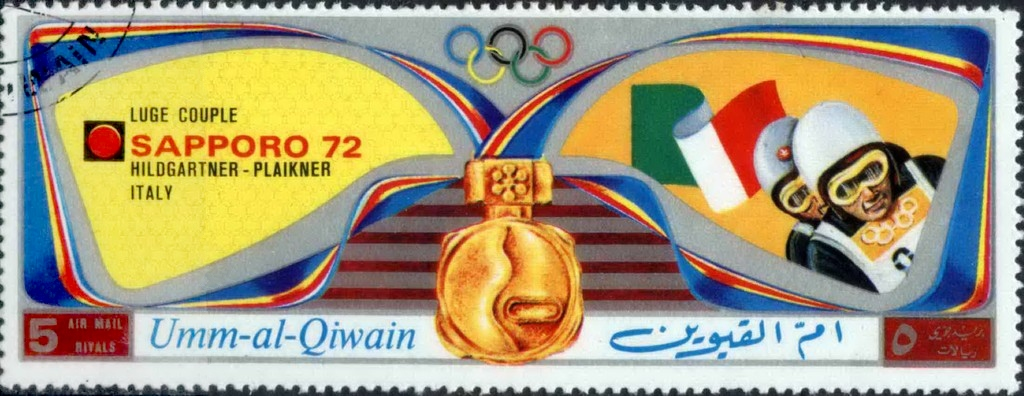
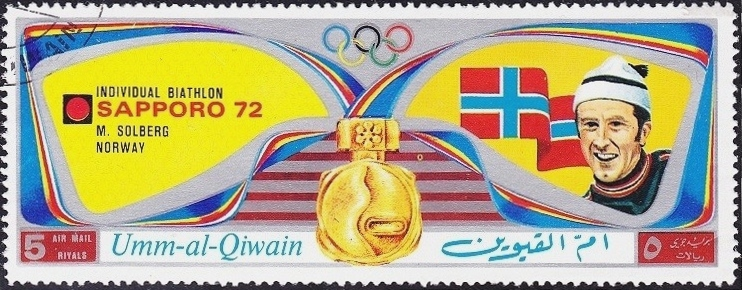
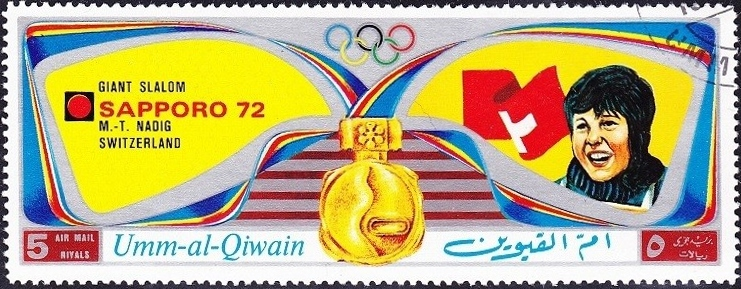
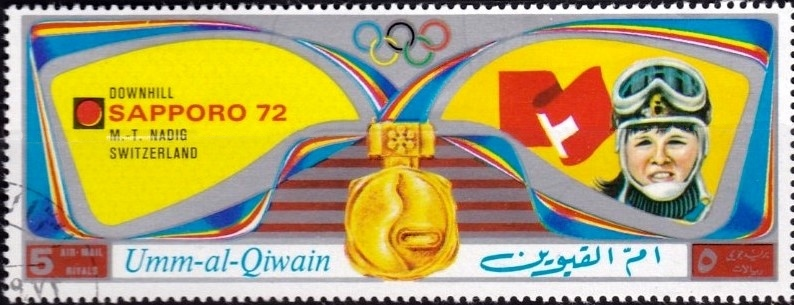
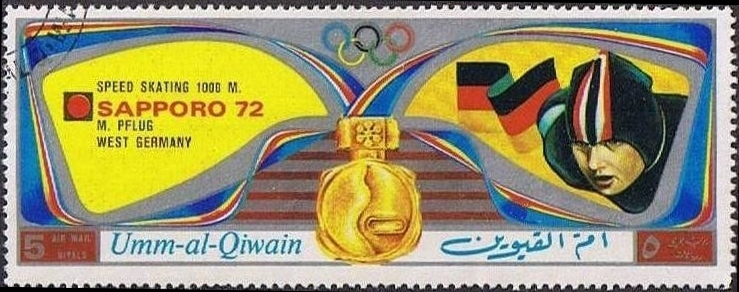
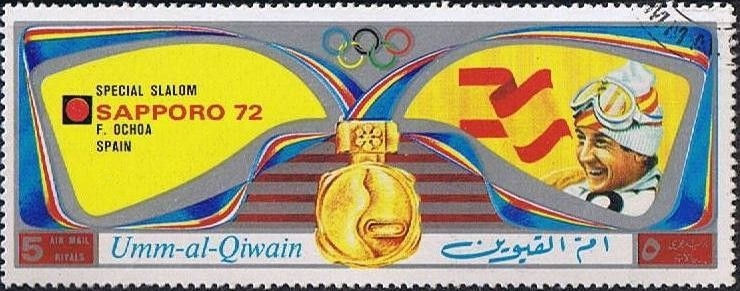
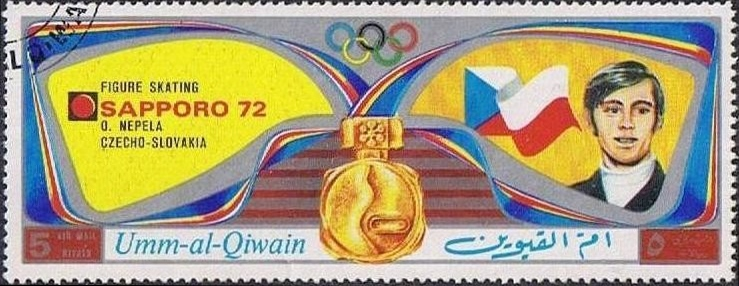
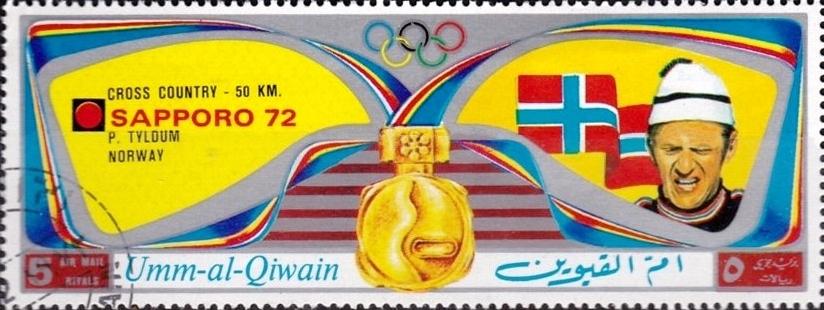
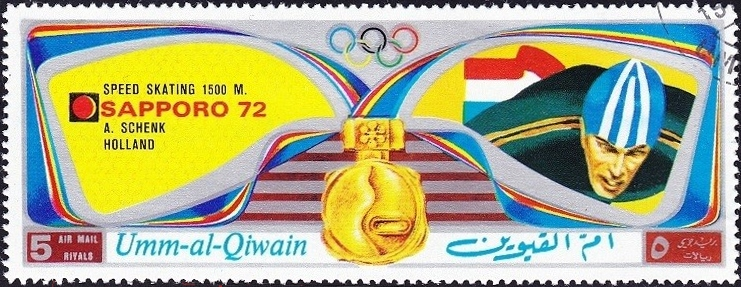
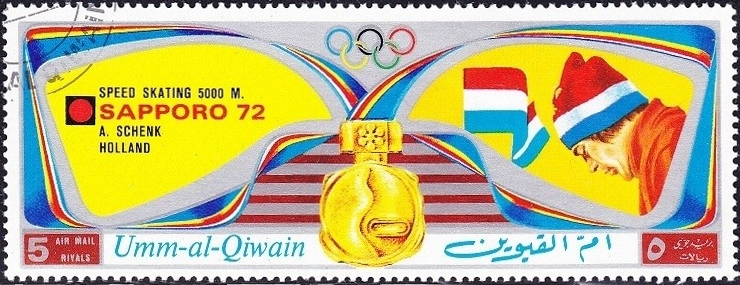
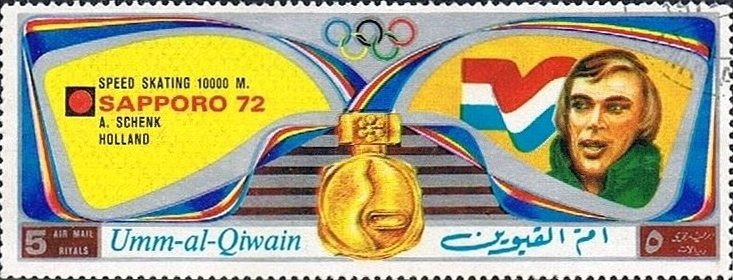
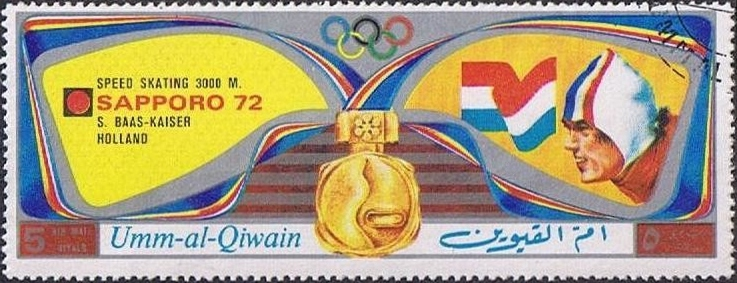
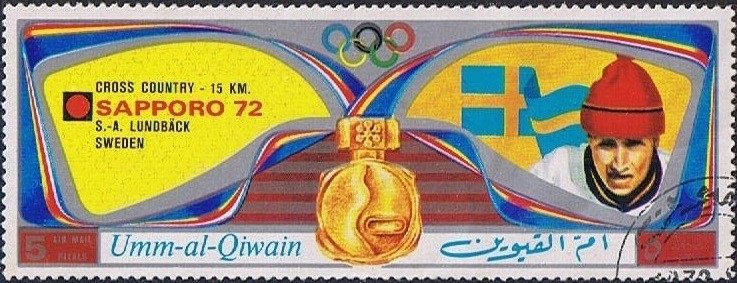
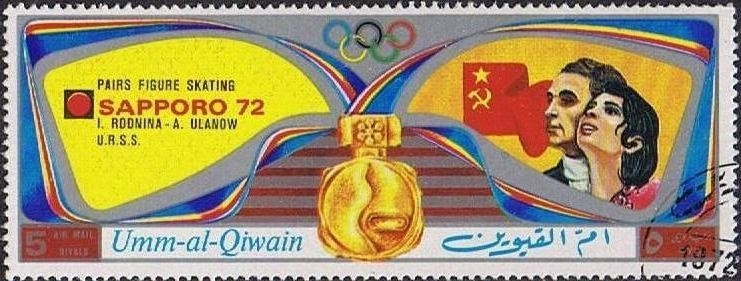
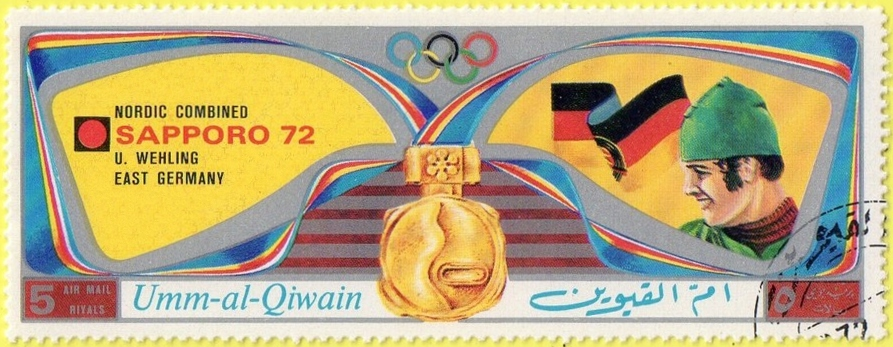
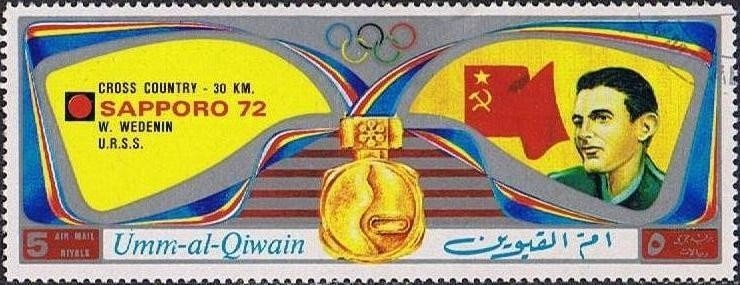
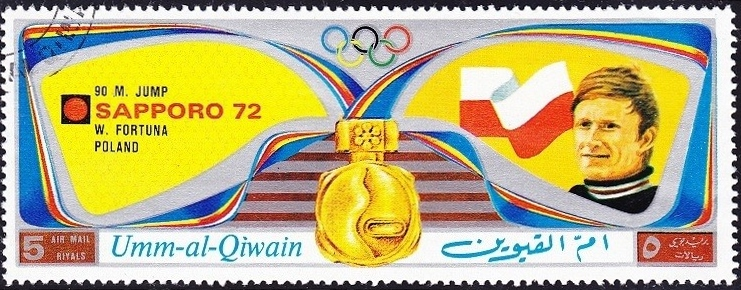
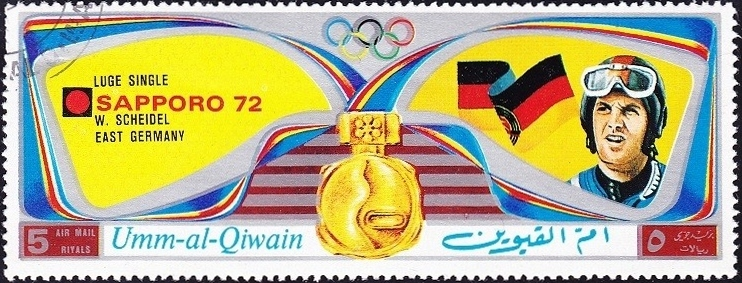
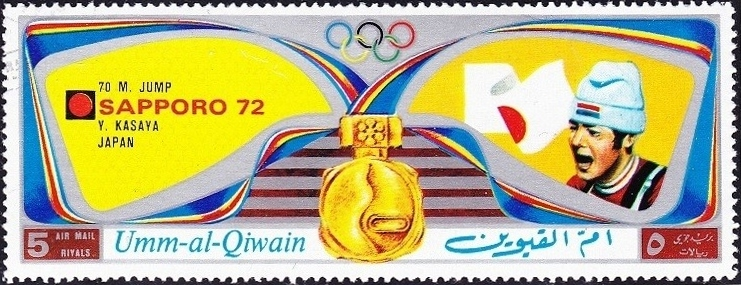
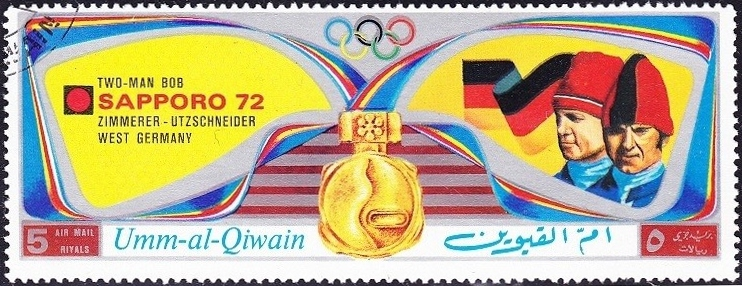

### إصدار الأسماك الاستوائية

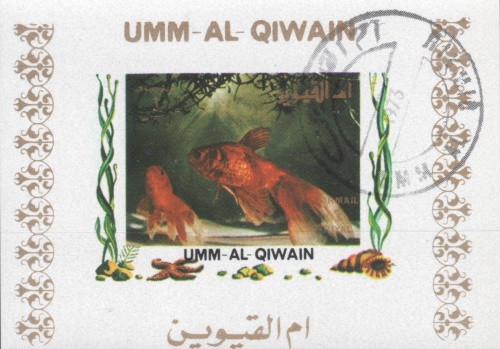
بطاقة قيمتها 5 ريالات

أصدرت طوابع وبطاقة تحمل صور أسماك استوائية.

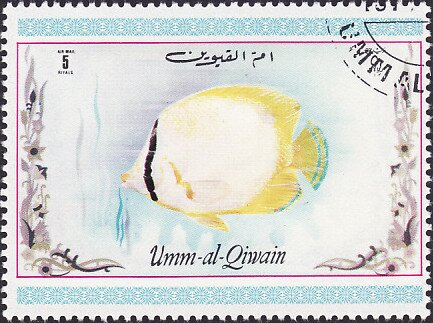
سمكة الفراشة الدخيلة 5 دراهم
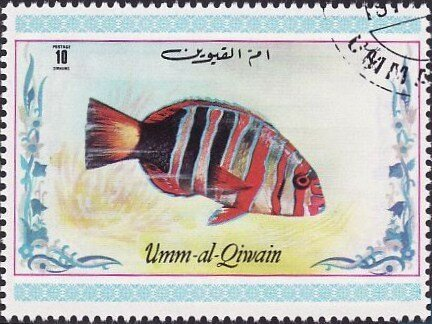
سمكة هارليكوين ذات الأنياب 10 دراهم
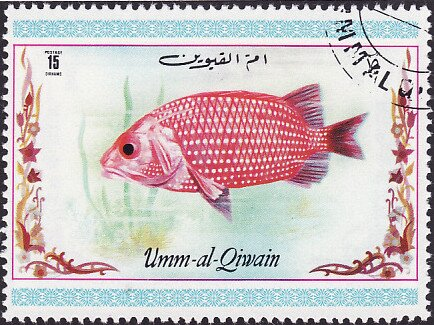
سمك المرجان 15 درهما
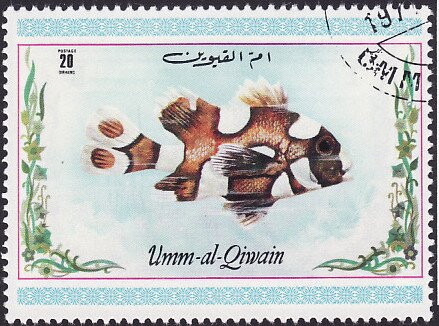
سمكة المهرج ثلاثية الأحزمة 20 درهما
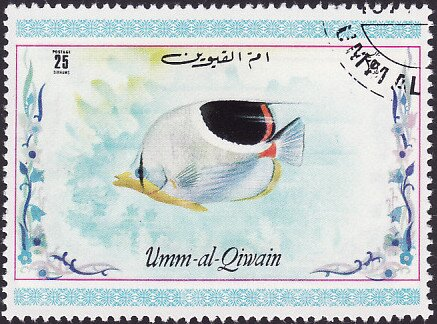
سمكة الفراشة ذات السرج[الإنجليزية] 25 درهما
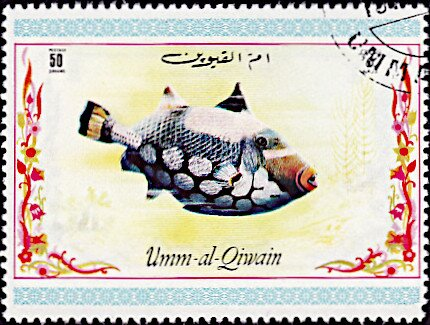
سمكة الزناد المهرجة 50 درهما
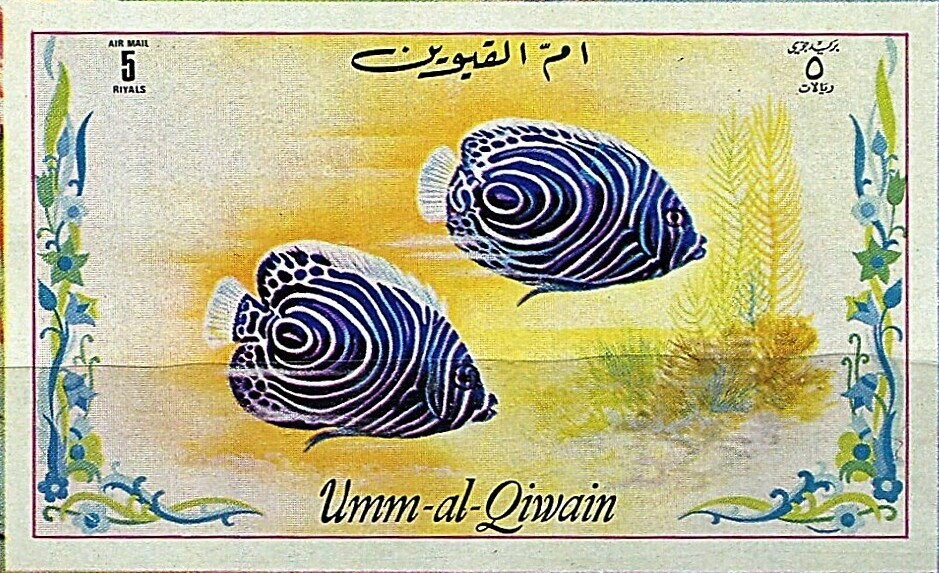
أسماك استوائية 5 ريالات (للبريد الجوي)

### إصدار ملوك بريطانيا
أصدرت ورقة طوابع تذكارية فيها 41 طابعا تجمع صور ملوك بريطانيا مع 3 ملصقات، قيمة كل طابع ريال واحد، وكانت مخصصة للبريد الجوي.

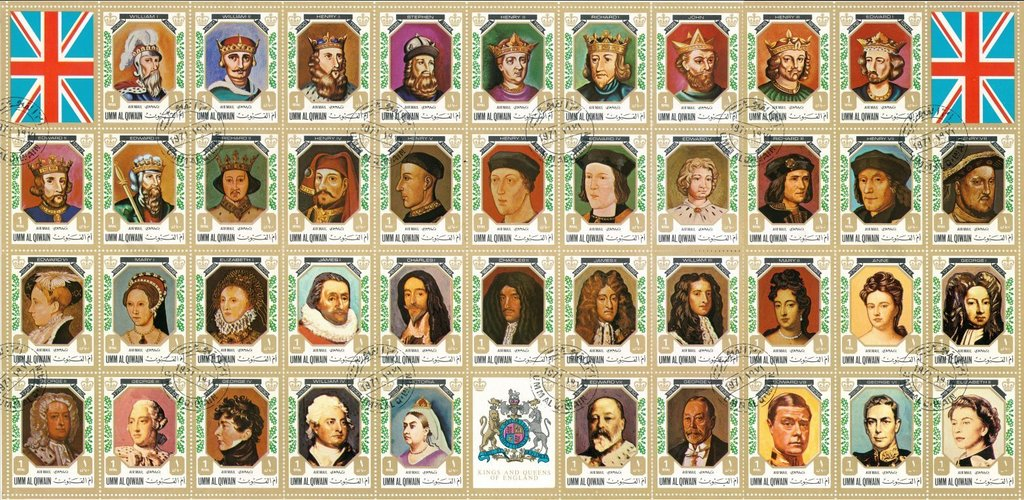
ورقة طوابع ملوك بريطانيا

### إصدار يوهانس كبلر

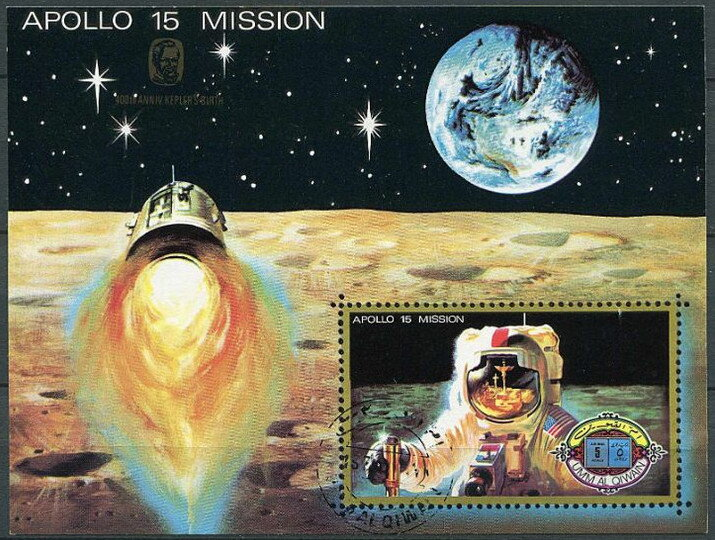
بطاقة تذكارية بقيمة 5 ريالات.

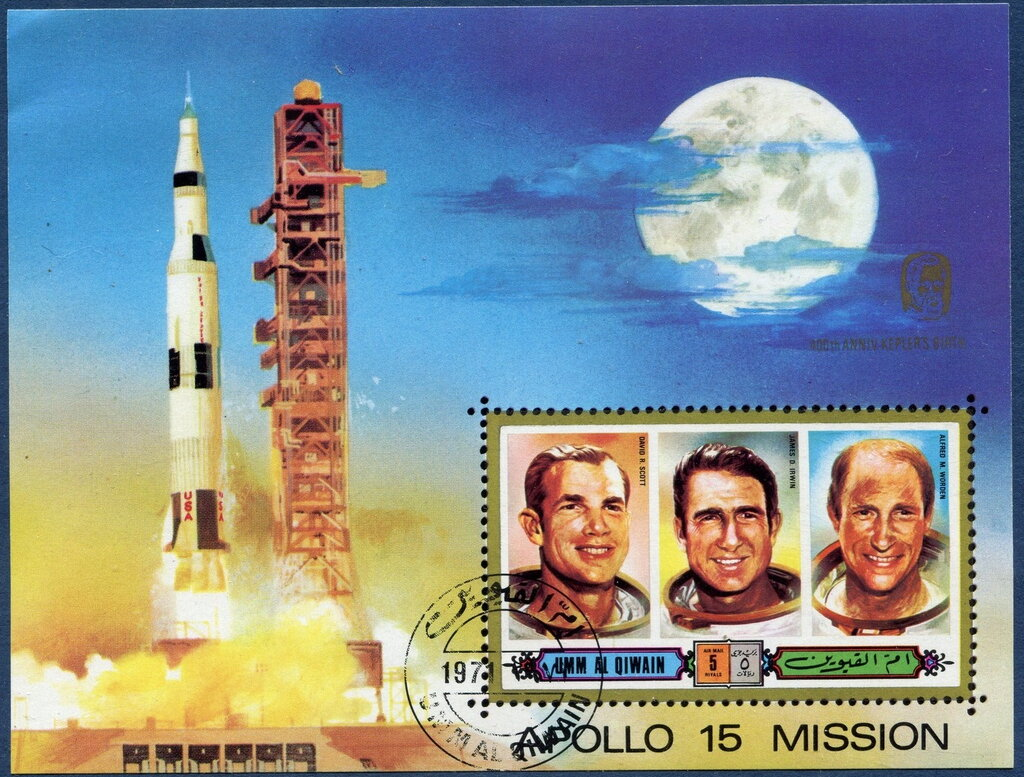
بطاقة تذكارية بقيمة 5 ريالات.

في 27 يوليو 1972، أصدرت طوابع وبطاقتين لمناسبة الذكرى 400 لميلاد كبلر، وهي في الأصل إصدار أبولو 15 لكن مع إضافة توشيح.

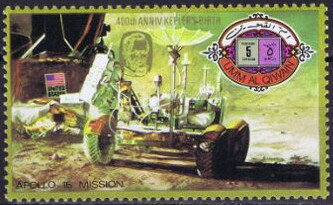
5 دراهم
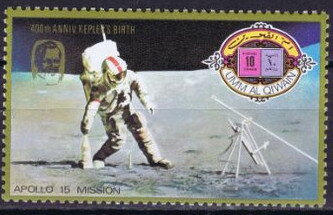
10 دراهم
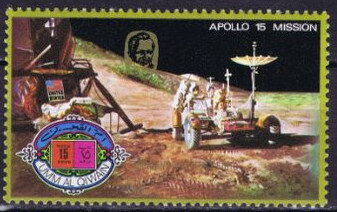
15 درهما
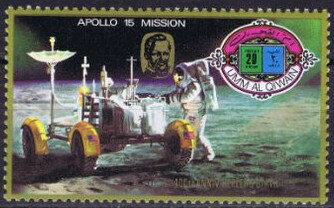
20 درهما
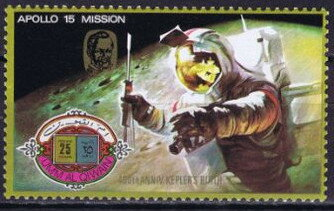
25 درهما
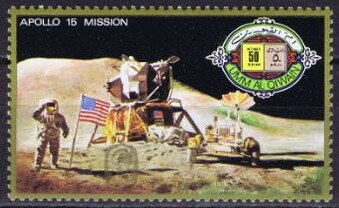
50 درهما
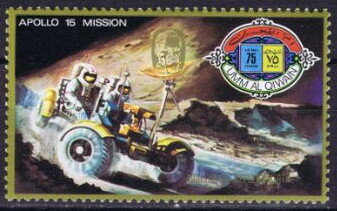
75 درهما
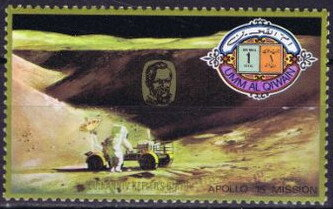
ريال واحد
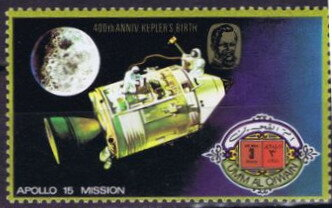
3 ريالات
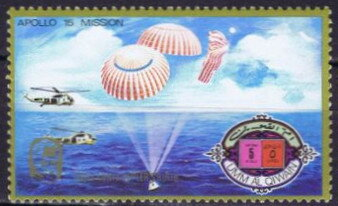
5 ريالات

### إصدار سيارات السباق
أصدرت مجموعان من الطوابع تحمل صور سيارات سباق، كل مجموعة مكونة من 5 طوابع. تتشابه المجموعتان في جميع الطوابع لكن تختلف في الجحم حيث أن قياس المجموعة الأولى هو 56 × 41 ملم بينما قياس المجموعة الثانية هو 76 × 57 ملم، وجميع الطوابع غير مخرمة، وقيمة كل طابع ريال واحد، وهي مخصصة للبريد الجوي.

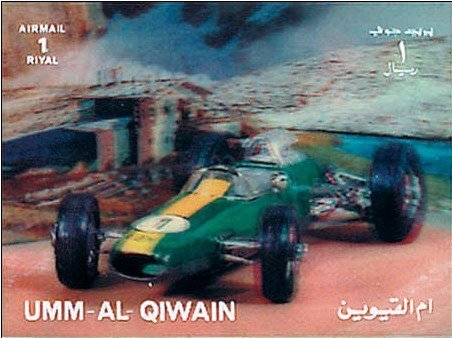
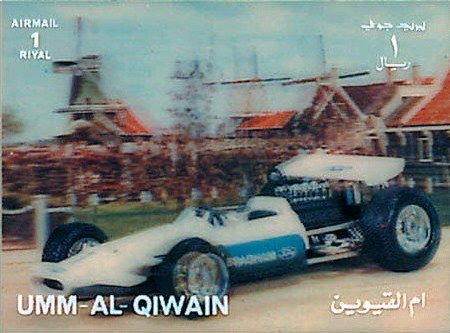
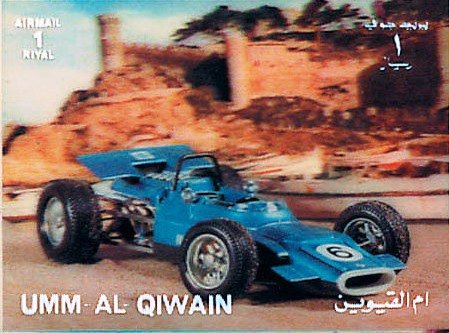
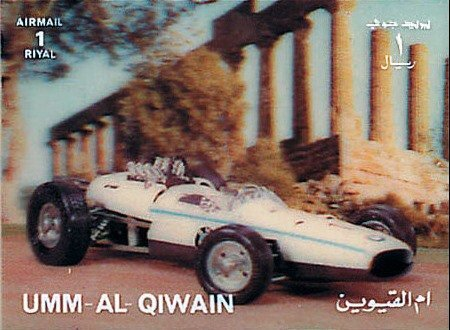
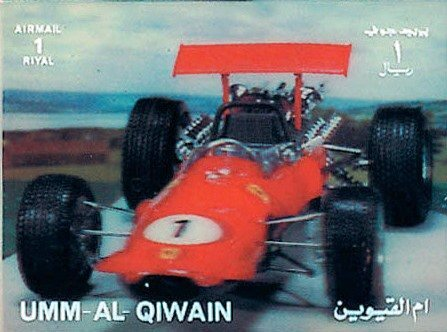

### إصدار سائقي سيارات السباق
في 9 أغسطس 1972، أصدرت طوابع وبطاقة تحمل صور سائقي سيارات سباق. وكانت قيمة كل طابع ريال واحد.

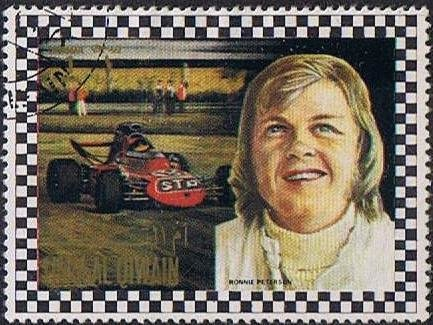
روني بيترسون السويد
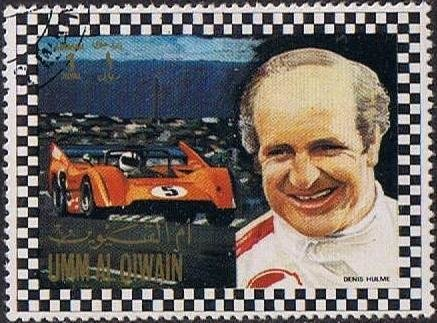
ديني هولم نيوزيلندا
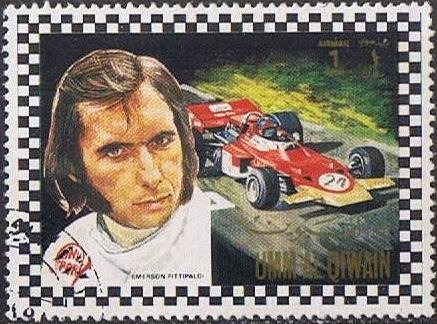
إيمرسون فيتيبالدي البرازيل
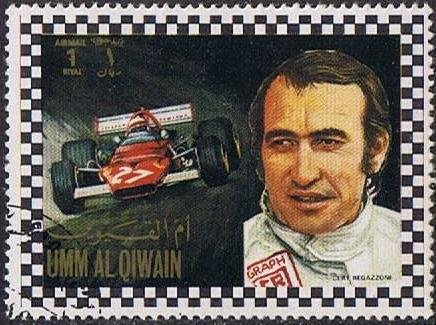
كلاي ريجاتسوني سويسرا
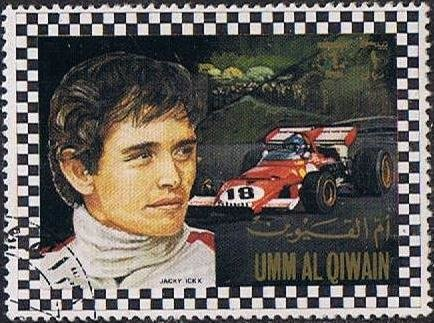
جاكي إيكس بلجيكا
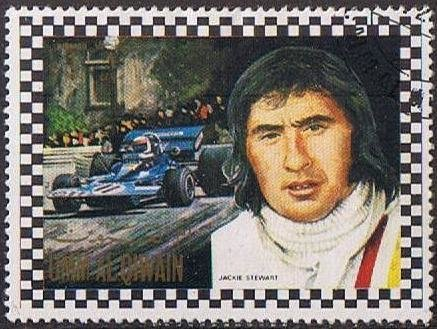
جاكي ستيورات المملكة المتحدة

### إصدار رواد الفضاء السوفيت

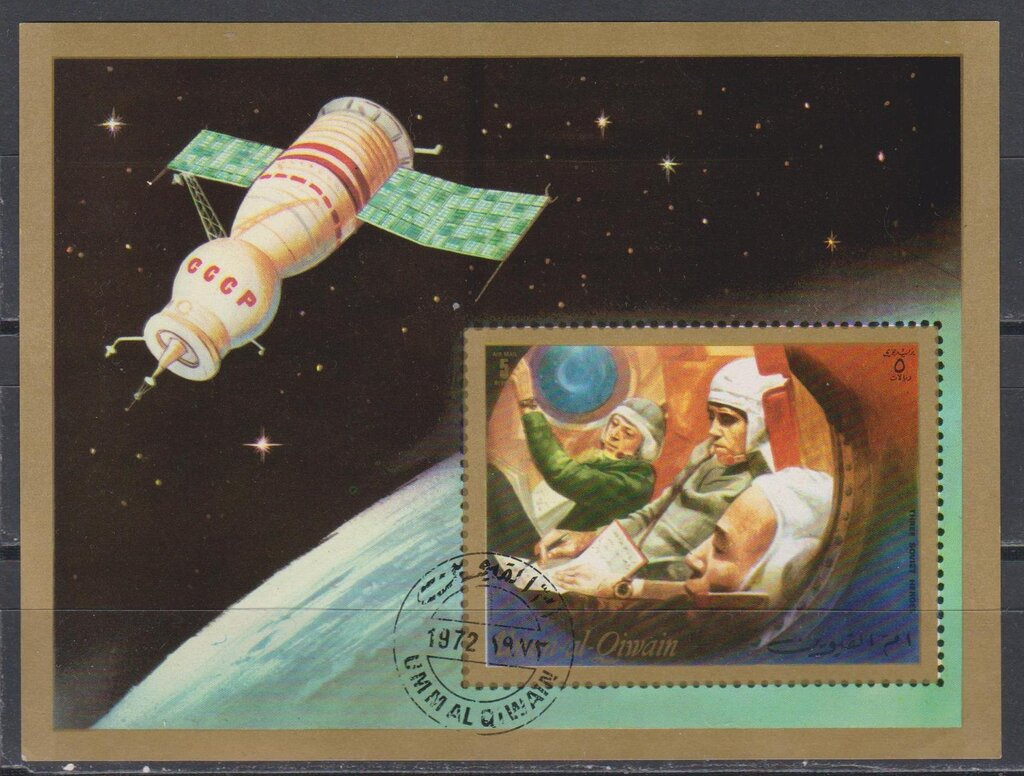
بطاقة تذكارية تضم طابعا بقيمة 5 ريالات.

في يوم 31 يوليو 1972، أصدرت طوابع وبطاقة تحمل صور رواد الفضاء السوفيت الذين توفوا في 29 يونيو 1971 خلال مهمة سويوز 11 خلال عودتهم إلى الأرض، ولوراد الفضاء هم:

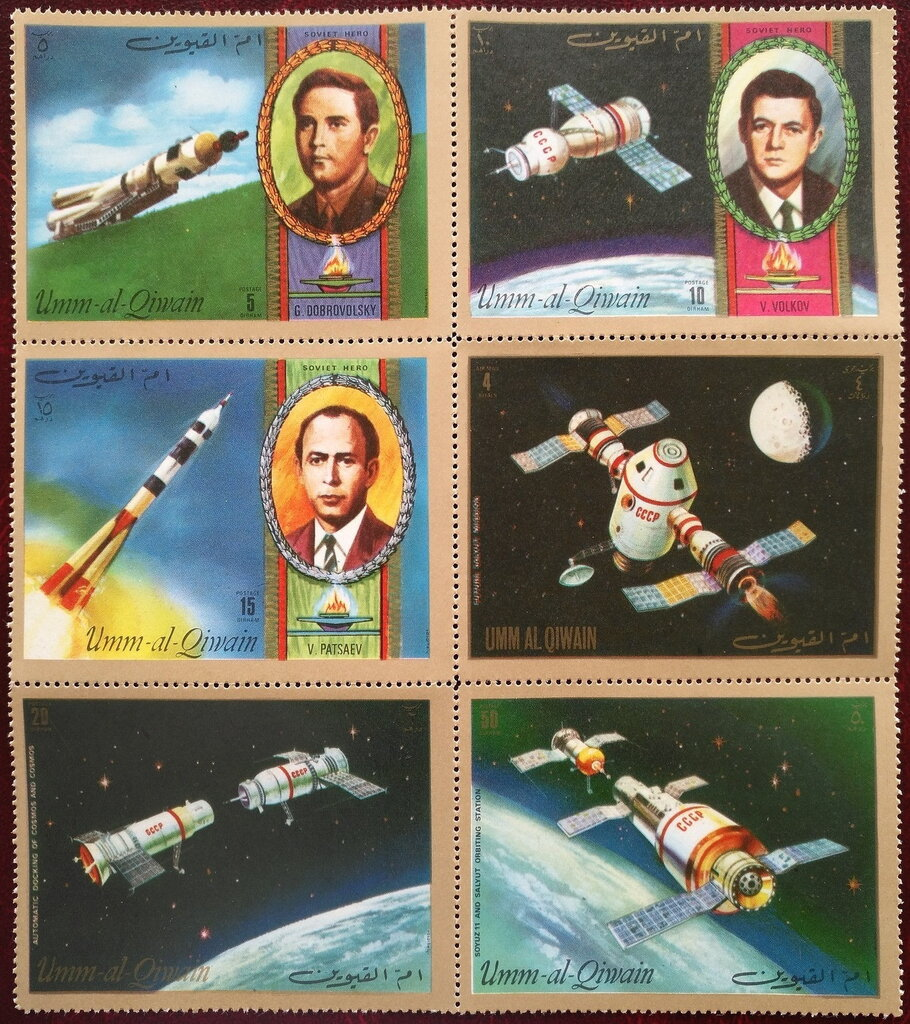
ورقة طوابع صغيرة تضم الطوابع الستة، وهي من الفئات التالية:
- 5 دراهم، جيورجي دوبروفولسكي
- 10 دراهم، فلاديسلاف فولكوف
- 15 درهما، فيكتور باتساييف
- 20 درهما، التحام سويوز 11 مع محطة ساليوت 1
- 50 درهم، التحام سويوز 11 مع محطة ساليوت 1
- 4 ريالات، التحام سويوز 11 مع محطة ساليوت 1

- فيكتور باتساييف
- فلاديسلاف فولكوف
- جيورجي دوبروفولسكي

### إصدار الرحالة

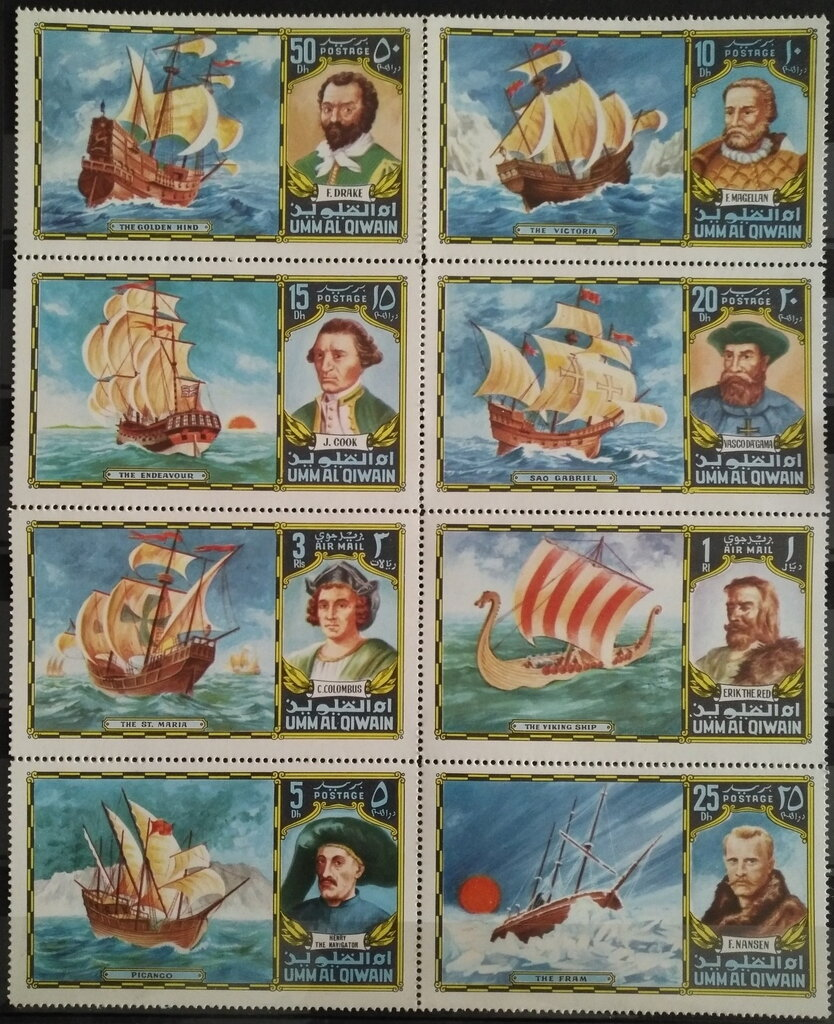
ورقة الطوابع الثمانية المخرمة

أصدرت ورقة طوابع صغيرة تحمل صور رحالة عالميين مع سفن الرحلات، وكان بإصدارين، إصدار مخرم وإصدار غير مخرم.
- الإصدار المخرم:

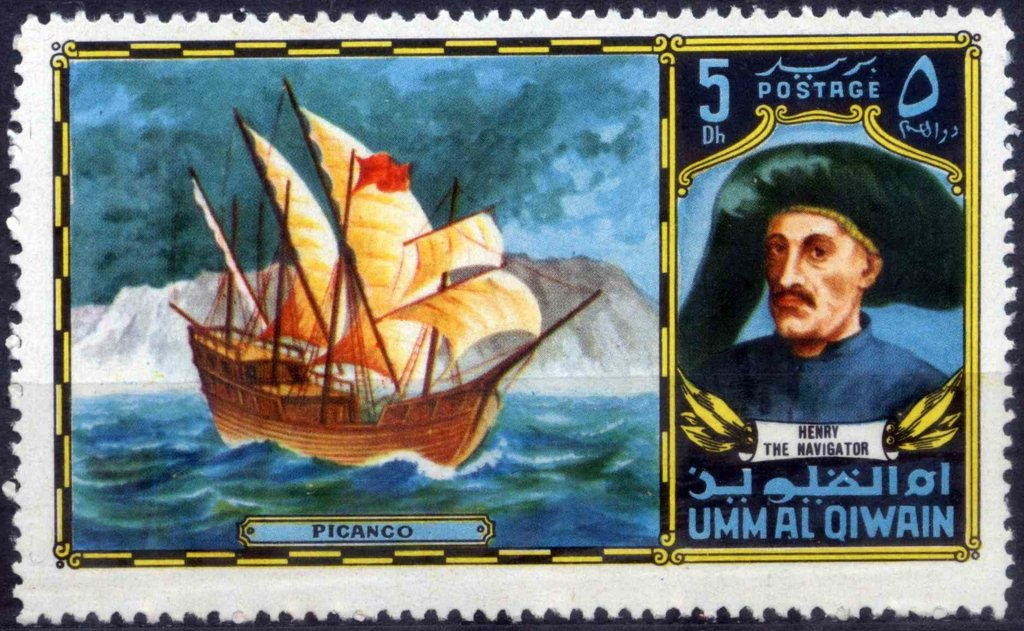
Picanço هنري الملاح 5 دراهم
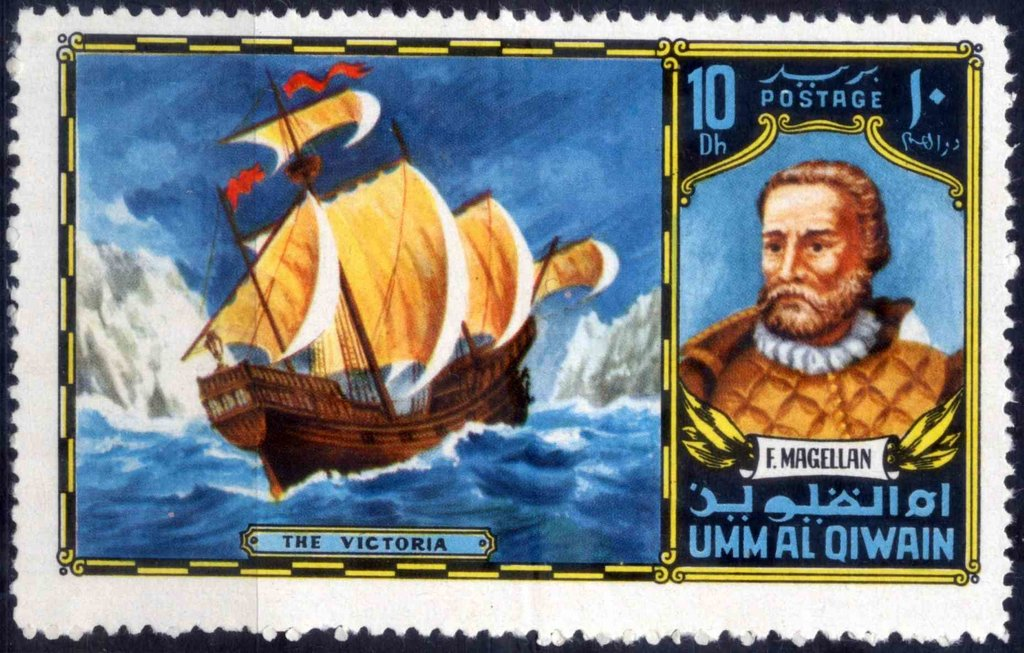
سفينة فيكتوريا فرناندو ماجلان 10 دراهم
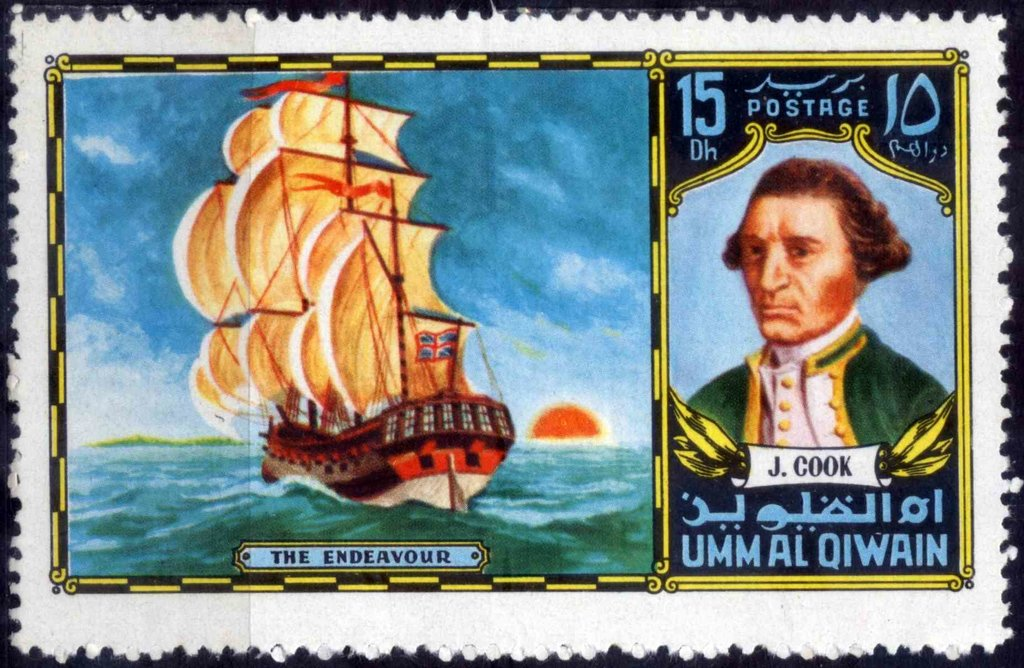
إنديفور جيمس كوك 15 درهما
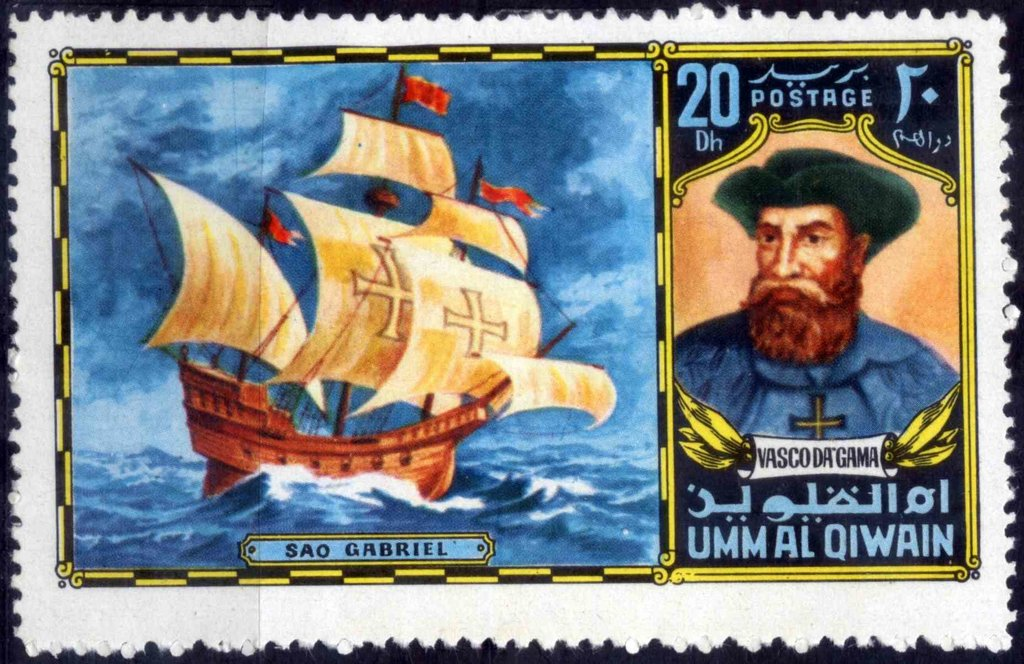
سفينة ساو جبريل[الإنجليزية] فاسكو دا غاما 20 درهما
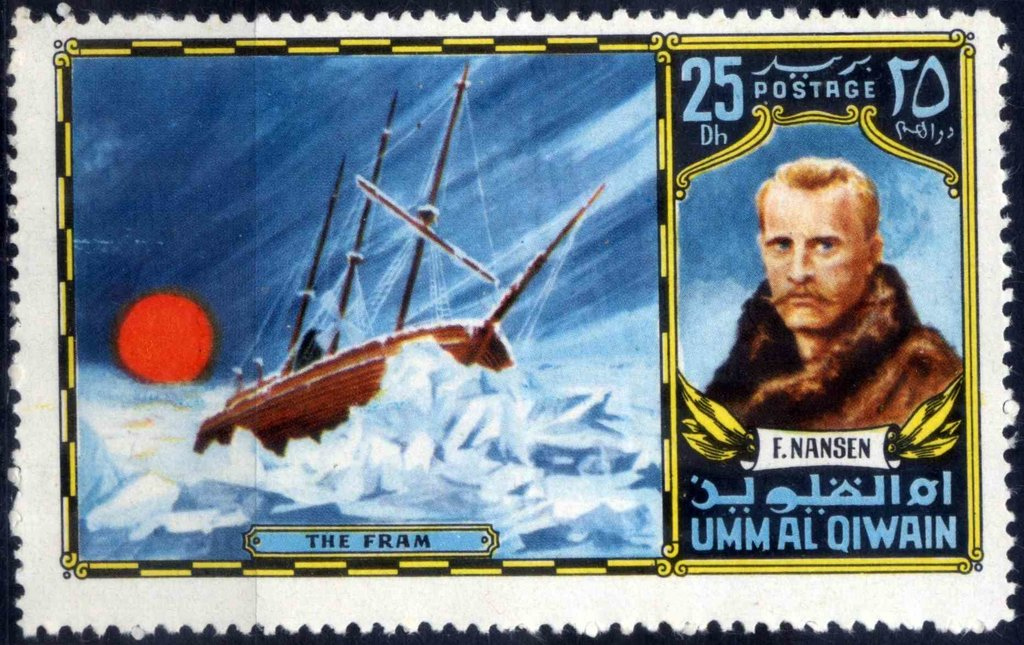
سفينة فرام[الإنجليزية] فريتيوف نانسين 25 درهما
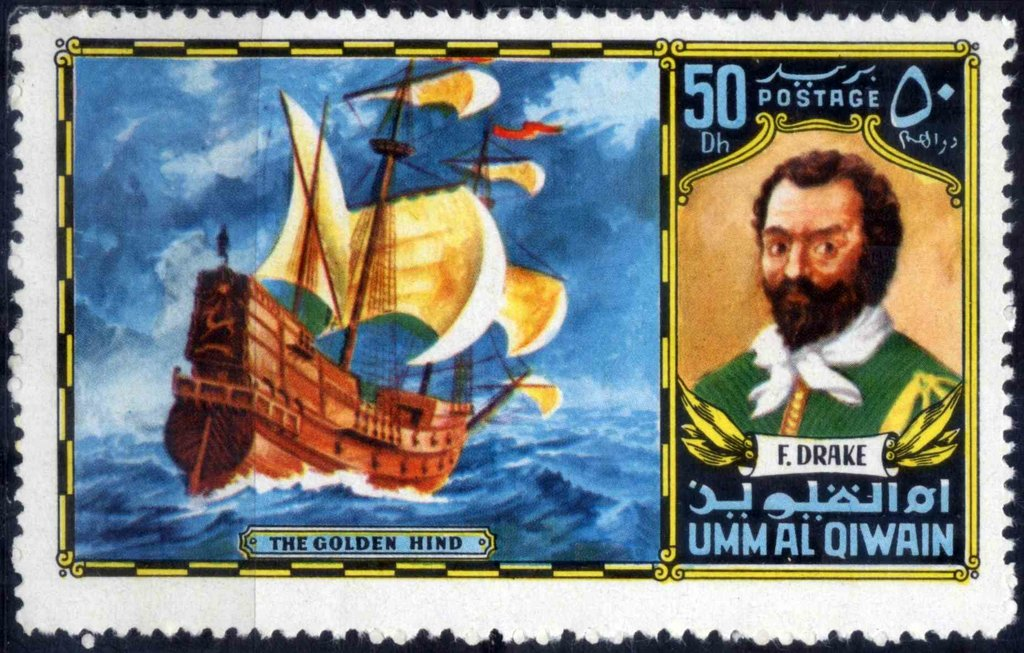
سفينة الأيلة الذهبية[الإنجليزية] فرنسيس دريك 50 درهما
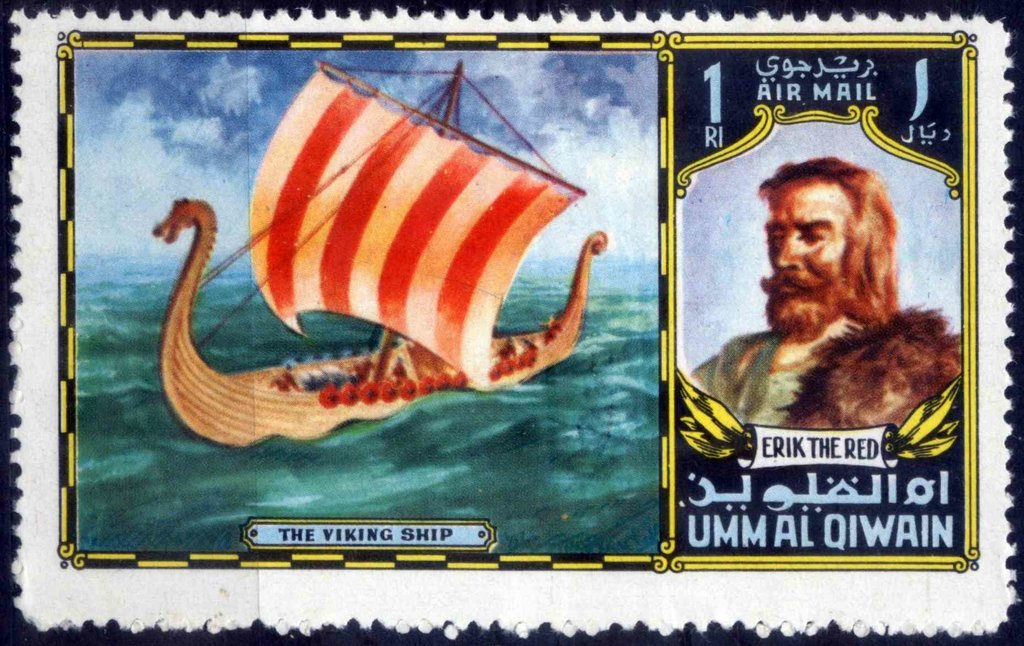
سفينة فايكنغ إريك الأحمر ريال واحد (بريد جوي)
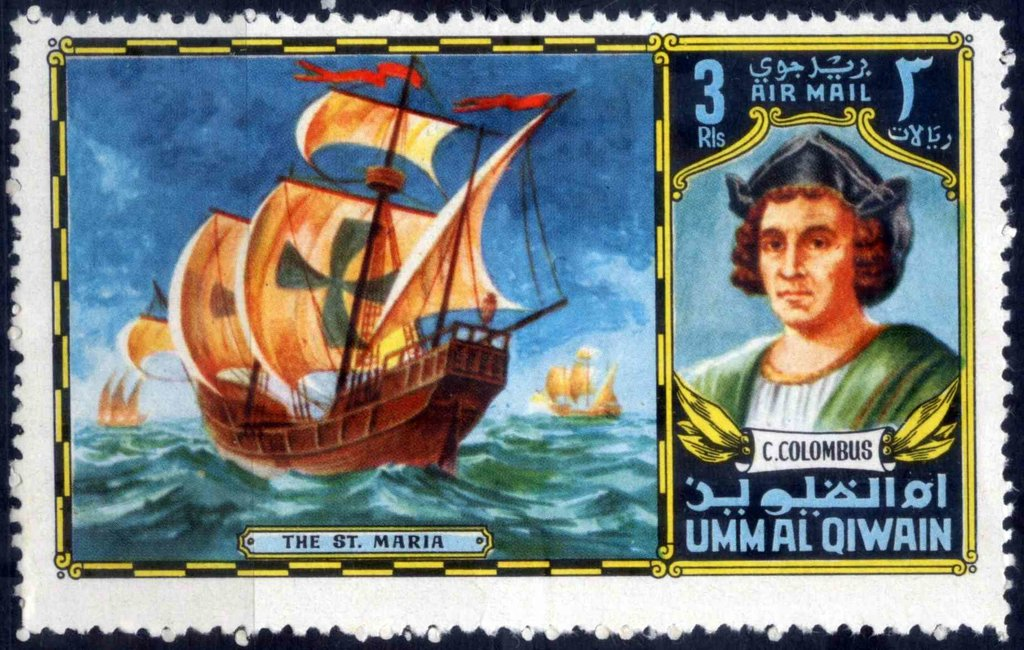
سفينة سانتا ماريا كريستوفر كولومبوس 3 ريالات (بريد جوي)

- الإصدار غير المخرم:

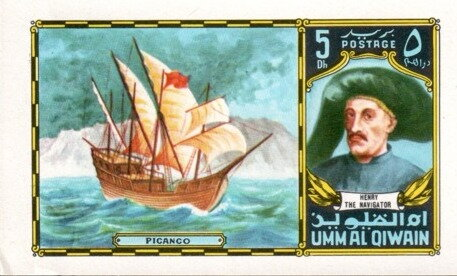
5 دراهم
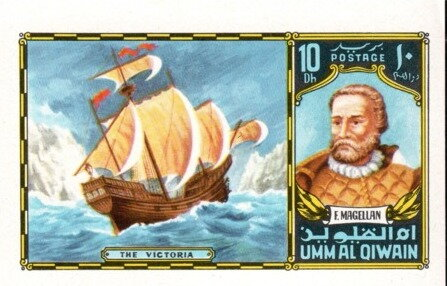
10 دراهم
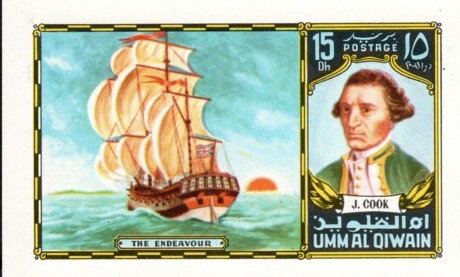
15 درهما
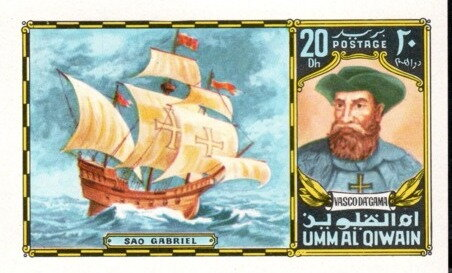
20 درهما
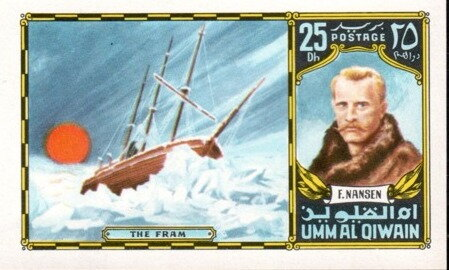
25 درهما
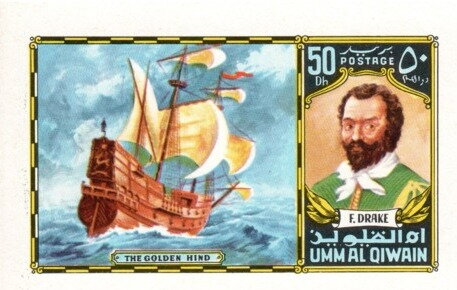
50 درهما
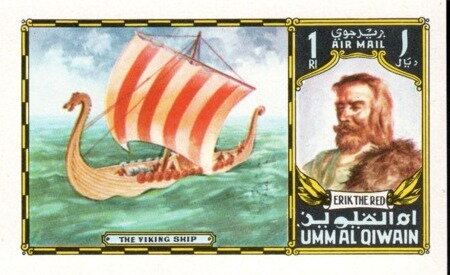
ريال واحد (بريد جوي)
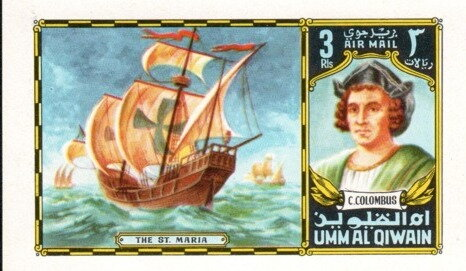
3 ريالات (بريد جوي)

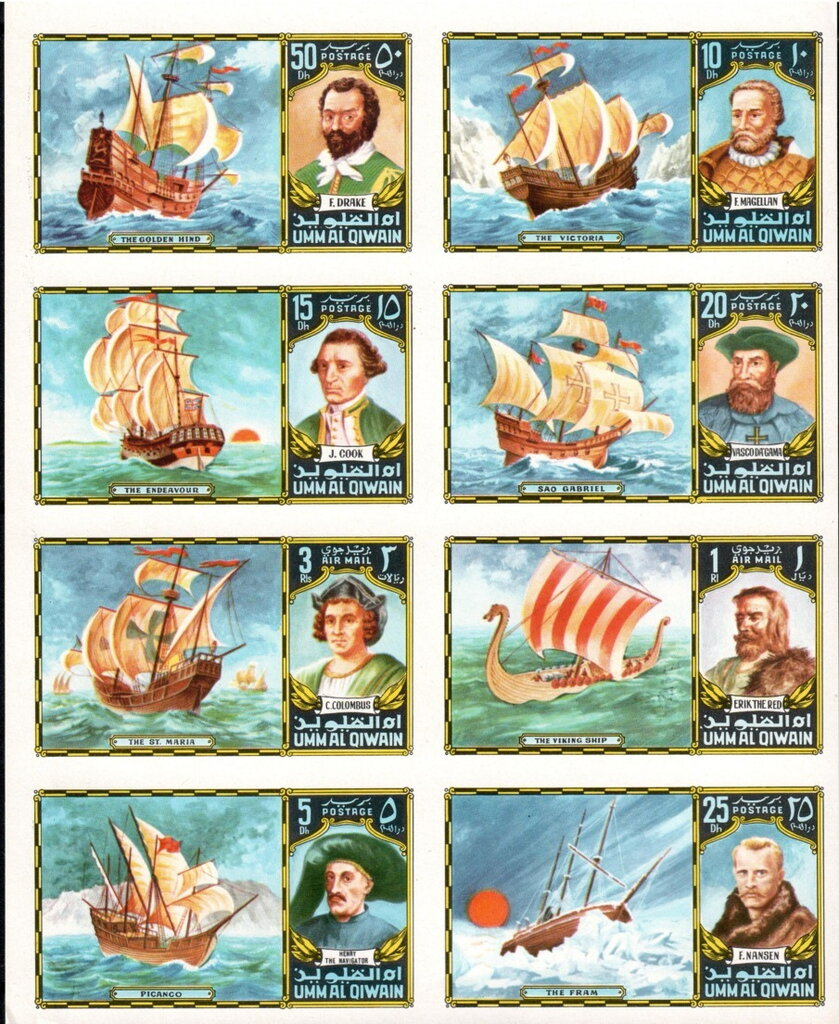
ورقة الطوابع الثمانية غير المخرمة

- كما أصدرت بطاقة تضم طابعا بقيمة 5 ريالات:

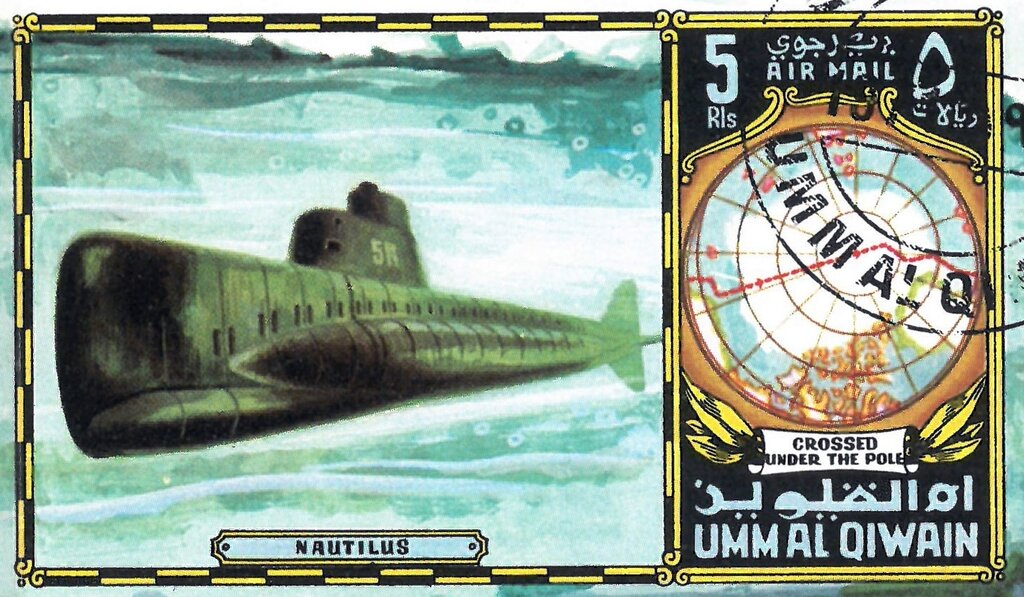
الطابع يحمل صورة الغواصة يو أس أس نوتيلوس، وهي أول غواصة وصلت القطب الشمالي.

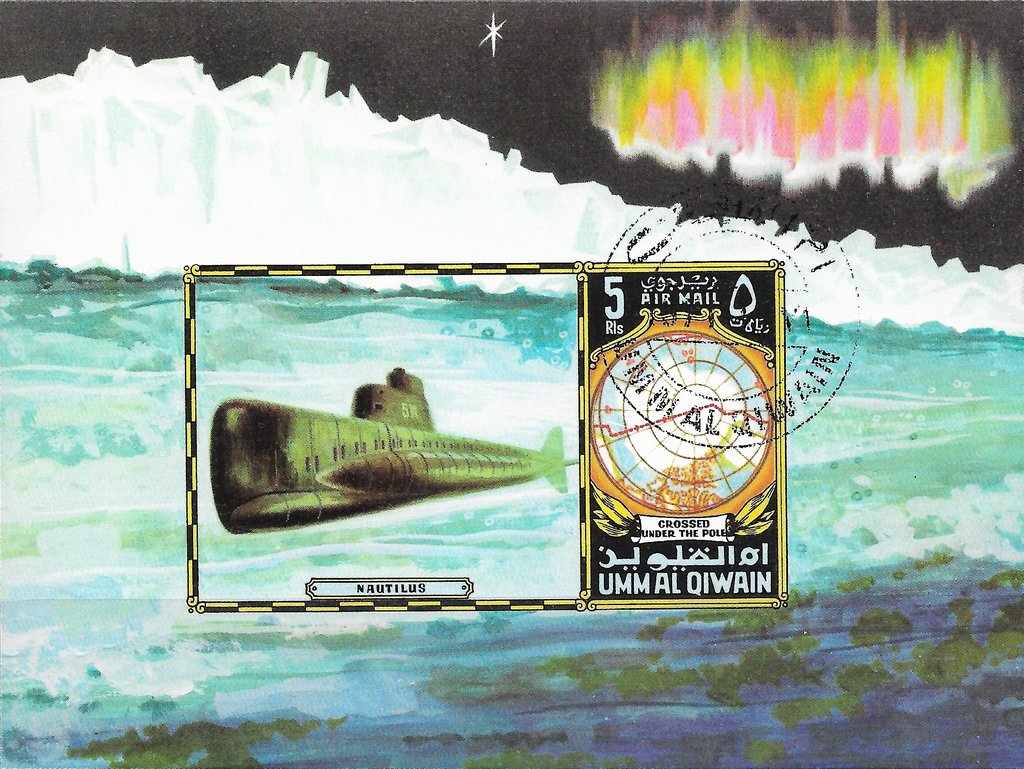
البطاقة، وتظهر فيها صورة القطب الشمالي والشفق القطبي.

### إصدار جولة إمبراطور اليابان في أوروبا
أصدرت طوابع تحمل صور جولة إمبراطور اليابان في أوروبا، وكانت قيمة كل طابع 3 ريالات، وكانت مخضضة للبريد الجوي:

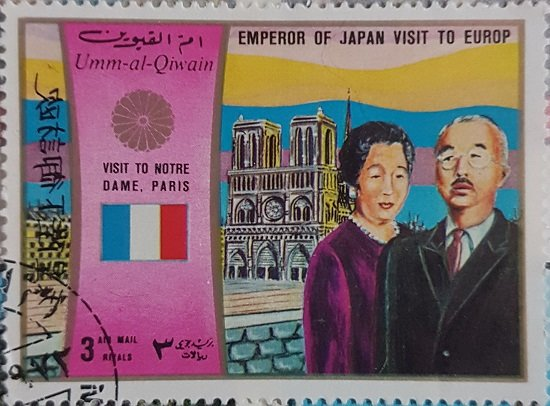
زيارة كنيسة نوتردام في باريس، فرنسا.
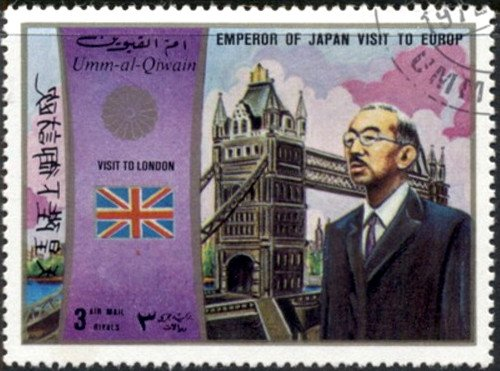
زيارة لندن، المملكة المتحدة.
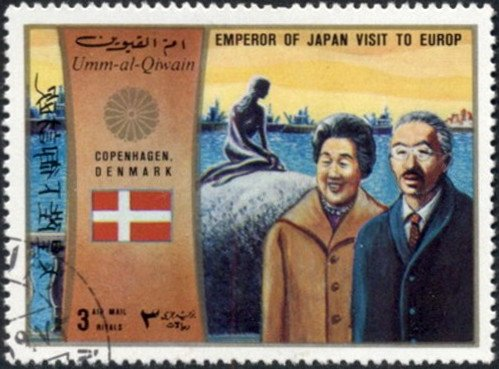
زيارة كوبنهاغن، الدنمارك.
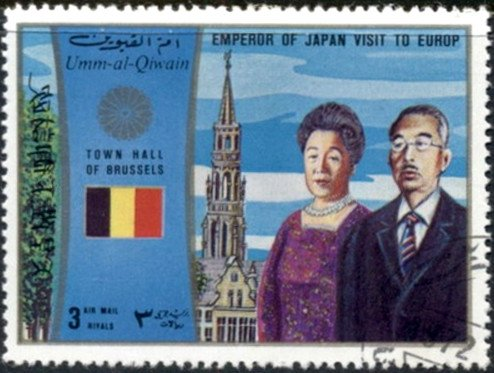
زيارة بروكسل، بلجيكا.
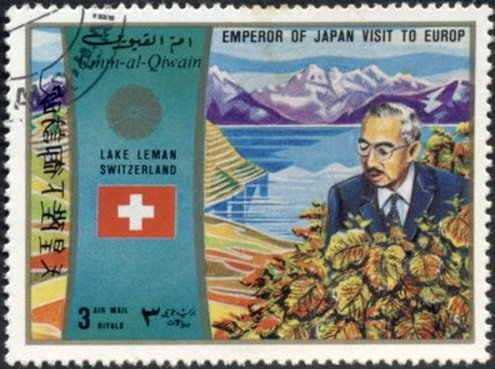
زيارة بحيرة ليمان، سويسرا.
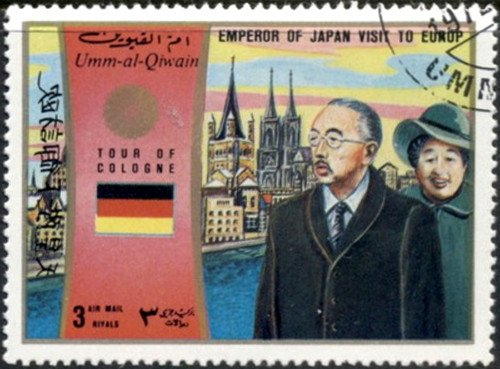
زيارة كولن، ألمانيا.

كما وقد توفر إصدار غير مخرم، كما في الطابع التالي:

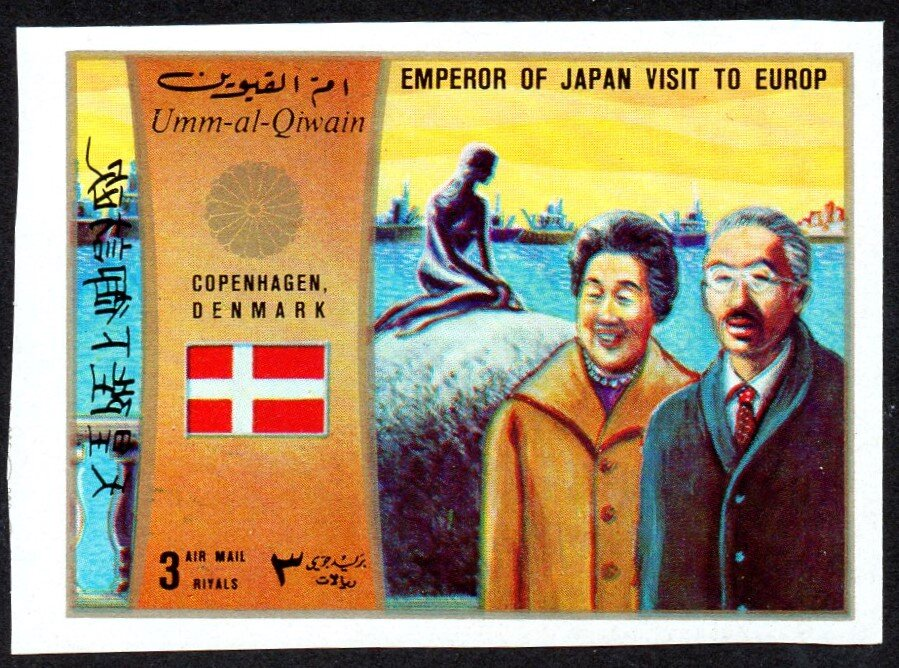
طابع غير مخرم عن زيارة كوبنهاغن، الدنمارك.

### إصدار أبطال إصدار الألعاب الأولمبية الصيفية 1972 (الطوابع الصغيرة)
أصدرت مجموعة من 30 طابعا في ورقة طوابع صغيرة تظهر فيها صور الفائزين في الألعاب الأولمبية الصيفية 1972. قيمة كل طابع هي 5 ريالات، وهي مخصصة للبريد الجوي.

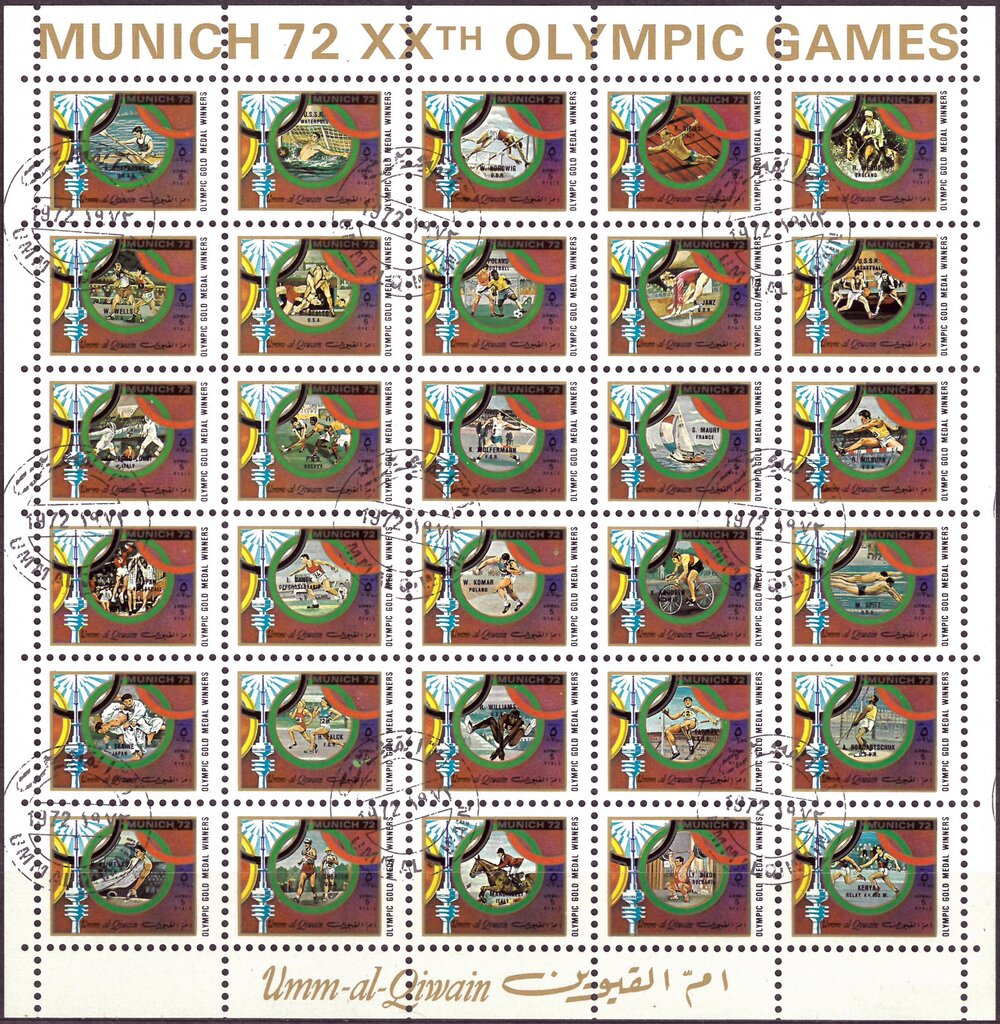
ورقة طوابع مخرمة تضم 30 طابعا

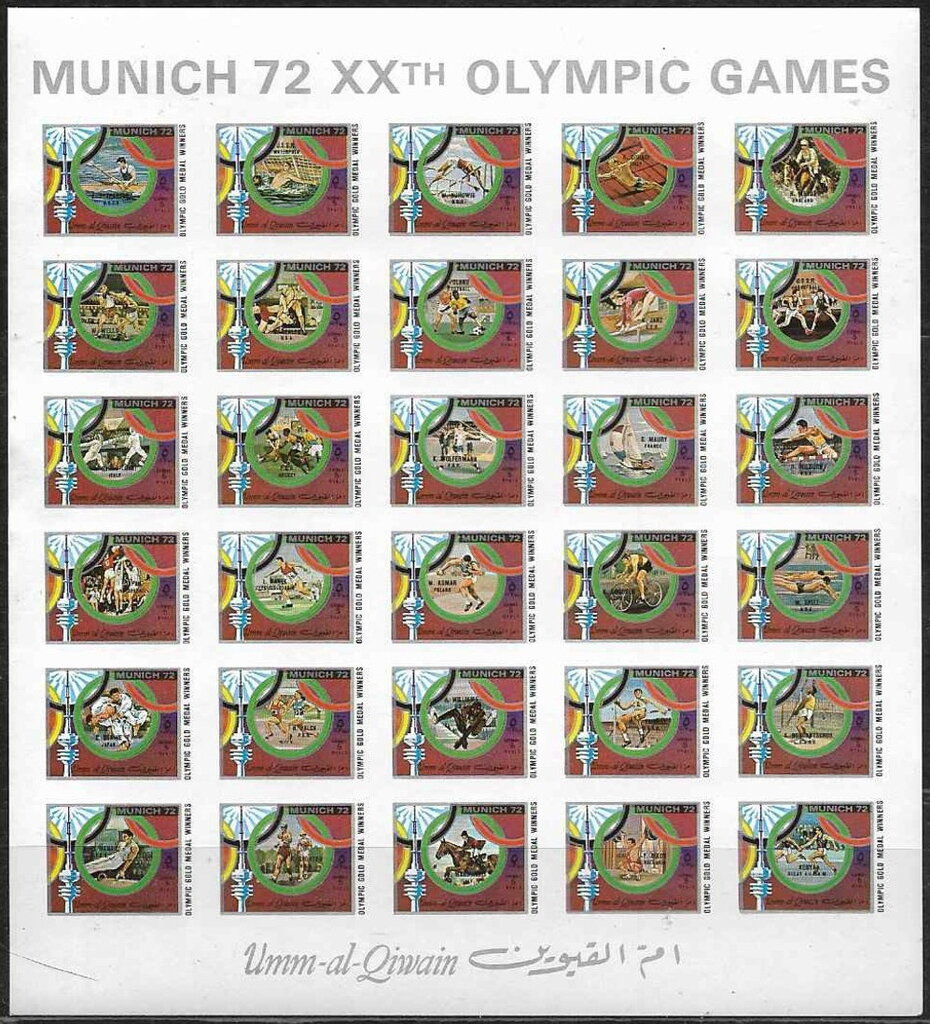
ورقة طوابع غير مخرمة تضم 30 طابعا

### إصدار رحلات الفضاء
أصدرت ورقة طوابع صغيرة تضم 28 طابعا، قيمة كل منها 5 دراهم، وكان موضوعها "رحلات الفضاء".

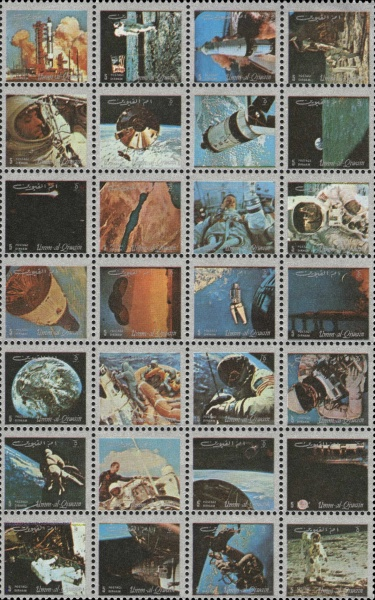
ورقة طوابع من 28 طابعا.

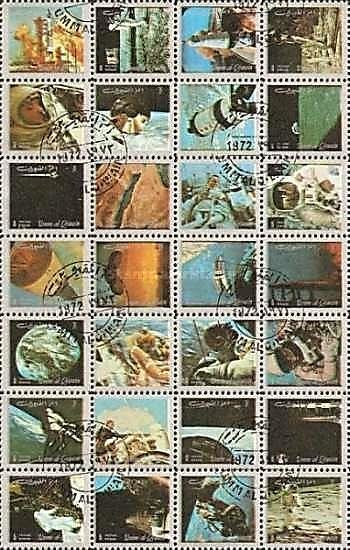
ورقة طوابع من 28 طابعا، عليها أختام إلغاء.

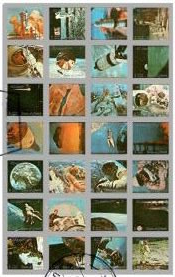
ورقة طوابع غير مخرمة من 28 طابعا

### إصدار لوحات "الكوميديا الإلهية" لدانتي أليغييري
أصدر 35 طابعا تحمل صور لوحات عن كتاب الكوميديا الإلهية لدانتي أليغييري. قيمة كل طابع 4 ريالات وهي مخصصة للبريد الجوي.

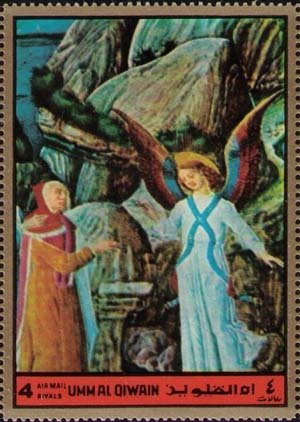
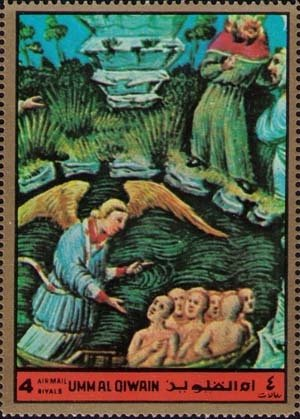
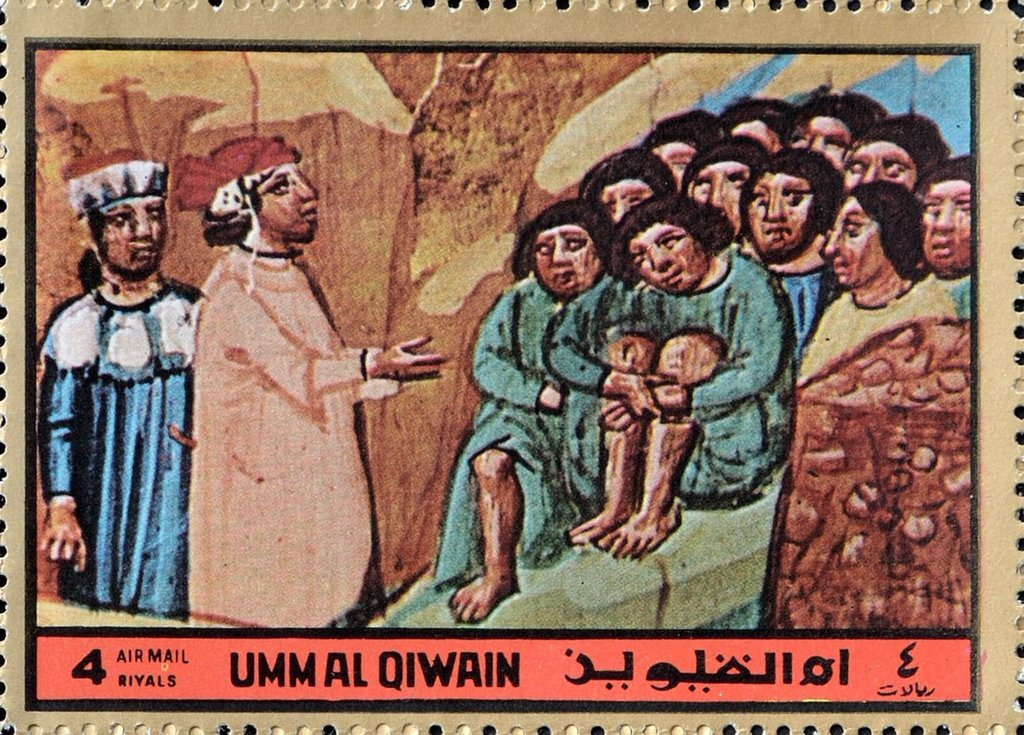
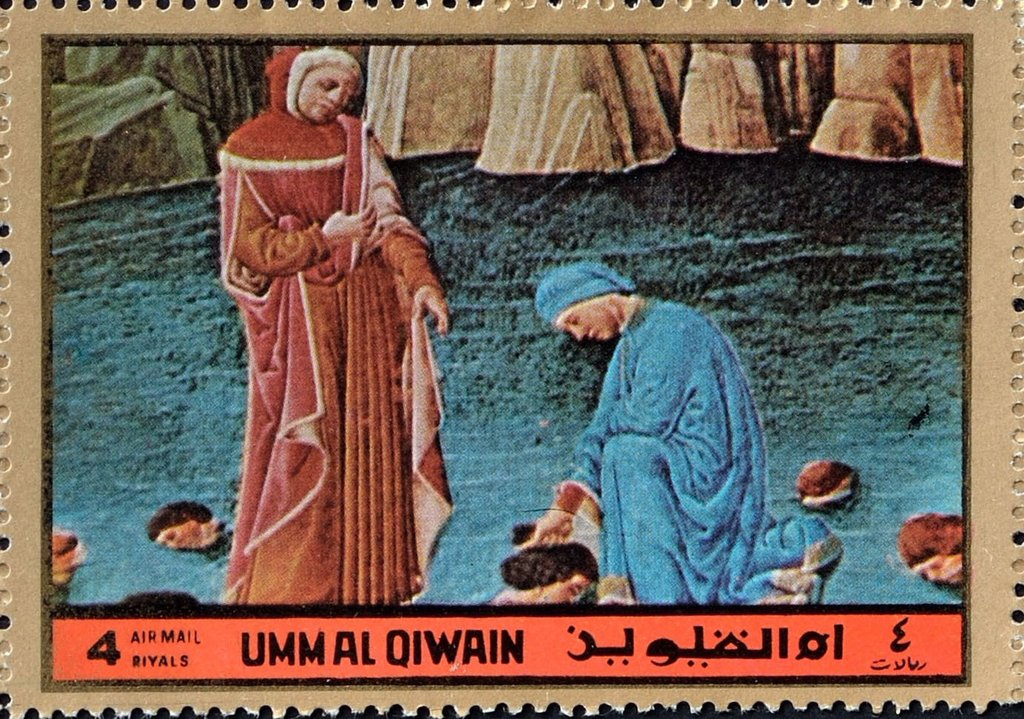
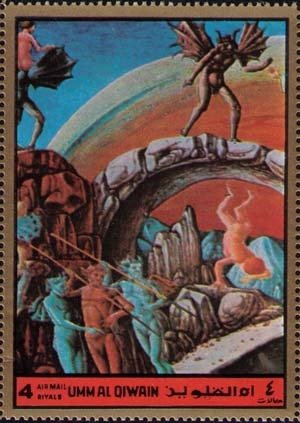
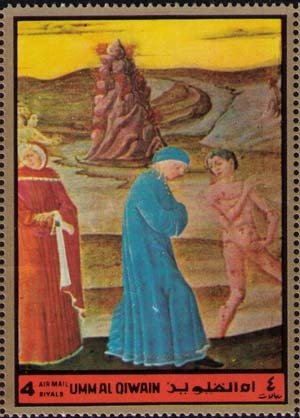
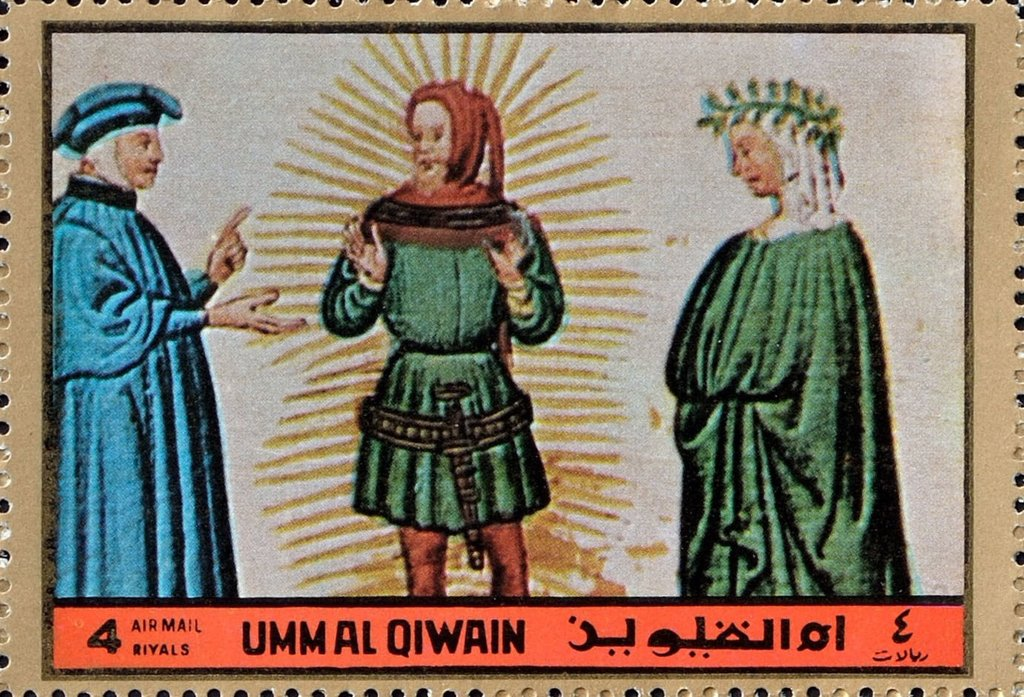
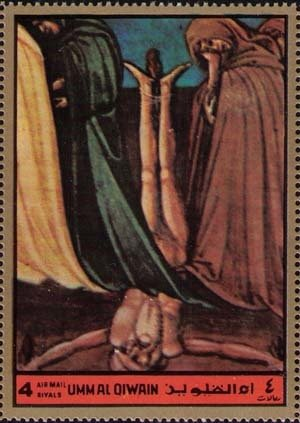
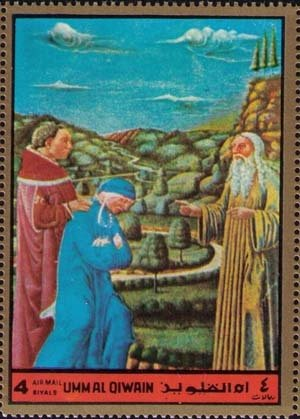
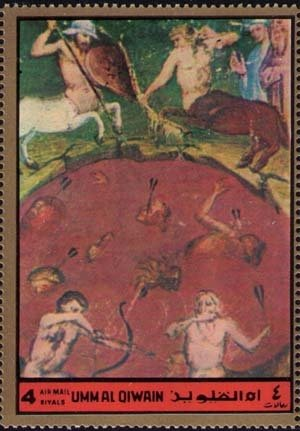
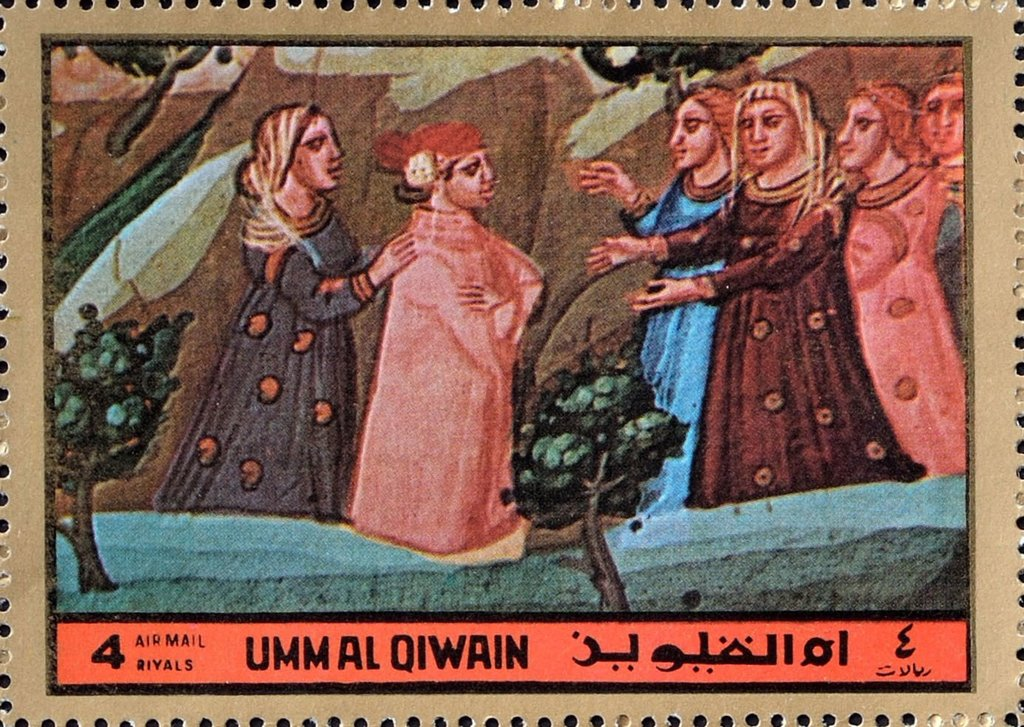
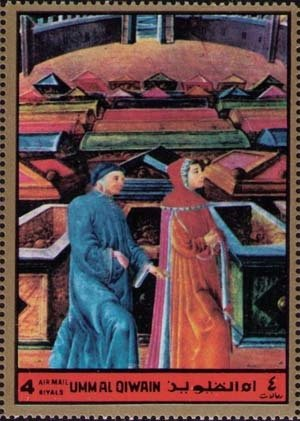
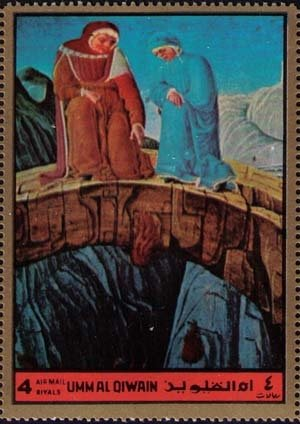
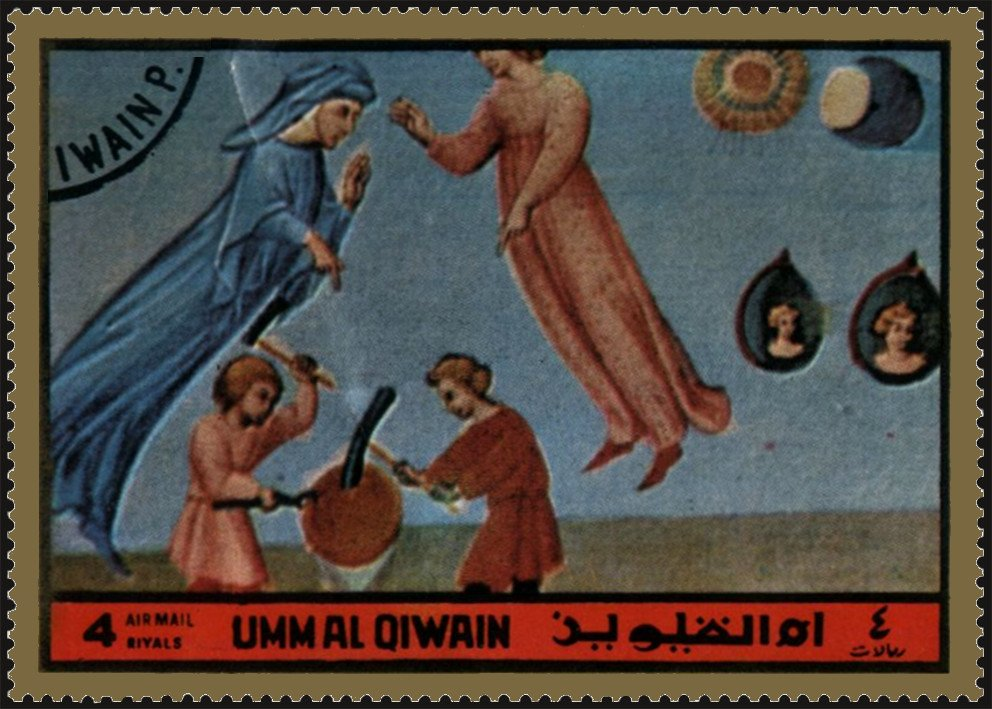
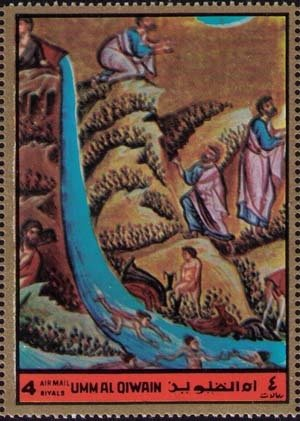
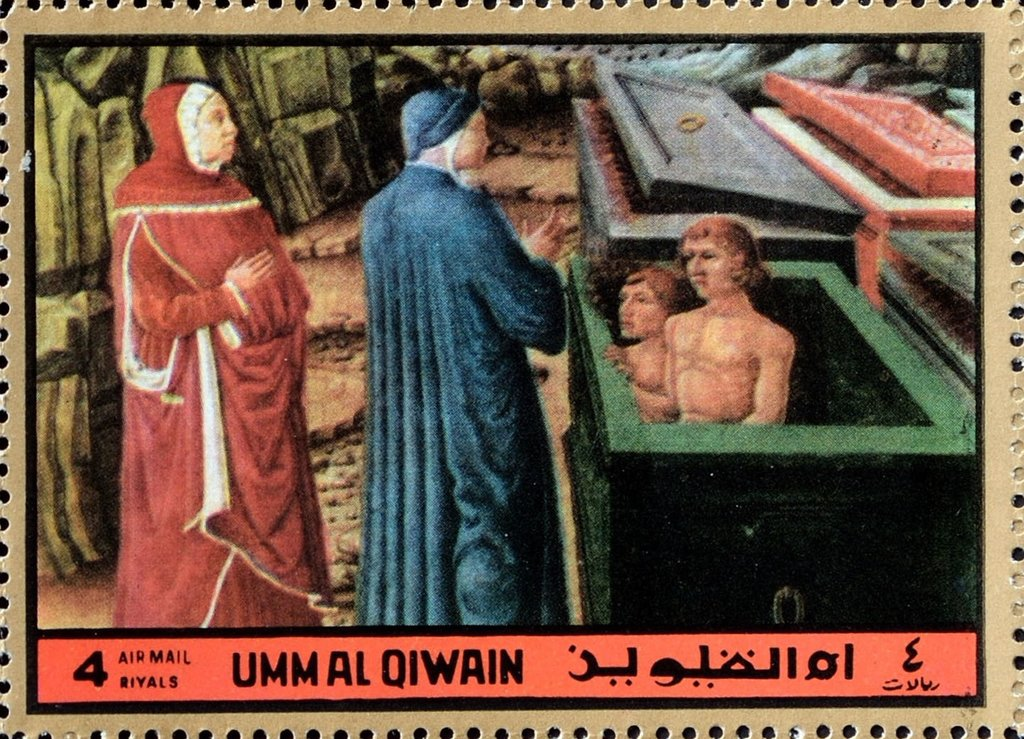
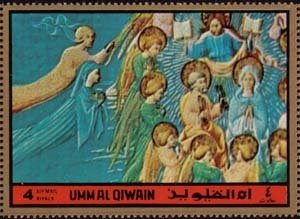
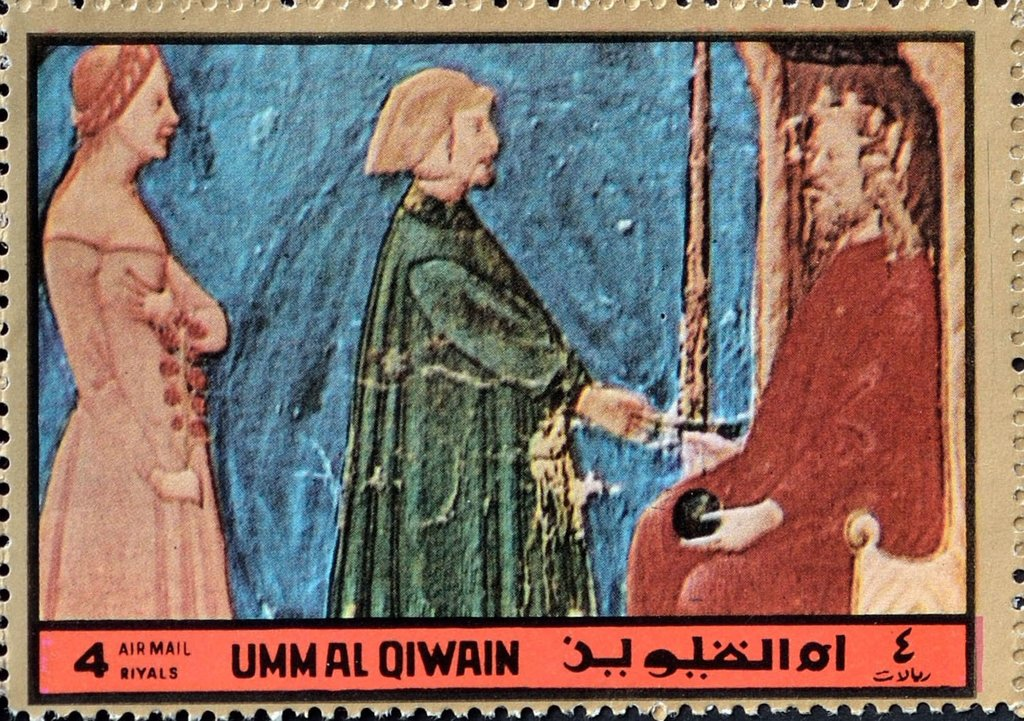
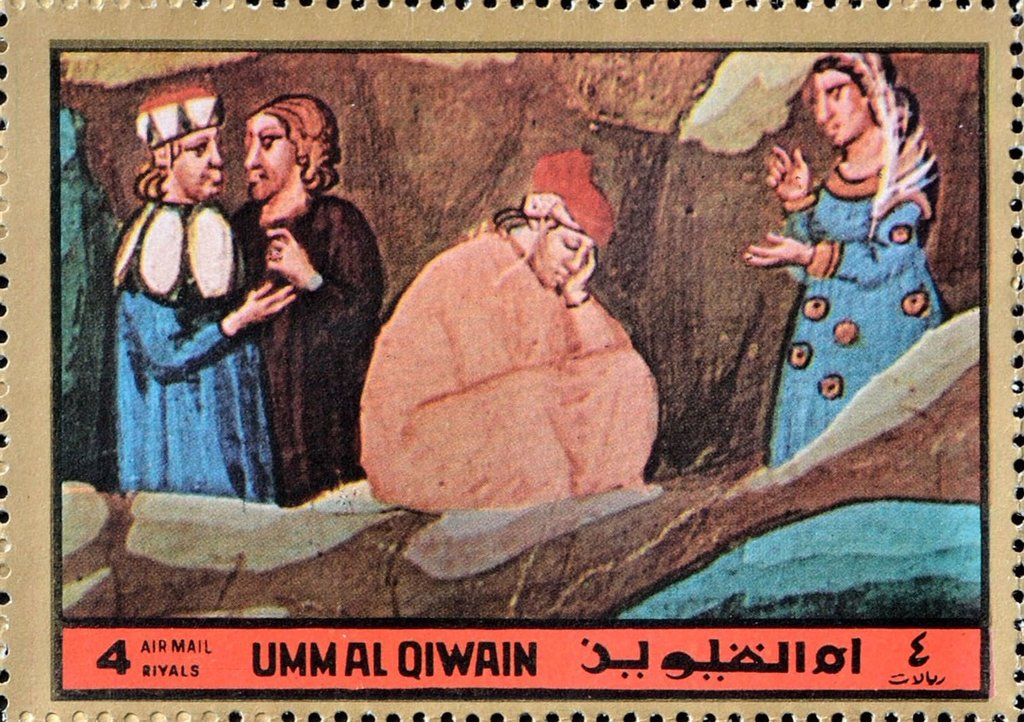
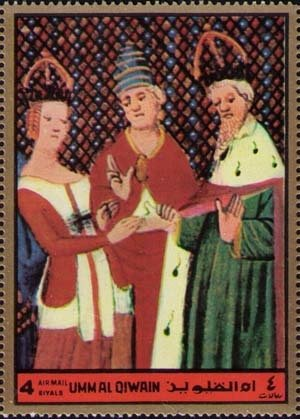
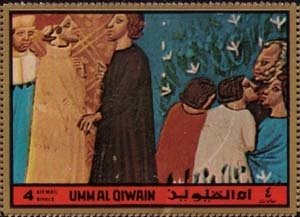
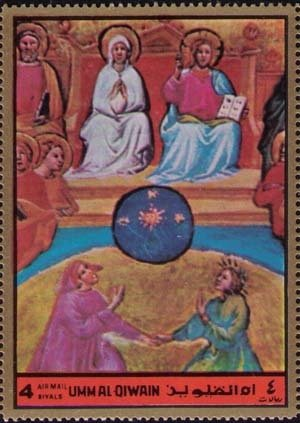
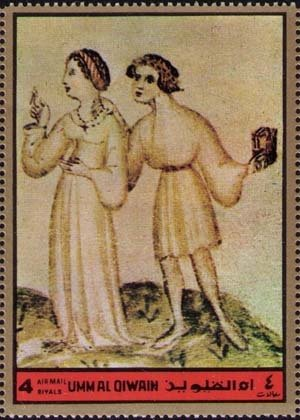
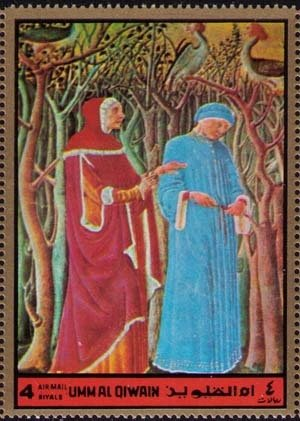
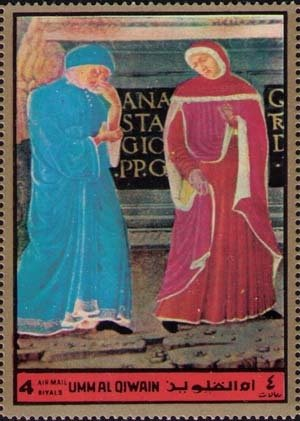
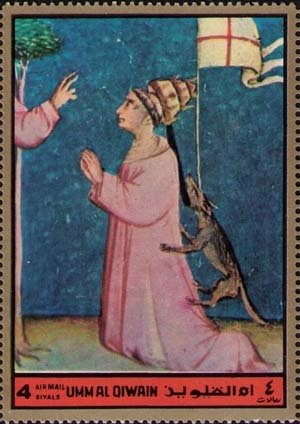
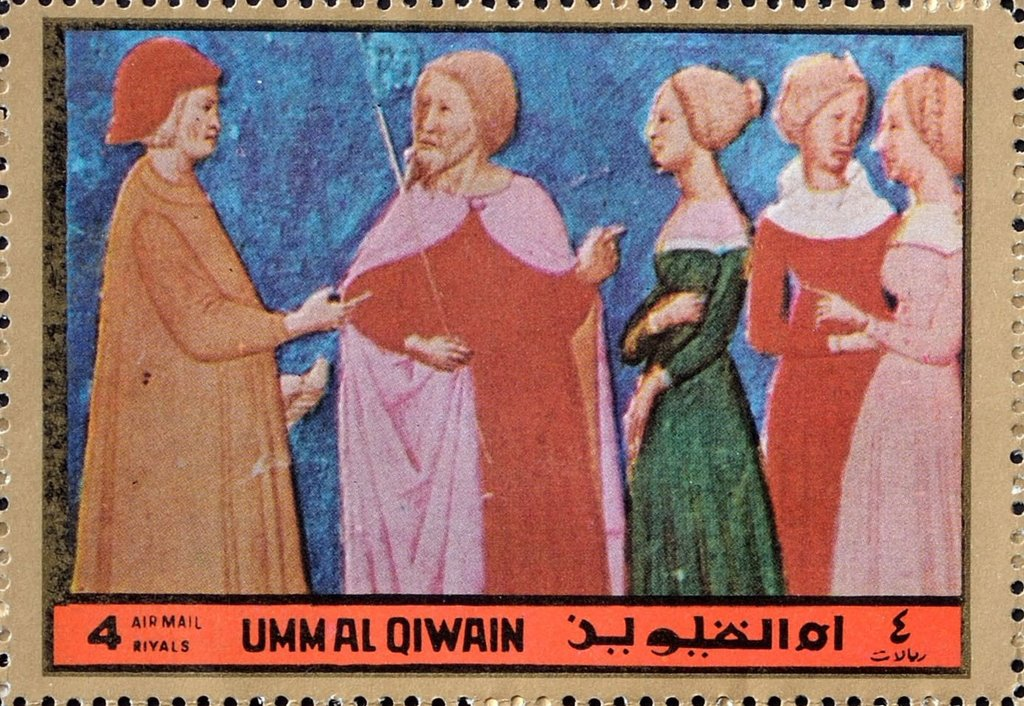
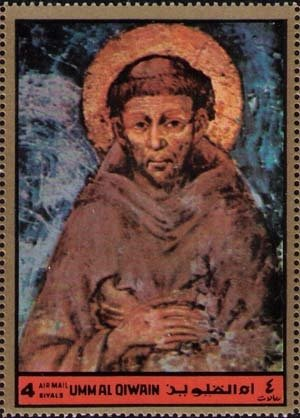
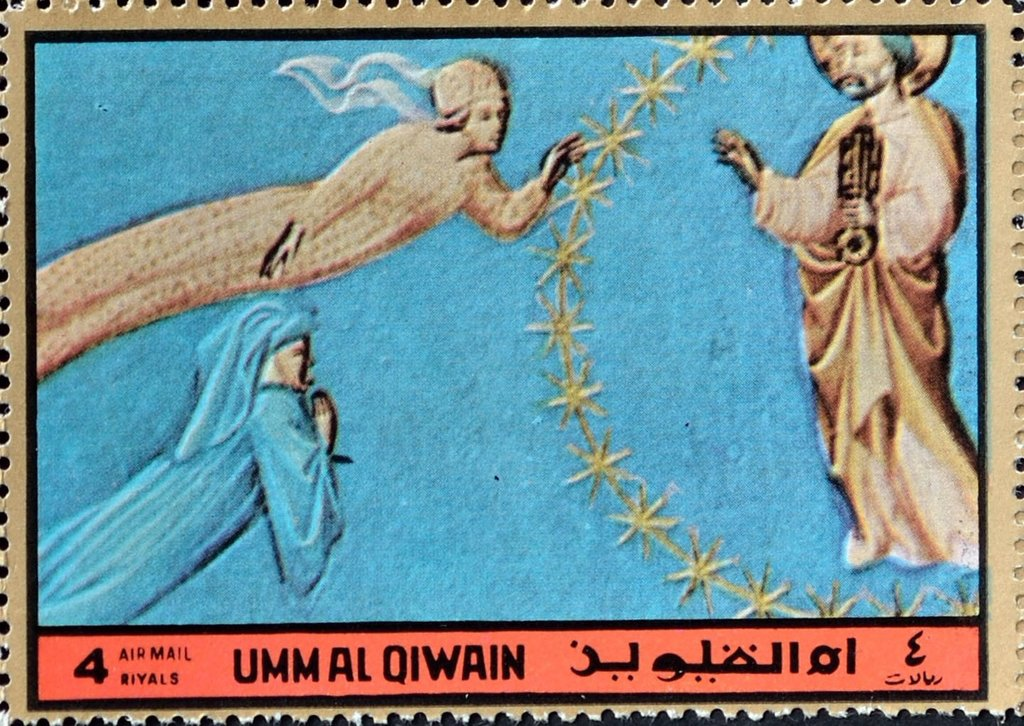
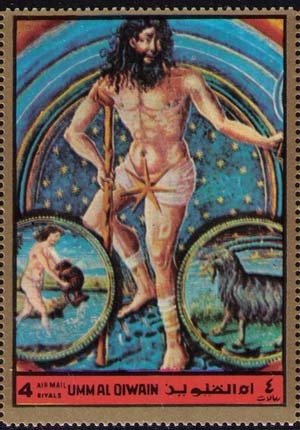
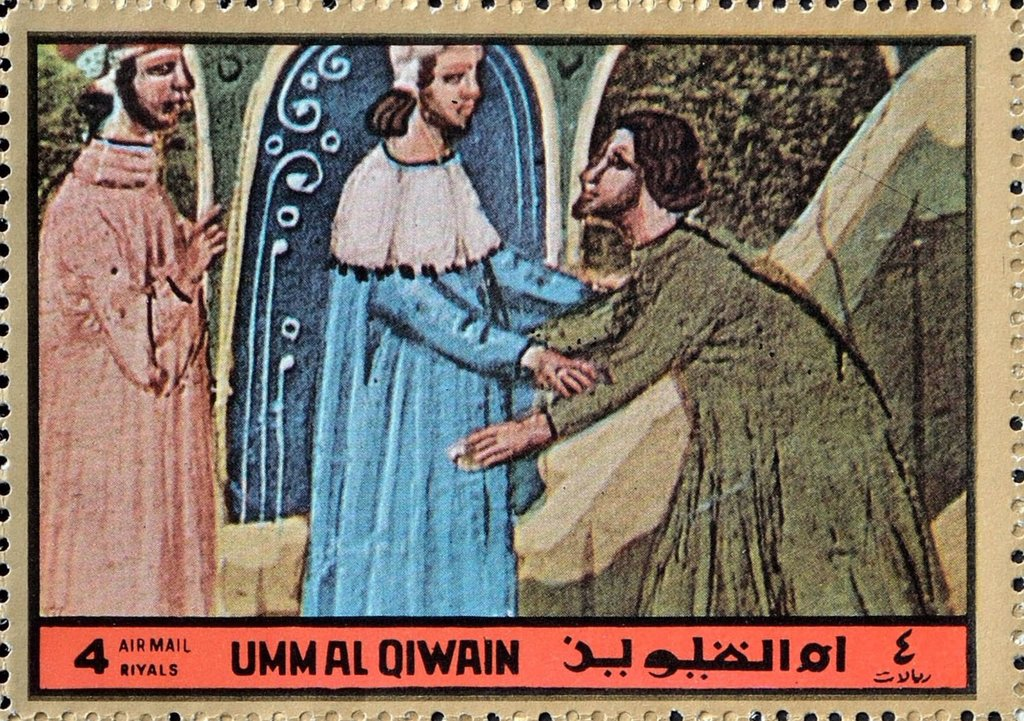
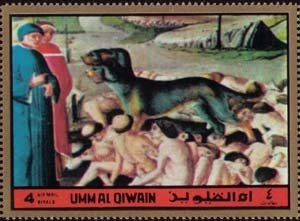
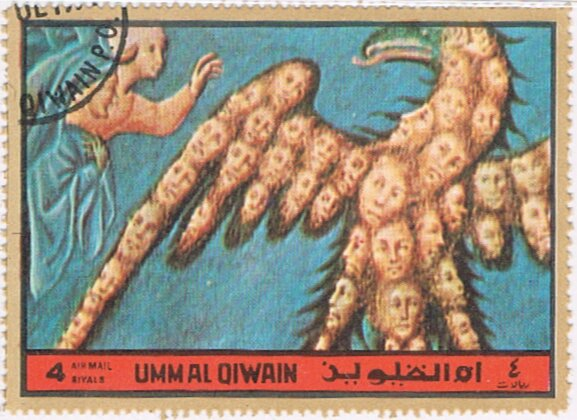
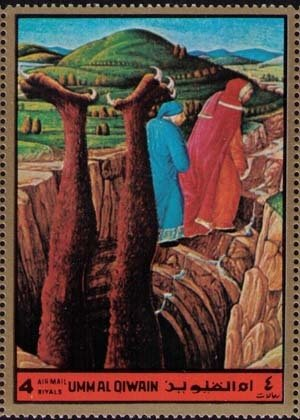
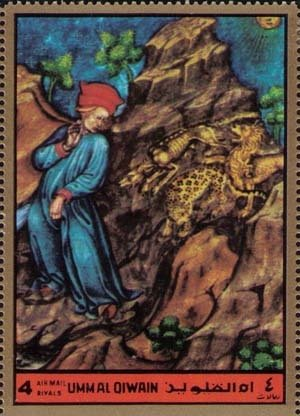

### إصدارات إصدار أبولو 11-17
أصدرت ورقتا طوابع صغيرتان تحتفيان ببعثات أبولو 11 إلى 17، ضمت كل واحدة 8 طوابع، كانت إحدى ورقتي الطوابع أكبر من الثانية، وكانت قيمة كل طابع 5 ريالات، وهي مخصصة للبريد الجوي.

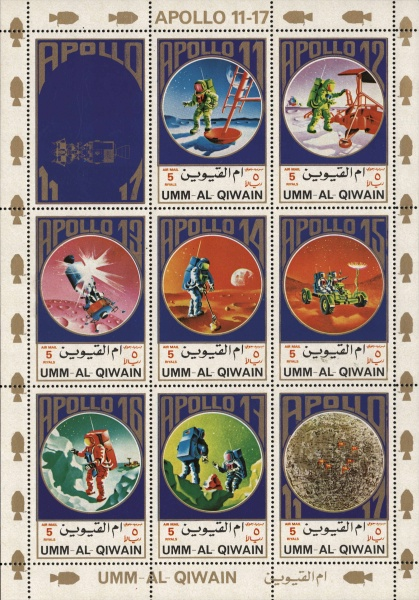
ورقة الطوابع تضم 8 طوابع مع ملصقة وحجم الطوابع هو 39 × 57 ملم

الإصدار الأكبر حجما:
وكانت الطوابع كما يلي:

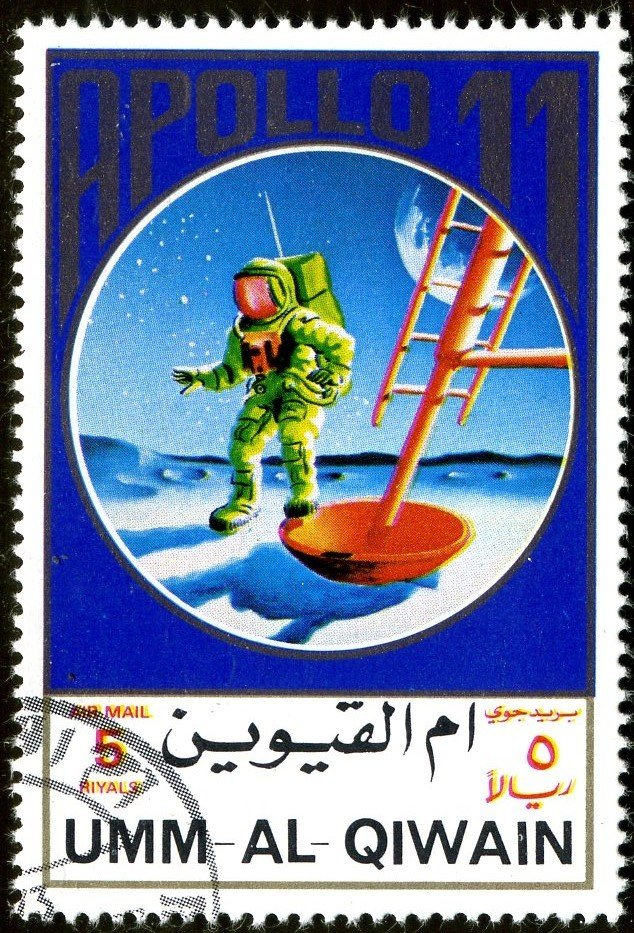
أبولو 11
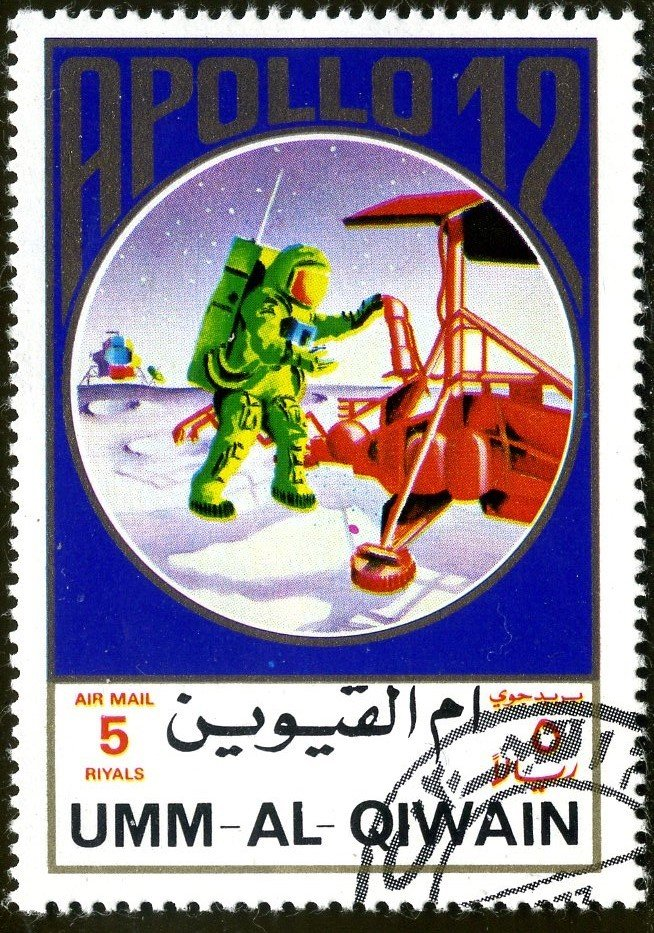
أبولو 12
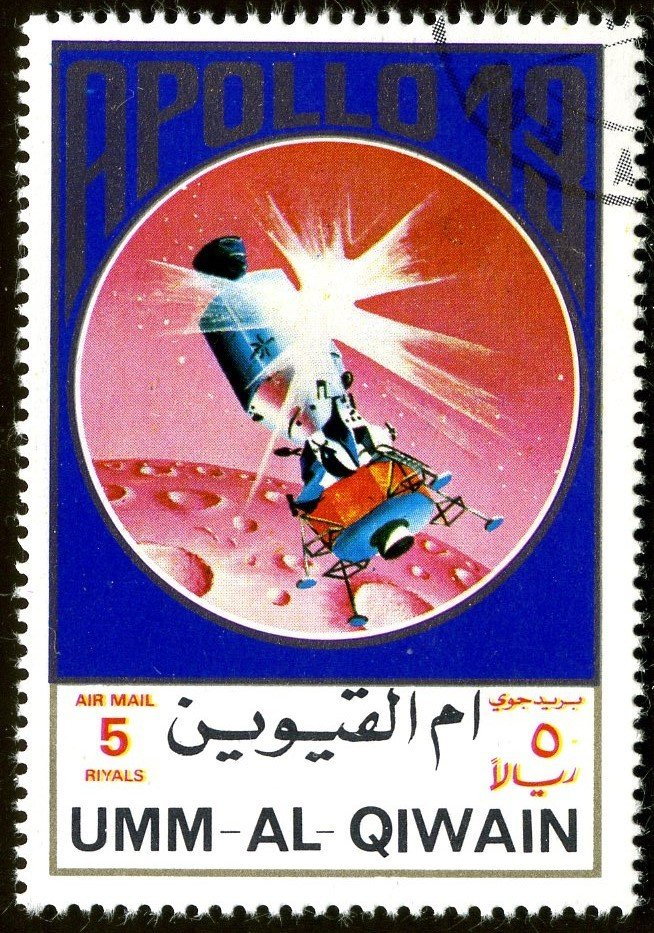
أبولو 13
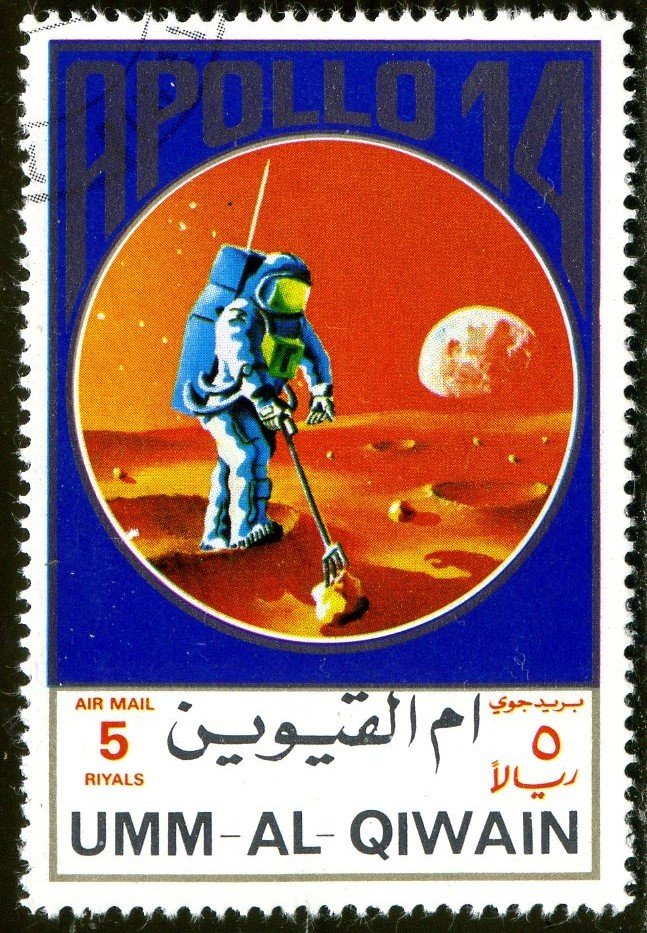
أبولو 14
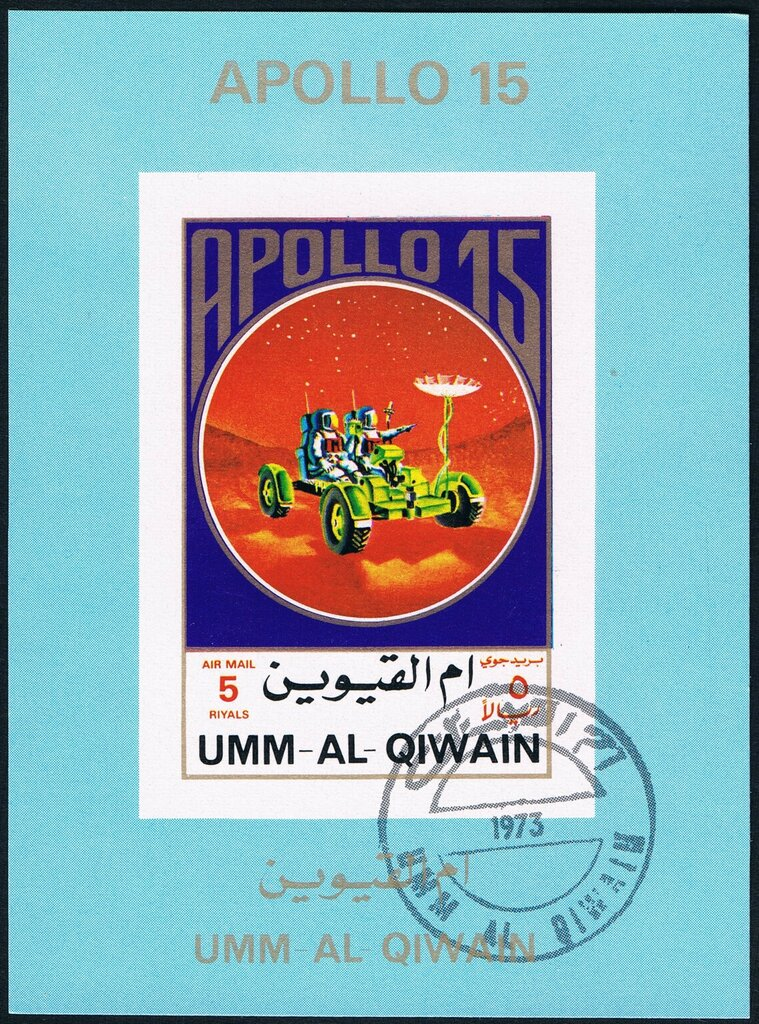
أبولو 15
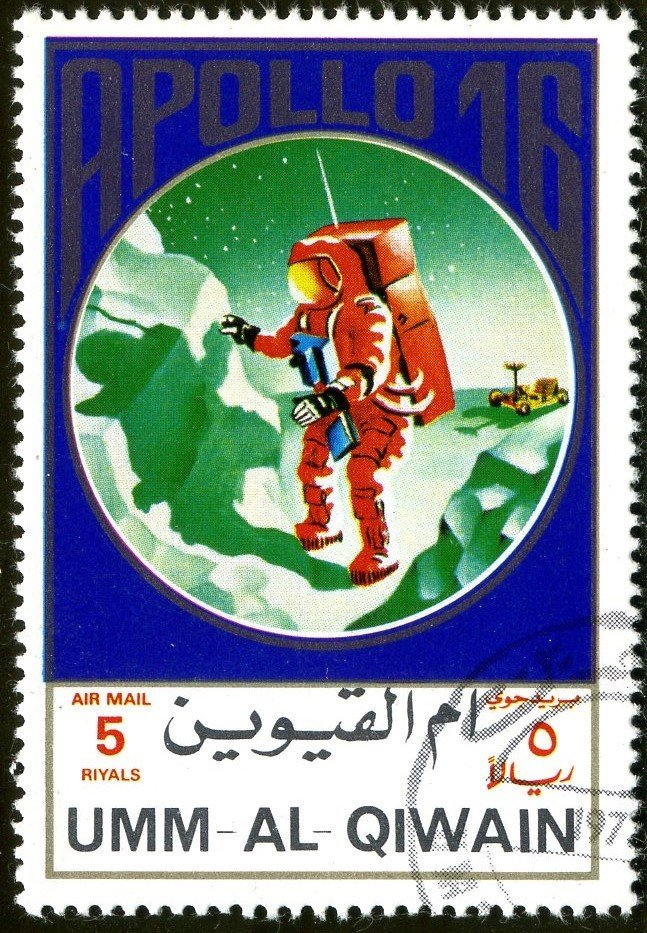
أبولو 16
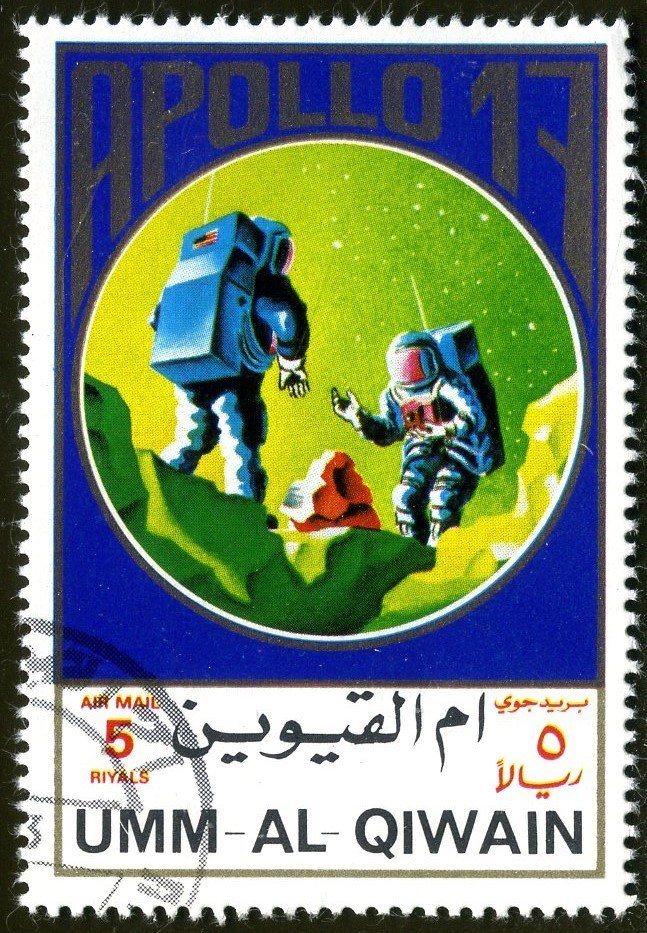
أبولو 17
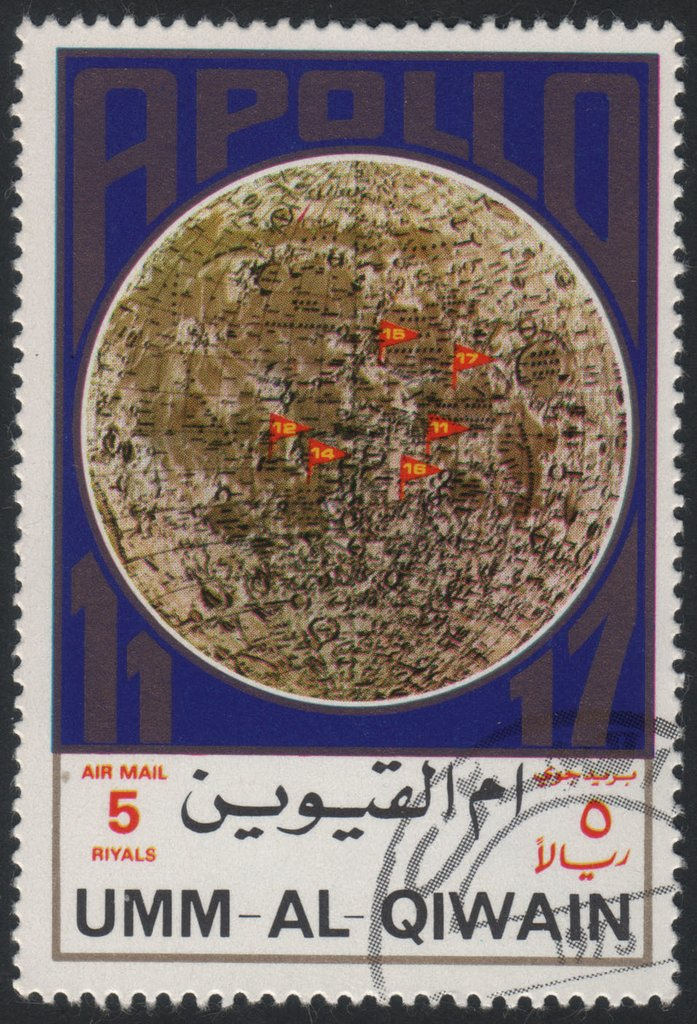
خريطة القمر - أبولو 11-17

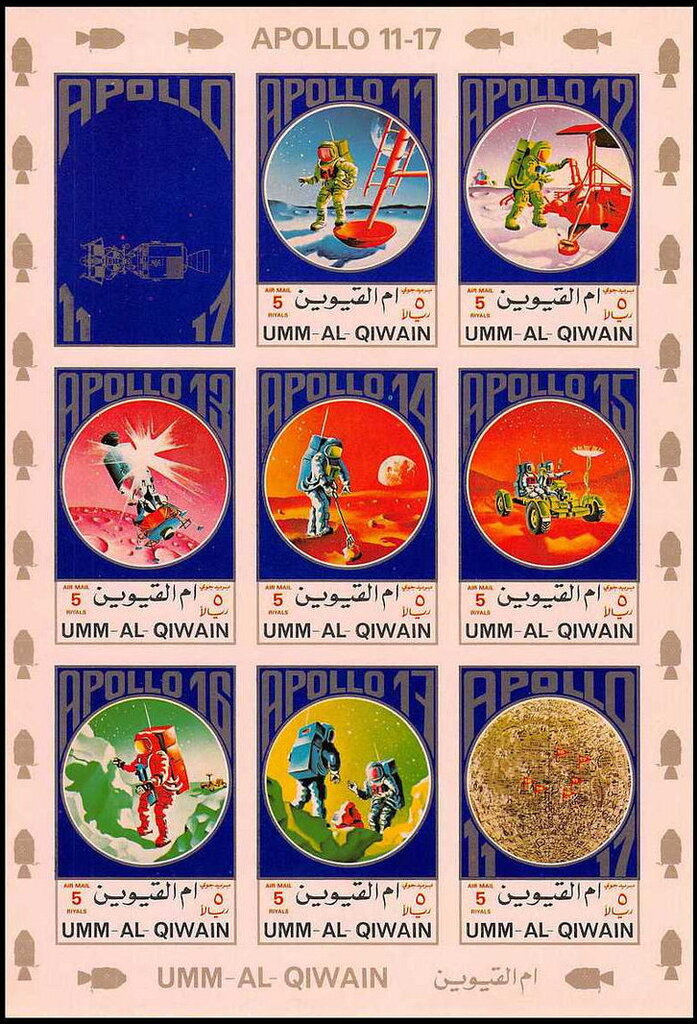
ورقة طوابع غير مخرمة من الحجم الكبير

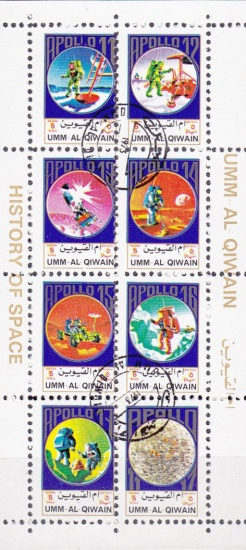
ورقة الطوابع الأصغر وتضم 8 طوابع بدون ملصقات وحجمها 17 × 22 ملم

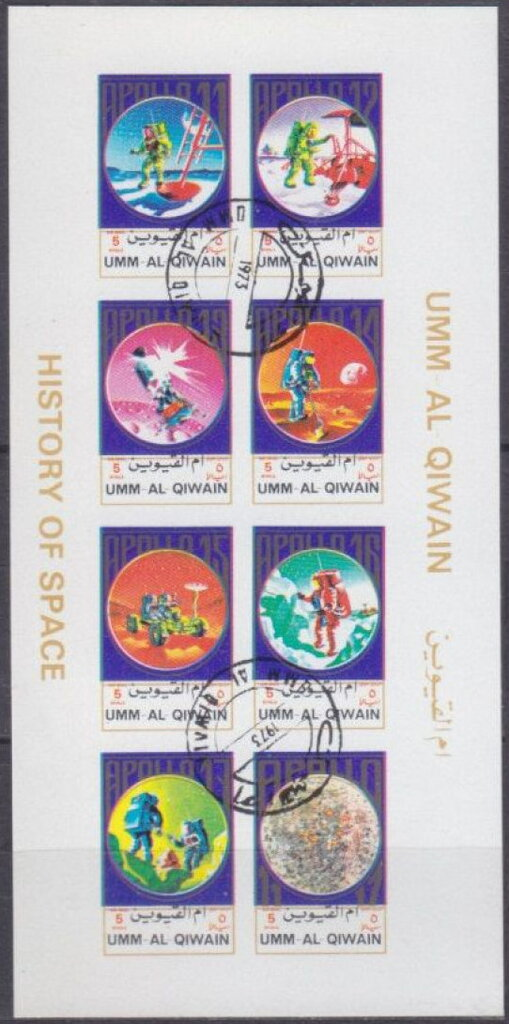
ورقة الطوابع الأصغر بدون ملصقات وتضم 8 طوابع غير مخرمة

وكذلك توفرت على شكل بطاقات:

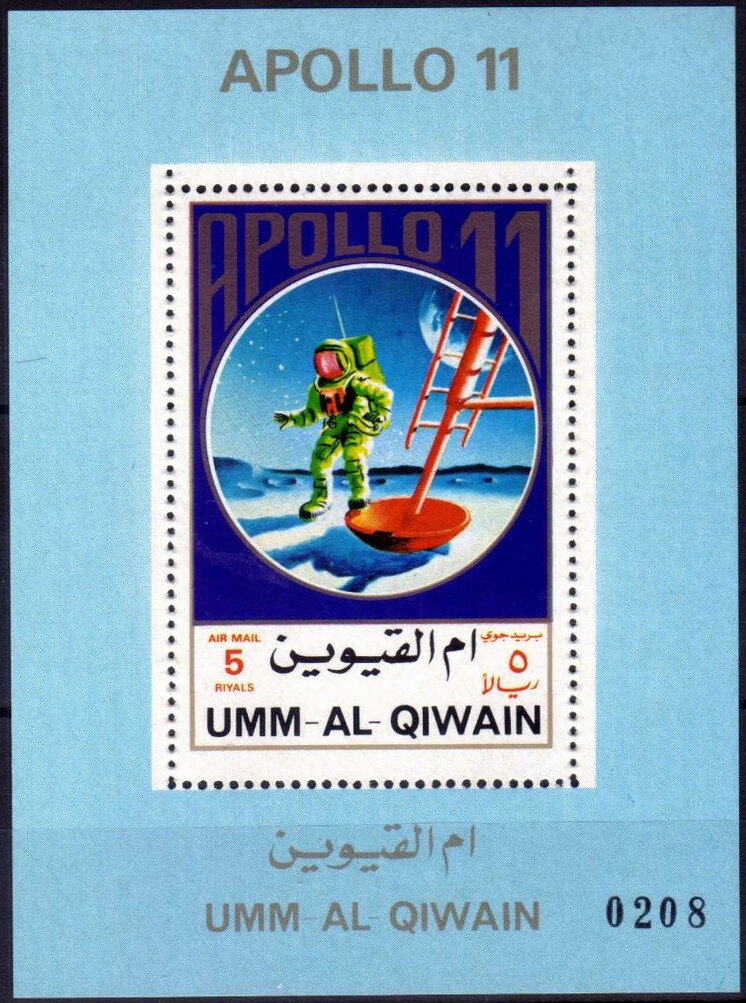
أبولو 11
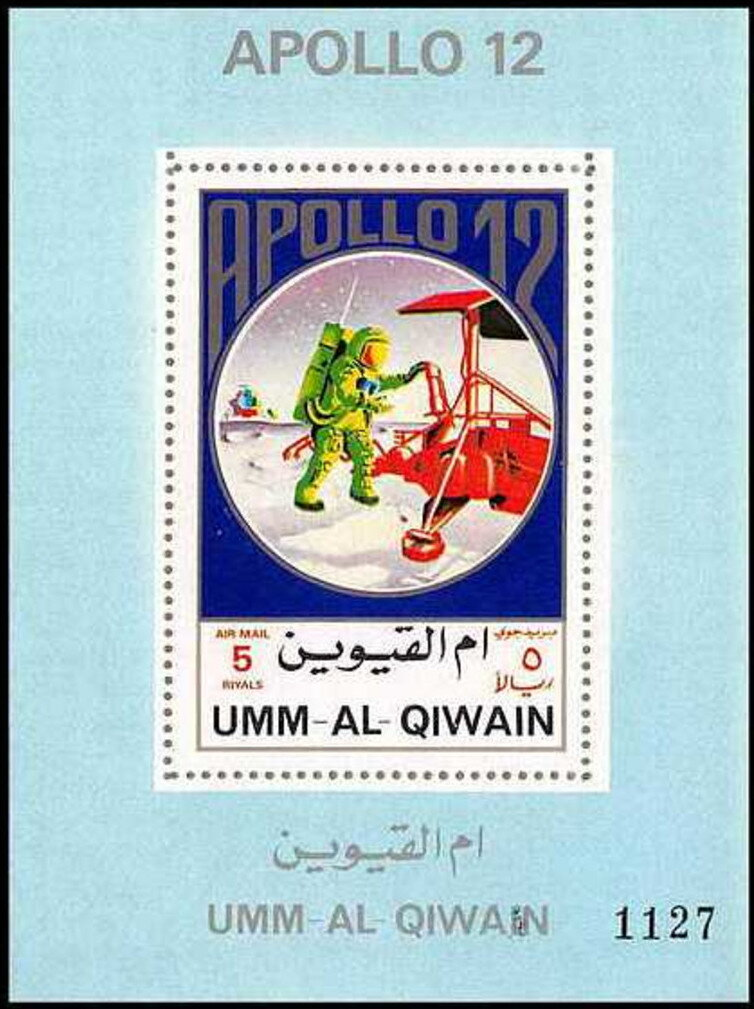
أبولو 12
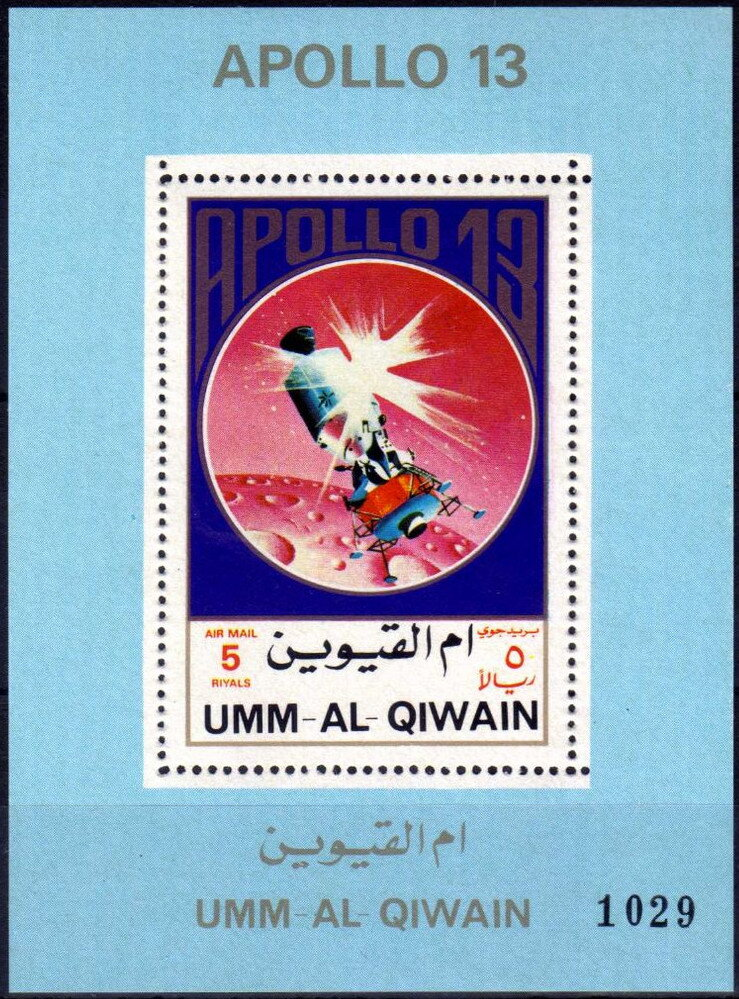
أبولو 13
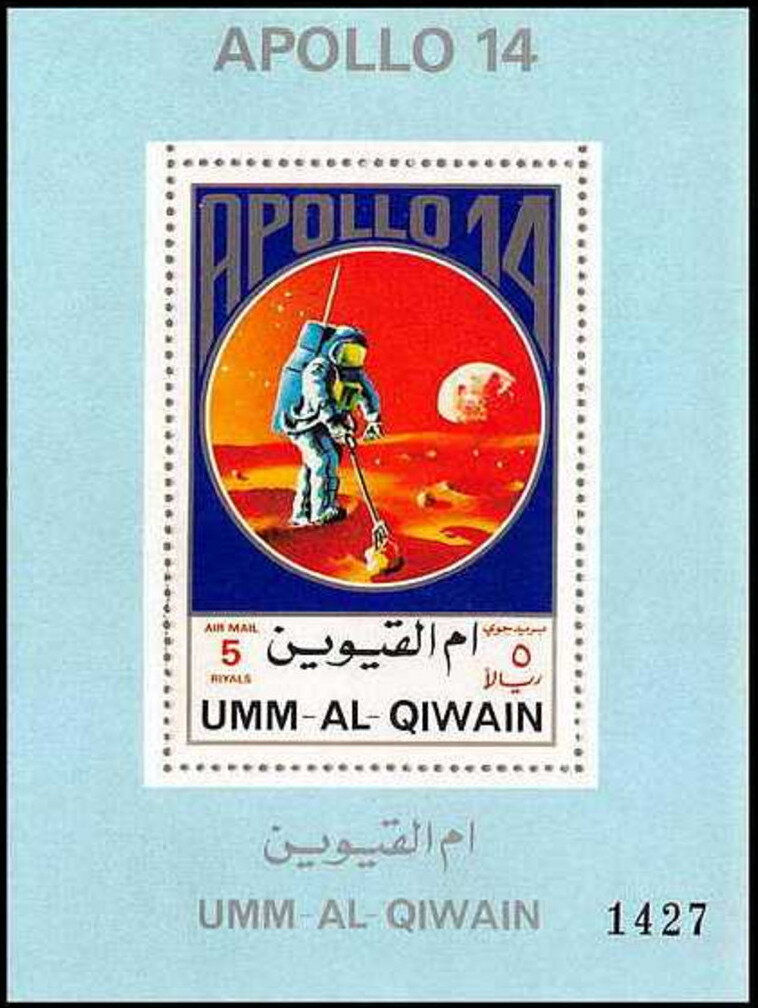
أبولو 14
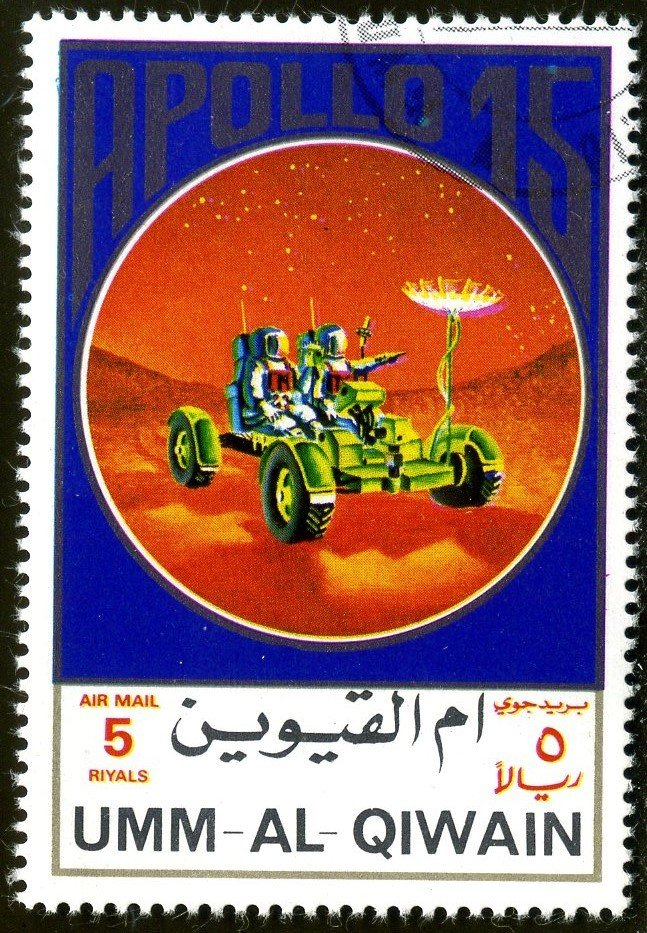
أبولو 15
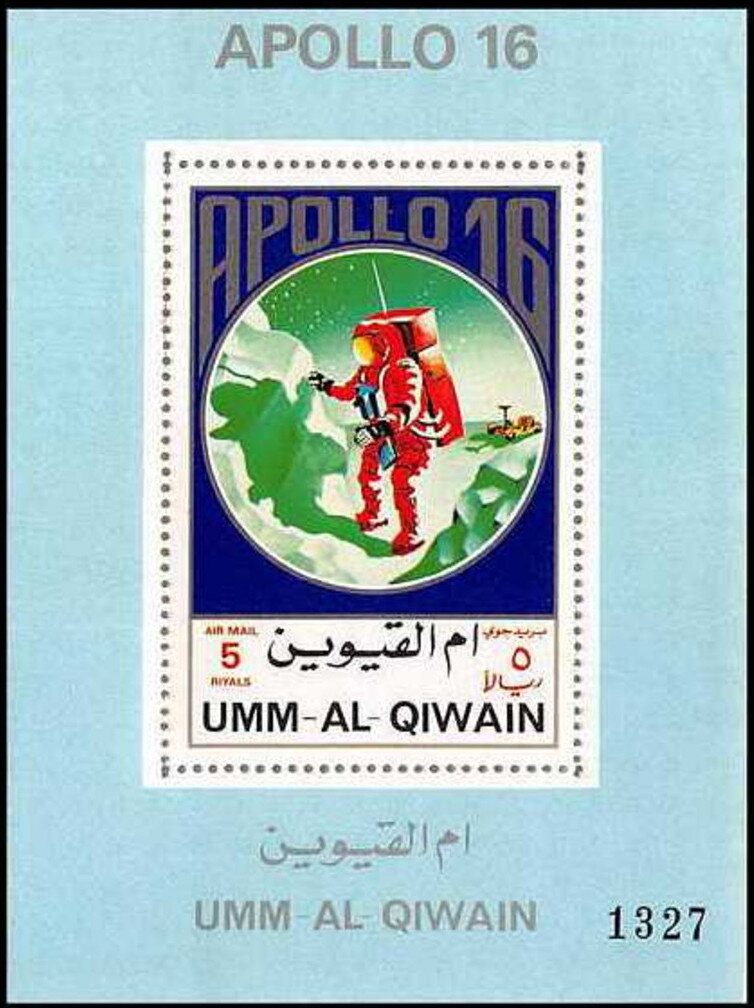
أبولو 16
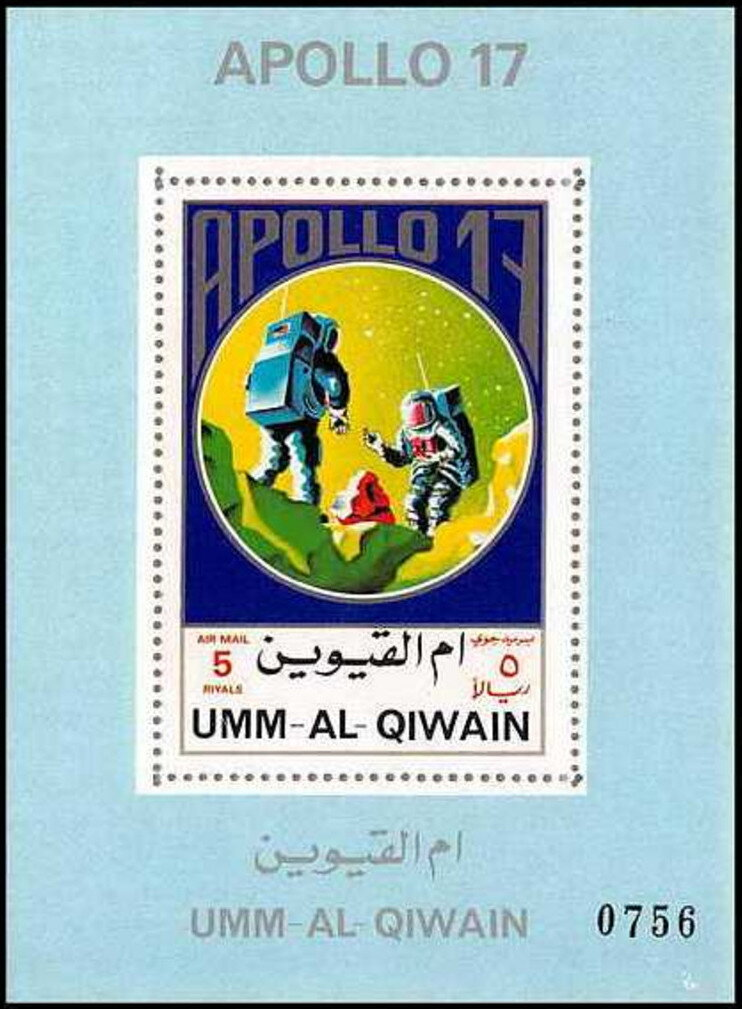
أبولو 17
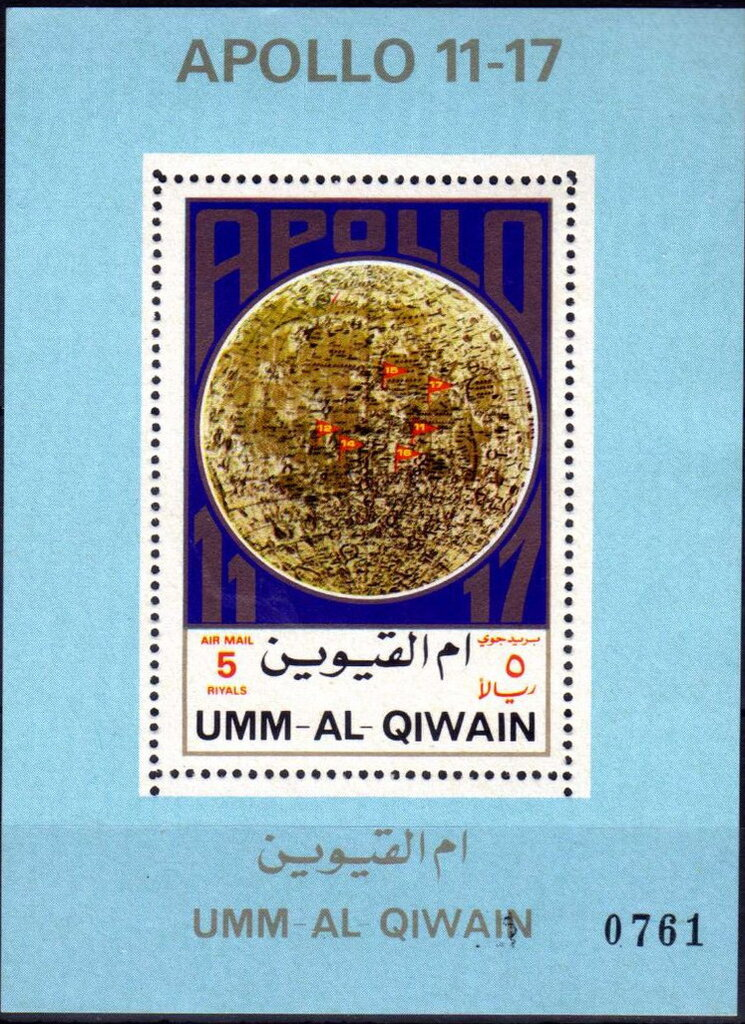
خريطة القمر - أبولو 11-17

وكذلك طوابع غير مخرمة:

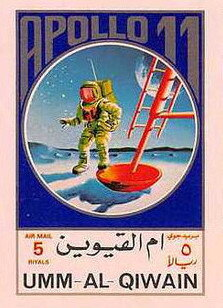
أبولو 11
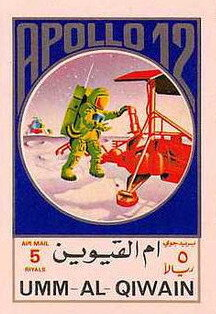
أبولو 12
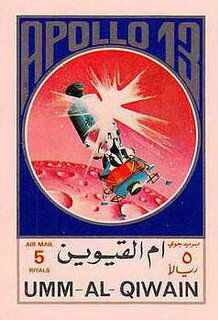
أبولو 13
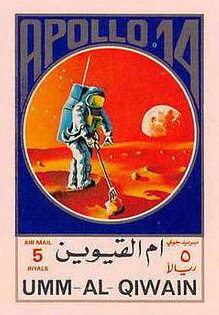
أبولو 14
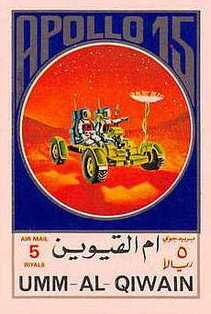
أبولو 15
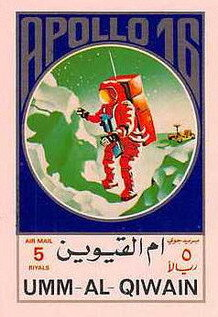
أبولو 16
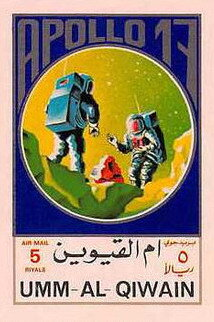
أبولو 17
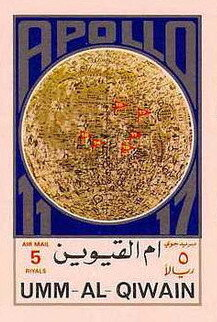
خريطة القمر - أبولو 11-17

وكذلك توفرت على شكل بطاقات غير مخرمة:

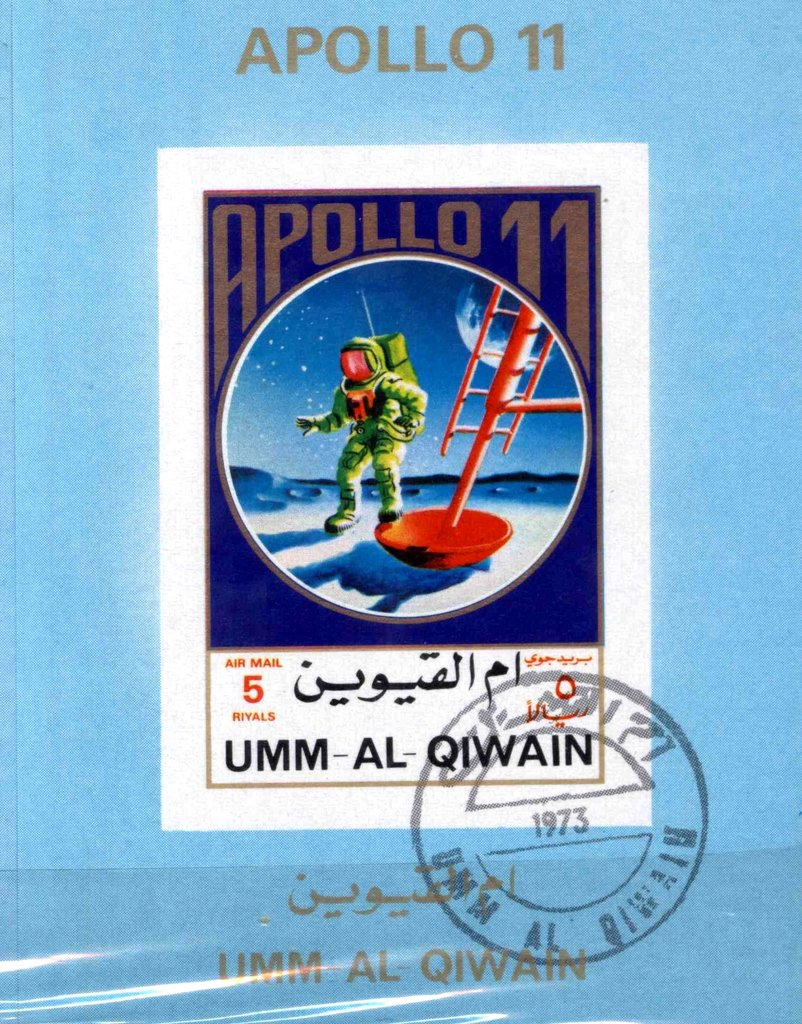
أبولو 11
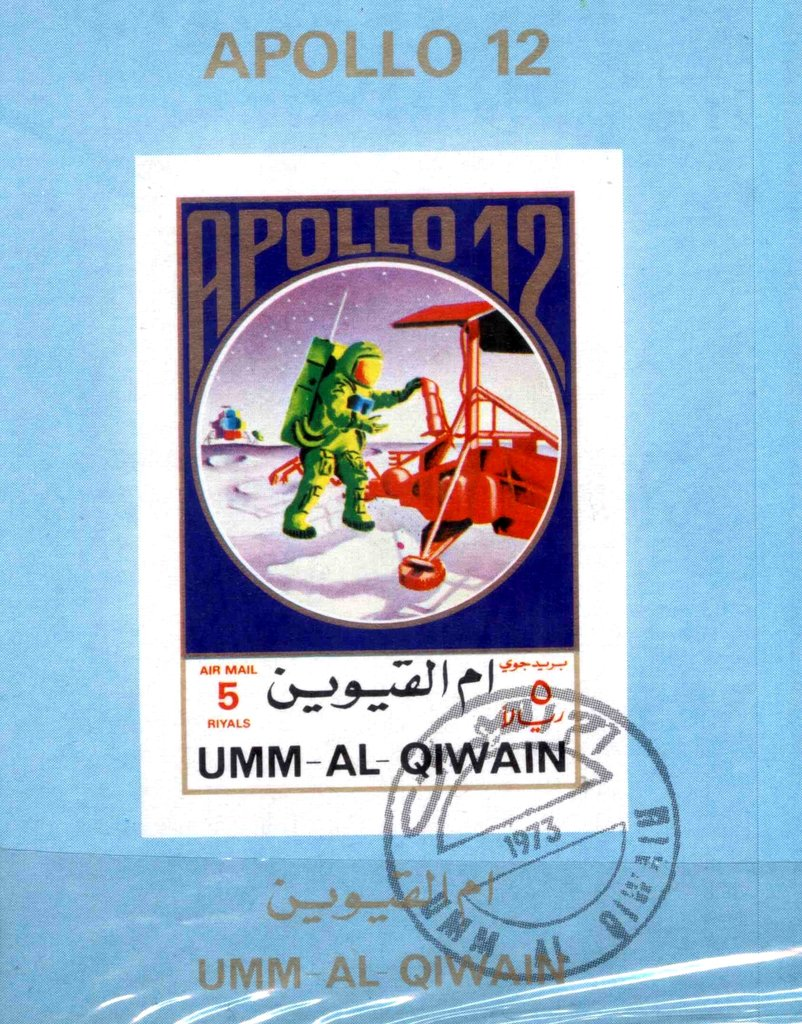
أبولو 12
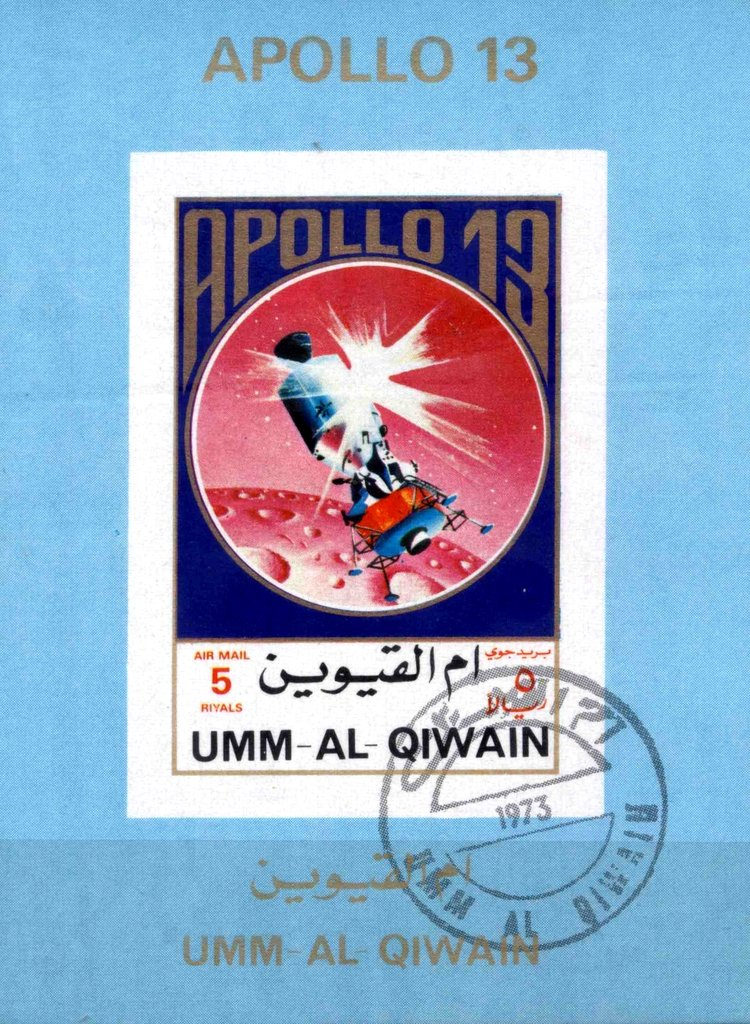
أبولو 13
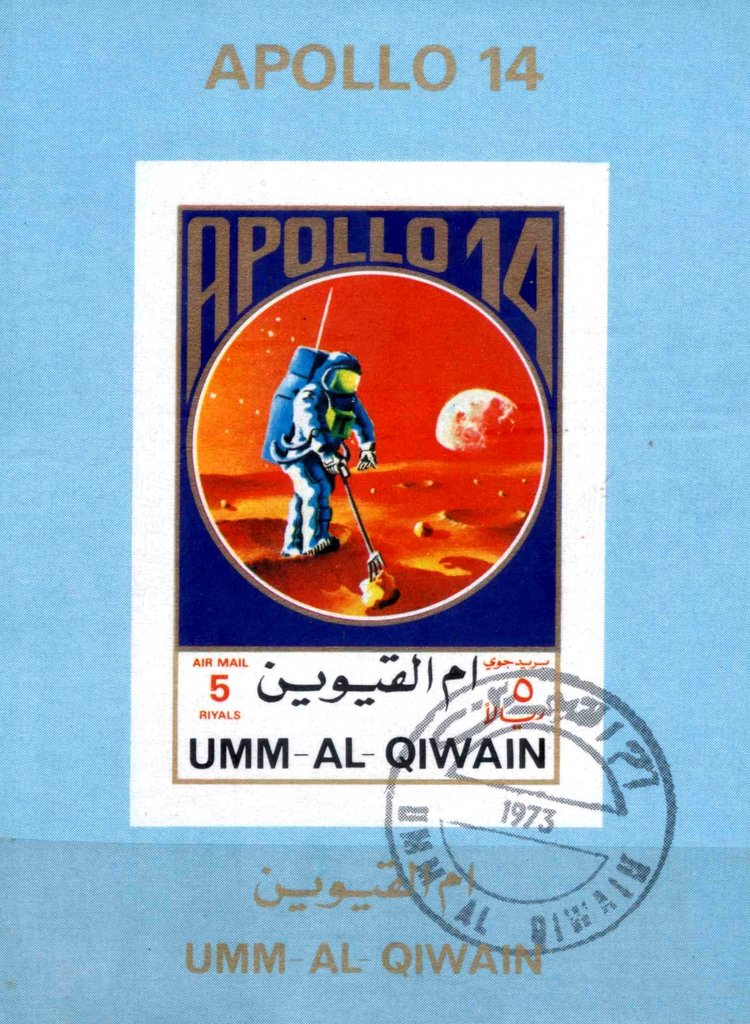
أبولو 14
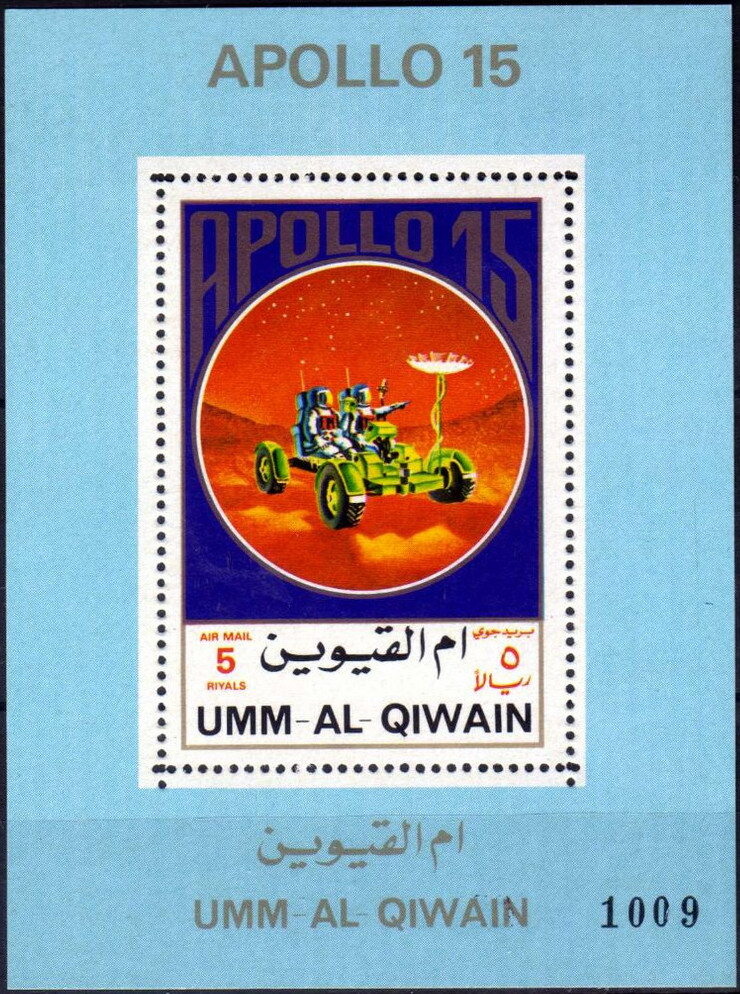
أبولو 15
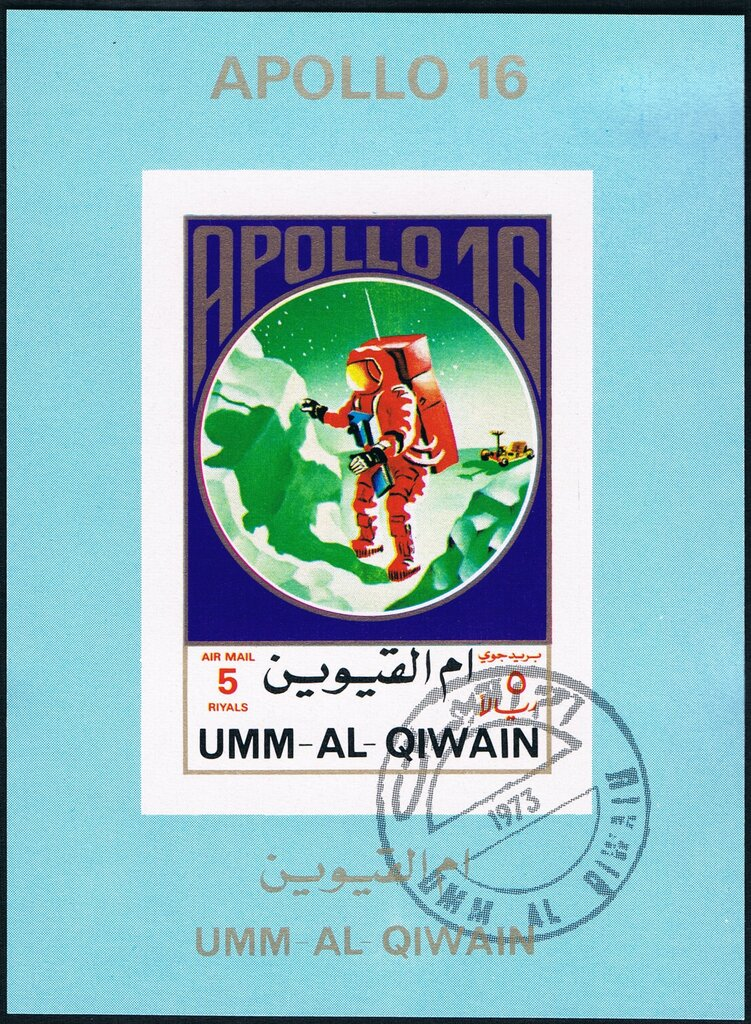
أبولو 16
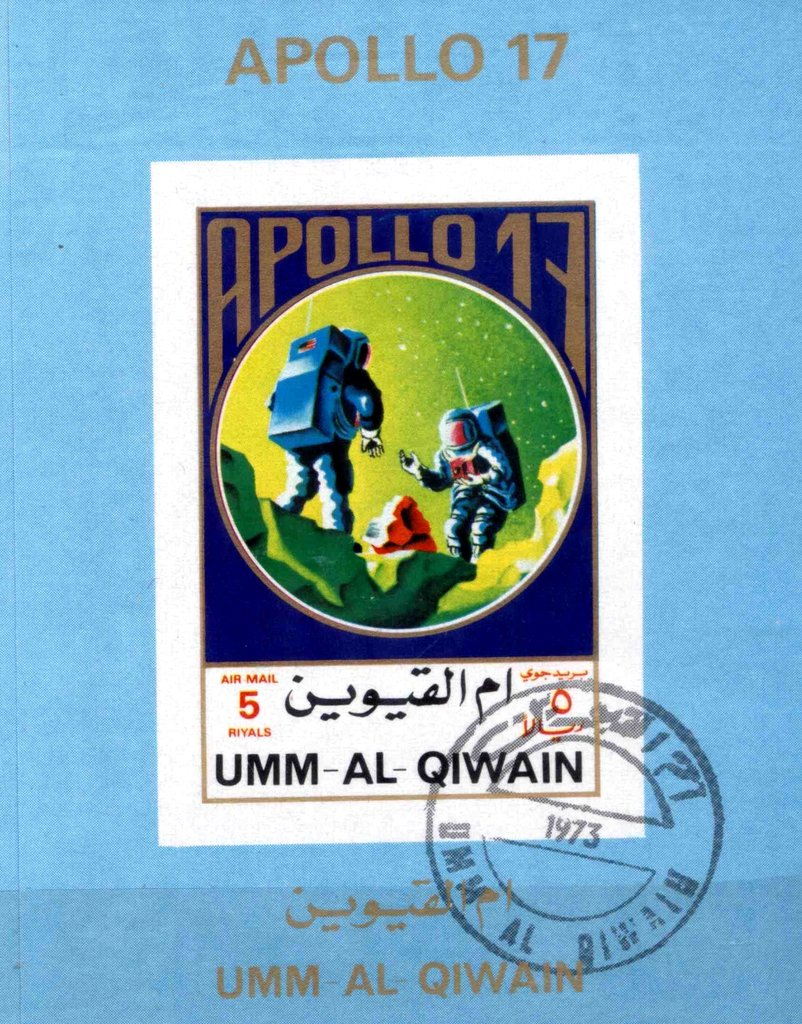
أبولو 17
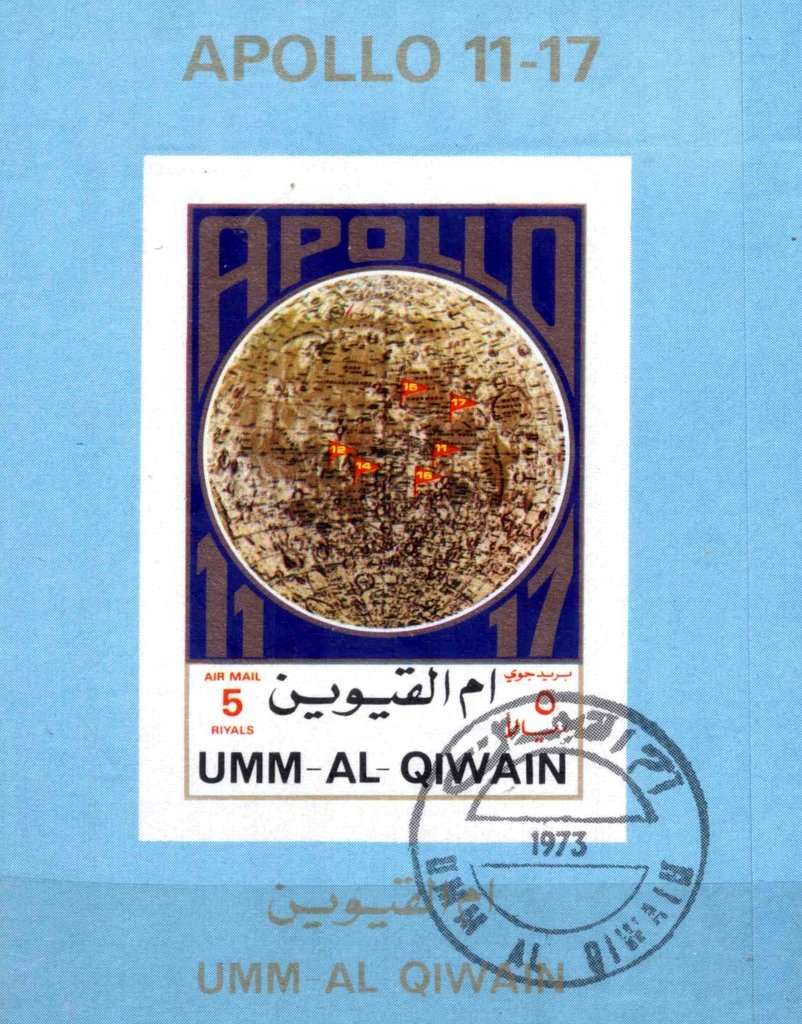
خريطة القمر - أبولو 11-17

الإصدار الأصغر حجما:

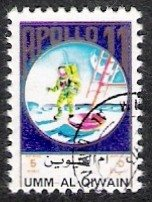
أبولو 11
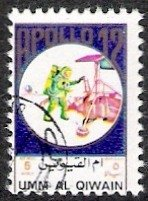
أبولو 12
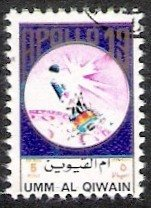
أبولو 13
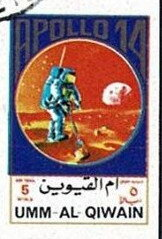
أبولو 14
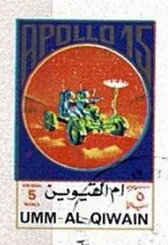
أبولو 15
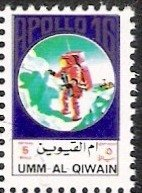
أبولو 16
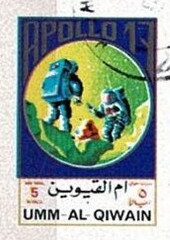
أبولو 17
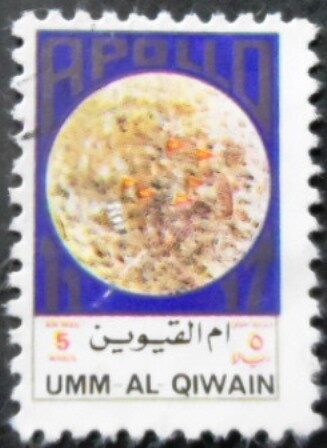
خريطة القمر - أبولو 11-17

وكذلك إصدار غير مخرم:

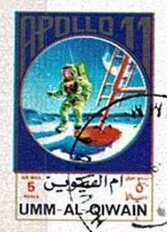
أبولو 11
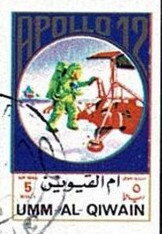
أبولو 12
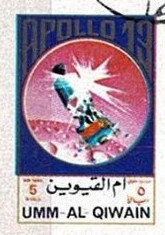
أبولو 13
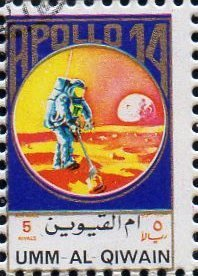
أبولو 14
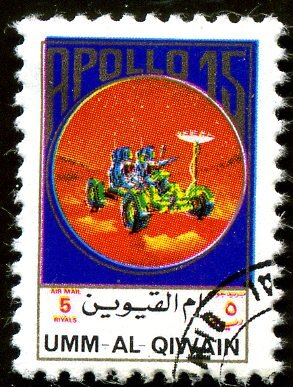
أبولو 15
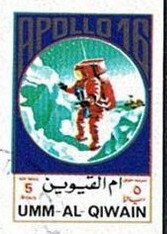
أبولو 16
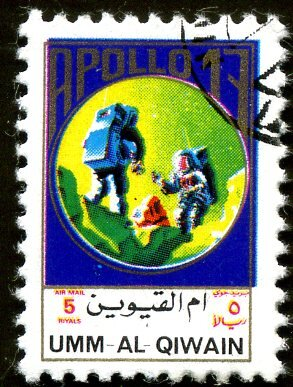
أبولو 17
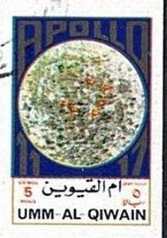
خريطة القمر - أبولو 11-17

وقد أعيد إصدار الطوابع الصغيرة ضمن إصدار طوابع السفر إلى القمر.

### إصدار ورقتي طوابع الألعاب الأولمبية الصيفية 1972

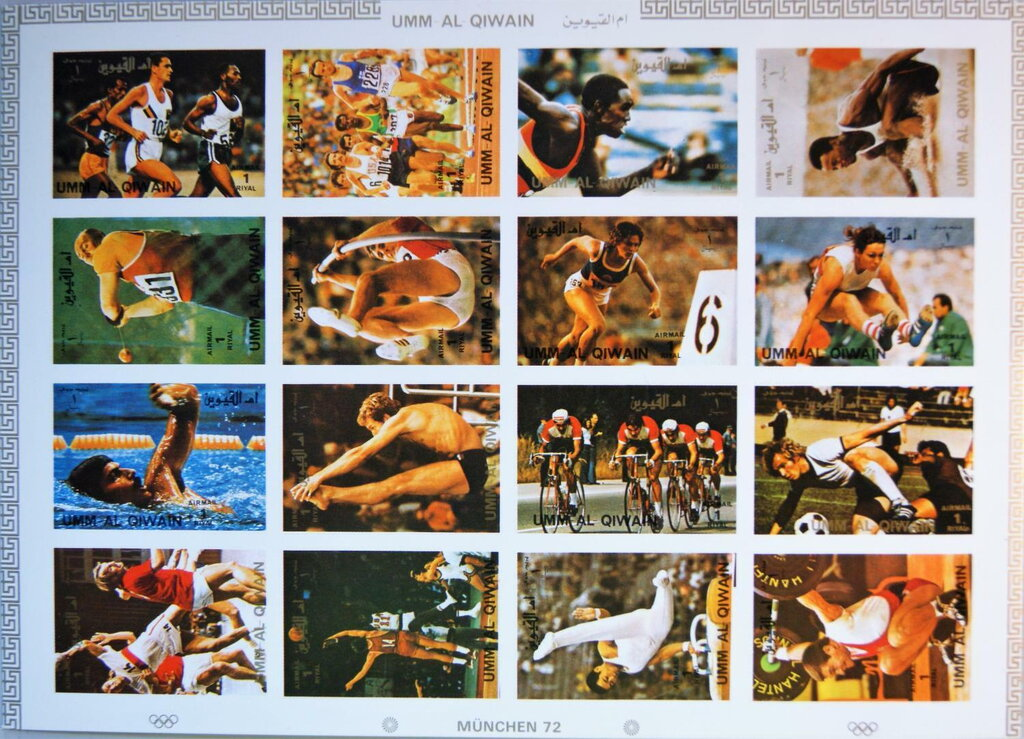
ورقة الطوابع غير المخرمة الأكبر حجما بقياس 46 × 33 ملم للطابع

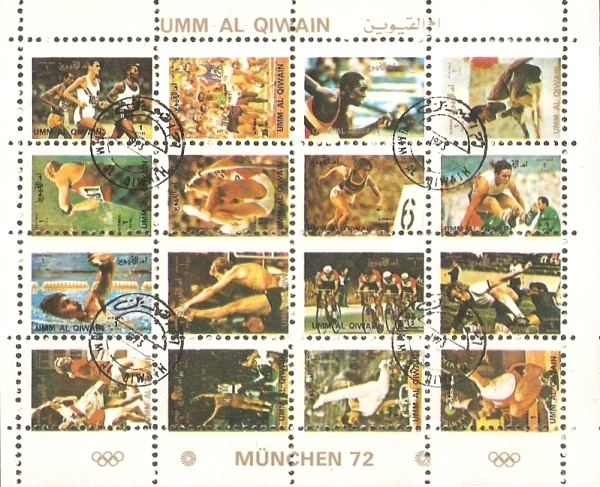
ورقة الطوابع الأصغر حجما بقياس 22 × 17 ملم للطابع

أصدرت ورقتا طوابع صغيرتان تحتفيان بدورة الألعاب الأولمبية الصيفية 1972، ضمت كل واحدة 16 طابعا، كانت إحدى ورقتي الطوابع أكبر من الثانية. كما أصدرت من كل طابع بطاقات مختلفة مخرمة وغير مخرمة تختلف أيضا في لون الحاشية، وقد كانت قيمة كل طابع ريال واحد، وكانت مخصصة للبريد الجوي.

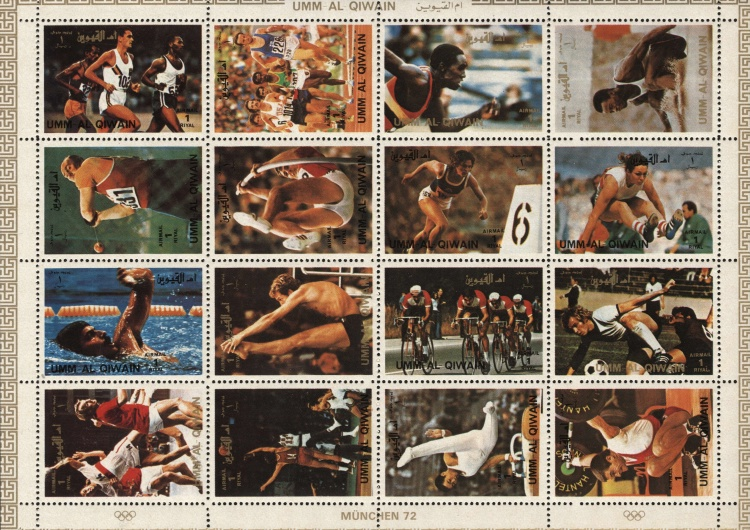
ورقة الطوابع المخرمة الأكبر حجما بقياس 46 × 33 ملم للطابع

وهذه صور الطوابع:

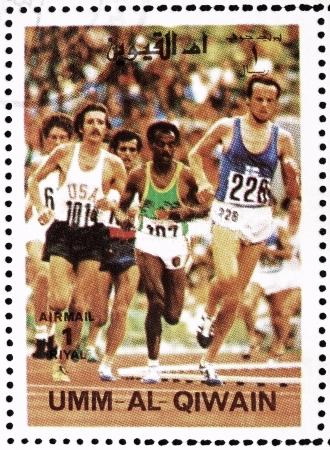
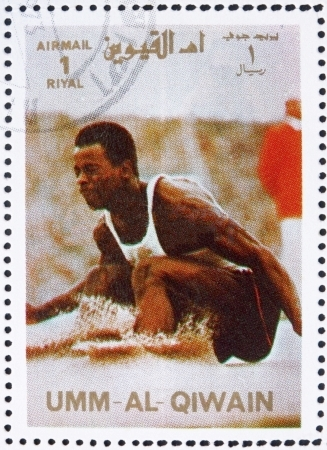
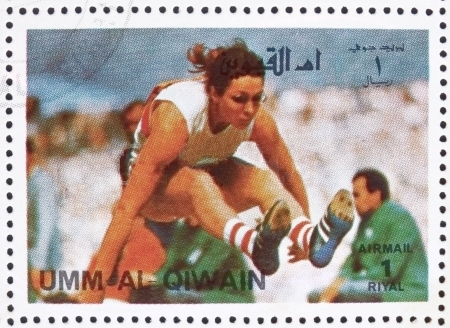
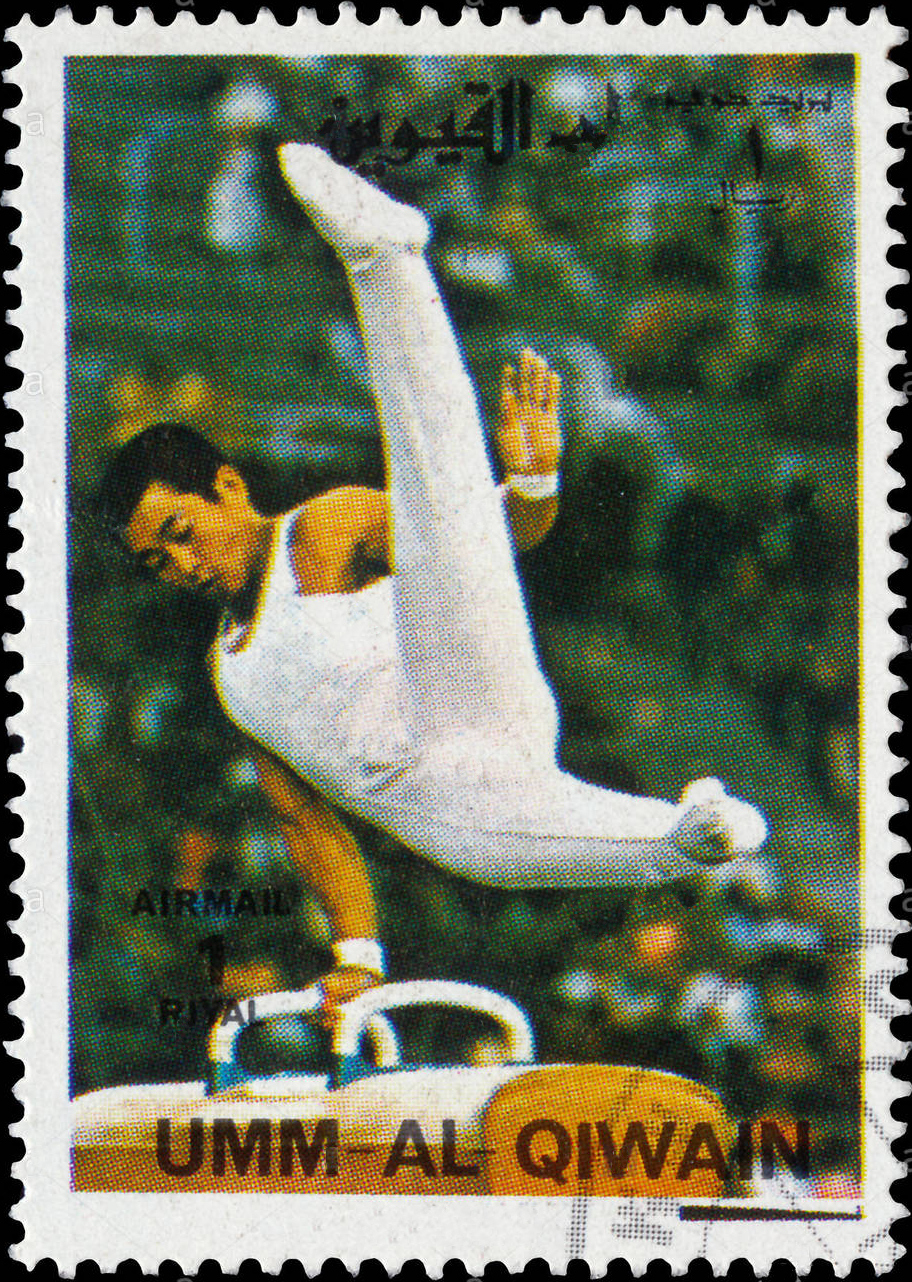
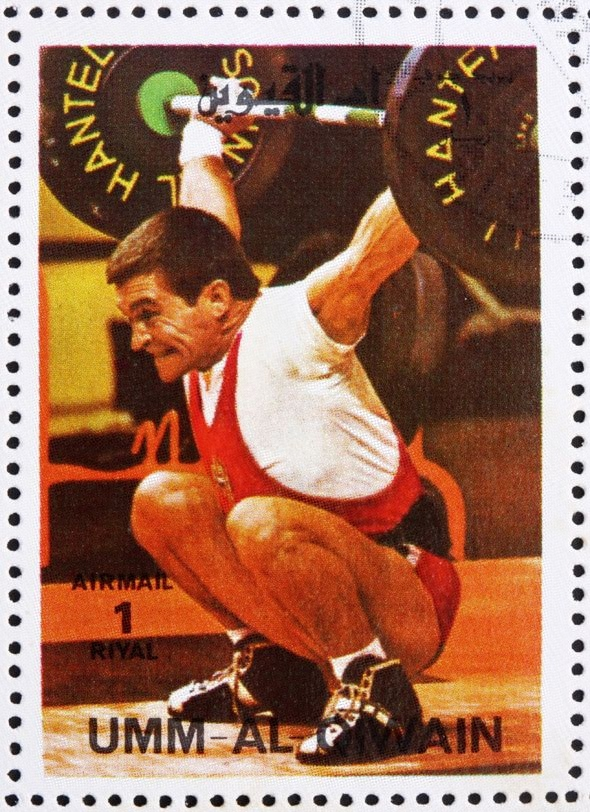
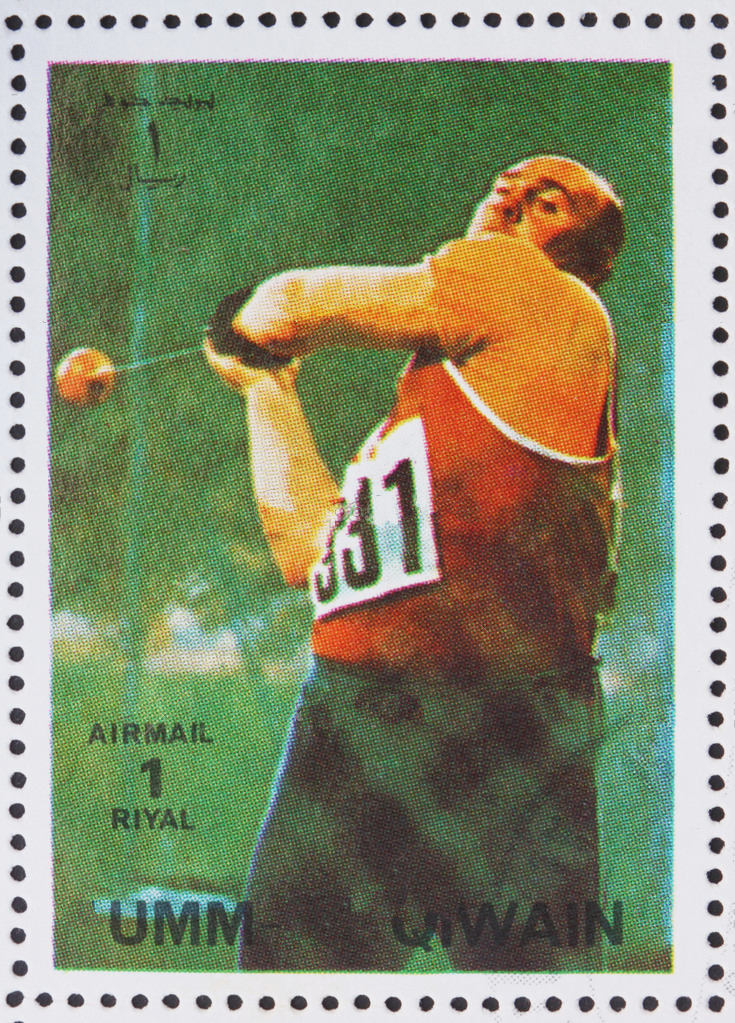
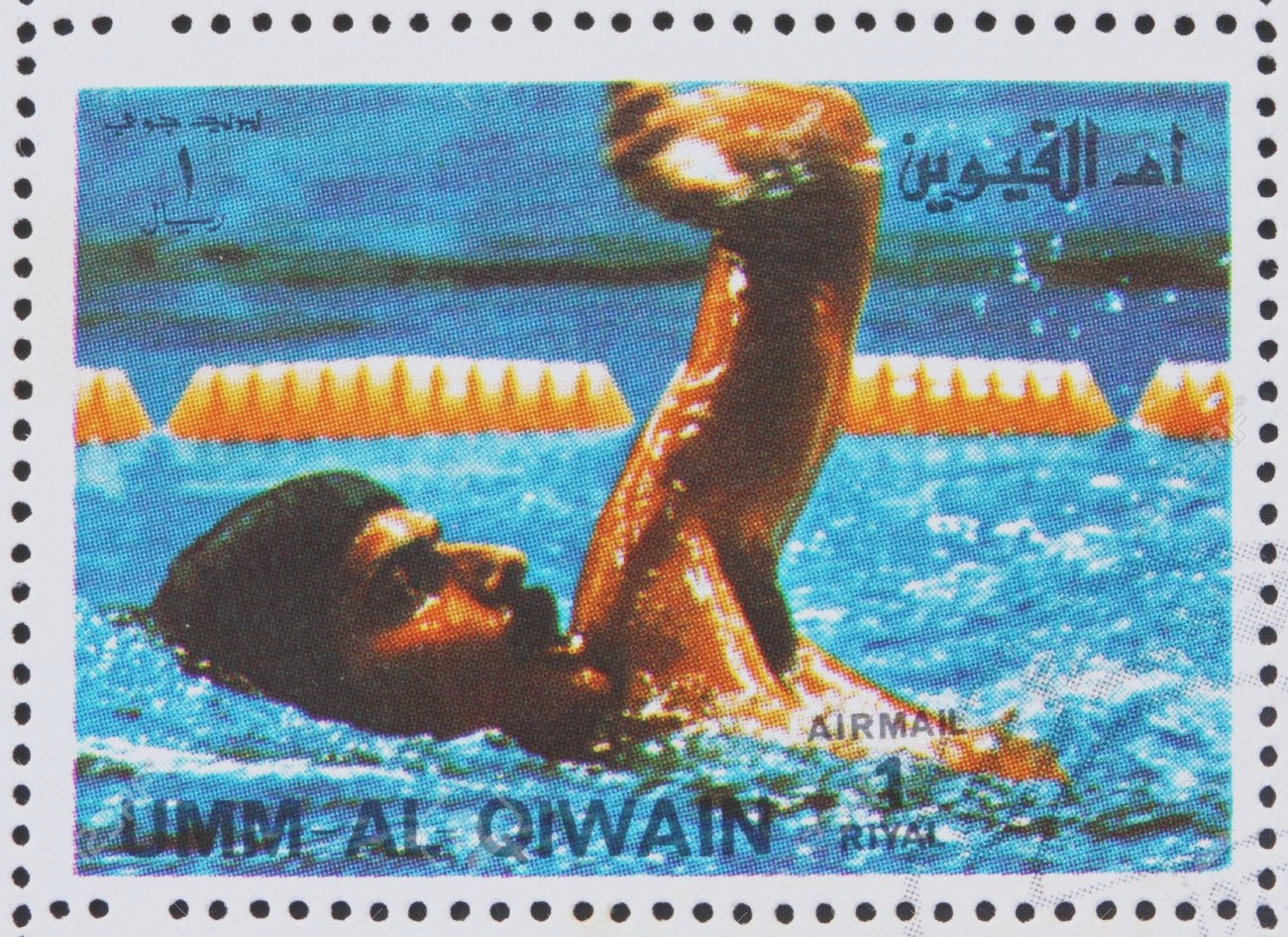
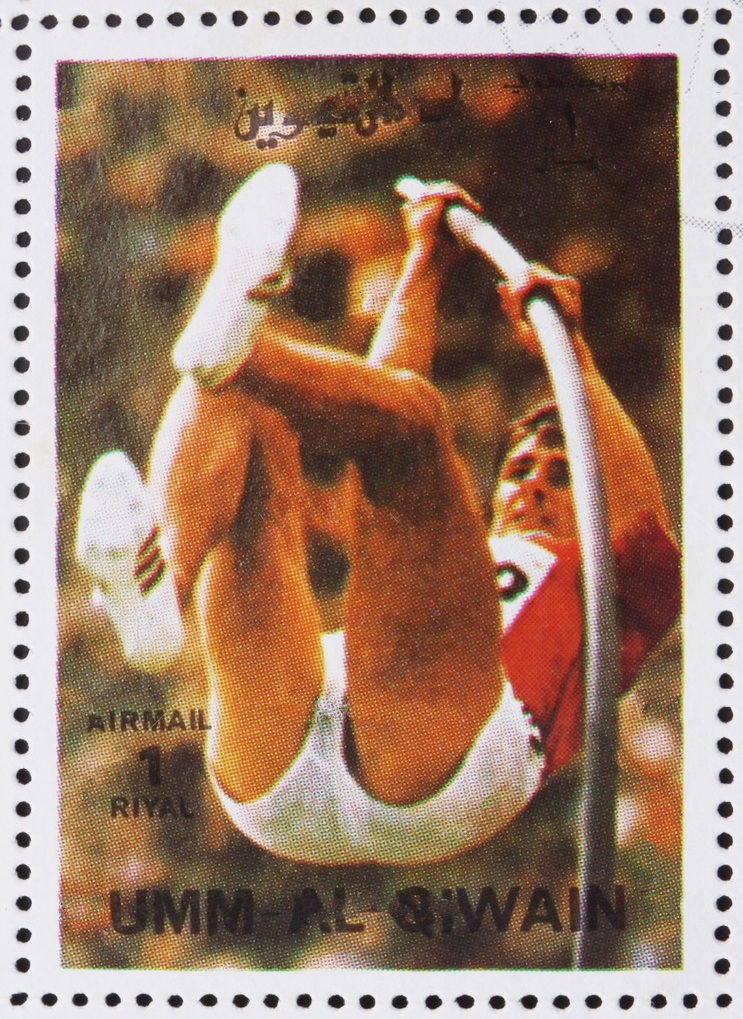
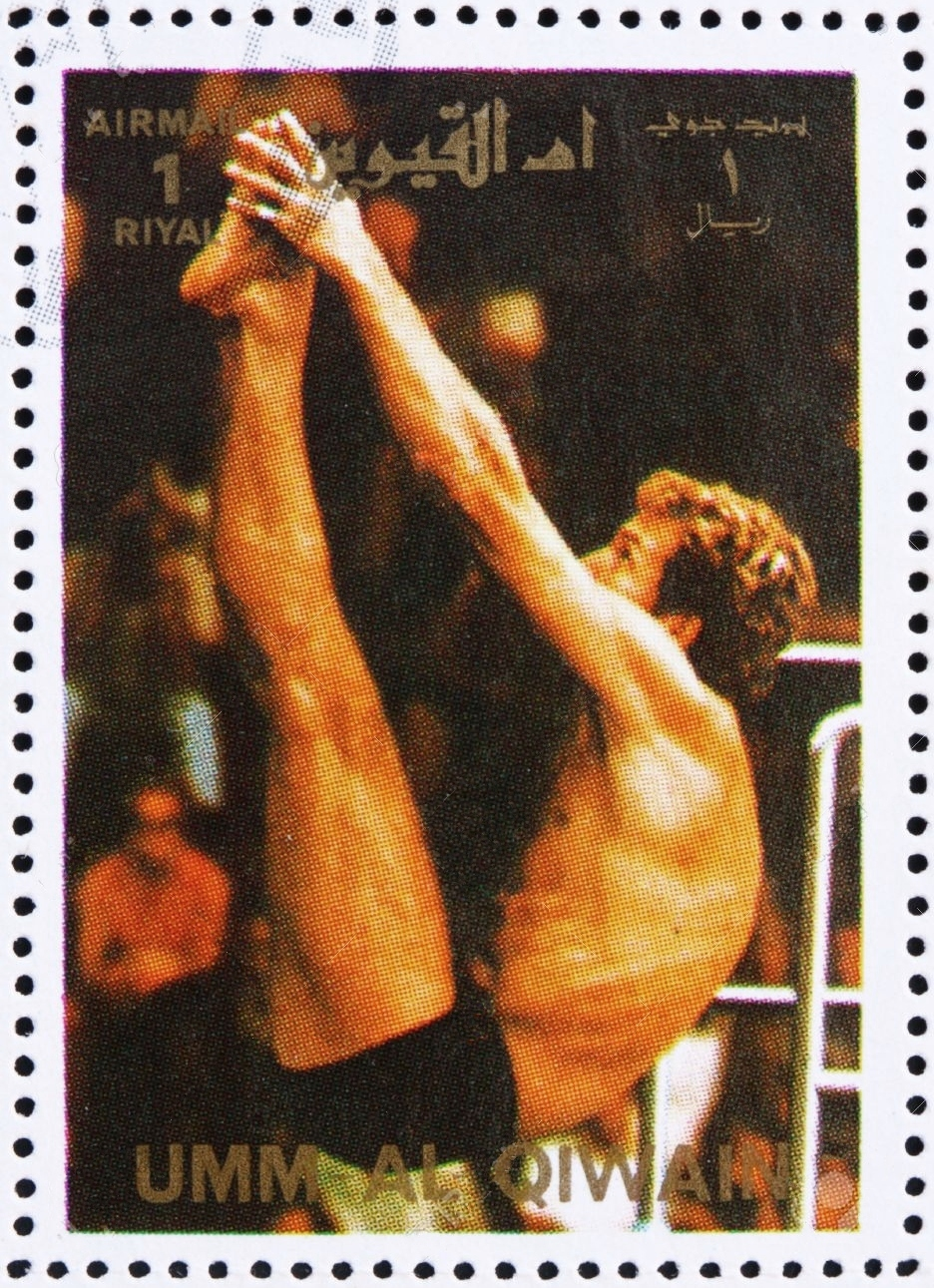
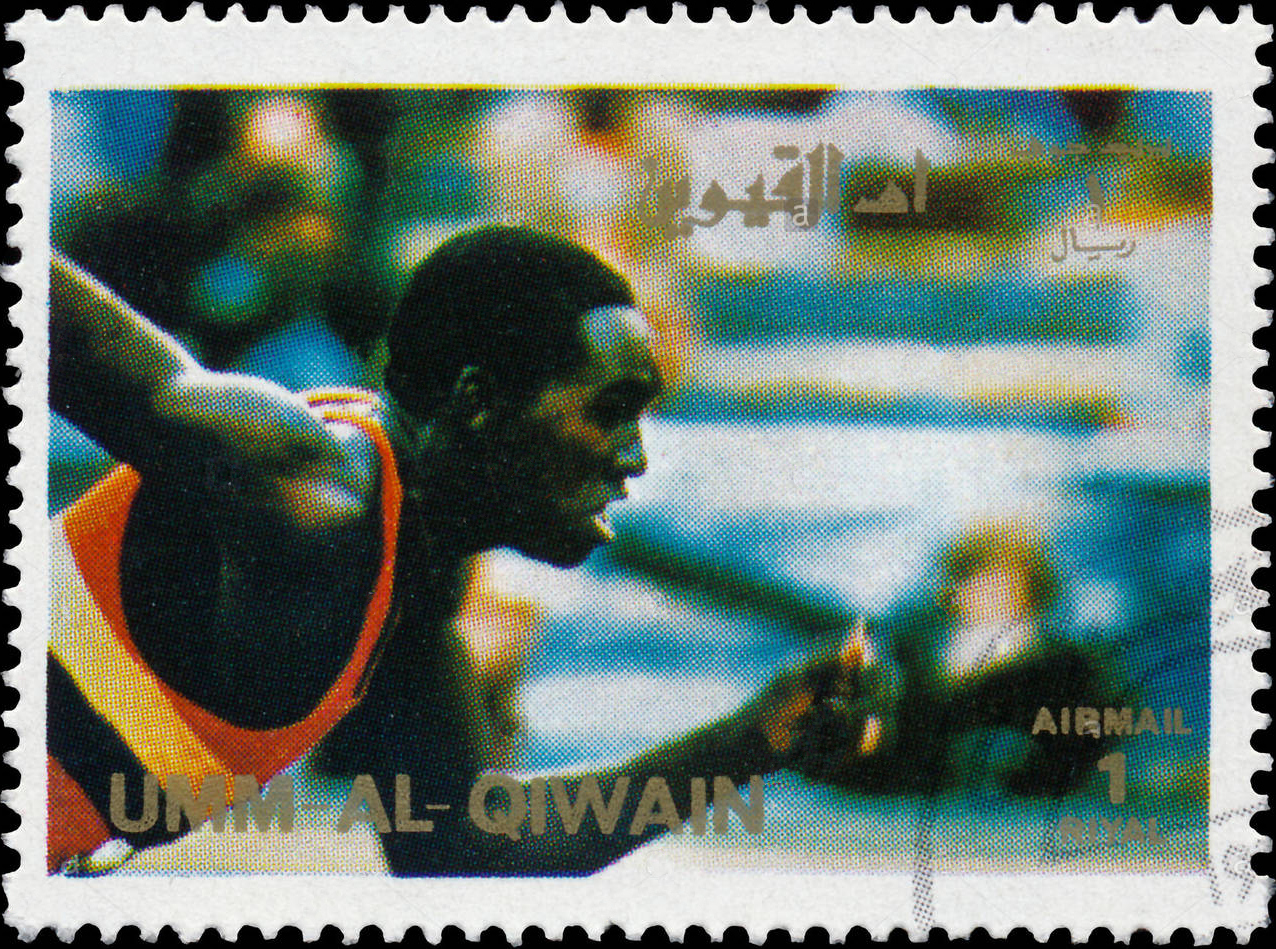
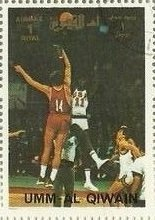
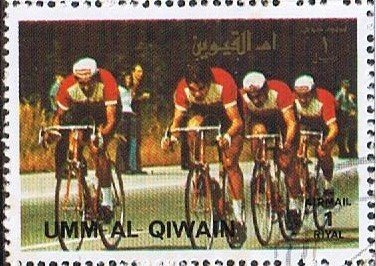
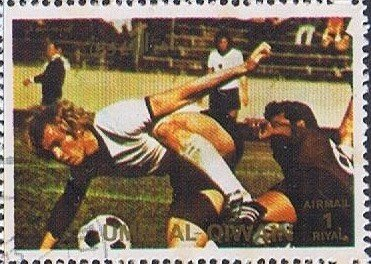
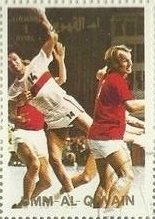
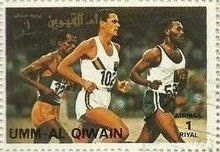
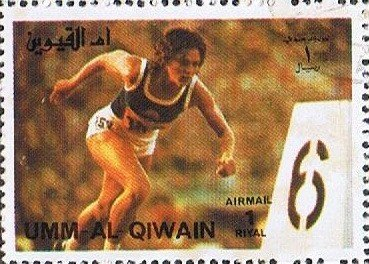

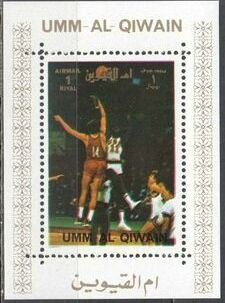
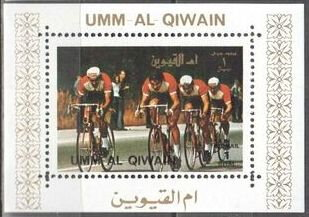
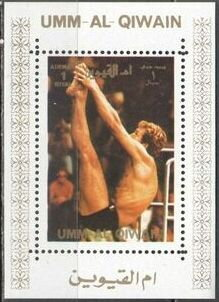
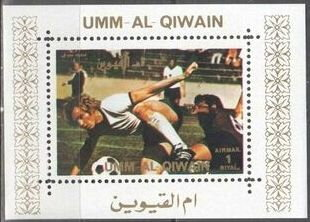
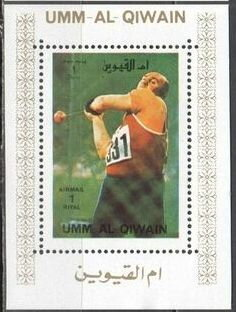
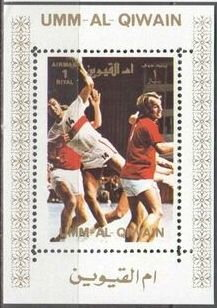
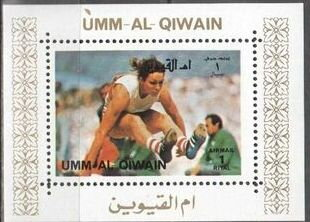
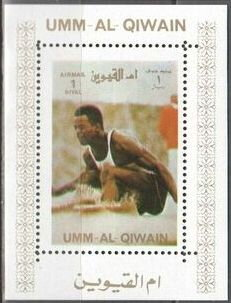
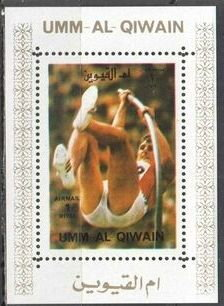
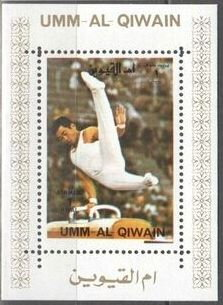
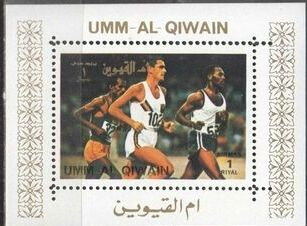
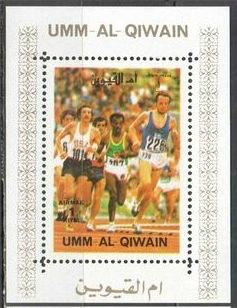
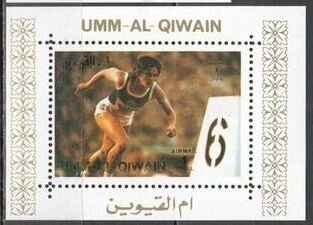
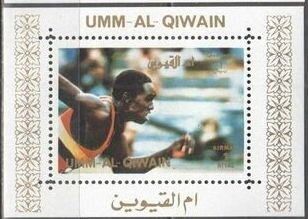
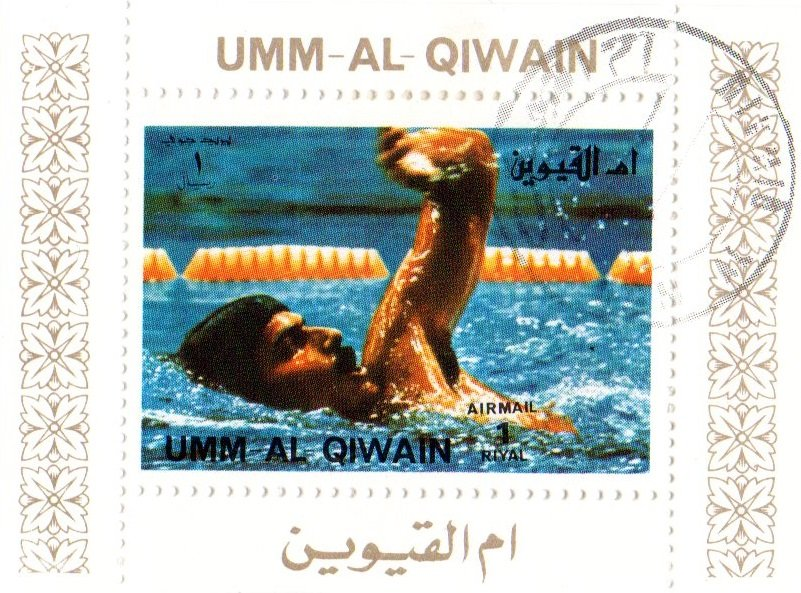
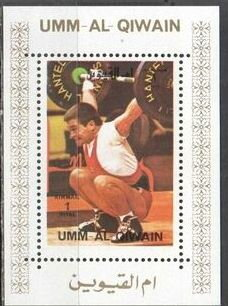

كما توفر على شكل بطاقات مخرمة بحاشية بيضاء:

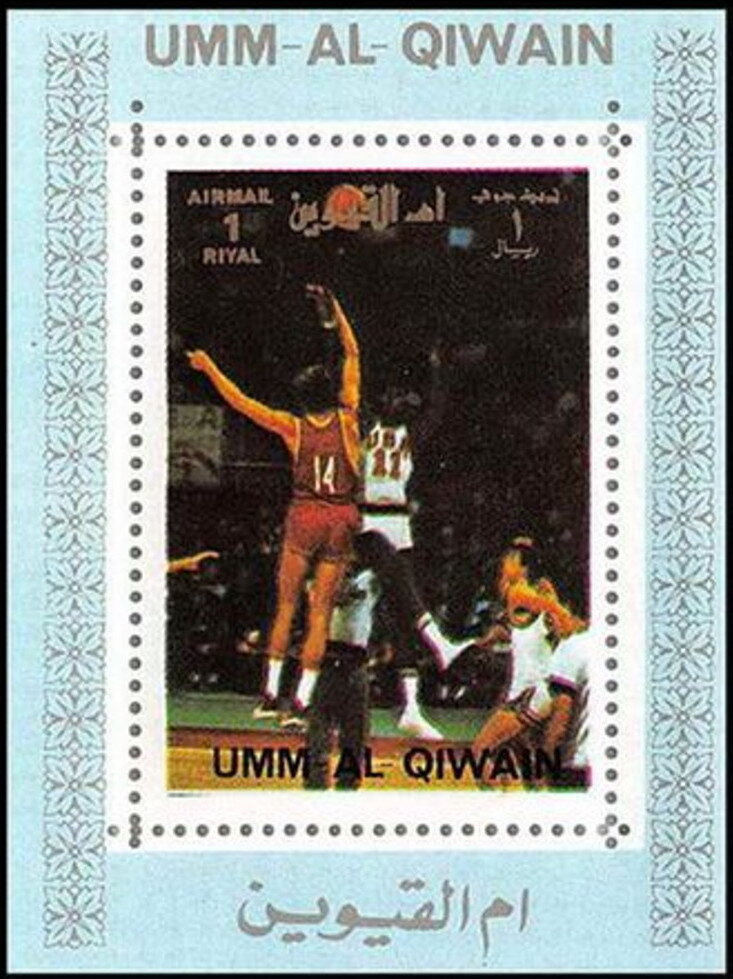
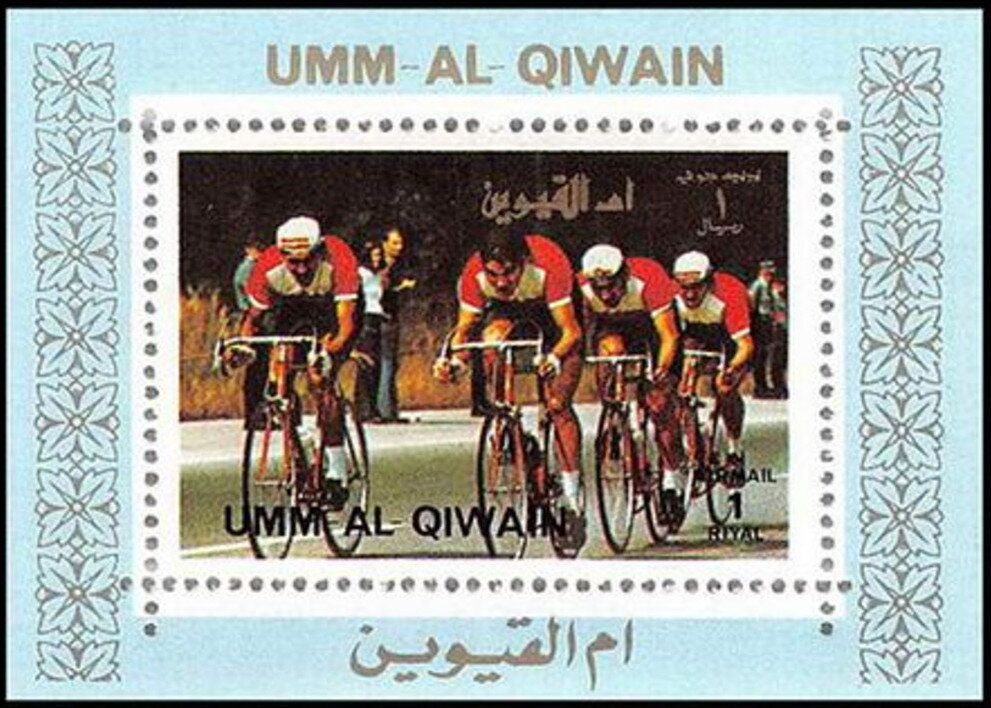
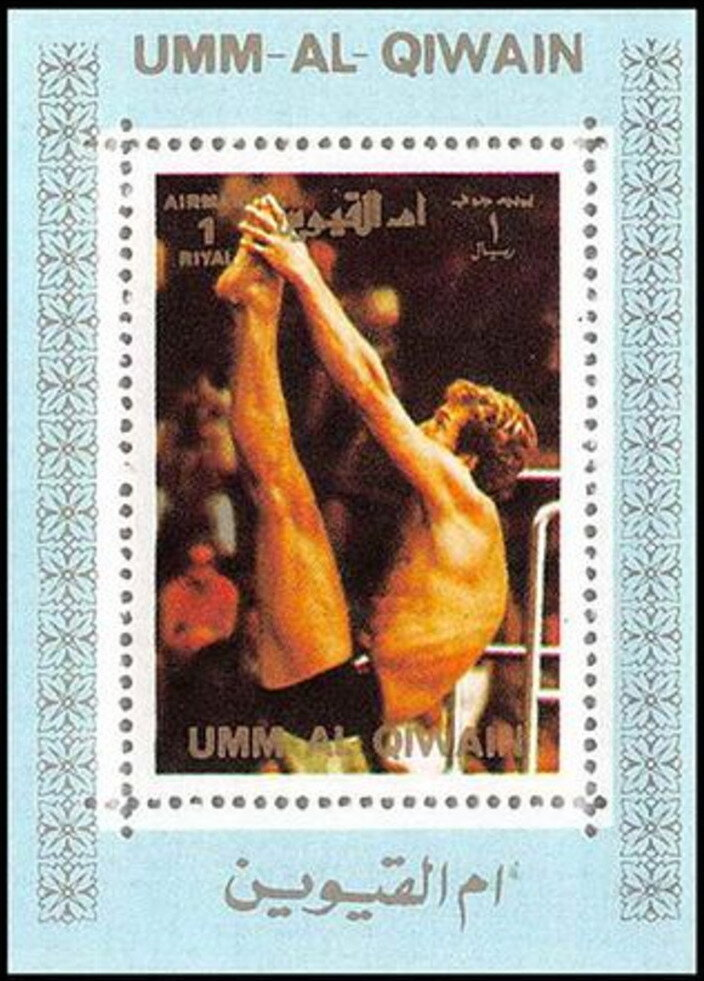
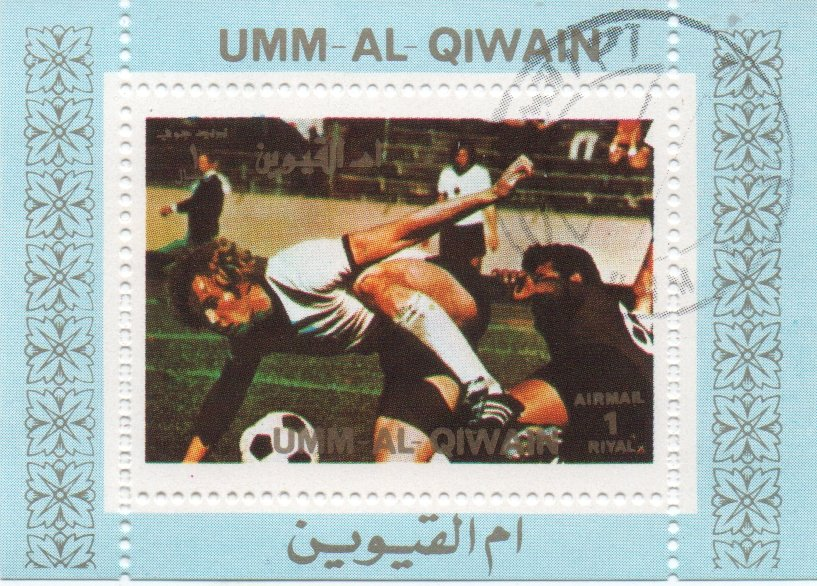
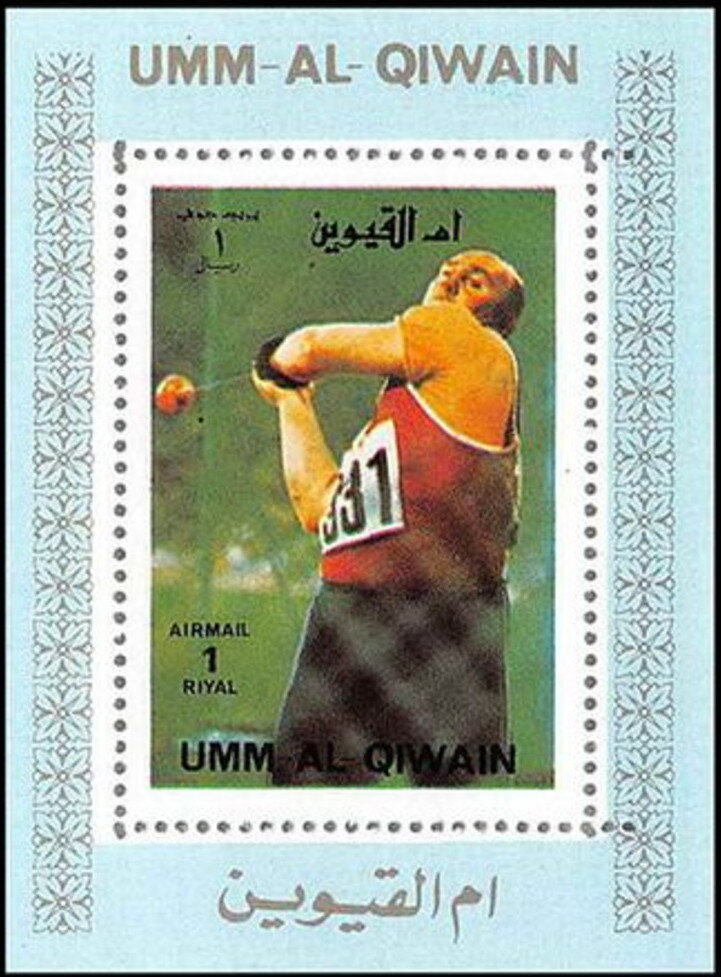
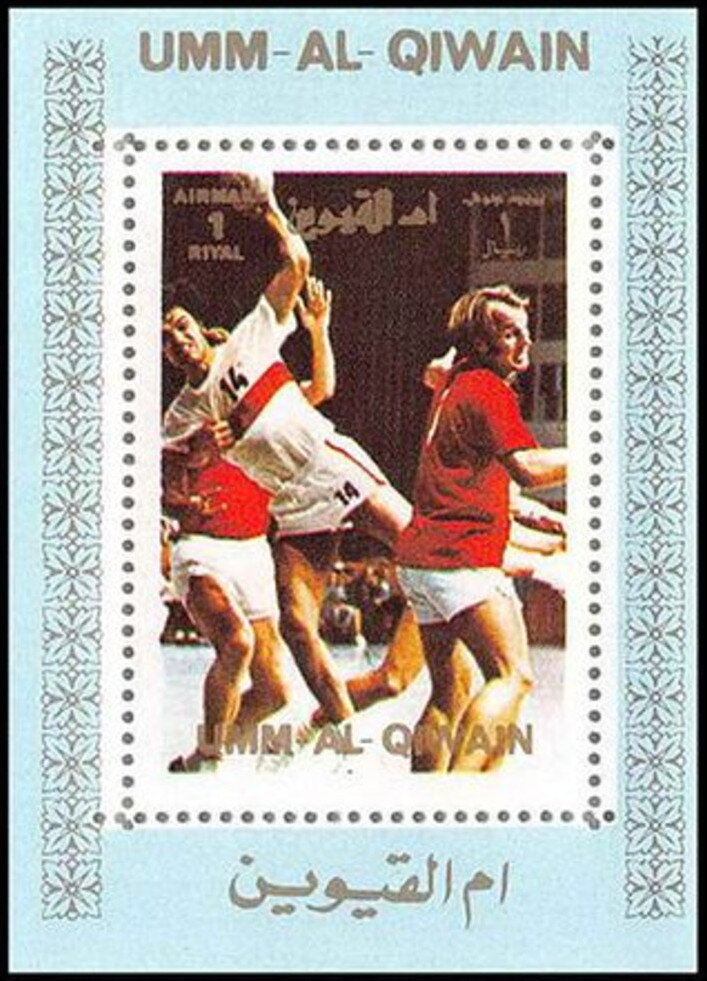
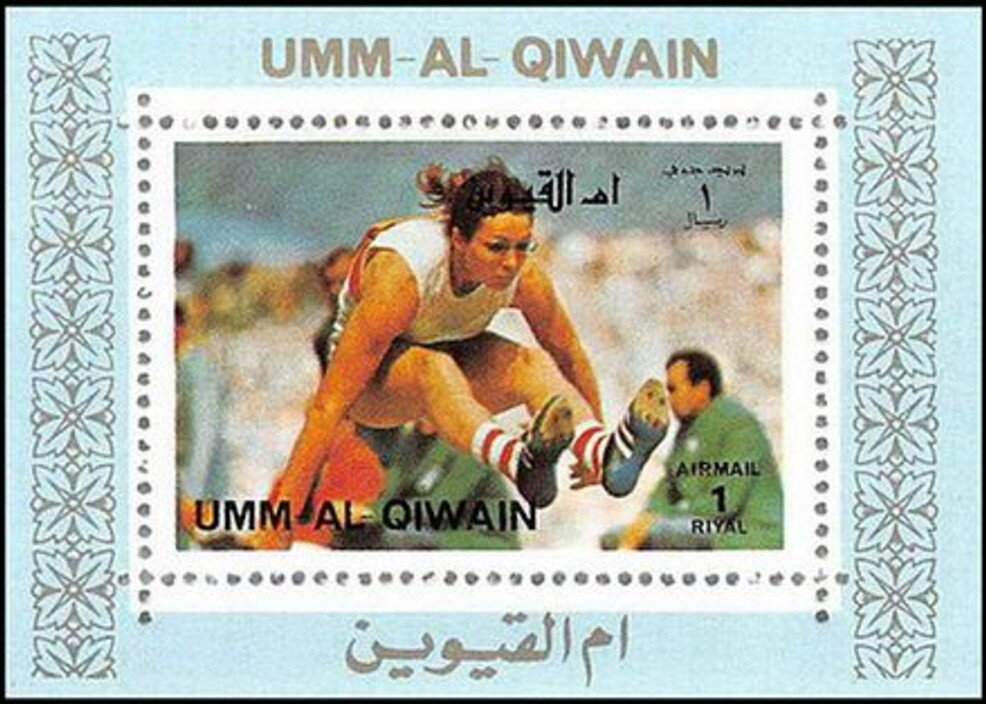
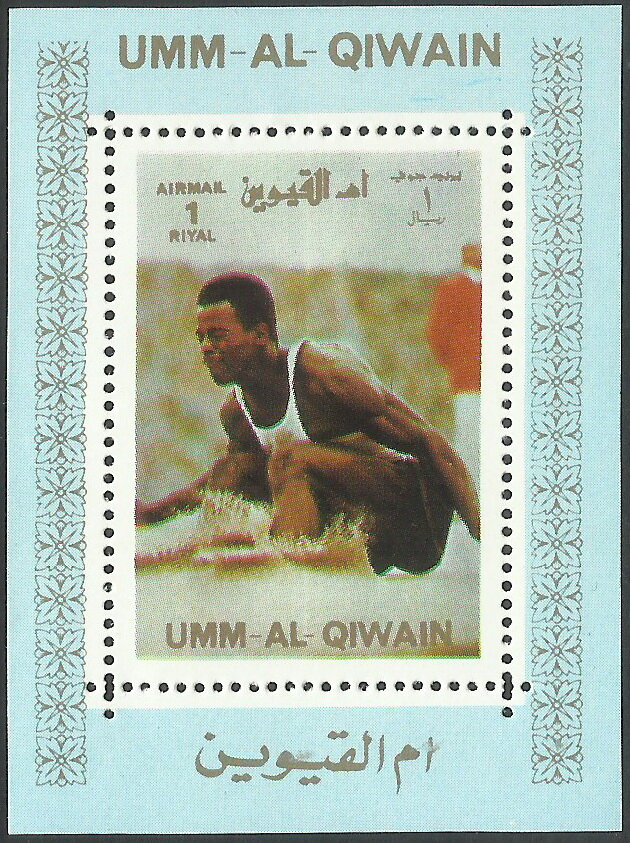
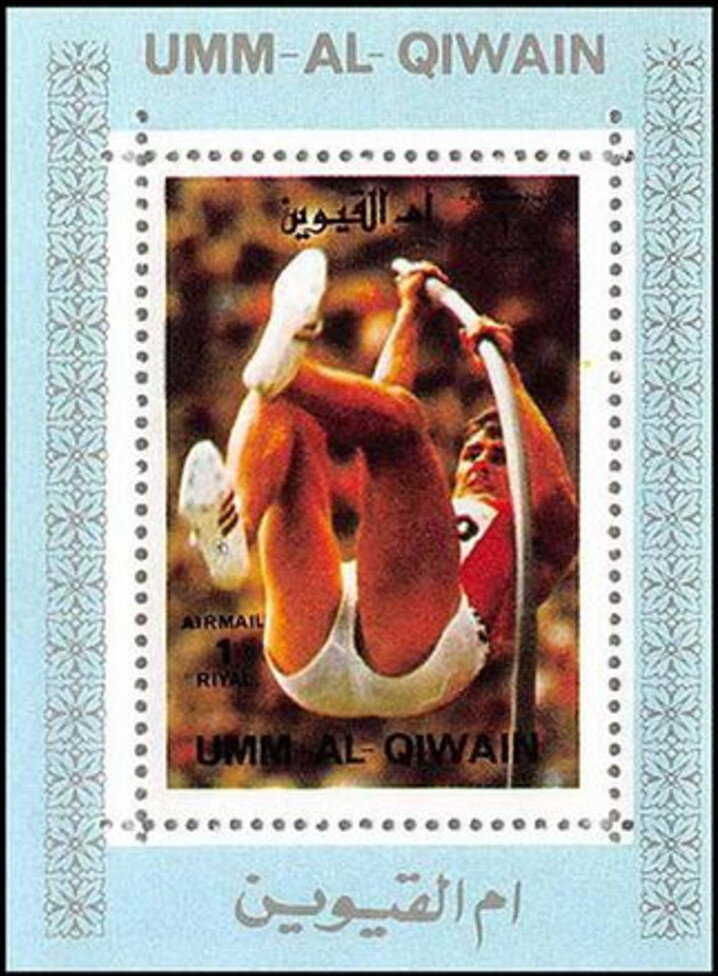
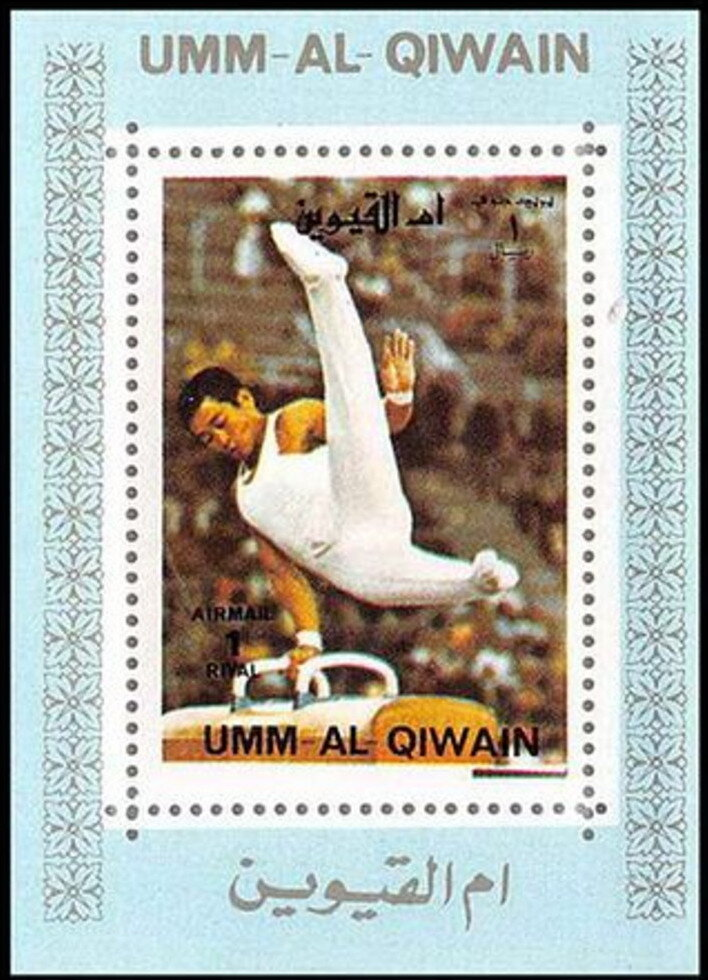
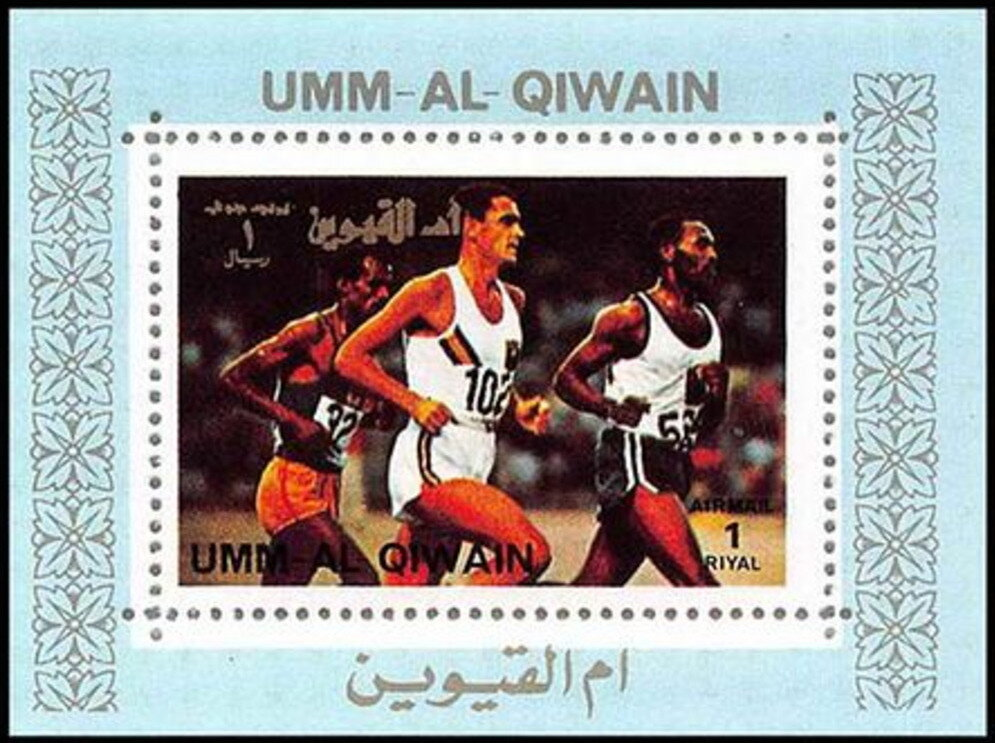
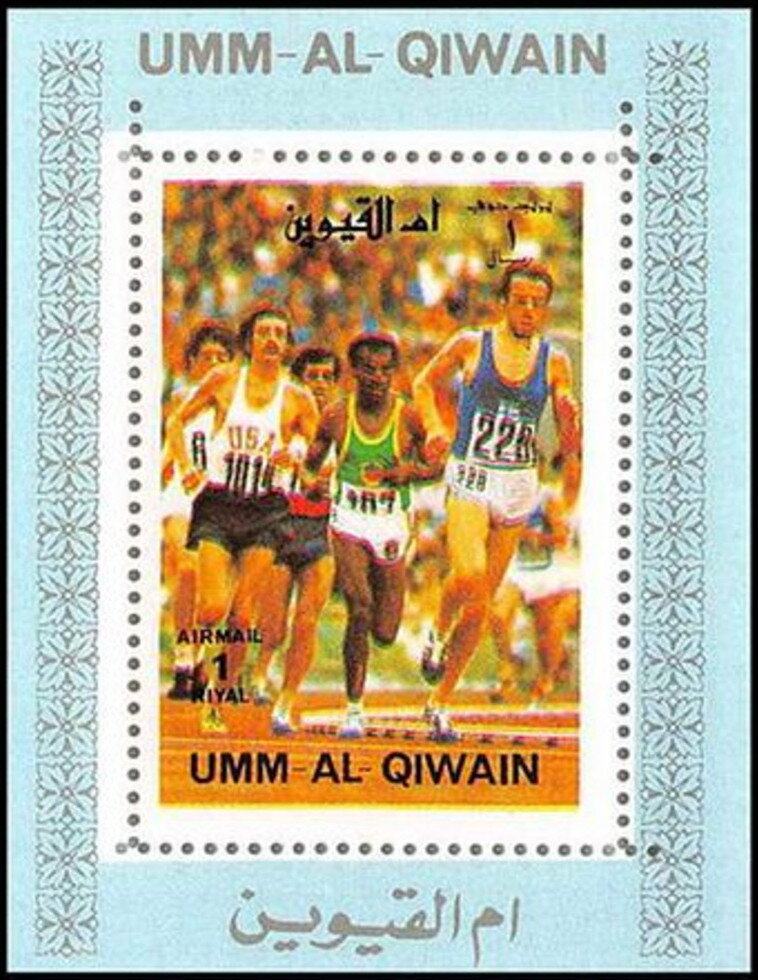
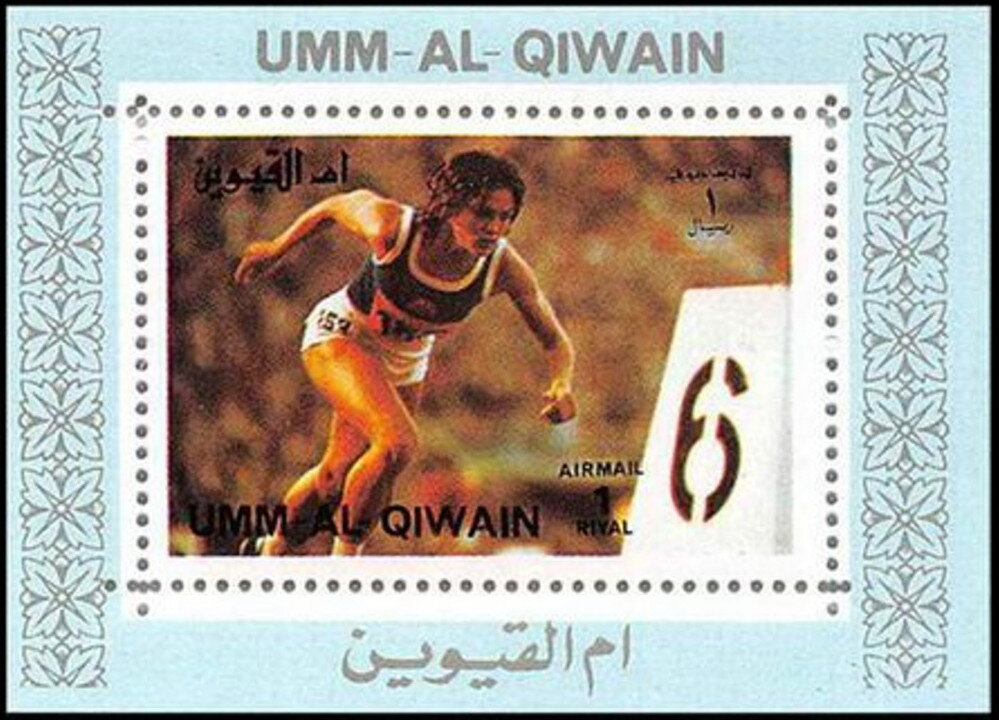
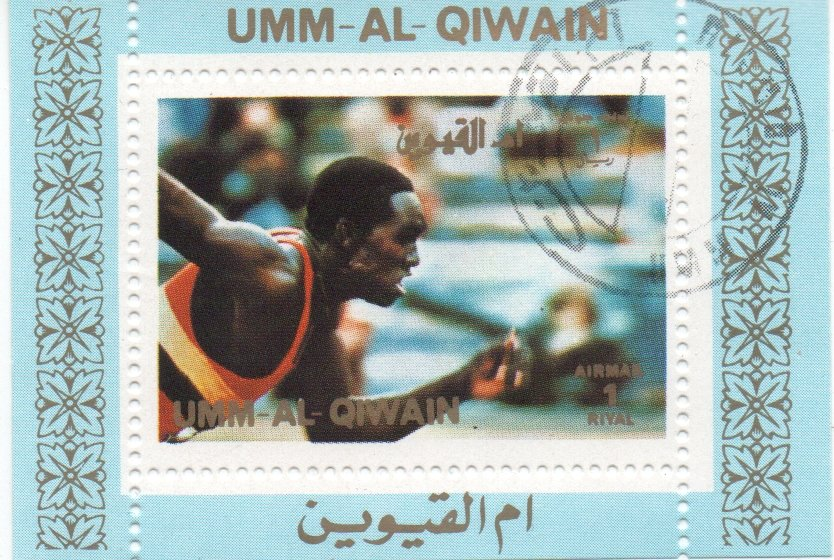
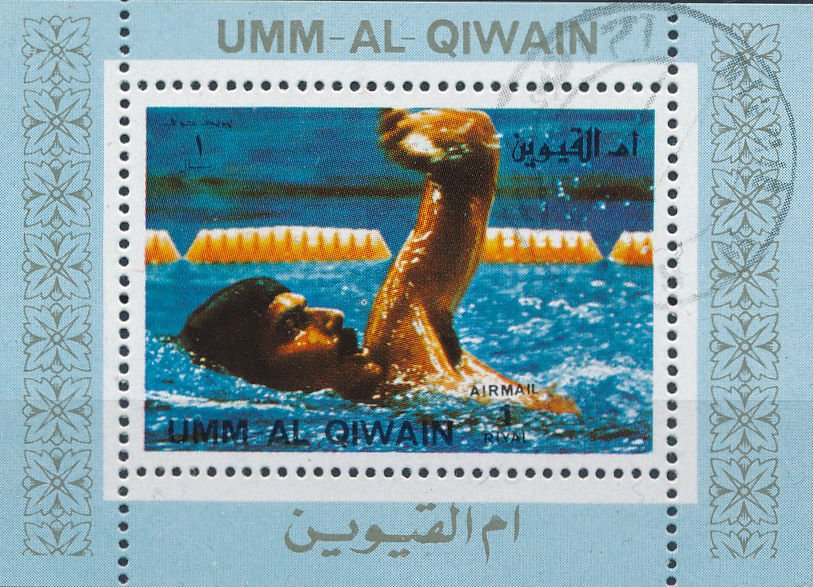
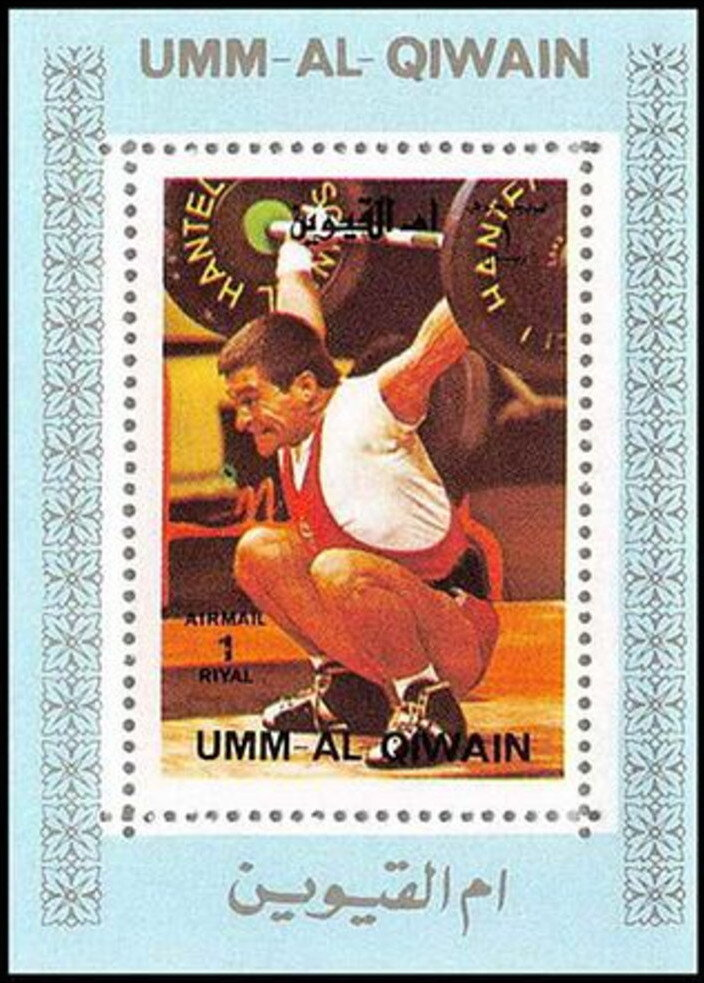

كما توفر على شكل بطاقات مخرمة بحاشية زرقاء:
كما توفر على شكل طوابع غير مخرمة:
وهذه صور الطوابع:

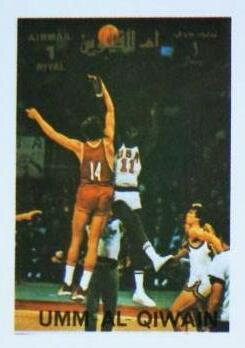
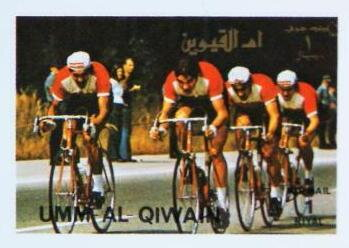
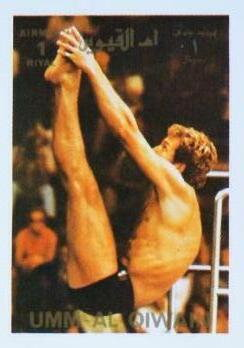
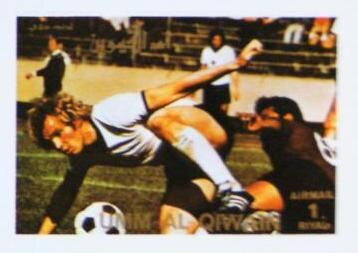
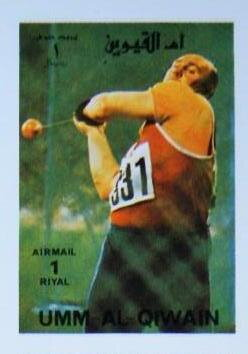
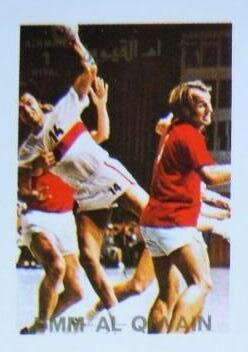
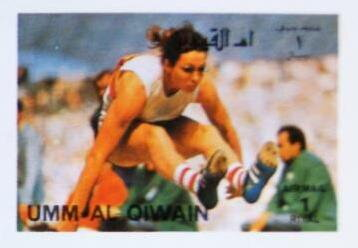
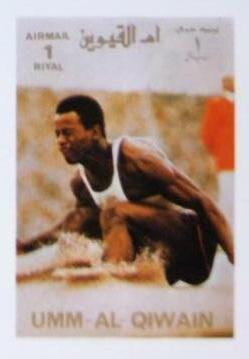
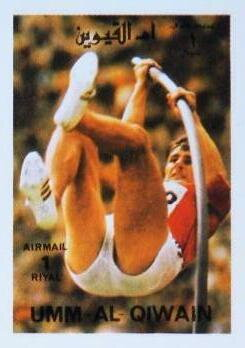
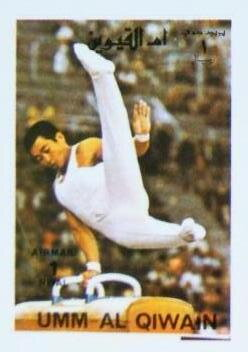
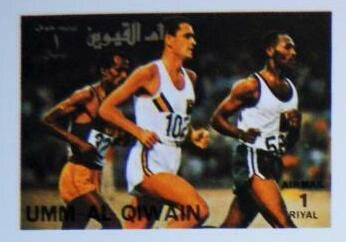
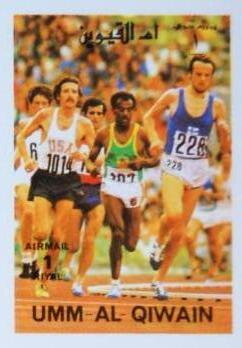
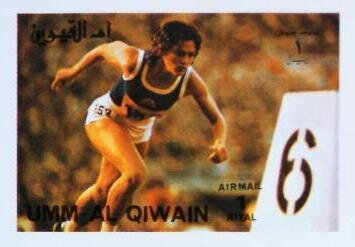
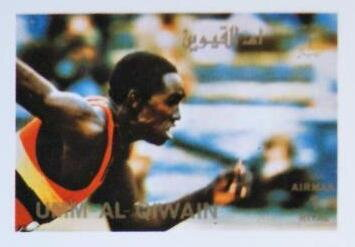
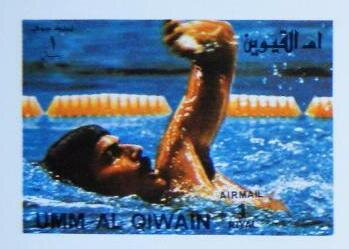
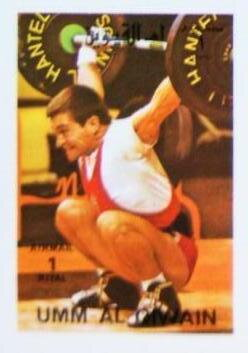

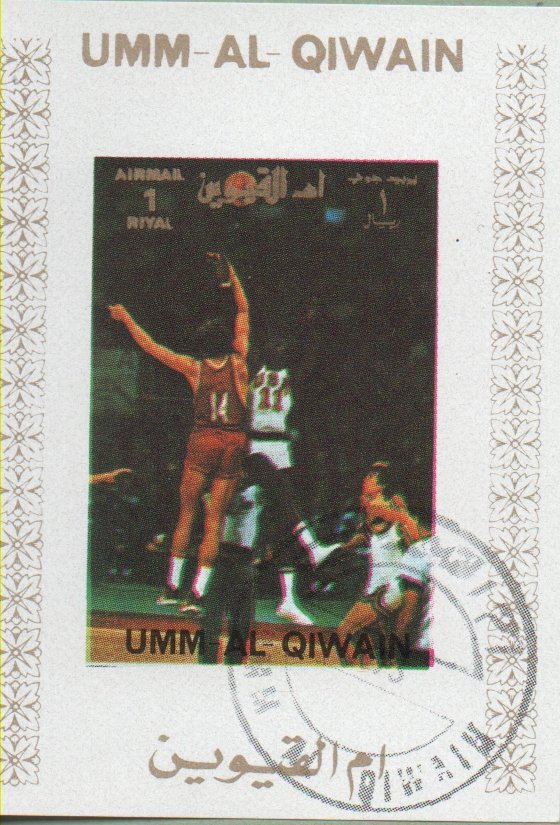
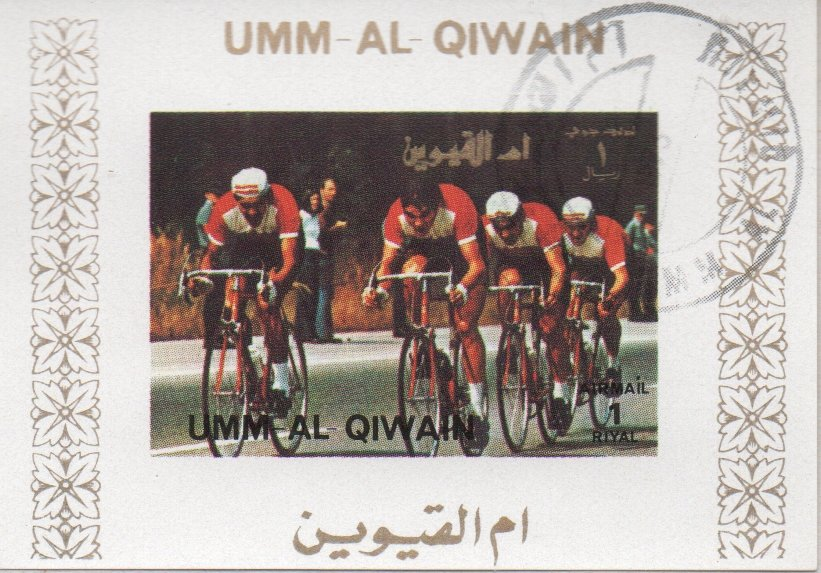
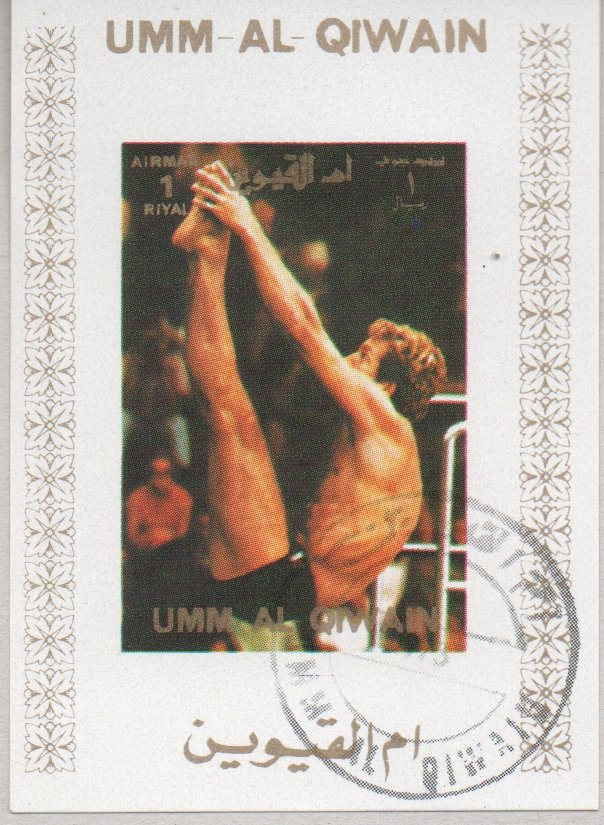
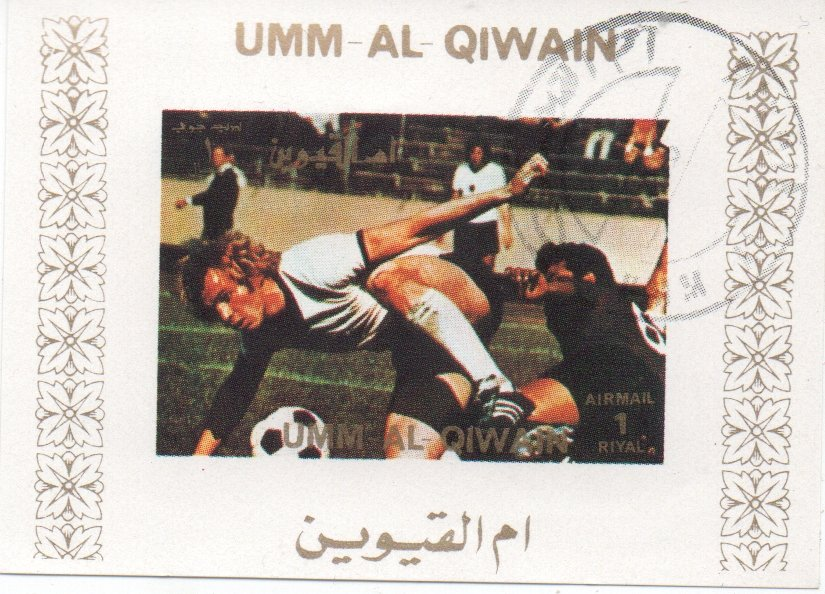
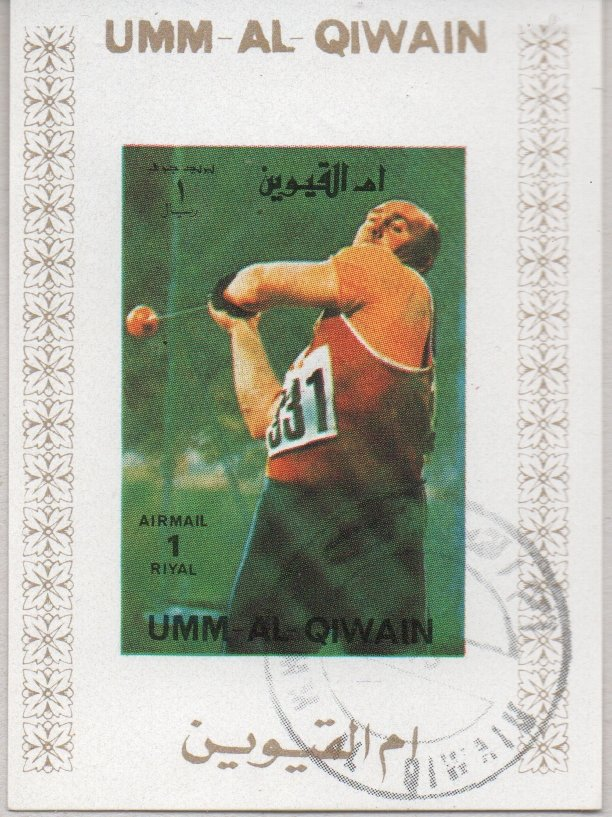
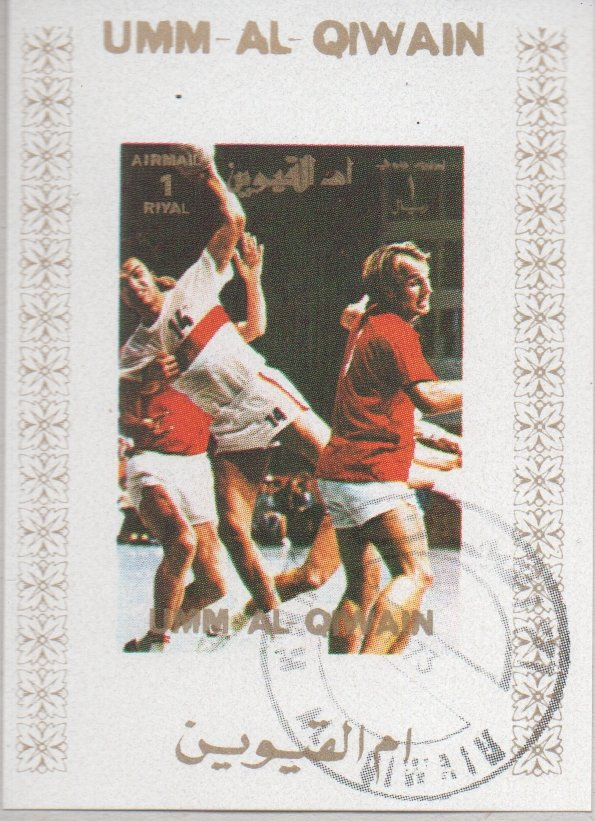
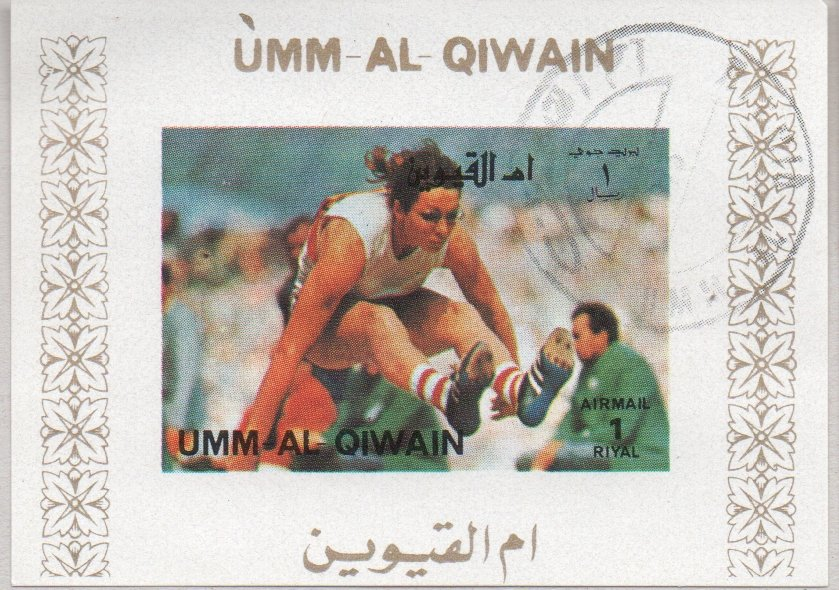
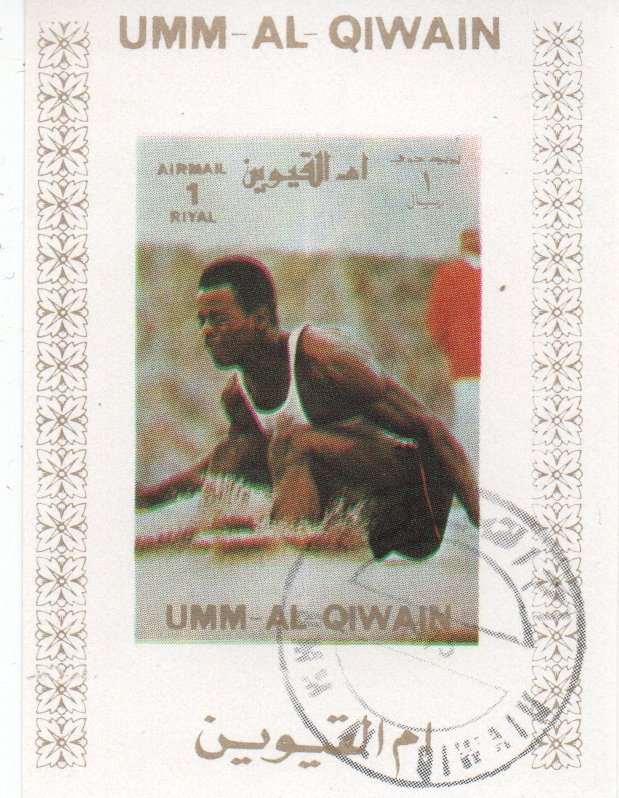
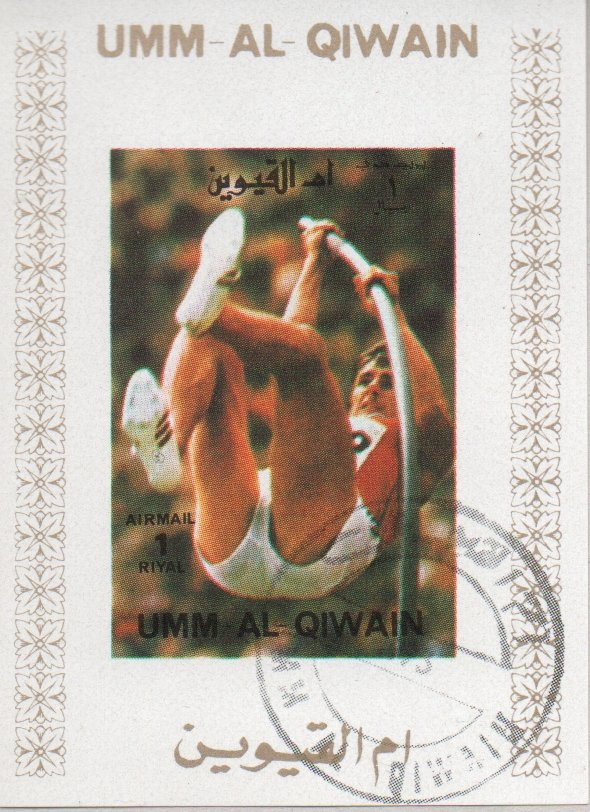
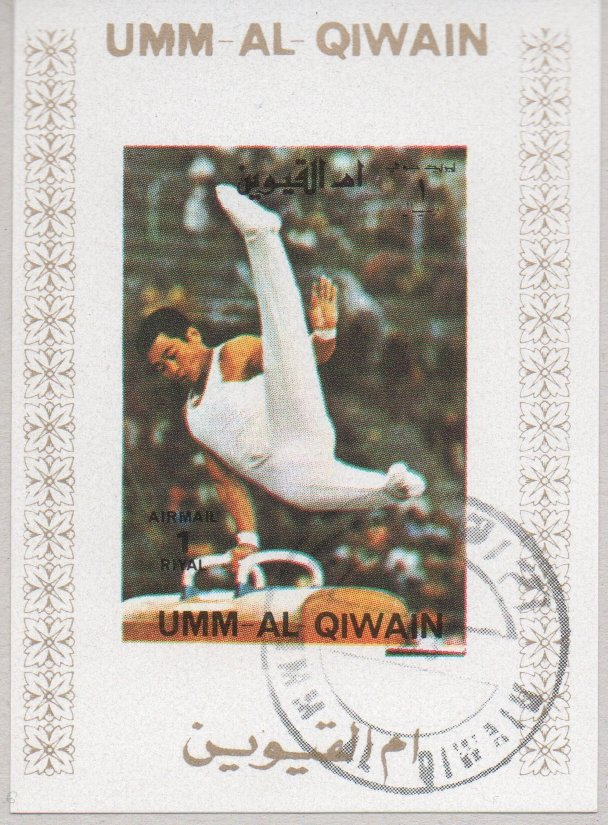
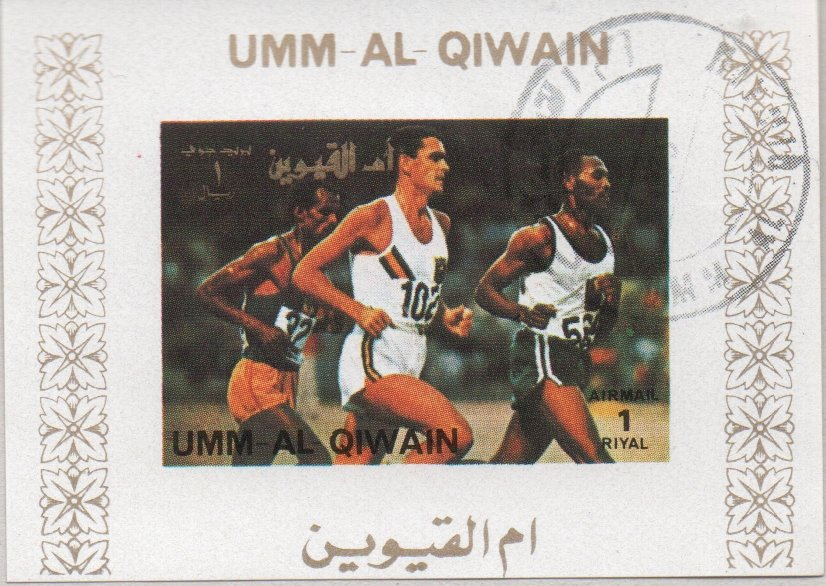
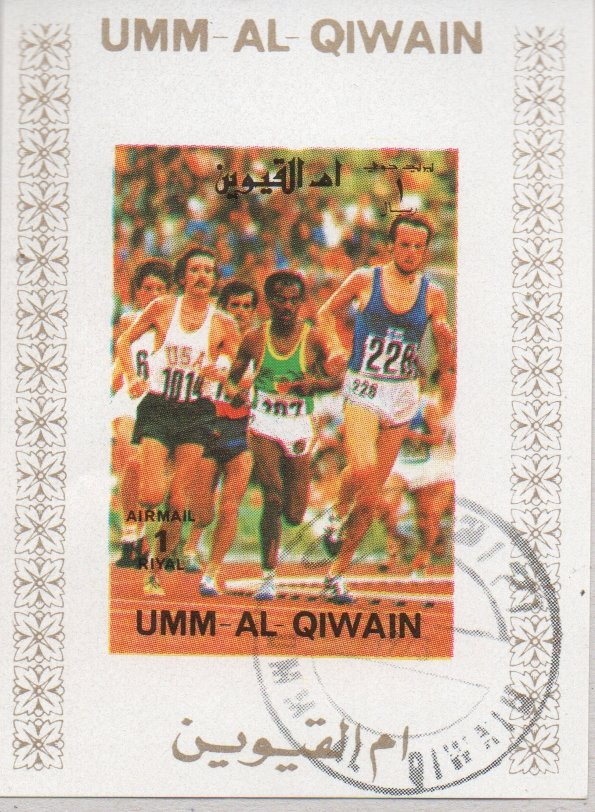
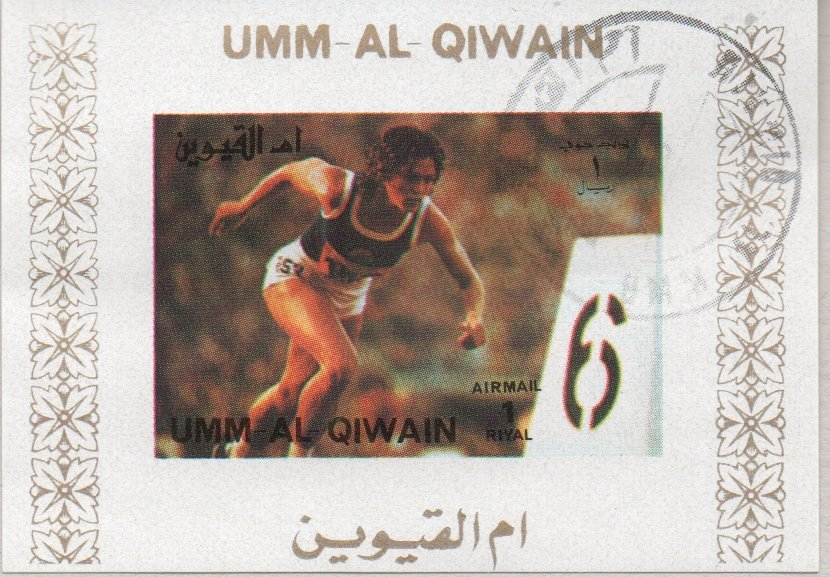
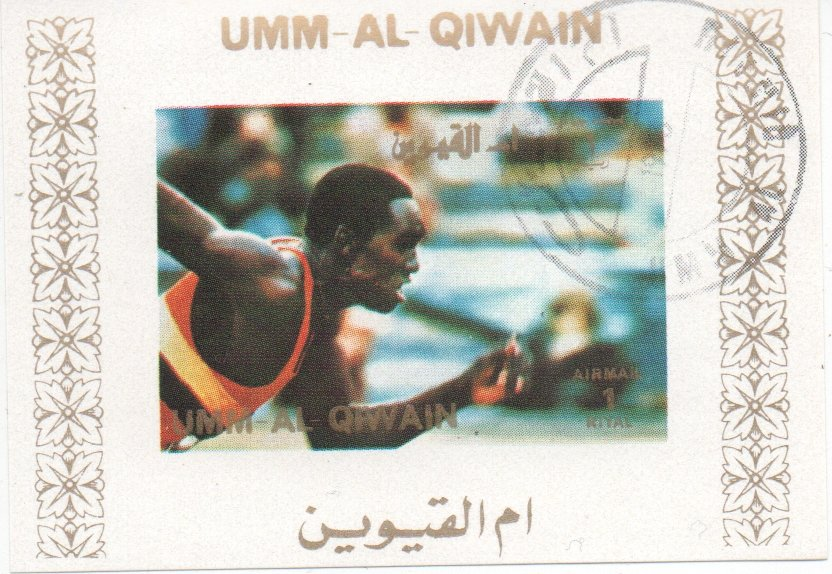
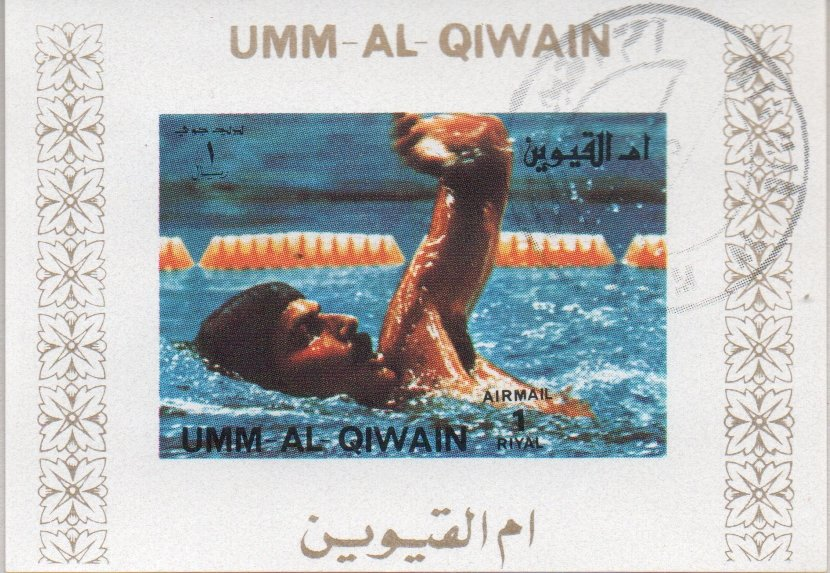
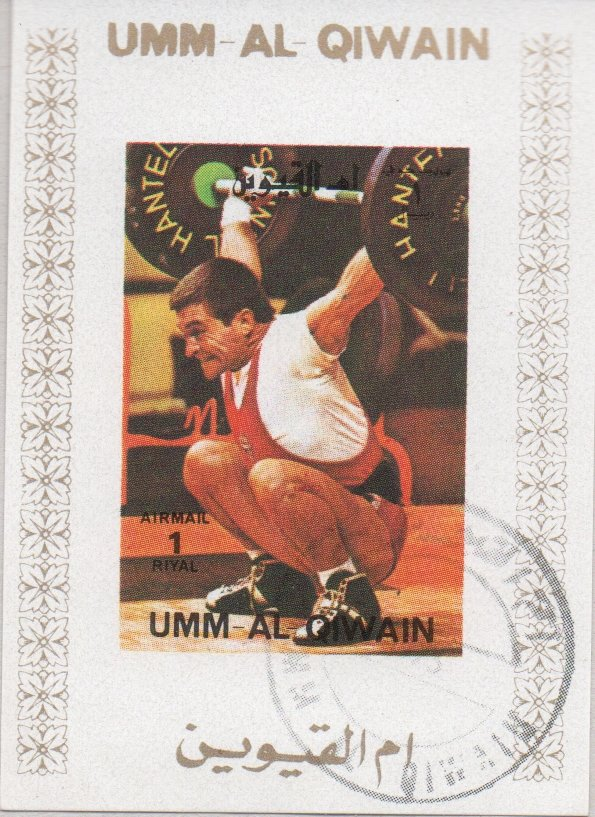

كما توفرت على شكل بطاقات بحاشية بيضاء:

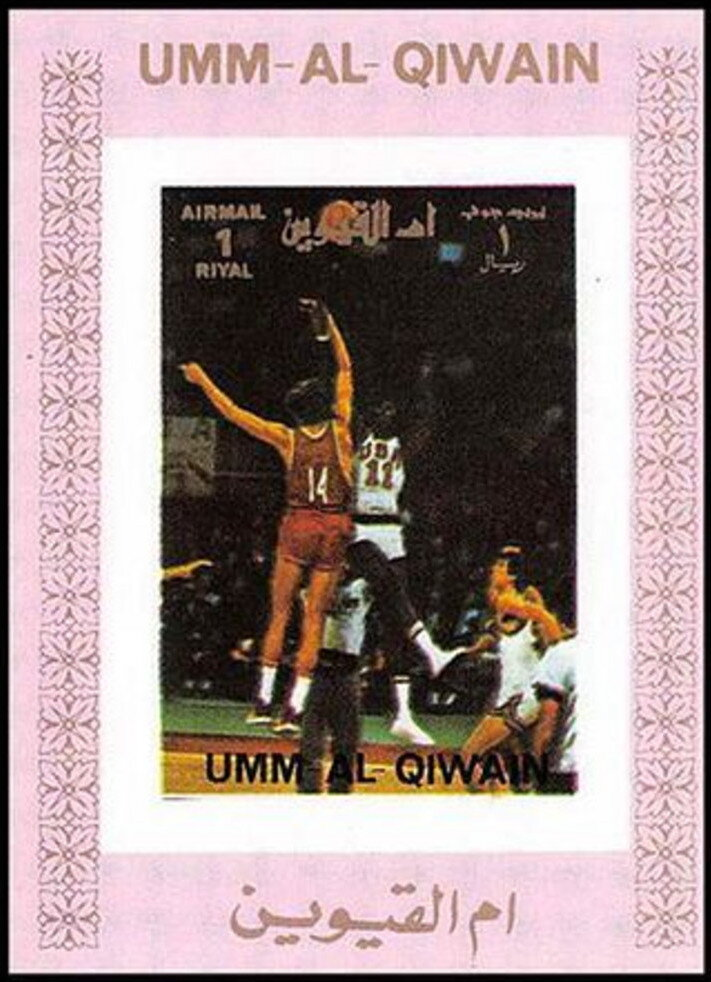
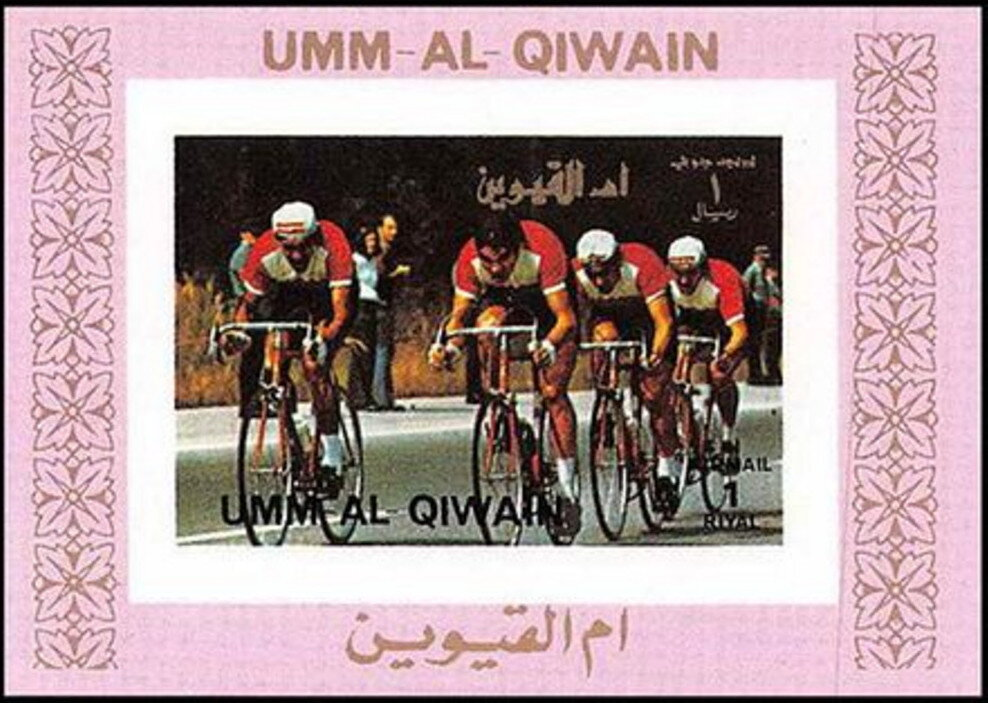
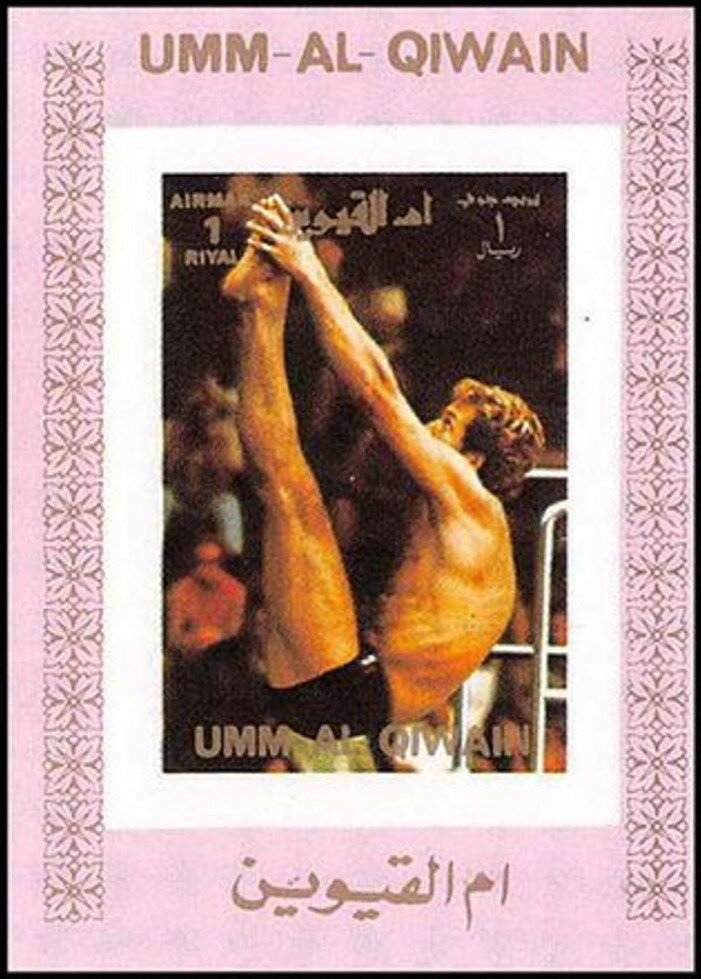
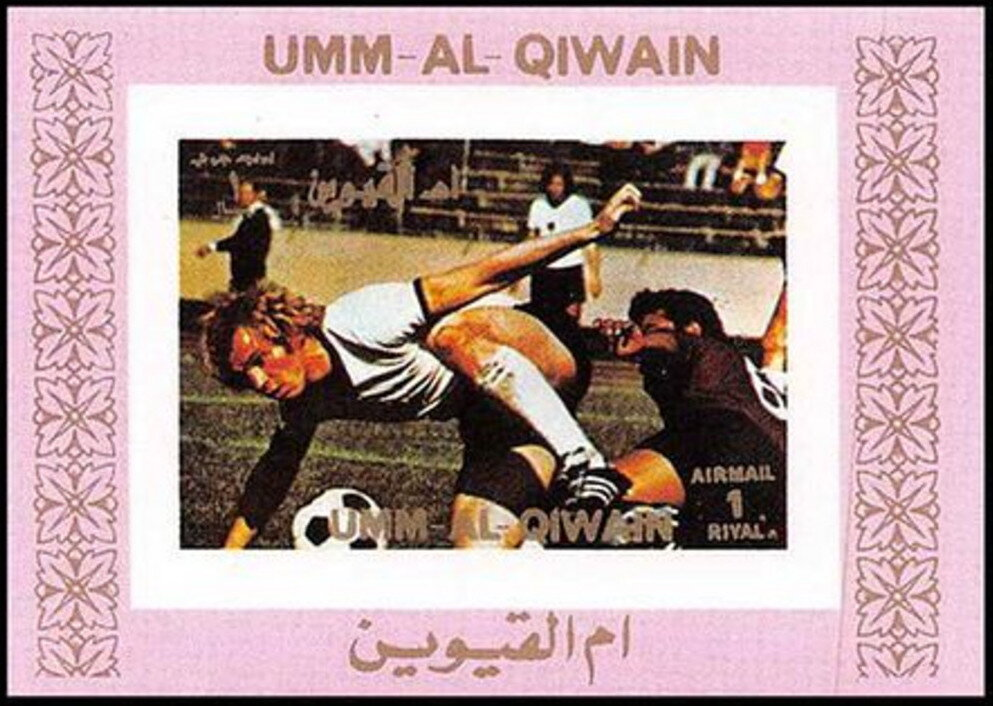
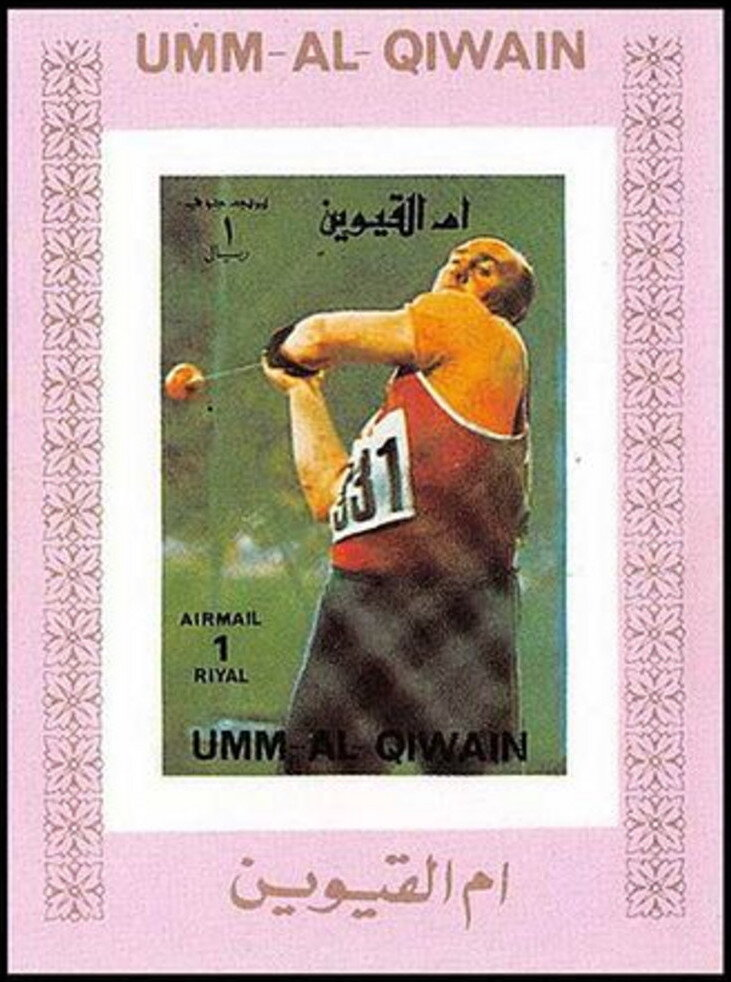
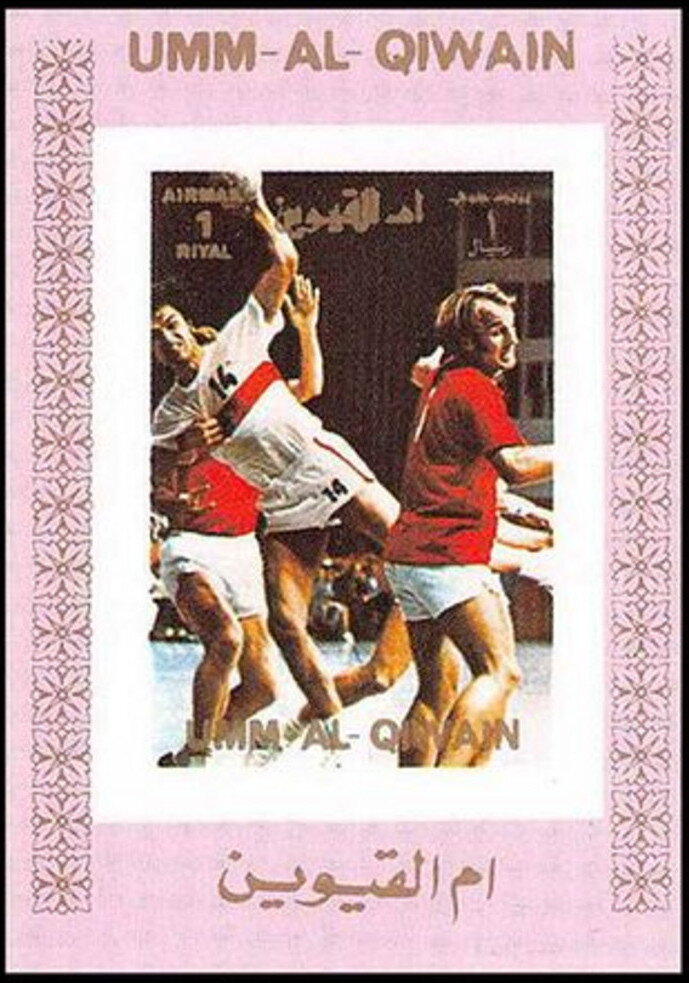
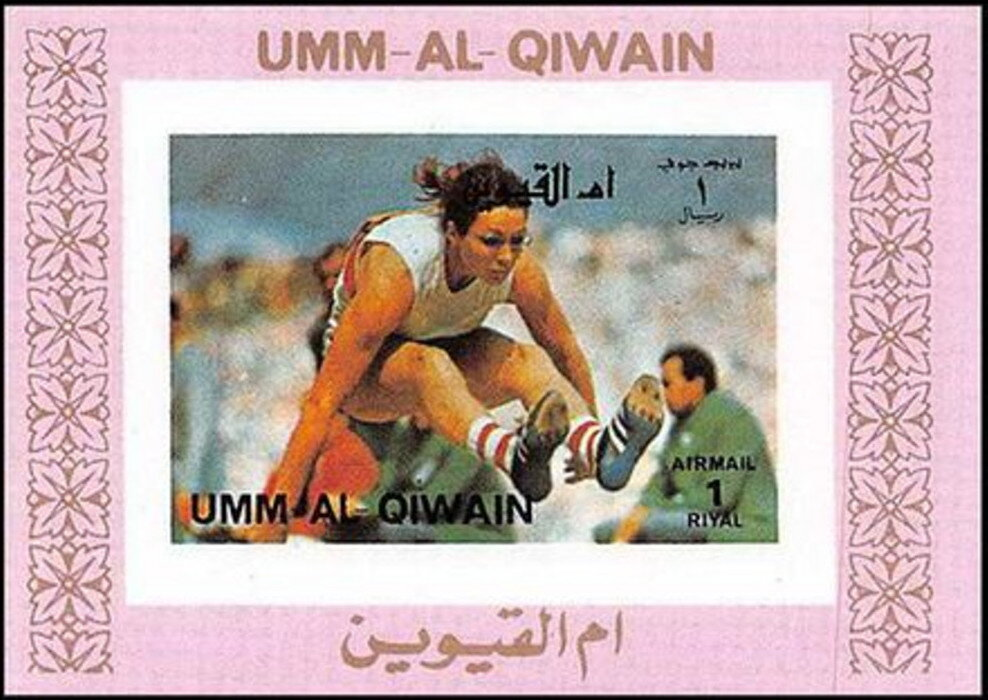
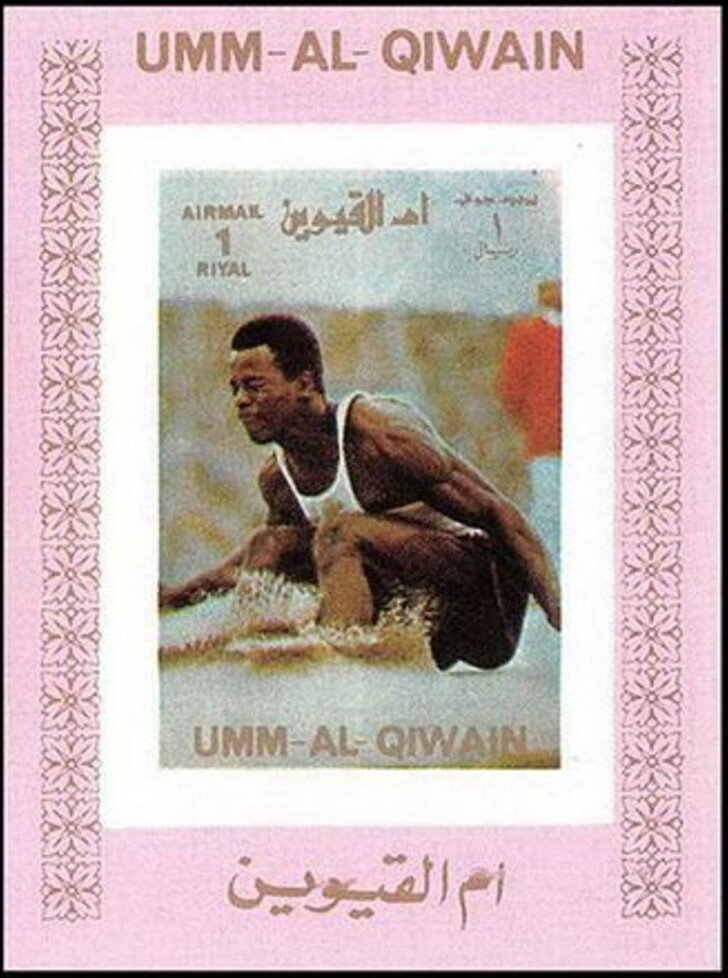
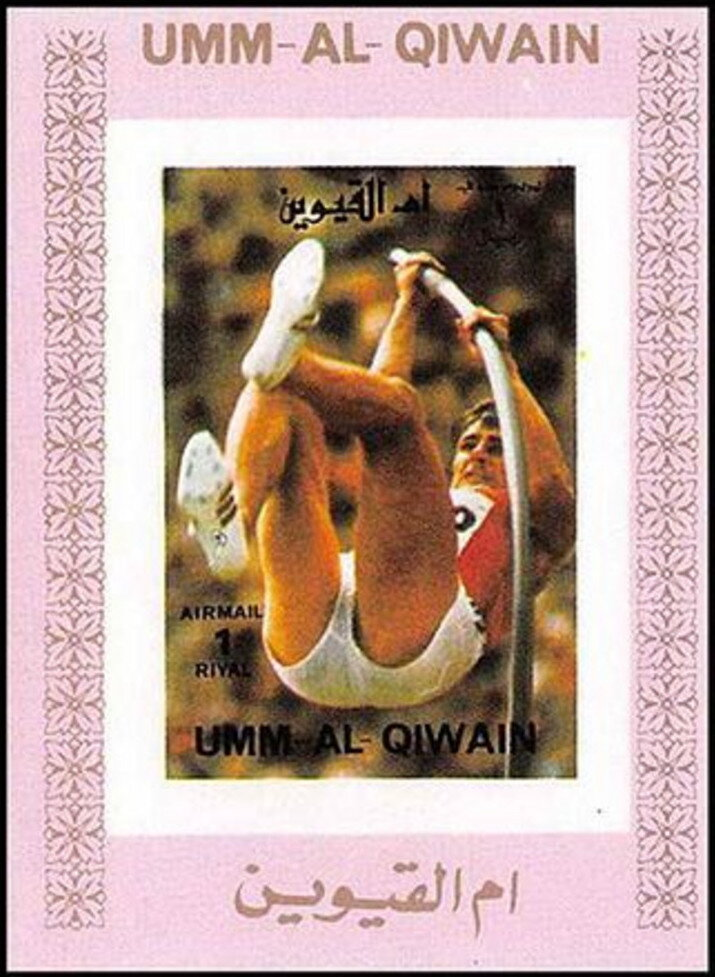
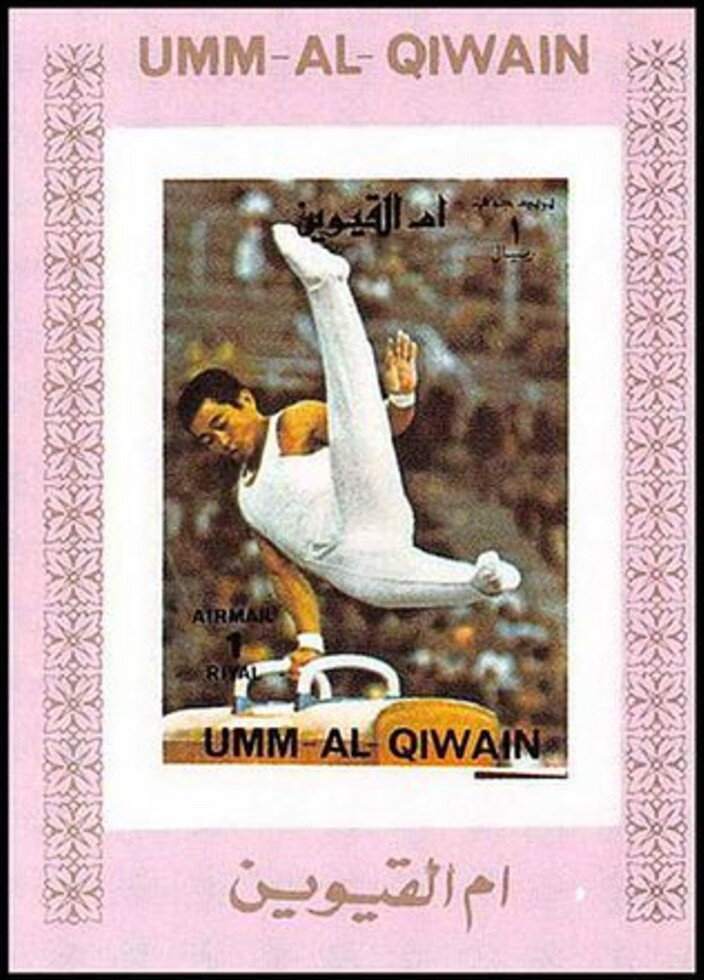
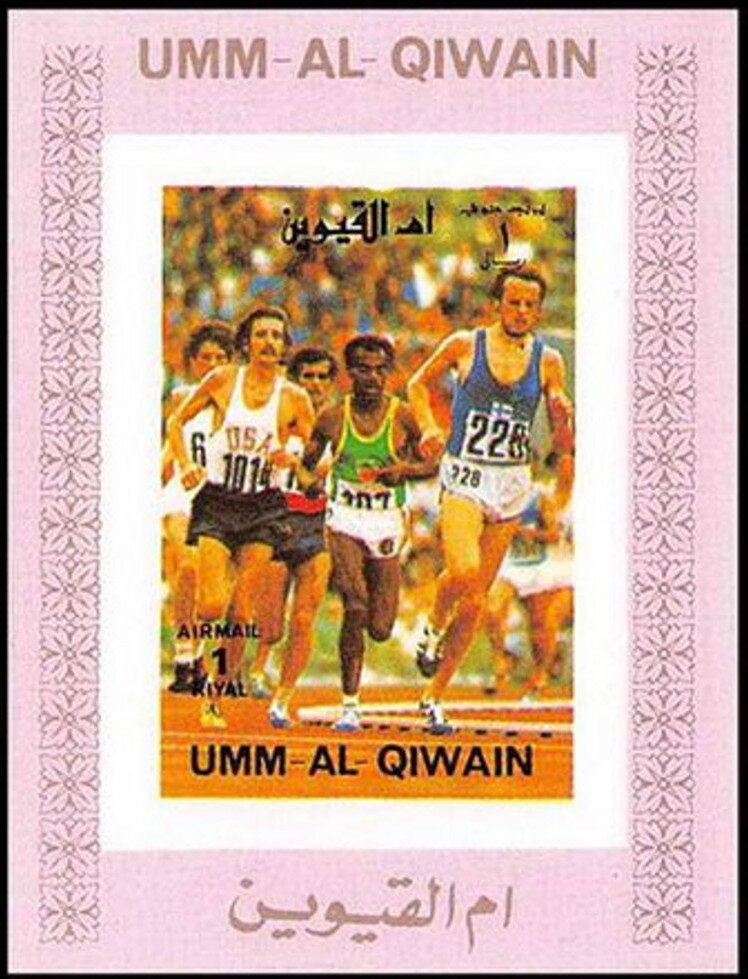
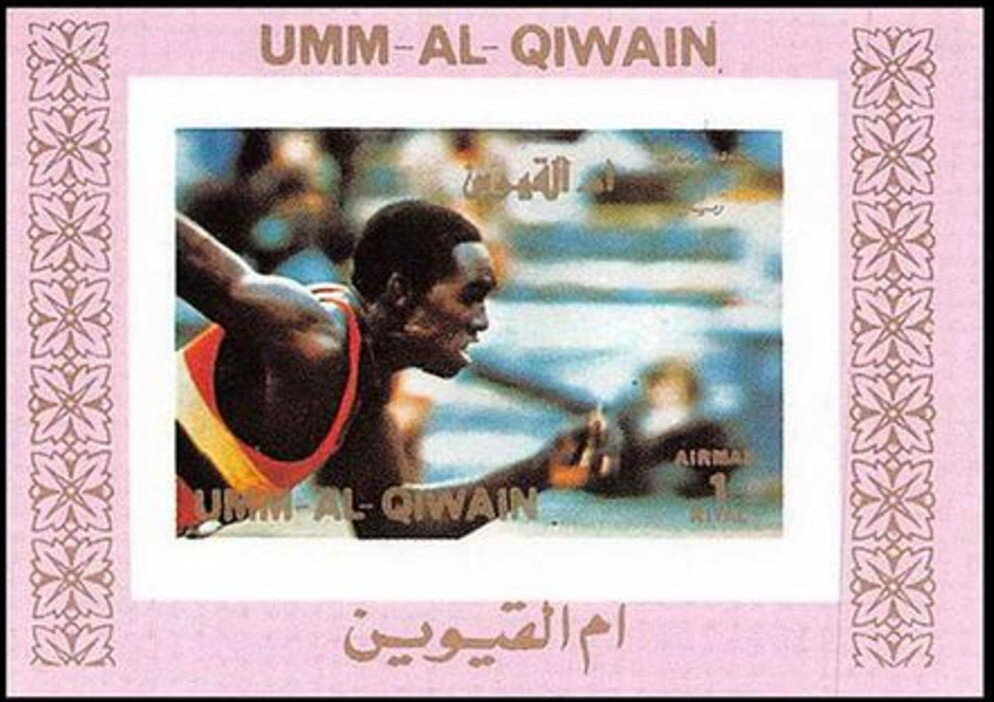
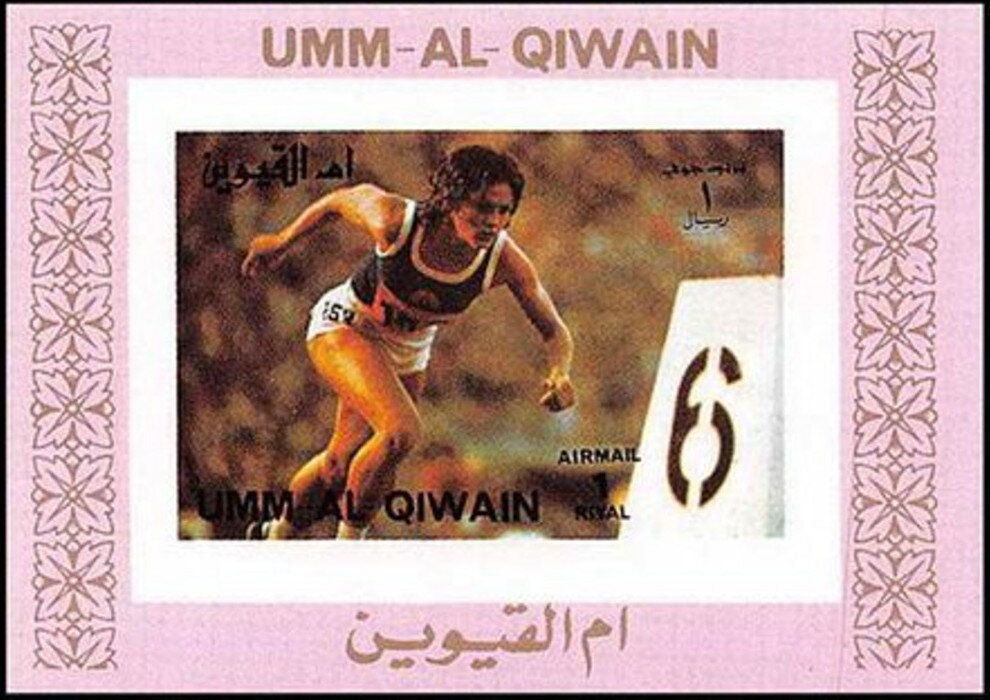
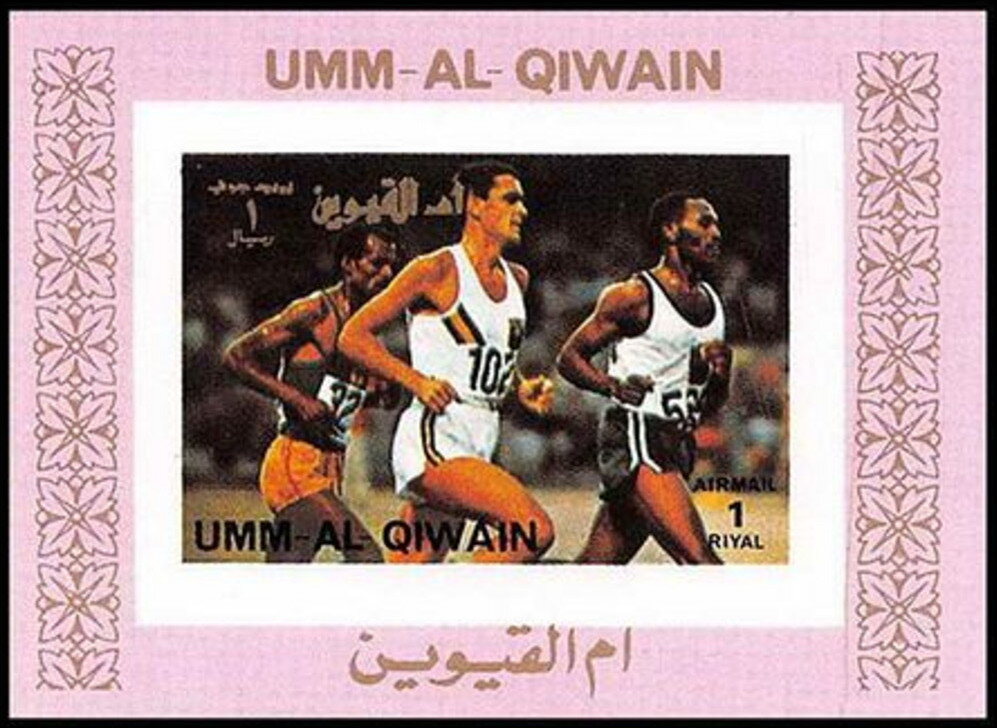
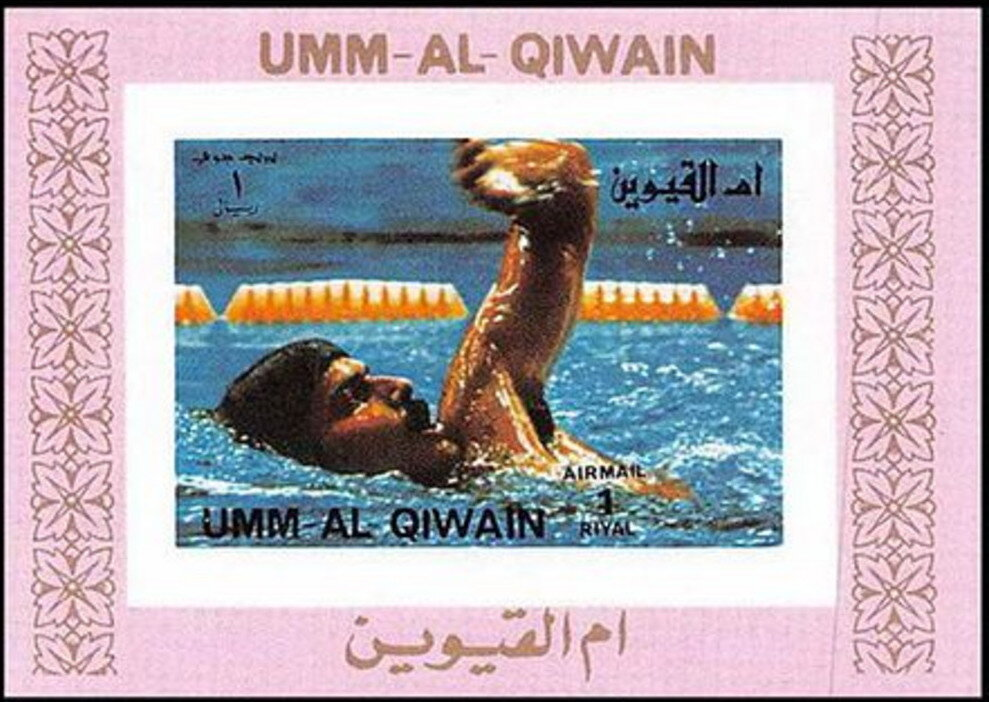
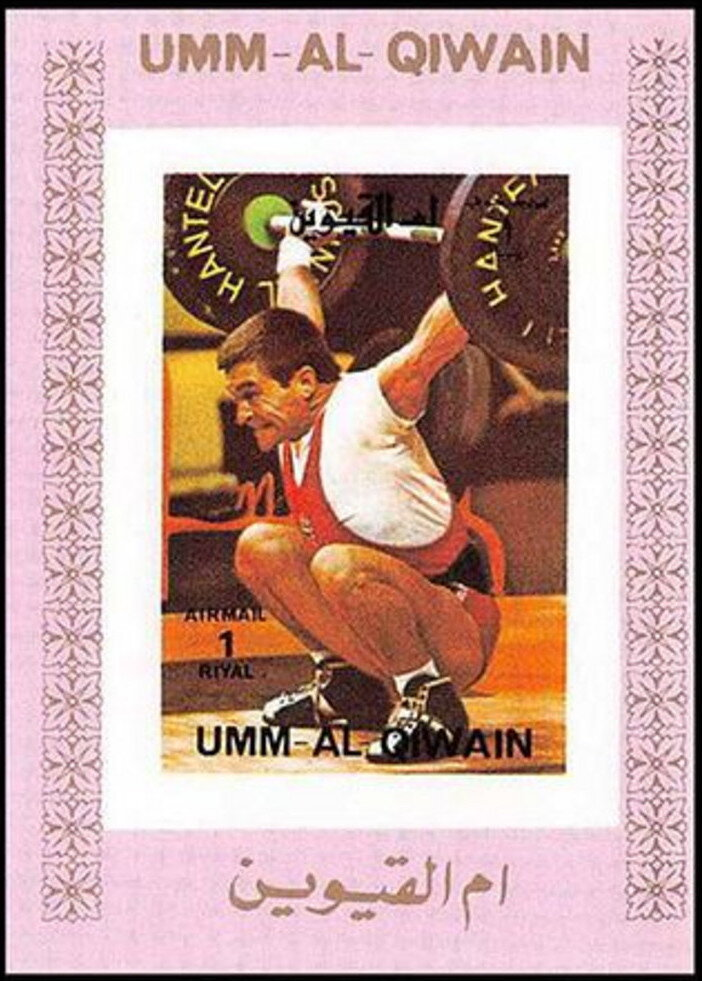

كما توفرت على شكل بطاقات بحاشية وردية:

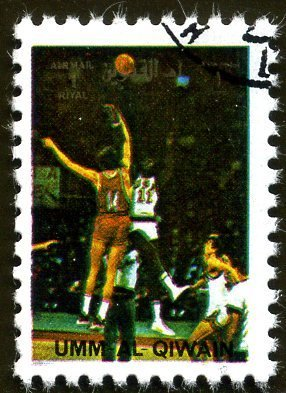
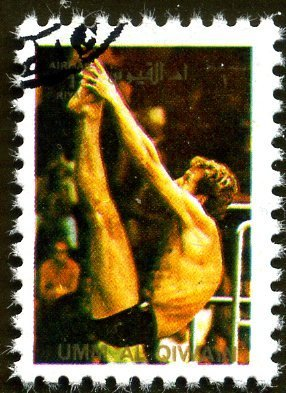
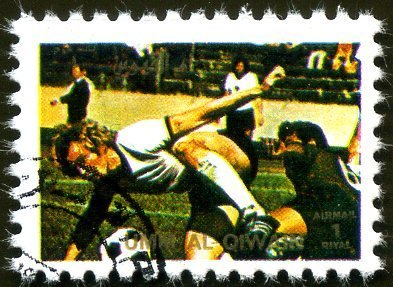
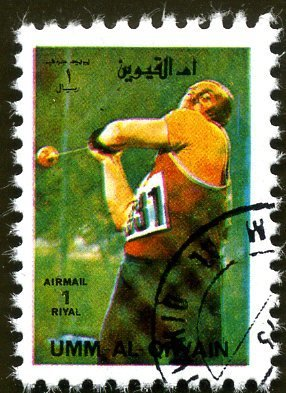
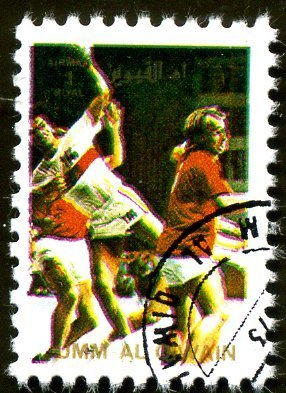
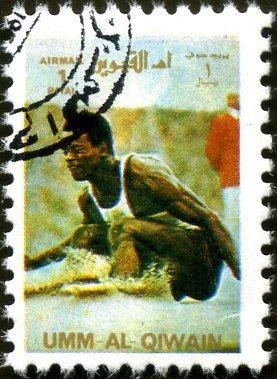
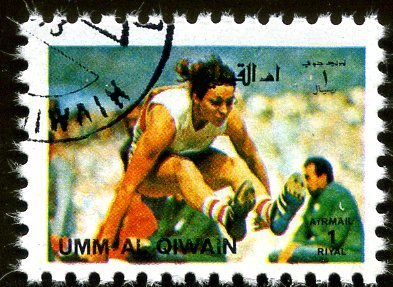
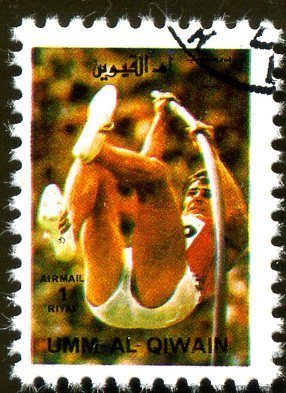
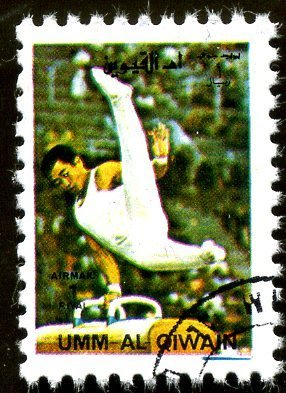
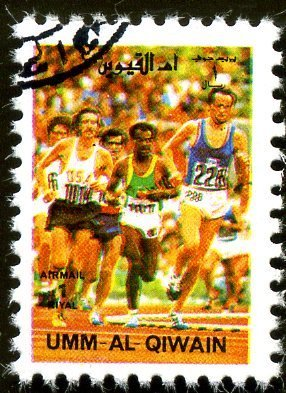
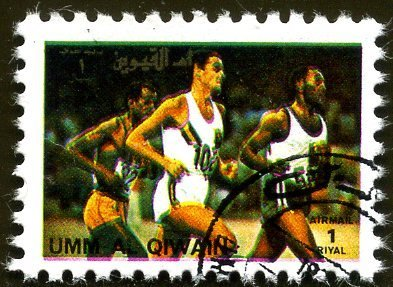
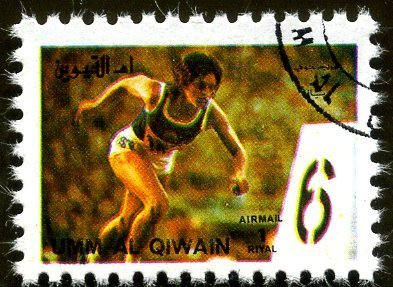
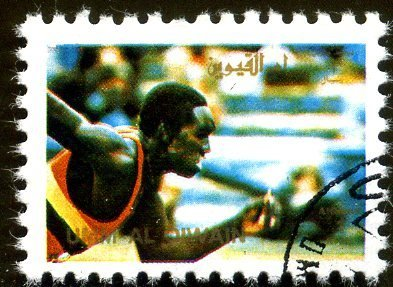
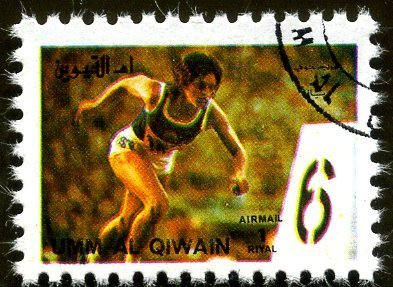
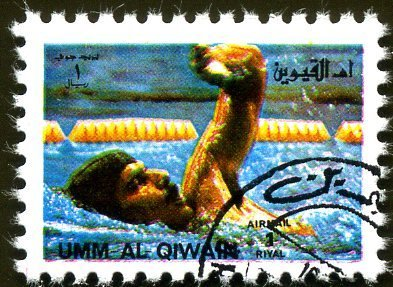
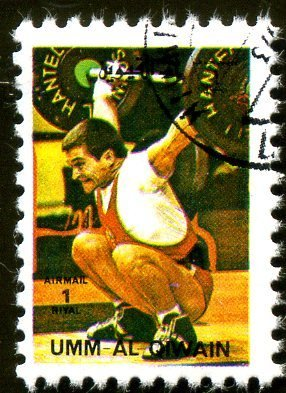

وكذلك الإصدار الأصغر حجما:

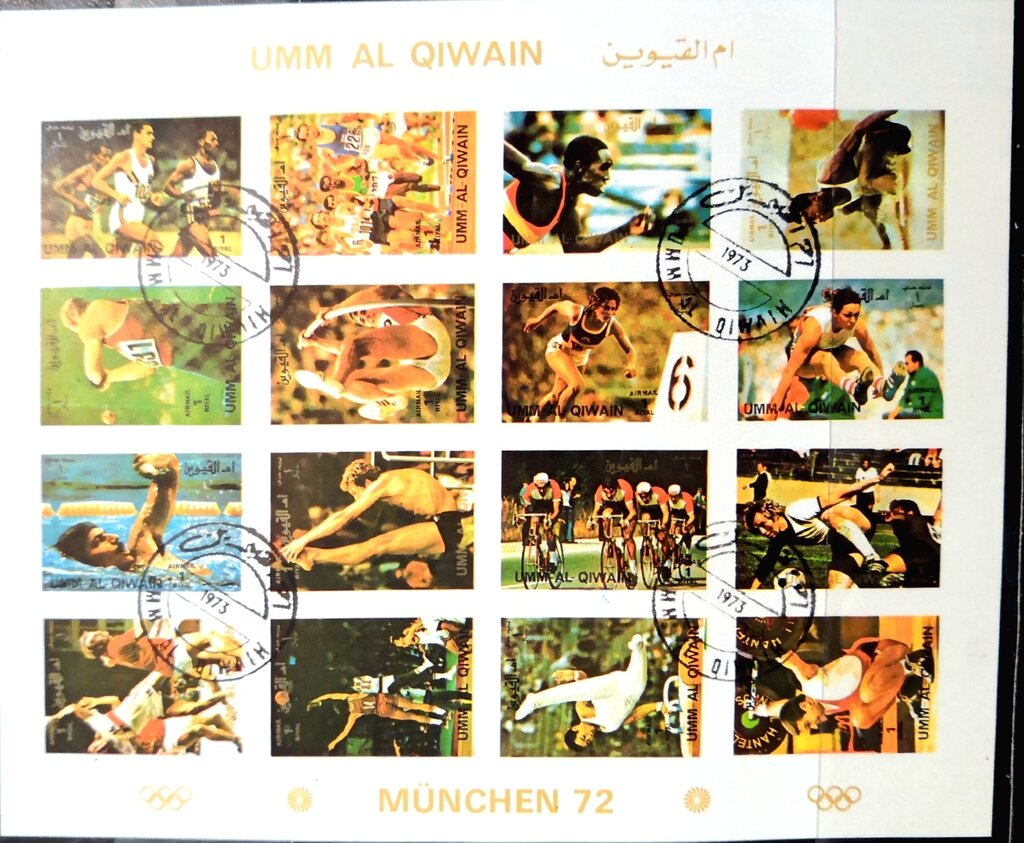
بطاقة صغيرة غير مخرمة

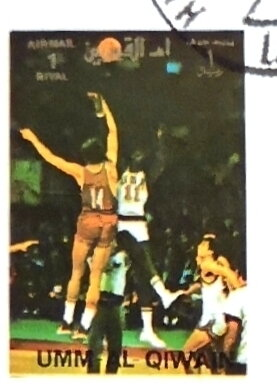
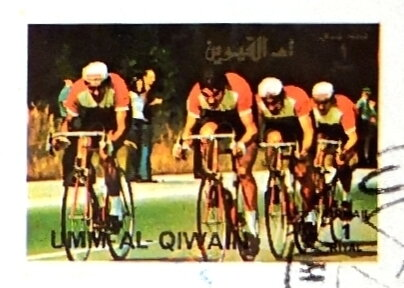
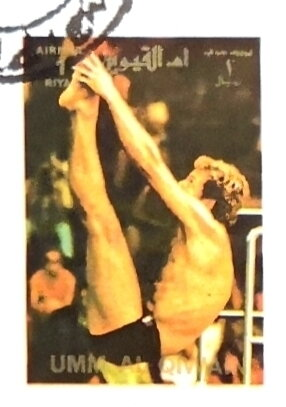
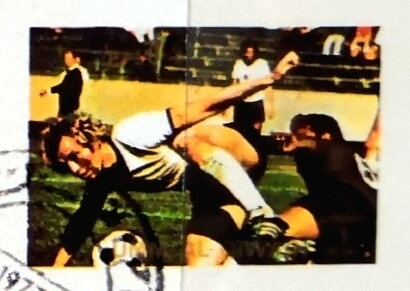
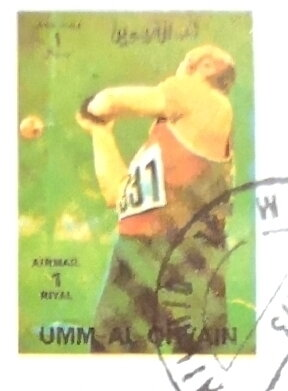
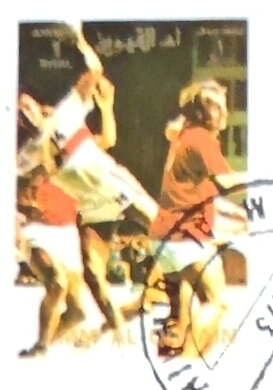
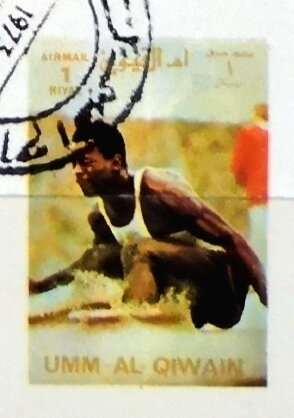
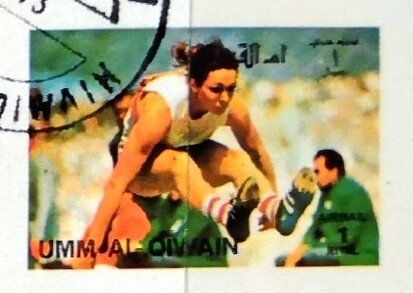
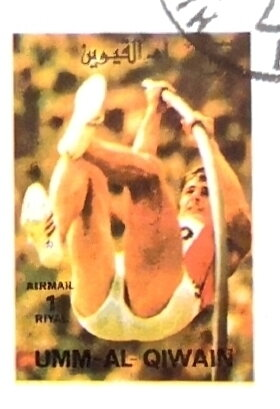
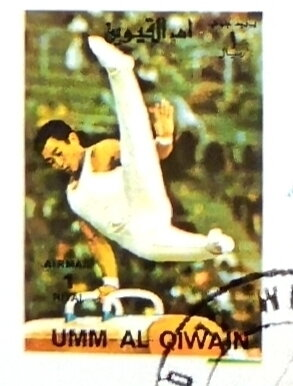
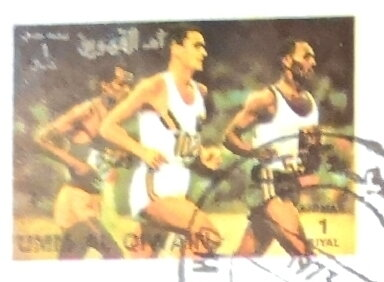
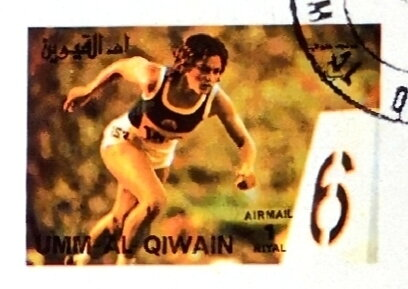
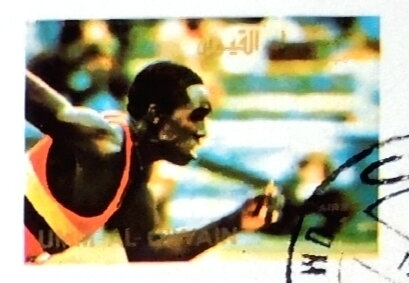
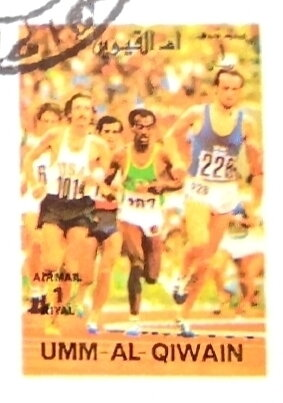
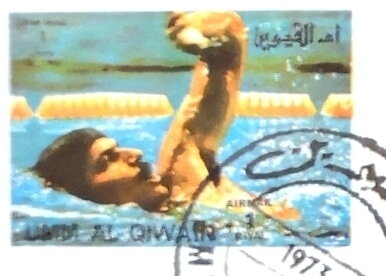
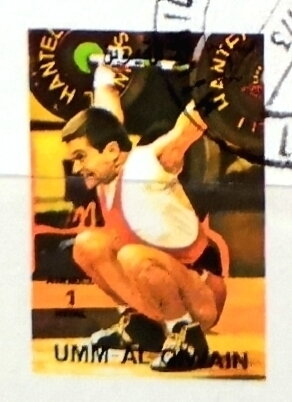

وهذه صور الطوابع:
وكذلك الإصدار الأصغر حجما غير المخرم:
وهذه صور الطوابع غير المخرمة:

### إصدار ورقتي طوابع لوحات المسيح (المجموعة الأولى)
أصدرت ورقتا طوابع صغيرتان تظهر عليها لوحة تصور السيد المسيح، ضمت كل واحدة 16 طابعا، كانت إحدى ورقتي الطوابع أكبر من الثانية. وقد كانت قيمة كل طابع ريال واحد، وقد كانت مخصصة للبريد الجوي.

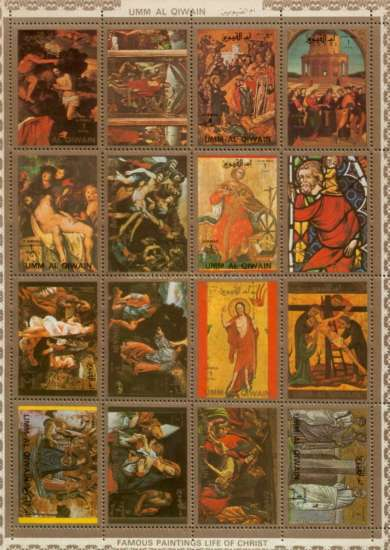
ورقة الطوابع الأكبر حجما بقياس 46 × 33 ملم للطابع

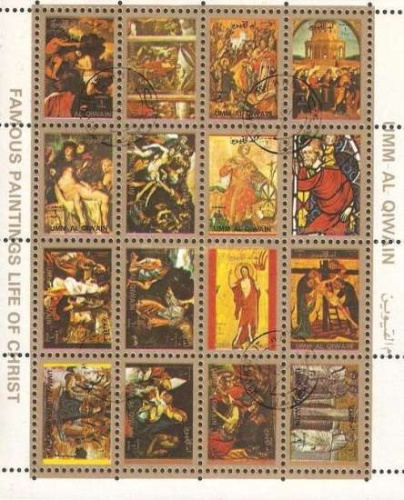
ورقة الطوابع الأصغر حجما بقياس 22 × 17 ملم للطابع

### إصدار ورقتي طوابع الحيوانات (المجموعة الأولى)
أصدرت ورقتا طوابع صغيرتان تظهر عليها صور حيوانات مختلفة، ضمت كل واحدة 16 طابعا، كانت إحدى ورقتي الطوابع أكبر من الثانية. وقد كانت قيمة كل طابع ريال واحد، وقد كانت مخصصة للبريد الجوي.

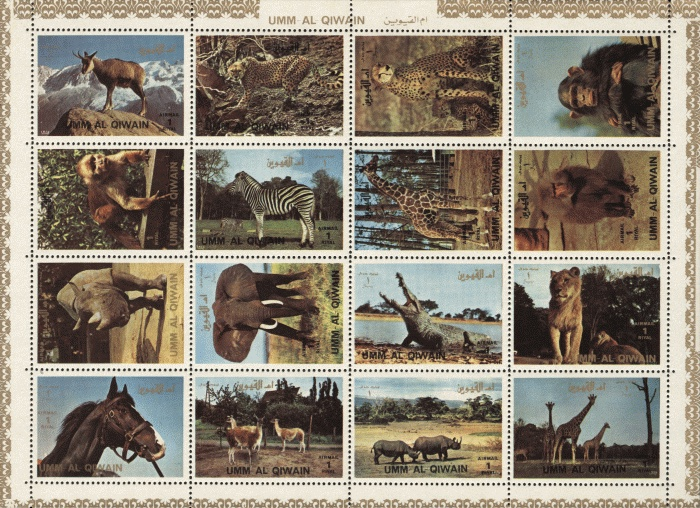
ورقة الطوابع الأكبر حجما بقياس 46 × 33 ملم للطابع، أما قياس ورقة الطوابع فقد كانت 205 × 148 ملم

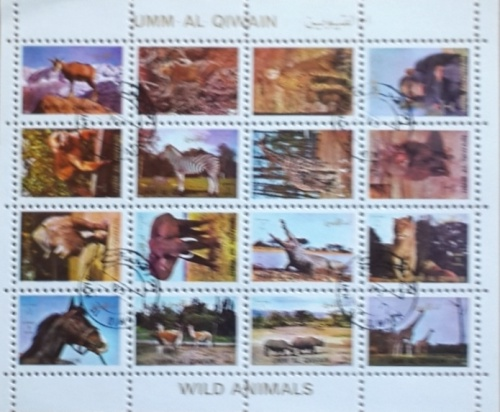
ورقة الطوابع الأصغر حجما بقياس 22 × 17 ملم للطابع

### إصدار ورقتي طوابع الزهور (المجموعة الأولى)
أصدرت ورقتا طوابع صغيرتان تظهر عليها صور زهور مختلفة، ضمت كل واحدة 16 طابعا، كانت إحدى ورقتي الطوابع أكبر من الثانية، وقد كانت قيمة كل طابع ريال واحد، وقد كانت مخصصة للبريد الجوي.

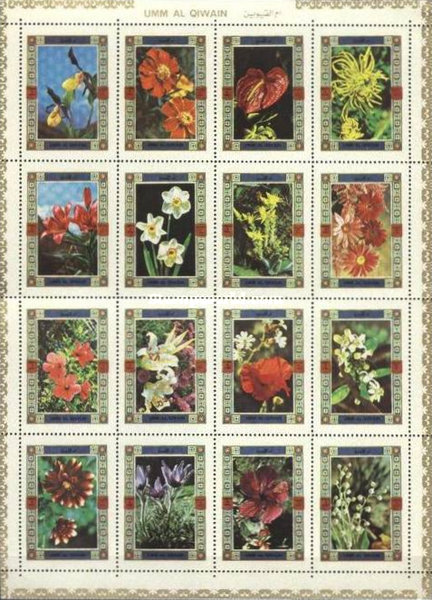
ورقة الطوابع الأكبر حجما بقياس 46 × 33 ملم للطابع، أما قياس ورقة الطوابع فقد كانت 205 × 148 ملم

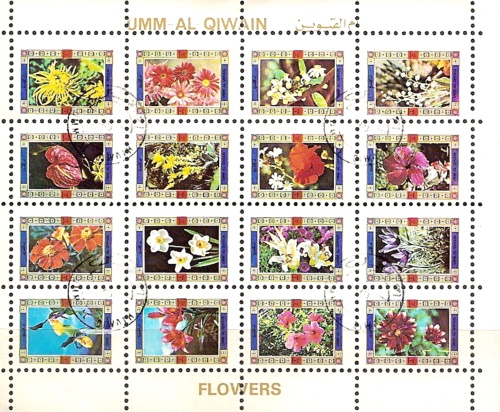
ورقة الطوابع الأصغر حجما بقياس 22 × 17 ملم للطابع

### إصدار ورقتي طوابع تاريخ رحلات الفضاء
أصدرت ورقتا طوابع صغيرتان تظهر عليها صور تعبر عن تاريخ رحلات الفضاء، ضمت كل واحدة 16 طابعا، كانت إحدى ورقتي الطوابع أكبر من الثانية. وقد كانت قيمة كل طابع ريال واحد، وقد كانت مخصصة للبريد الجوي.

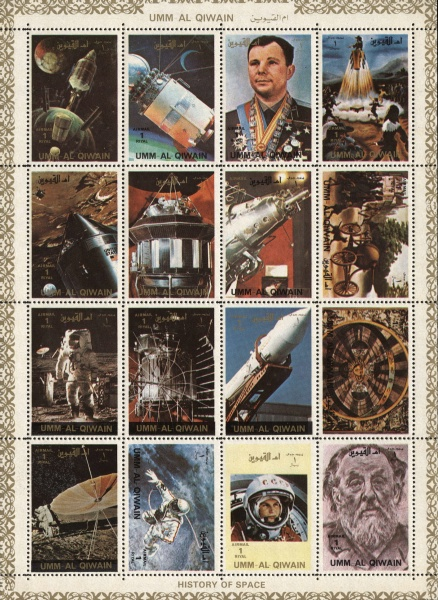
ورقة الطوابع الأكبر حجما بقياس 46 × 33 ملم للطابع، أما قياس ورقة الطوابع فقد كانت 205 × 148 ملم

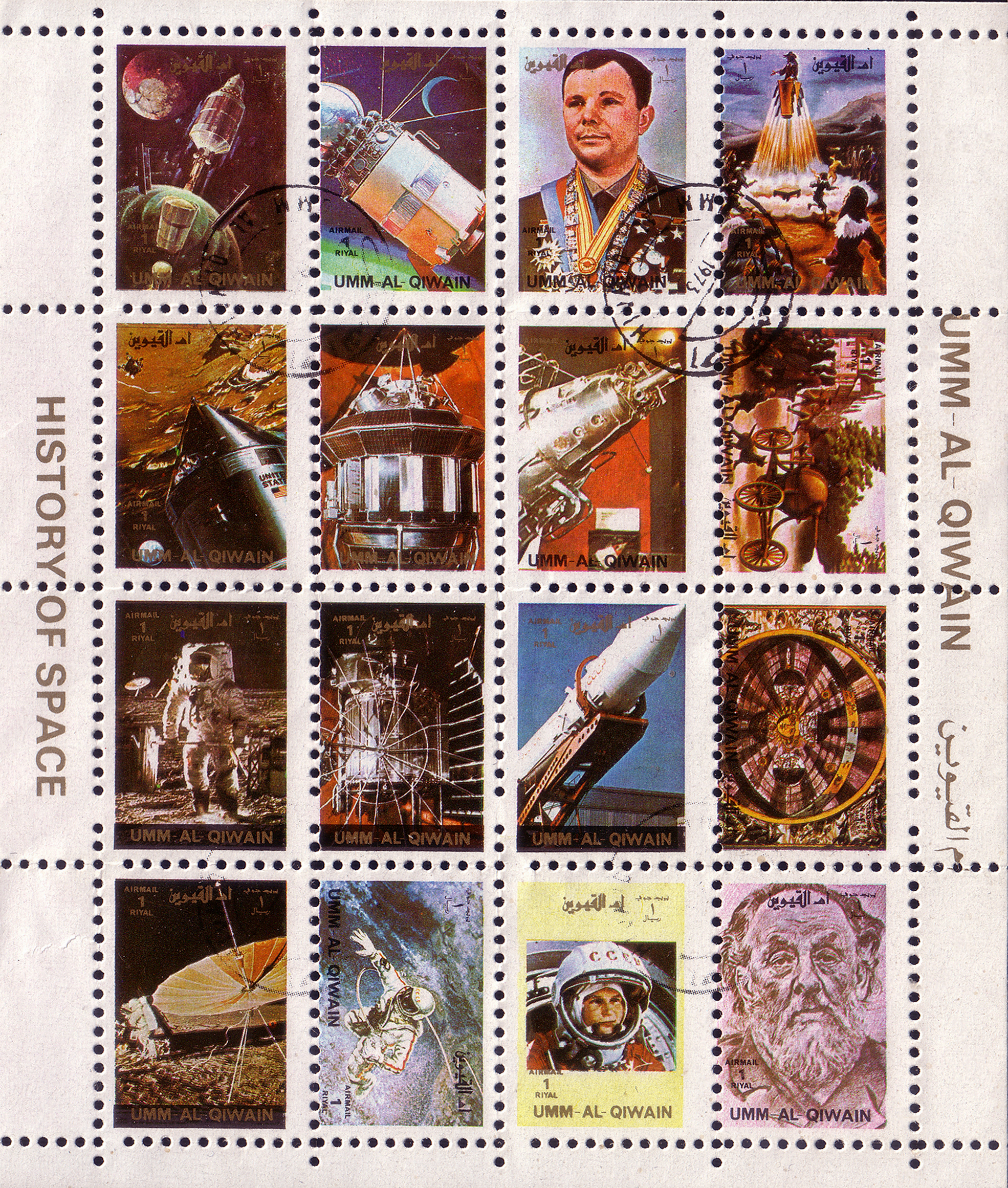
ورقة الطوابع الأصغر حجما بقياس 22 × 17 ملم للطابع

### إصدار ورقتي طوابع تاريخ الألعاب الأولمبية

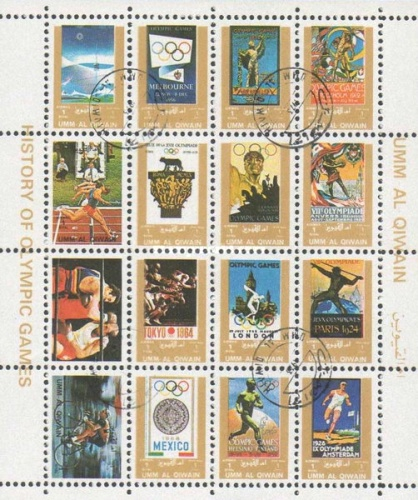
ورقة الطوابع الأصغر حجما بقياس 22 × 17 ملم للطابع

أصدرت ورقتا طوابع صغيرتان تظهر عليها صور عن تاريخ الألعاب الأولمبية، ضمت كل واحدة 16 طابعا، كانت إحدى ورقتي الطوابع أكبر من الثانية. وقد كانت قيمة كل طابع ريال واحد، وقد كانت مخصصة للبريد الجوي.

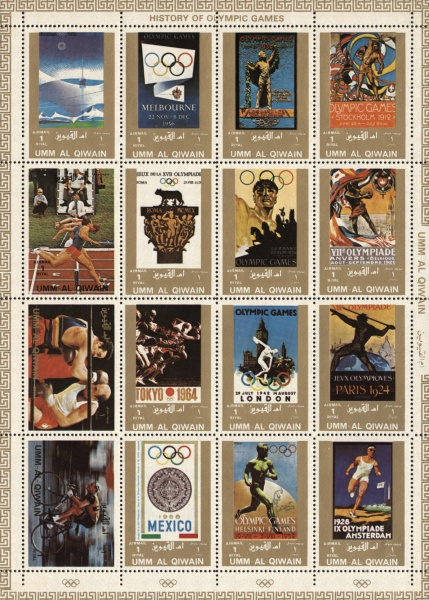
ورقة الطوابع الأكبر حجما بقياس 46 × 33 ملم للطابع، أما قياس ورقة الطوابع فقد كانت 205 × 147 ملم

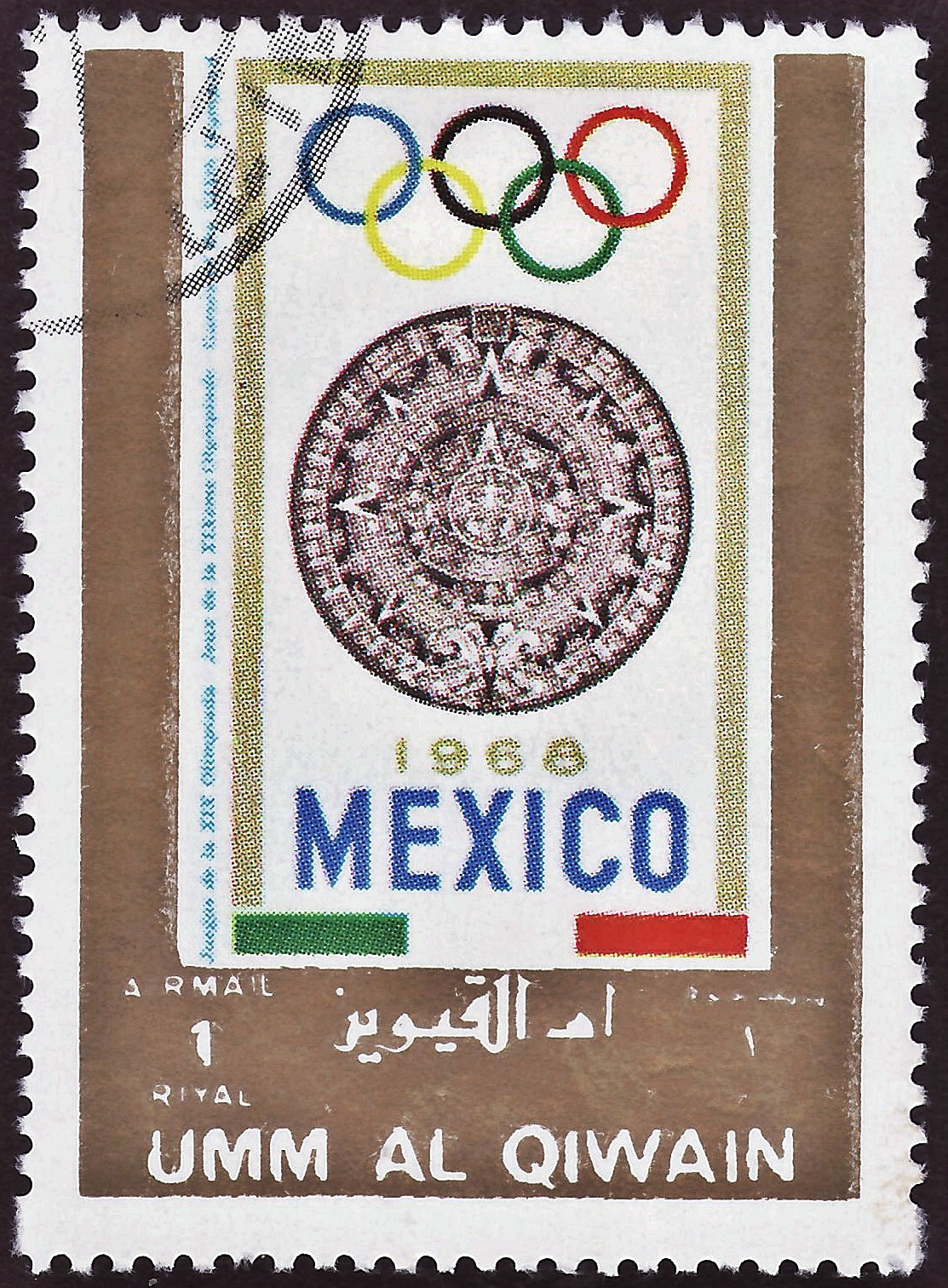
طابع من المجموعة

### إصدار ورقتي طوابع الحيوانات (المجموعة الثانية)
أصدرت ورقتا طوابع صغيرتان تظهر عليها صور حيوانات مختلفة، ضمت كل واحدة 16 طابعا، كانت إحدى ورقتي الطوابع أكبر من الثانية. وقد كانت قيمة كل طابع ريال واحد، وقد كانت مخصصة للبريد الجوي.

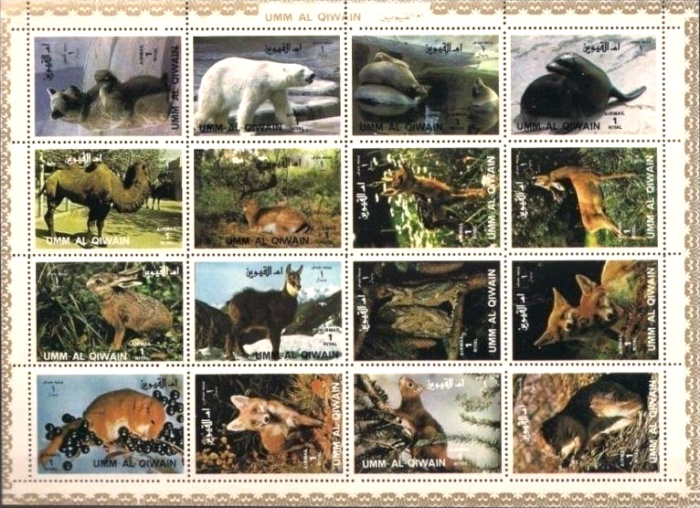
ورقة الطوابع الأكبر حجما بقياس 46 × 33 ملم للطابع، أما قياس ورقة الطوابع فقد كانت 205 × 148 ملم

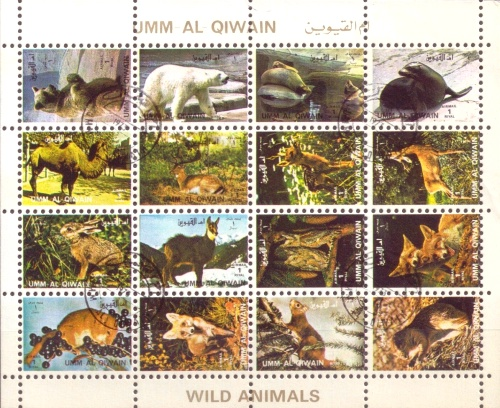
ورقة الطوابع الأصغر حجما بقياس 22 × 17 ملم للطابع

### إصدار ورقتي طوابع لوحات المسيح (المجموعة الثانية)
أصدرت ورقتا طوابع صغيرتان تظهر عليها لوحة تصور السيد المسيح، ضمت كل واحدة 16 طابعا، كانت إحدى ورقتي الطوابع أكبر من الثانية. وقد كانت قيمة كل طابع ريال واحد، وقد كانت مخصصة للبريد الجوي.

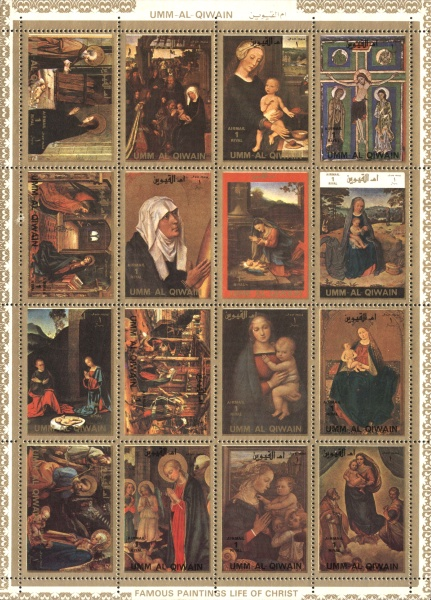
ورقة الطوابع الأكبر حجما بقياس 46 × 33 ملم للطابع، أما قياس ورقة الطوابع فقد كانت 205 × 148 ملم

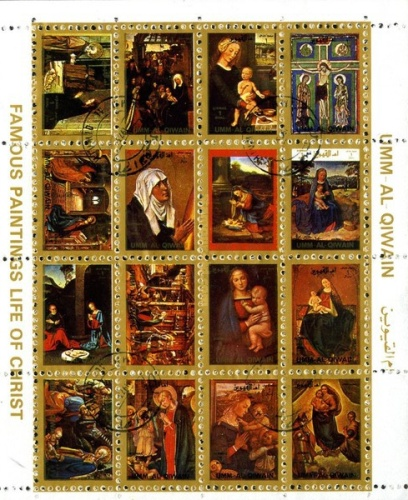
ورقة الطوابع الأصغر حجما بقياس 22 × 17 ملم للطابع

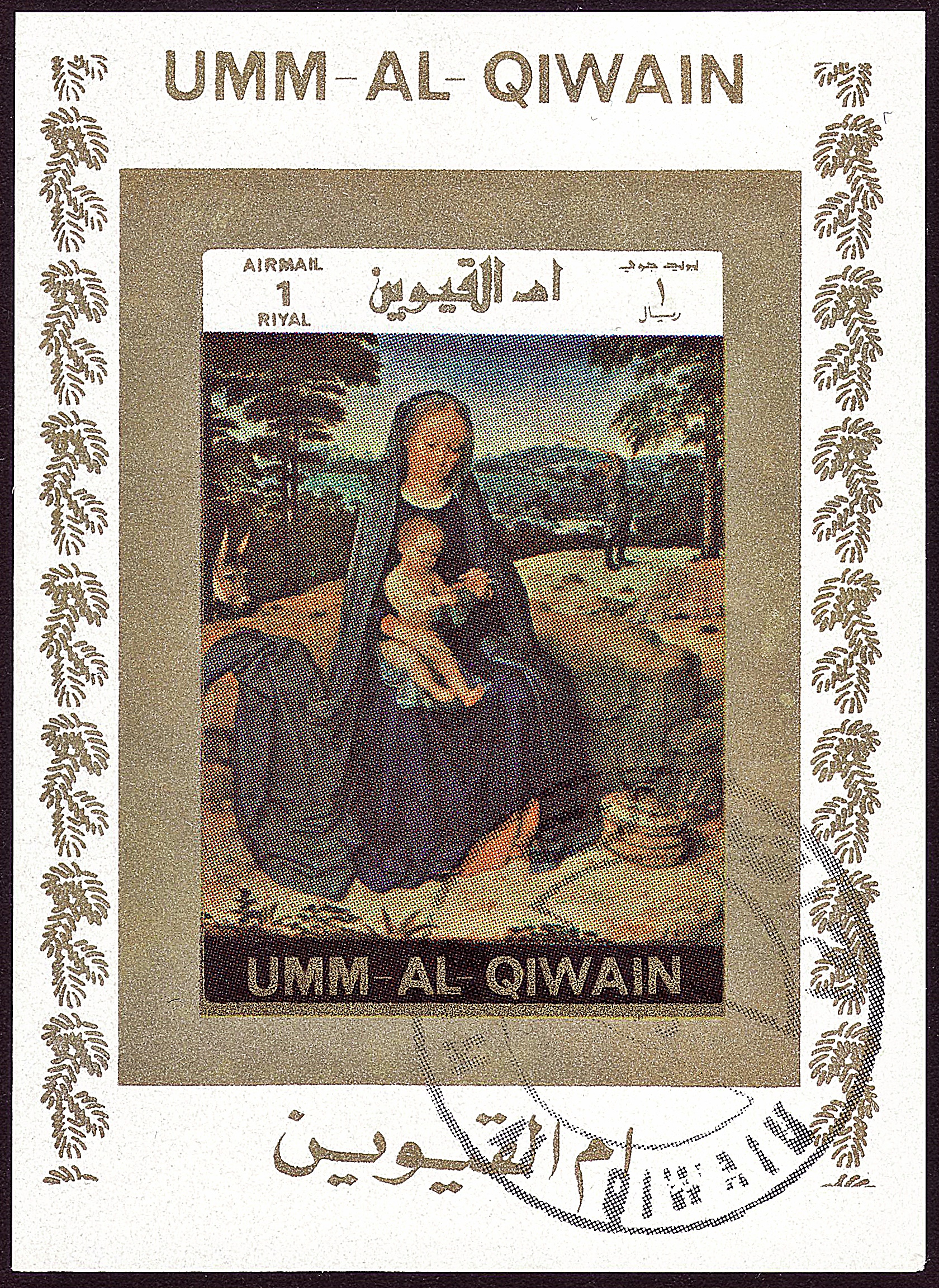
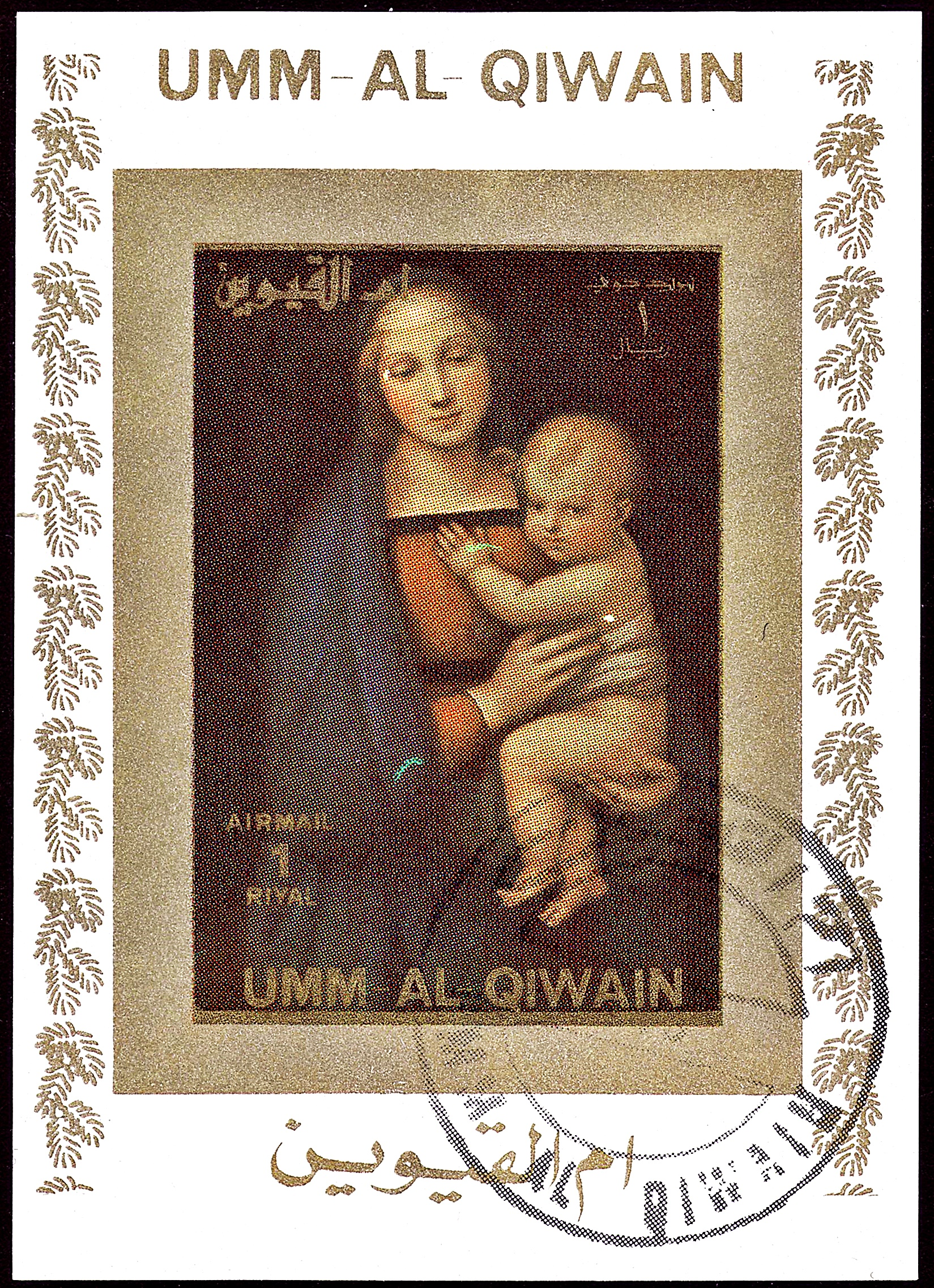
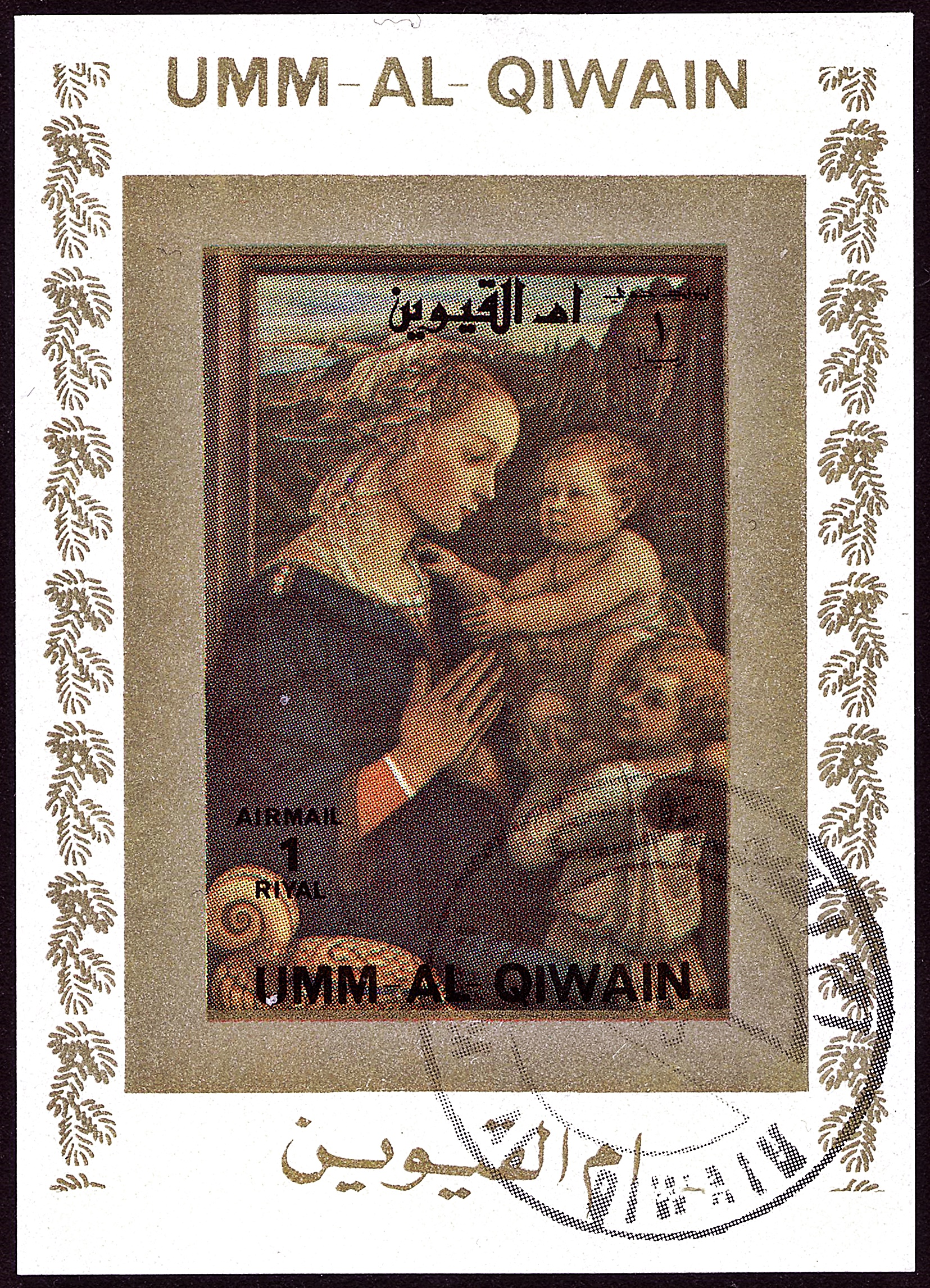

وهذه بعض بطاقات الإصدار:

### إصدار ورقتي طوابع السفر إلى القمر
أصدرت ورقتا طوابع صغيرتان تظهر عليها صور تعبر عن السفر إلى القمر، ضمت كل واحدة 16 طابعا، كانت إحدى ورقتي الطوابع أكبر من الثانية، تتطابق المجموعتان في 8 طوابع فقط. وقد كانت قيمة كل طابع ريال واحد، وقد كانت مخصصة للبريد الجوي.

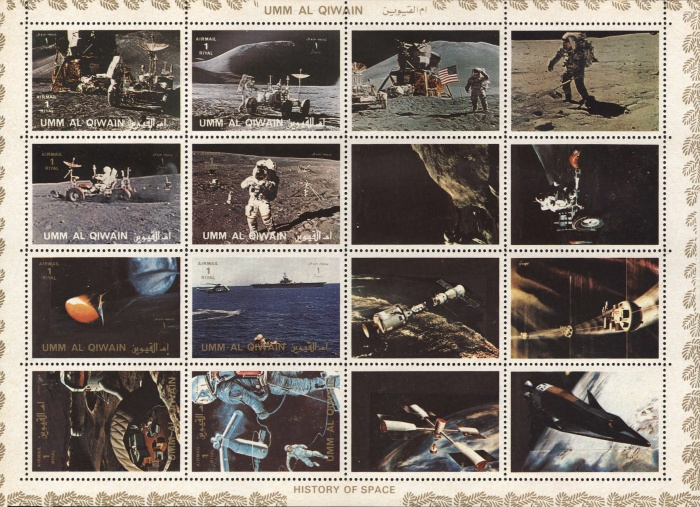
ورقة الطوابع الأكبر حجما بقياس 46 × 33 ملم للطابع، أما قياس ورقة الطوابع فقد كانت 205 × 148 ملم

أما النسخة الصغيرة فضمت 8 طوابع من هذه المجموعة، أما الأخرى فكانت ضمن مجموعة طوابع إصدار أبولو 11-17.

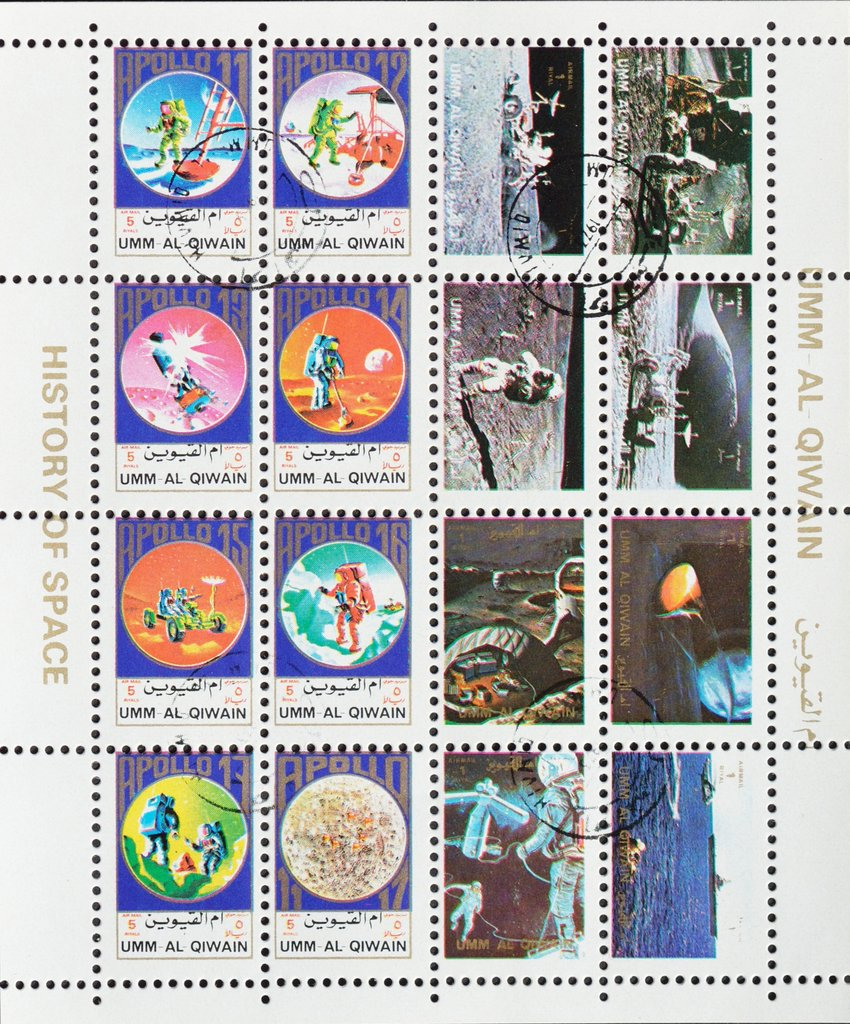
ورقة طوابع صغيرة تضم 8 طوابع ومعها 8 ملصقات.

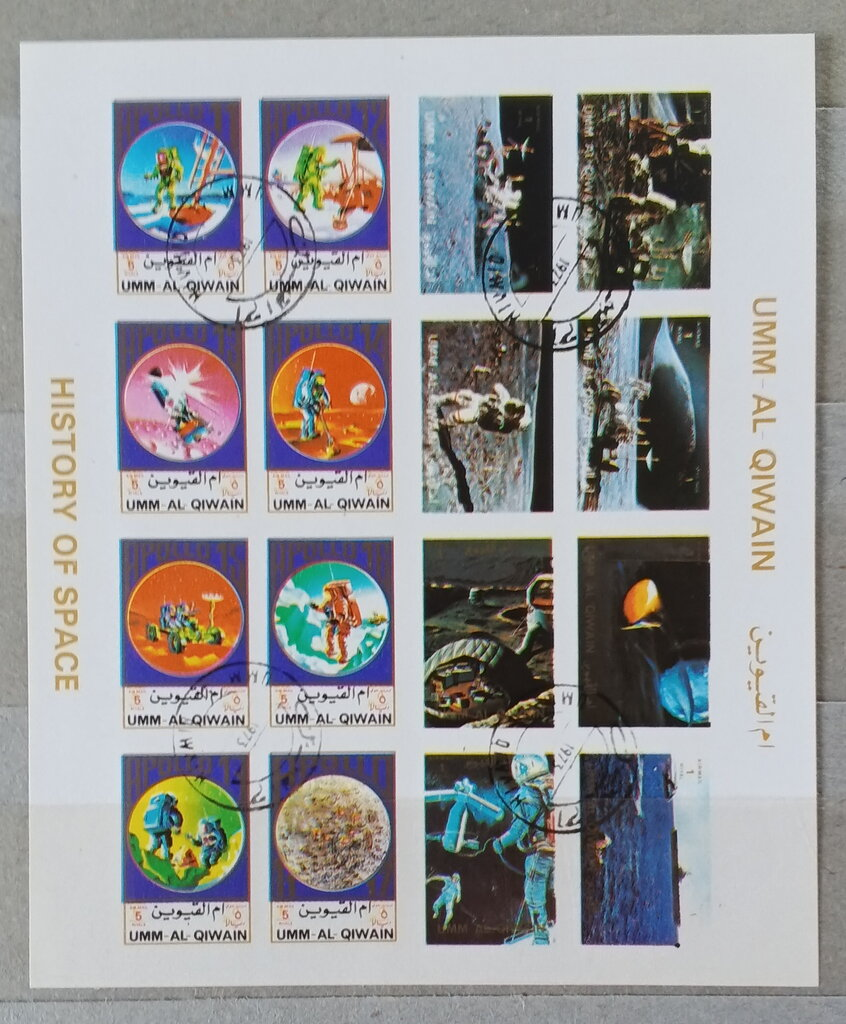
ورقة طوابع صغيرة غير مخرمة تضم 8 طوابع ومعها 8 ملصقات.

### إصدار ورقتي طوابع القطارات
أصدرت ورقتا طوابع صغيرتان تظهر عليها صور قطارات، ضمت كل واحدة 16 طابعا، كانت إحدى ورقتي الطوابع أكبر من الثانية. وقد كانت قيمة كل طابع ريال واحد، وقد كانت مخصصة للبريد الجوي.

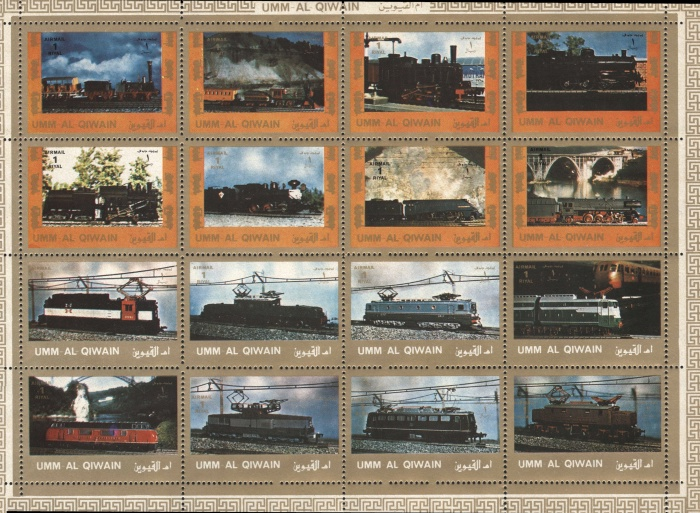
ورقة الطوابع الأكبر حجما بقياس 46 × 33 ملم للطابع، أما قياس ورقة الطوابع فقد كانت 205 × 148 ملم

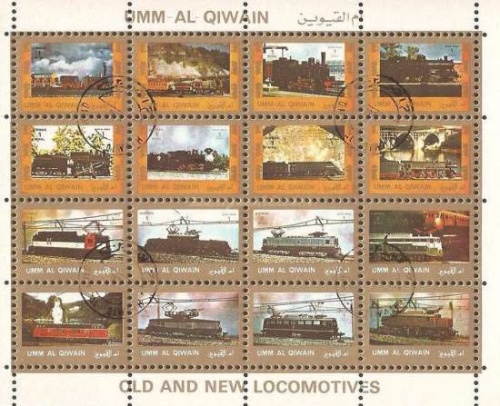
ورقة الطوابع الأصغر حجما بقياس 22 × 17 ملم للطابع

### إصدار أوراق طوابع الببغاوات والشرشوريات
أصدرت ورقة طوابع صغيرة تظهر عليها صور ببغاوات وشرشوريات، ضمت 16 طابعا، وكذلك أصدرت ورقتا طوابع صغيرتان ضمت كل منهما 8 طوابع أصغر حجما، وهي بمجموعها تمثل 16 طابعا في المجموعة الأكبر. وقد كانت قيمة كل طابع ريال واحد، وقد كانت مخصصة للبريد الجوي.
| المجموعة الأولى | المجموعة الثانية |
| --- | --- |

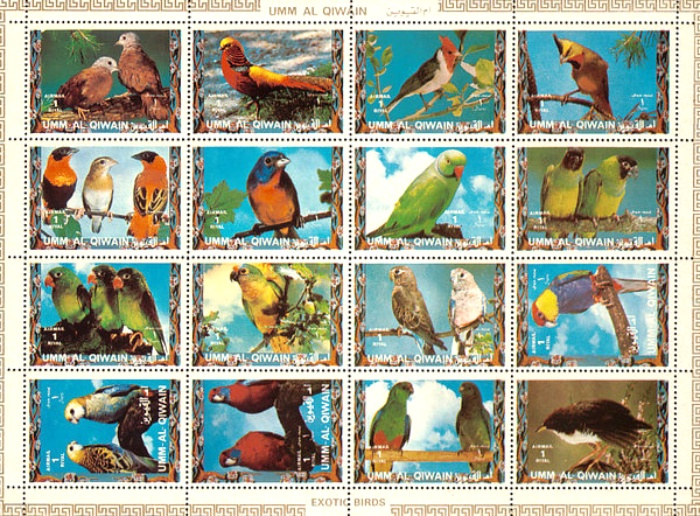
ورقة الطوابع الأكبر حجما بقياس 46 × 33 ملم للطابع، أما قياس ورقة الطوابع فقد كانت 202 × 147 ملم

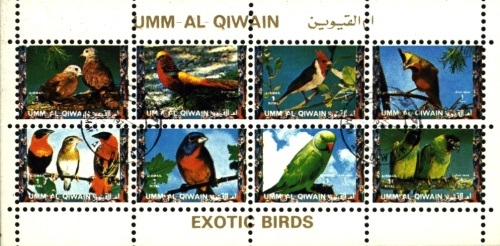
ورقة الطوابع الأولى الأصغر حجما بقياس 22 × 17 ملم للطابع

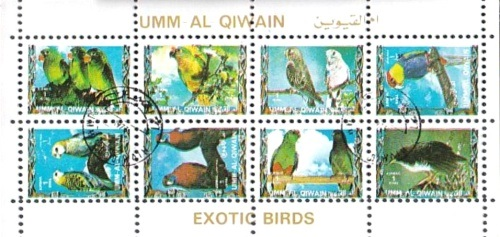
ورقة الطوابع الثانية الأصغر حجما بقياس 22 × 17 ملم للطابع

| - حمامة الأرض الحمراء (Columbina talpacoti) - تدرج ذهبي (Chrysolophus pictus) - بروار أحمر العرف (Paroaria coronata) - كاردينال أصفر (Gubernatrix cristata) - أسقف أحمر شمالي (Euplectes franciscanus) - عصفور الراية الملونة (Passerina ciris) - درة وردية الطوق (Psittacula krameri) - دراء نانداي (Nandayus nenday) | - ببغاء برتقالي الذقن (Brotogeris jugularis) - ببغاء الخوخ (Aratinga aurea) - ببغاء بوركي (Neopsephotus bourkii) - ببغاء أحمر الرأس (Purpureicephalus spurius) - روزلة شاحبة الرأس (Platycercus adscitus) - روزلة قرمزية (Platycercus elegans) - ببغاء مولجا (Psephotus varius) - كراكي أحمر وأبيض (Laterallus leucopyrrhus) |

### إصدار ورقتي طوابع الطائرات
أصدرت ورقتا طوابع صغيرتان تظهر عليها صور طائرات، ضمت كل واحدة 16 طابعا، كانت إحدى ورقتي الطوابع أكبر من الثانية. وقد كانت قيمة كل طابع ريال واحد، وقد كانت مخصصة للبريد الجوي.

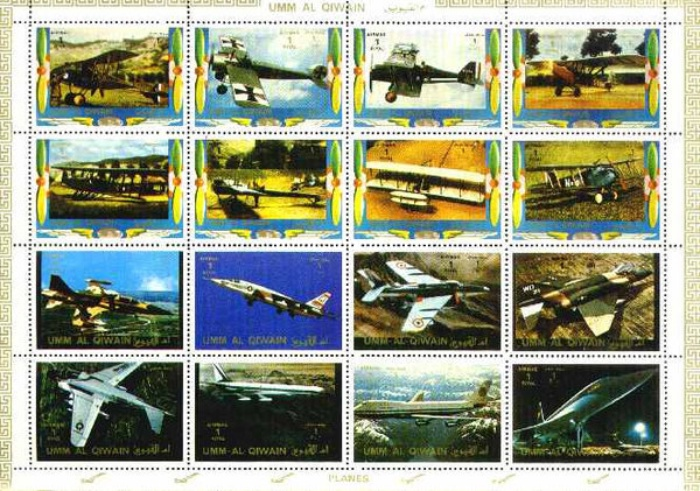
ورقة الطوابع الأكبر حجما بقياس 46 × 33 ملم للطابع، أما قياس ورقة الطوابع فقد كانت 206 × 149 ملم

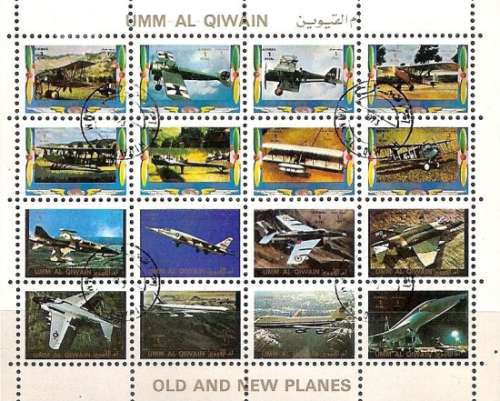
ورقة الطوابع الأصغر حجما بقياس 22 × 17 ملم للطابع

### إصدار ورقتي طوابع الأسماك الاستوائية (المجموعة الأولى)
أصدرت ورقتا طوابع صغيرتان تظهر عليها صور أسماك استوائية، ضمت كل واحدة 16 طابعا، كانت إحدى ورقتي الطوابع أكبر من الثانية. وقد كانت قيمة كل طابع ريال واحد، وقد كانت مخصصة للبريد الجوي.

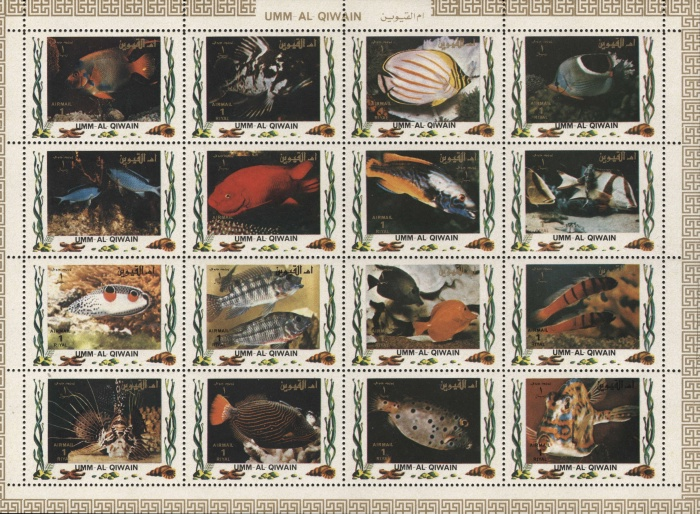
ورقة الطوابع الأكبر حجما بقياس 46 × 33 ملم للطابع، أما قياس ورقة الطوابع فقد كانت 204 × 150 ملم

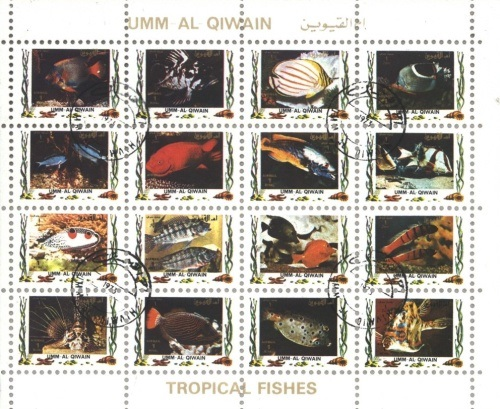
ورقة الطوابع الأصغر حجما بقياس 22 × 17 ملم للطابع

### إصدار ورقتي طوابع الحشرات
أصدرت ورقتا طوابع صغيرتان تظهر عليها صور حشرات، ضمت كل واحدة 16 طابعا، كانت إحدى ورقتي الطوابع أكبر من الثانية. وقد كانت قيمة كل طابع ريال واحد، وقد كانت مخصصة للبريد الجوي.

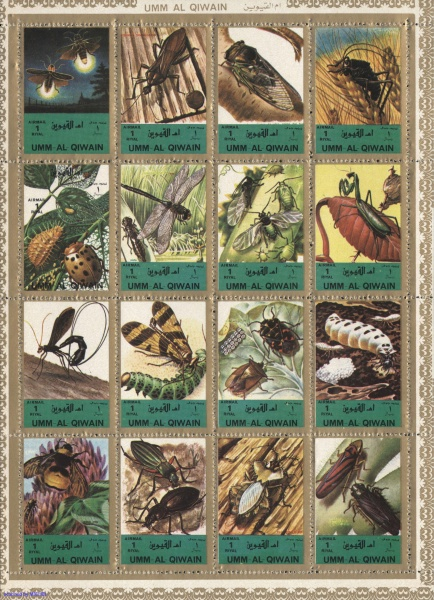
ورقة الطوابع الأكبر حجما بقياس 46 × 33 ملم للطابع، أما قياس ورقة الطوابع فقد كانت 204 × 147 ملم

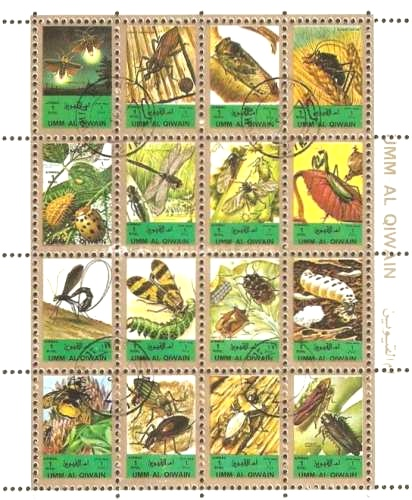
ورقة الطوابع الأصغر حجما بقياس 22 × 17 ملم للطابع

### إصدار ورقتي طوابع الحيوانات المهددة بالإنقراض (المجموعة الأولى)
أصدرت ورقتا طوابع صغيرتان تظهر عليها صور حيوانات مهددة بالإنقراض، ضمت كل واحدة 16 طابعا، كانت إحدى ورقتي الطوابع أكبر من الثانية. وقد كانت قيمة كل طابع ريال واحد، وقد كانت مخصصة للبريد الجوي.

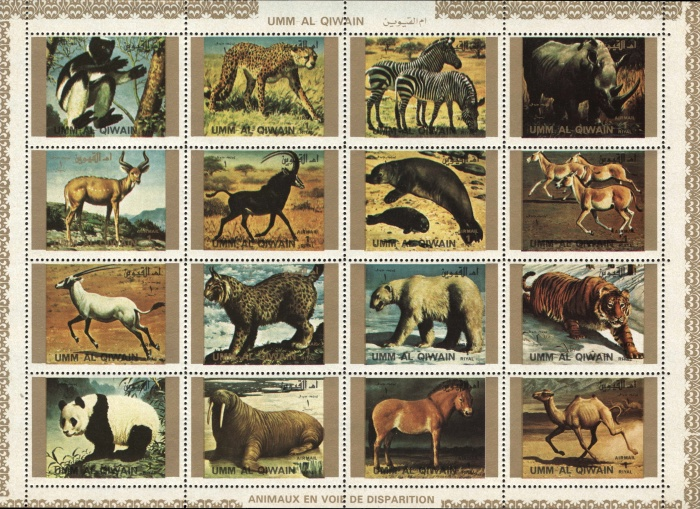
ورقة الطوابع الأكبر حجما بقياس 46 × 33 ملم للطابع، أما قياس ورقة الطوابع فقد كانت 205 × 148 ملم

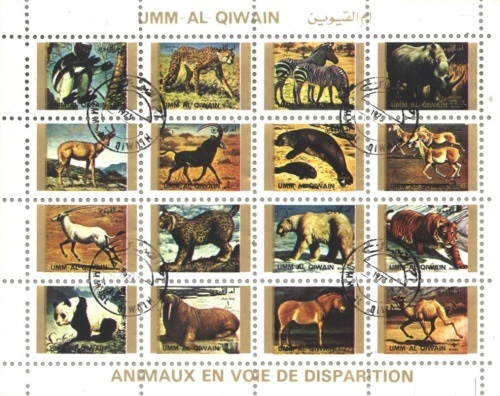
ورقة الطوابع الأصغر حجما بقياس 22 × 17 ملم للطابع

### إصدار أوراق طوابع الطيور
أصدرت ورقة طوابع صغيرة تظهر عليها صور طيور مختلفة، ضمت 16 طابعا، وكذلك أصدرت ورقتا طوابع صغيرتان ضمت كل منهما 8 طوابع أصغر حجما، وهي بمجموعها تمثل 16 طابعا في المجموعة الأكبر. وقد كانت قيمة كل طابع ريال واحد، وقد كانت مخصصة للبريد الجوي.
| المجموعة الأولى | المجموعة الثانية |
| --- | --- |

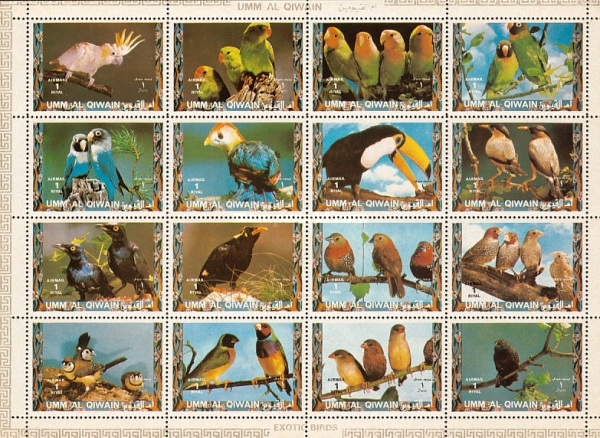
ورقة الطوابع الأكبر حجما بقياس 46 × 33 ملم للطابع

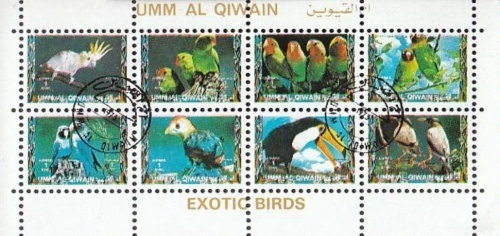
ورقة الطوابع الأولى الأصغر حجما بقياس 22 × 17 ملم للطابع

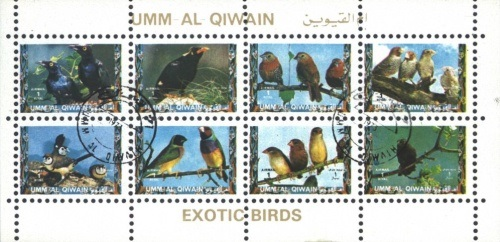
ورقة الطوابع الثانية الأصغر حجما بقياس 22 × 17 ملم للطابع

| - كوكاتو أصفر العرف (Cacatua sulphurea) - متيم أسود الجناحين (Agapornis taranta) - متيم قرنفلي الوجه (Agapornis roseicollis) - متيم أسود الخدين (Agapornis nigrigenis) - متيم أصفر الطوق (Agapornis personatus) - توراكو أحمر العرف (Tauraco erythrolophus) - طوقان توكو (Ramphastos toco) - زرزور براهمي (Sturnia pagodarum) | - زرزور أرجواني (Lamprotornis purpureus) - مينة التل الجنوبي (Gracula indica) - مبرقش أحمر الزور (Hypargos niveoguttatus) - زغيم أحمر الرأس (Amadina erythrocephala) - عصفور بيتشينو (Taeniopygia bichenovii) - شرشور غولد (Erythrura gouldiae) - عصفور هندي أحمر (Amandava amandava) - مبرقش داكن (Euschistospiza cinereovinacea) |

### إصدار ورقتي طوابع الزهور (المجموعة الثانية)
أصدرت ورقتا طوابع صغيرتان تظهر عليها صور زهور مختلفة، ضمت كل واحدة 16 طابعا، كانت إحدى ورقتي الطوابع أكبر من الثانية. وقد كانت قيمة كل طابع ريال واحد، وقد كانت مخصصة للبريد الجوي.

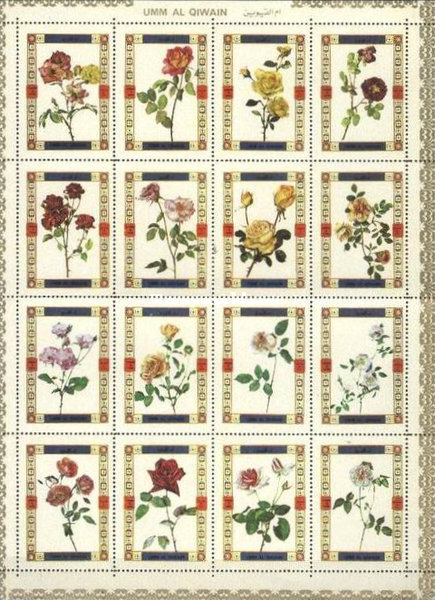
ورقة الطوابع الأكبر حجما بقياس 46 × 33 ملم للطابع، أما قياس ورقة الطوابع فقد كانت 205 × 148 ملم

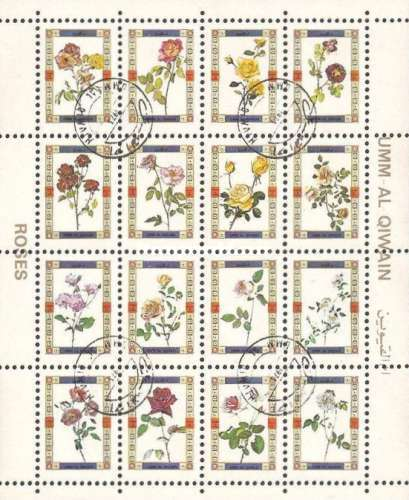
ورقة الطوابع الأصغر حجما بقياس 22 × 17 ملم للطابع

### إصدار ورقتي طوابع الأسماك الاستوائية (المجموعة الثانية)
أصدرت ورقتا طوابع صغيرتان تظهر عليها صور أسماك استوائية، ضمت كل واحدة 16 طابعا، كانت إحدى ورقتي الطوابع أكبر من الثانية. وقد كانت قيمة كل طابع ريال واحد، وقد كانت مخصصة للبريد الجوي.

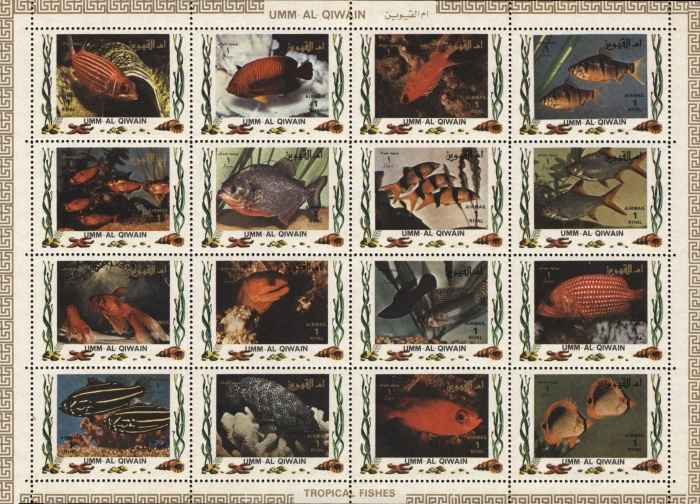
ورقة الطوابع الأكبر حجما بقياس 46 × 33 ملم للطابع، أما قياس ورقة الطوابع فقد كانت 205 × 147 ملم

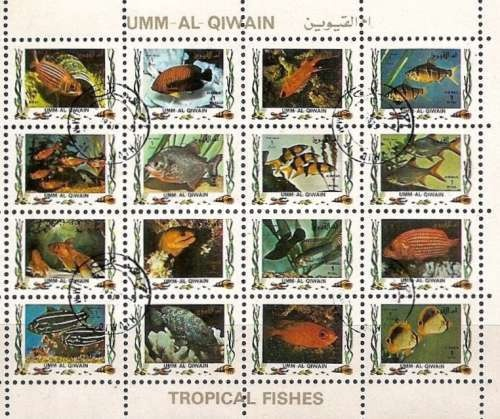
ورقة الطوابع الأصغر حجما بقياس 22 × 17 ملم للطابع

### إصدار ورقتي طوابع الفراشات
أصدرت ورقتا طوابع صغيرتان تظهر عليها صور فراشات مختلفة، ضمت كل واحدة 16 طابعا، كانت إحدى ورقتي الطوابع أكبر من الثانية. وقد كانت قيمة كل طابع ريال واحد، وقد كانت مخصصة للبريد الجوي.

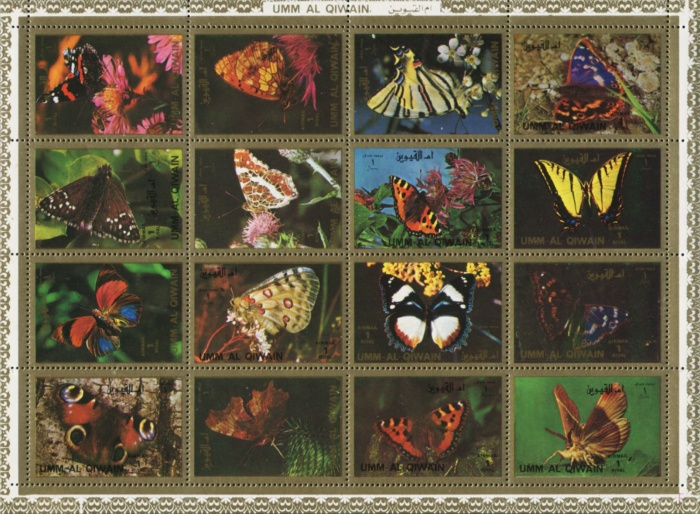
ورقة الطوابع الأكبر حجما بقياس 46 × 33 ملم للطابع، أما قياس ورقة الطوابع فقد كانت 204 × 149 ملم

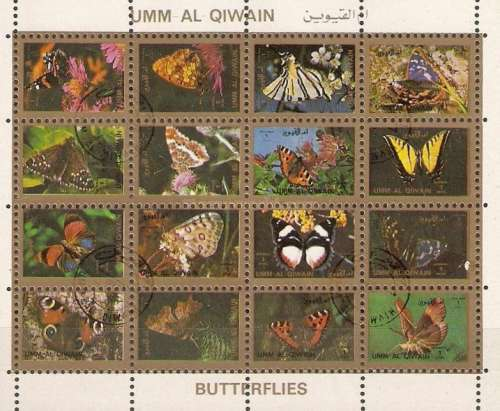
ورقة الطوابع الأولى حجما بقياس 22 × 17 ملم للطابع

### إصدار ورقتي طوابع الحيوانات المهددة بالإنقراض (المجموعة الثانية)
أصدرت ورقتا طوابع صغيرتان تظهر عليها صور حيوانات مهددة بالإنقراض، ضمت كل واحدة 16 طابعا، كانت إحدى ورقتي الطوابع أكبر من الثانية. وقد كانت قيمة كل طابع ريال واحد، وقد كانت مخصصة للبريد الجوي.

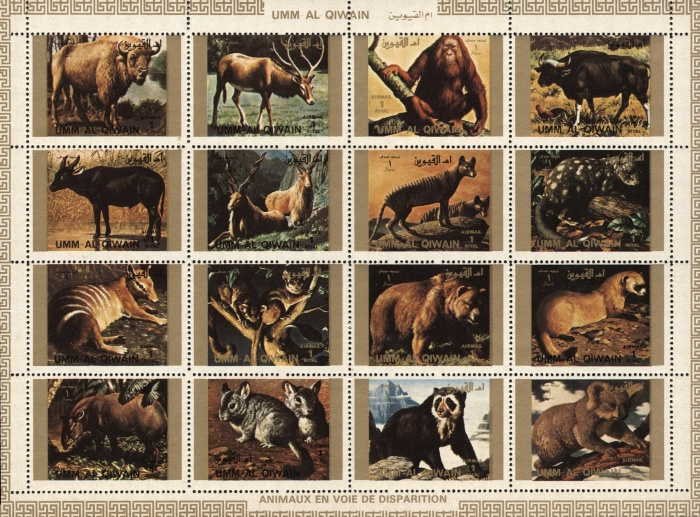
ورقة الطوابع الأكبر حجما بقياس 46 × 33 ملم للطابع، أما قياس ورقة الطوابع فقد كانت 203 × 150 ملم

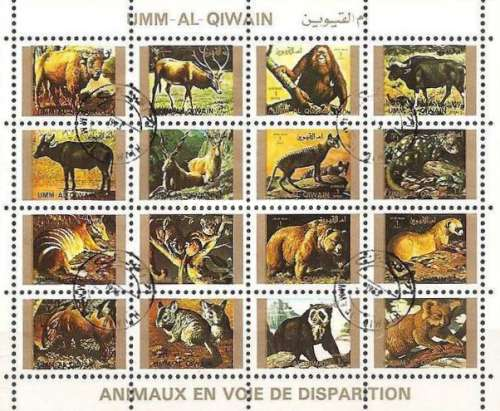
ورقة الطوابع الأصغر حجما بقياس 22 × 17 ملم للطابع

### إصدار ورقة طوابع شارل ديغول
أصدرت ورقة طوابع صغيرة تضم 20 طابعا تظهر عليها صور مختلفة عن الرئيس الفرنسي الراحل شارل ديغول، تراوحت القيمة الاسمية للطوابع بين 25 درهما وخمس ريالات

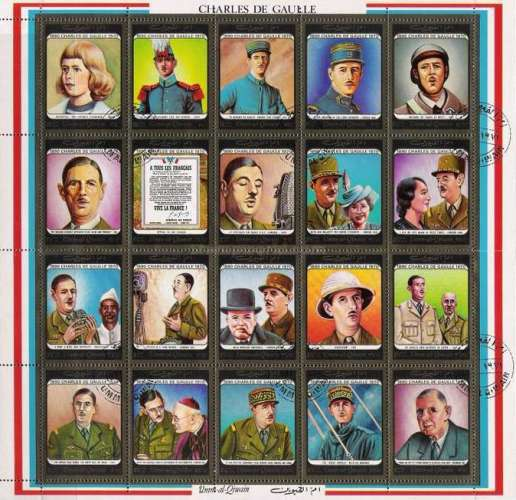
ورقة طوابع صغيرة تضم 20 طابعا.

### إصدار السيارات القديمة
أصدرت مجموعة من الطوابع تحمل صور سيارات قديمة، وكانت قيمة كل طابع ريال واحد، وكانت مخصصة للبريد الجوي، والطوابع مطبوعة بطريقة الطباعة العدسية، كذلك توفرت الطوابع بحجمين مختلفين.

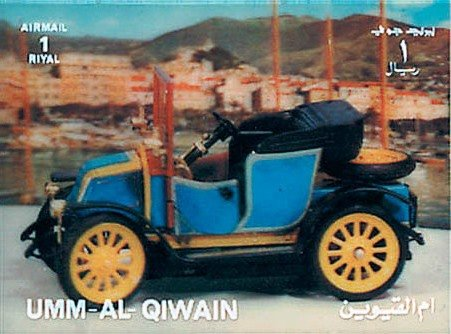
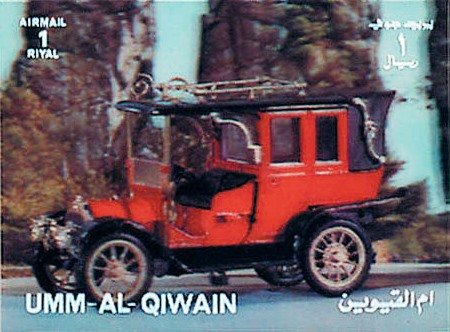
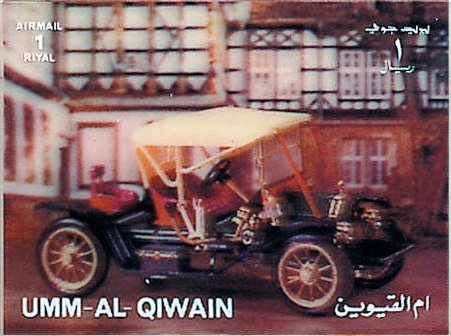
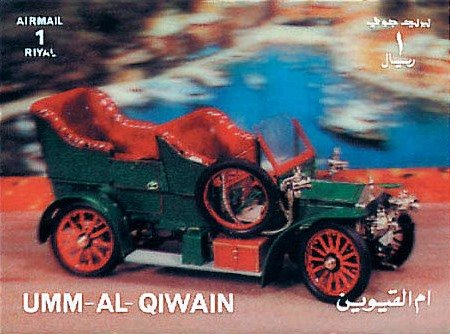
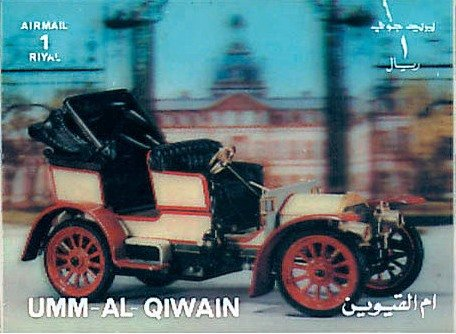
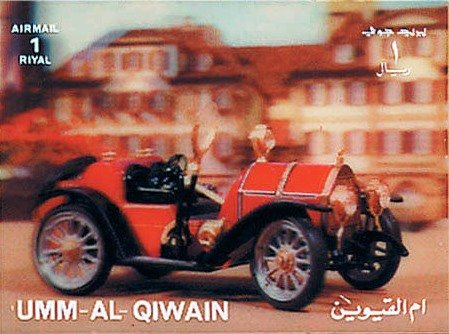
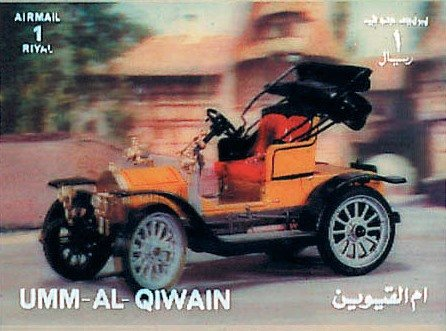

### إصدار الطيور
أصدرت مجموعة من الطوابع تحمل صور طيور مختلفة، وكانت قيمة كل طابع ريال واحد، وكانت مخصصة للبريد الجوي، والطوابع مطبوعة بطريقة الطباعة العدسية.

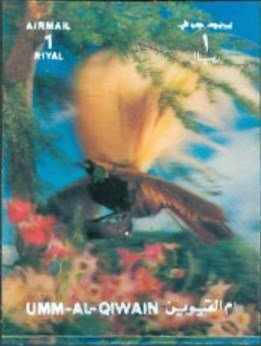
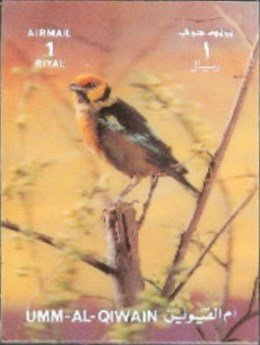
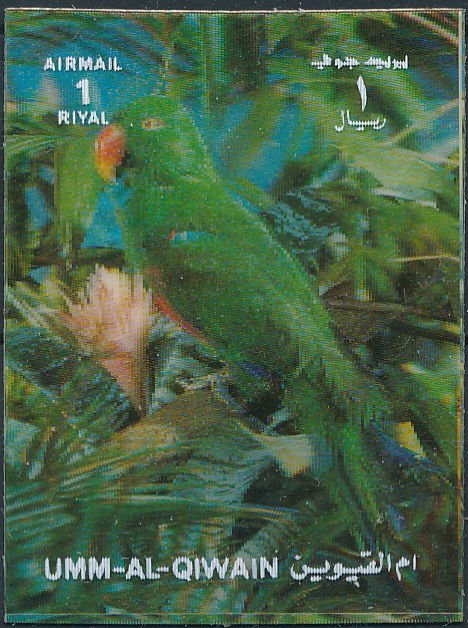
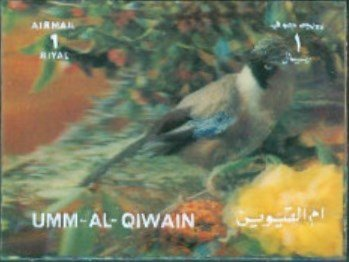
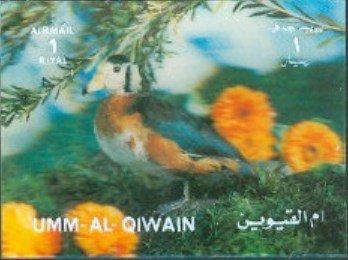
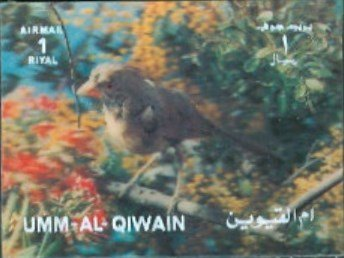
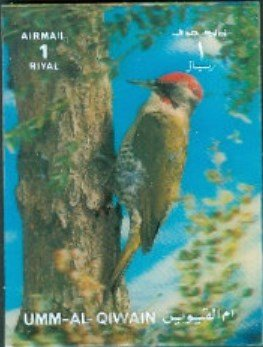
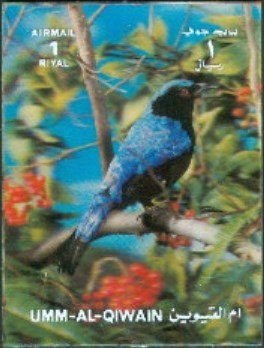
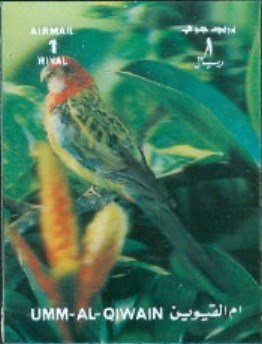
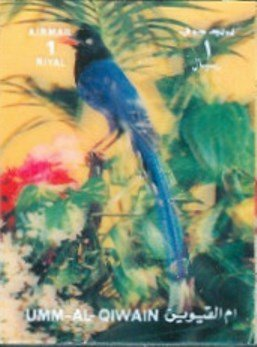

### إصدار الحيوانات
أصدرت مجموعة من الطوابع تحمل صور حيوانات مختلفة، وكانت قيمة كل طابع ريال واحد، وكانت مخصصة للبريد الجوي، والطوابع مطبوعة بطريقة الطباعة العدسية.

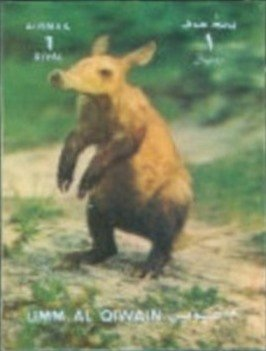
دوبل
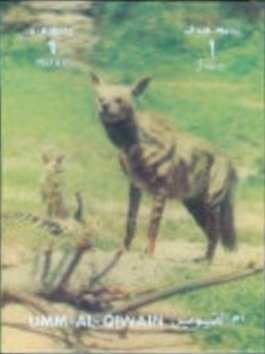
عسبار
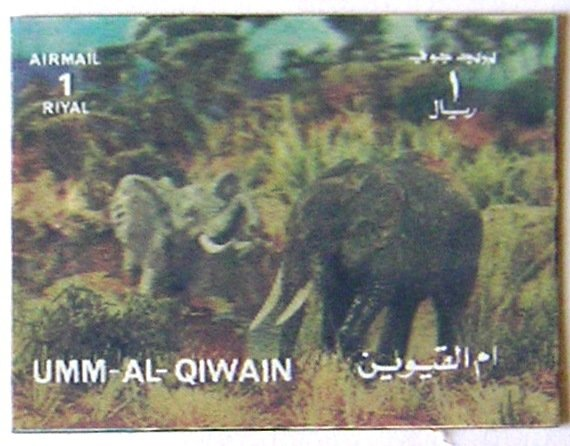
فيل إفريقي
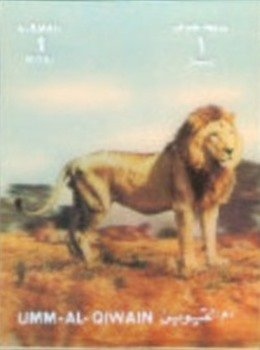
أسد أفريقي
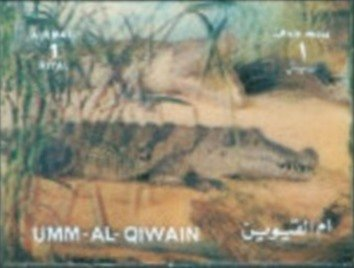
تمساح
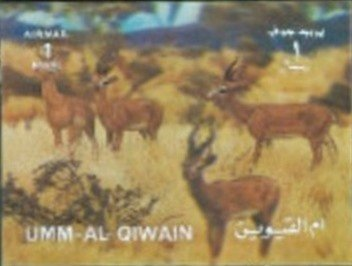
ضباء
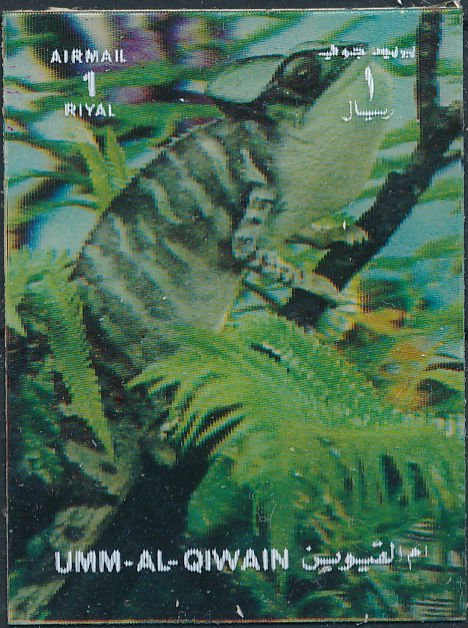
حرباء
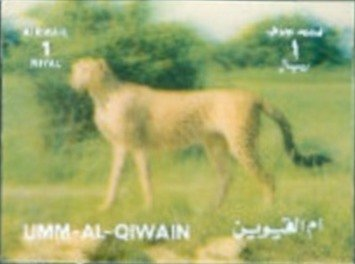
فهد
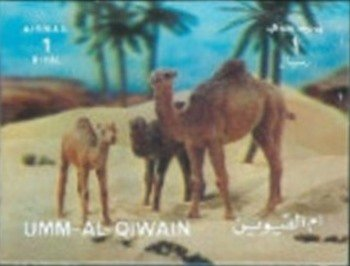
جمال
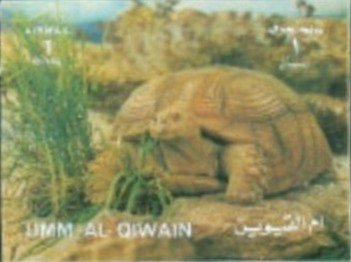
سلحفاة الغالاباغوس
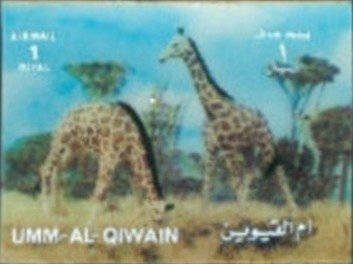
زرافات
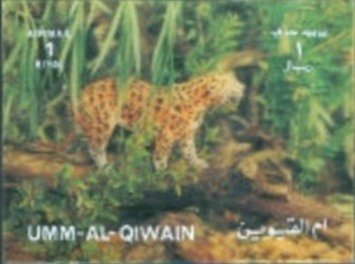
نمر
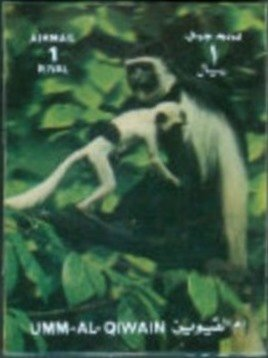
كولبس أبلق
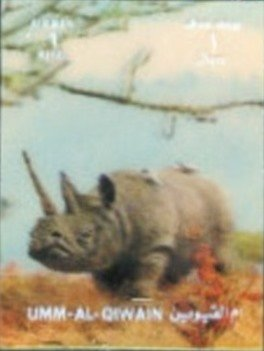
وحيد القرن
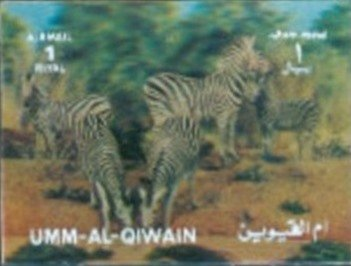
حمر وحشية

### إصدار الزهور
أصدرت مجموعة من الطوابع تحمل صور زهور مختلفة، وكانت قيمة كل طابع ريال واحد، وكانت مخصصة للبريد الجوي، والطوابع مطبوعة بطريقة الطباعة العدسية.

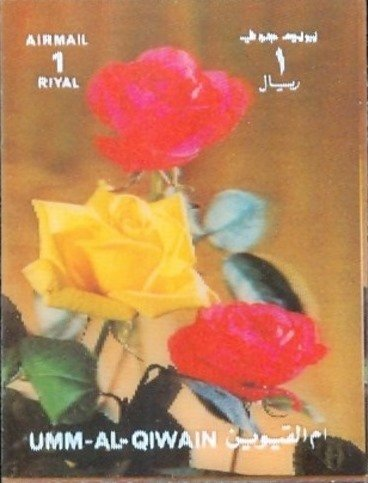
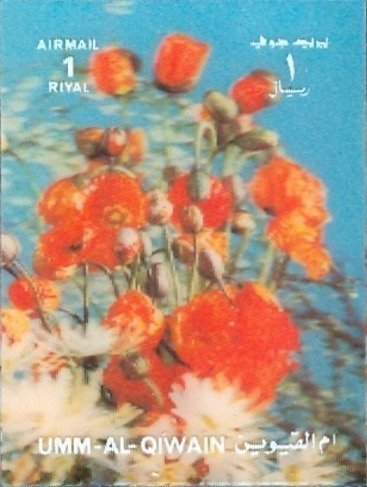
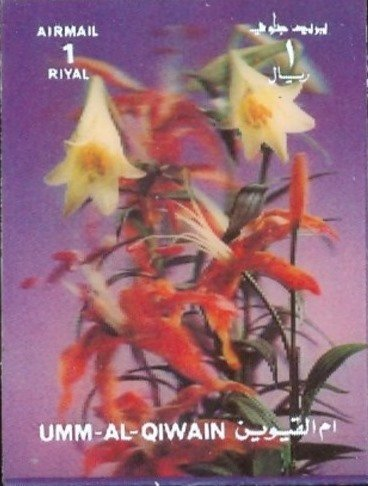
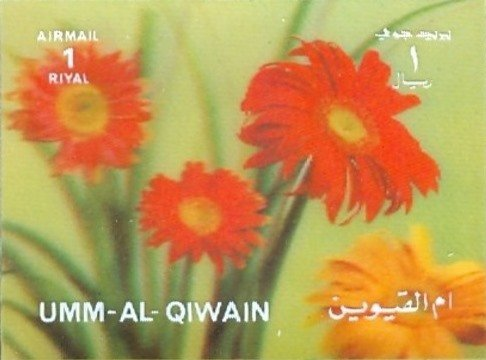
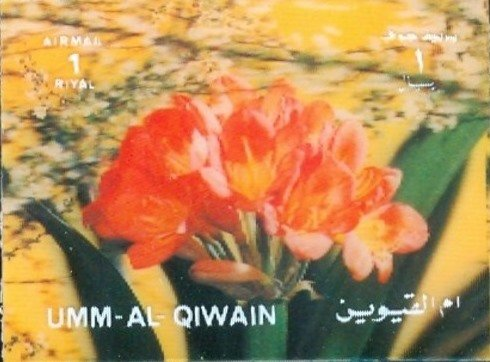
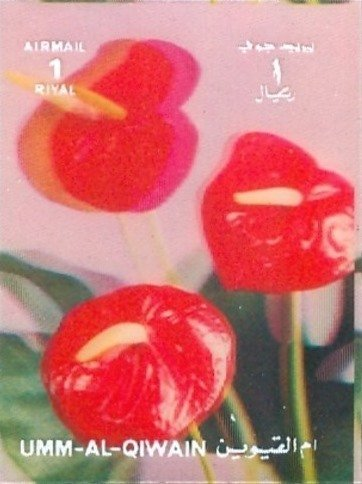
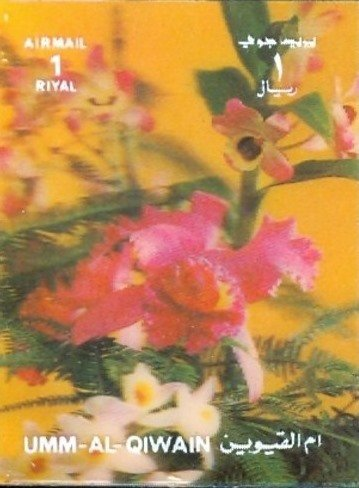
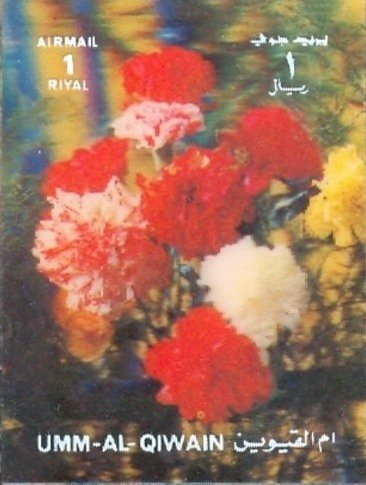
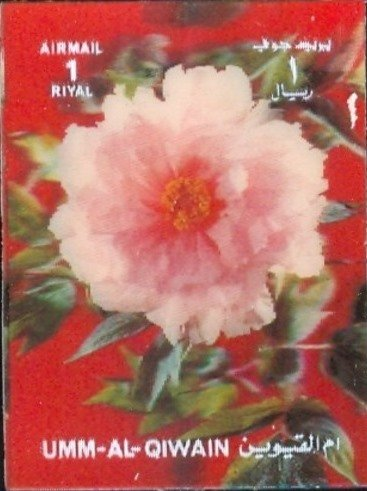
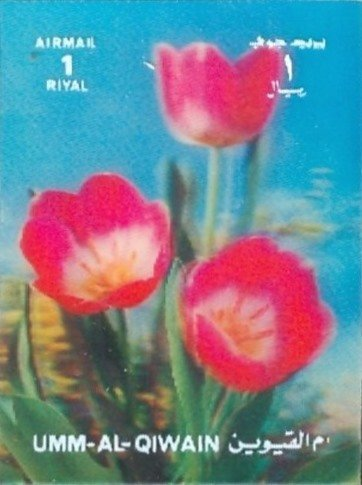

### إصدار الزهور والفراشات
أصدرت مجموعة من الطوابع تحمل صور زهور وفراشات مختلفة، وكانت قيمة كل طابع ريال واحد، وكانت مخصصة للبريد الجوي، والطوابع مطبوعة بطريقة الطباعة العدسية.

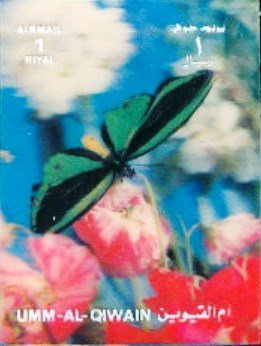
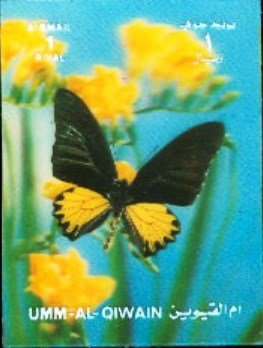
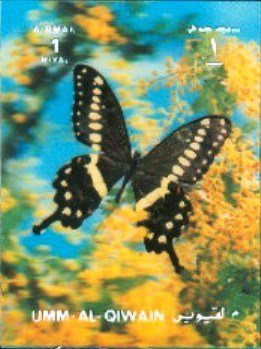
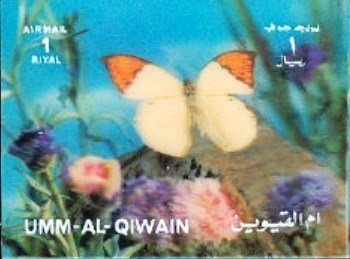
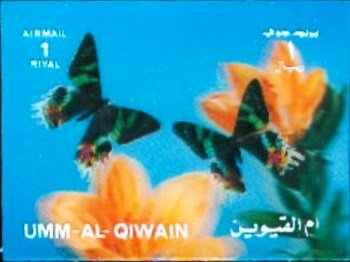
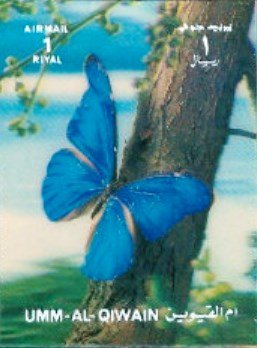
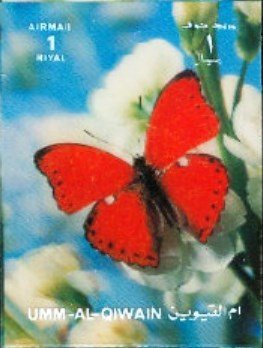
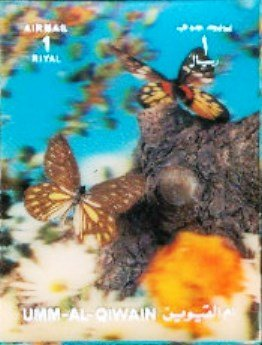
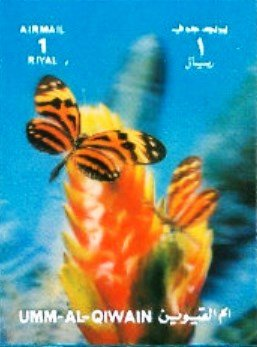
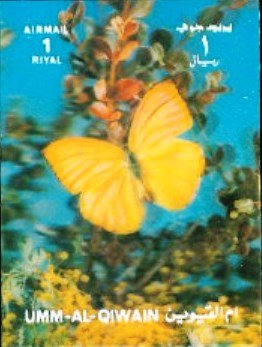

### إصدار الكلاب
أصدرت مجموعة من الطوابع تحمل صور كلاب مختلفة، وكانت قيمة كل طابع ريال واحد، وكانت مخصصة للبريد الجوي، والطوابع مطبوعة بطريقة الطباعة العدسية.

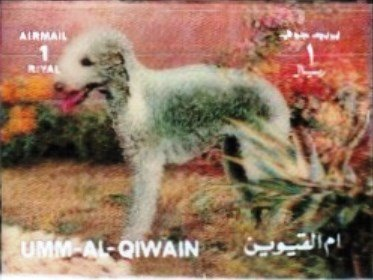
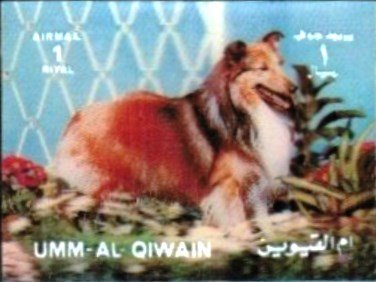
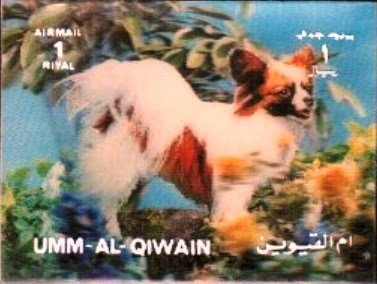
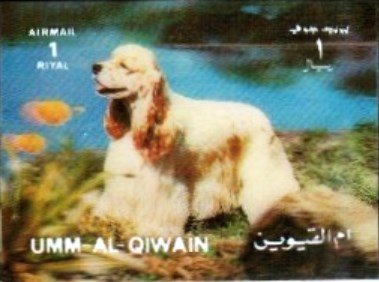
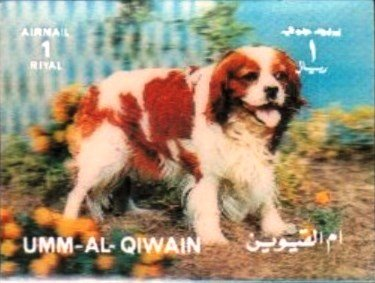
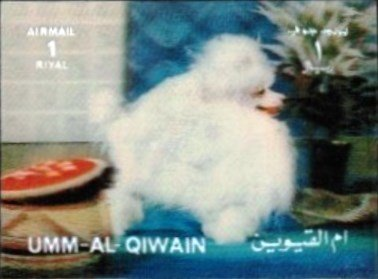
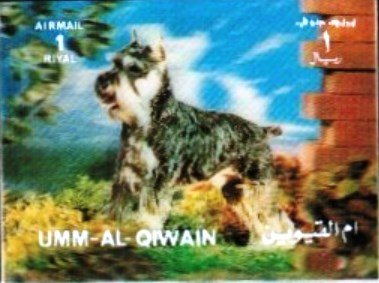
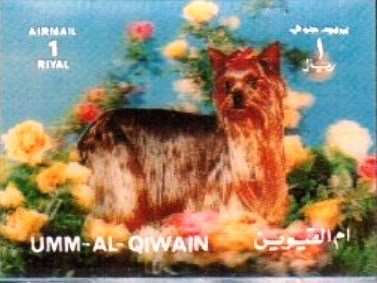
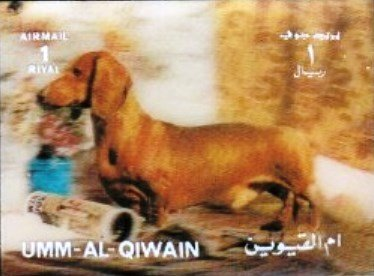
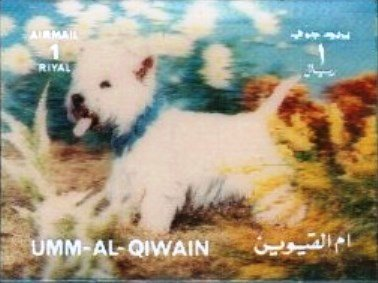

### إصدار الأزياء
أصدرت مجموعة من الطوابع تحمل صور دمى ترتدي أزياء مختلفة، وكانت قيمة كل طابع ريال واحد، وكانت مخصصة للبريد الجوي، والطوابع مطبوعة بطريقة الطباعة العدسية.

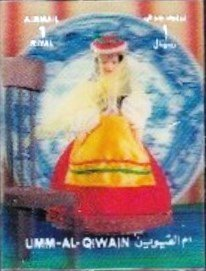
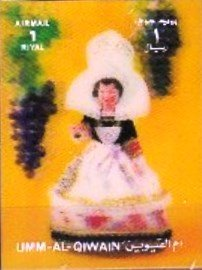
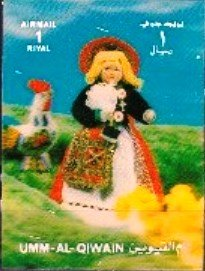
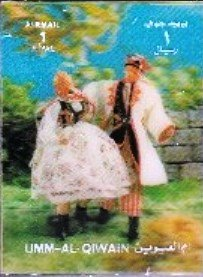
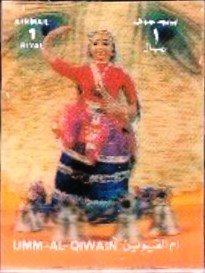
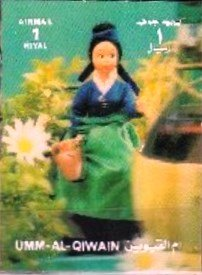
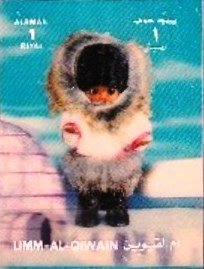
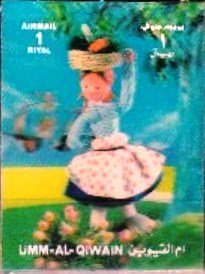
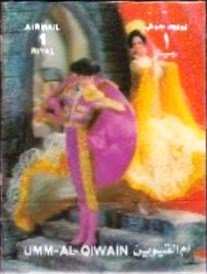
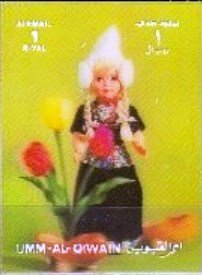

### إصدار الرياضات الأولمبية
أصدرت مجموعة من الطوابع تحمل صور رياضات مختلفة، وكانت قيمة كل طابع ريال واحد، وكانت مخصصة للبريد الجوي، والطوابع مطبوعة بطريقة الطباعة العدسية.

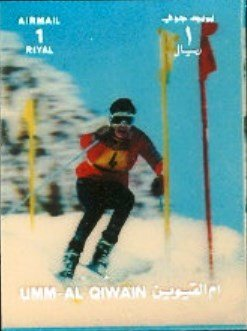
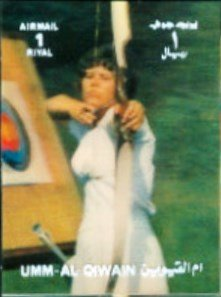
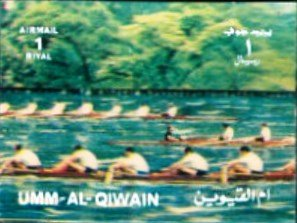
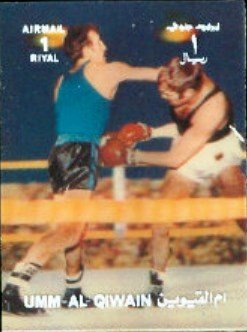
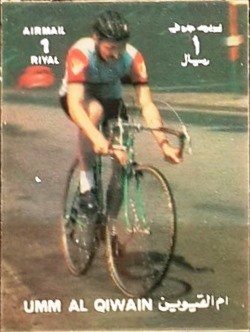
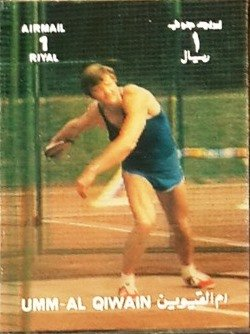
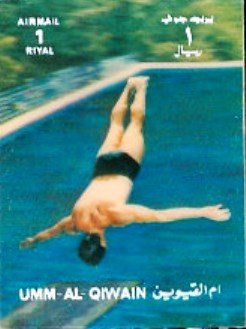
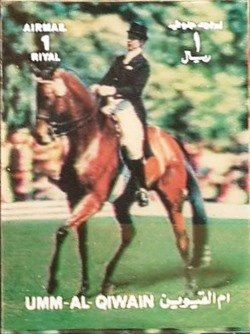
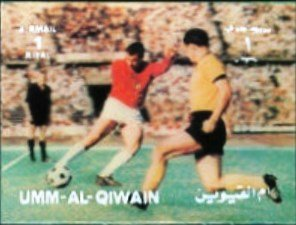
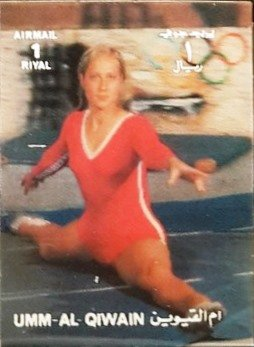
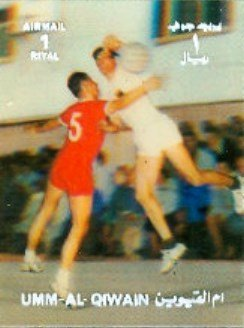
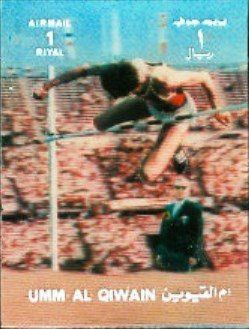
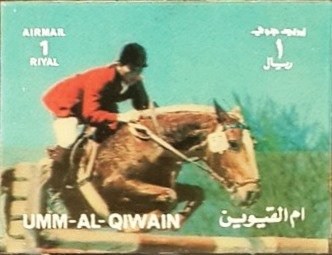
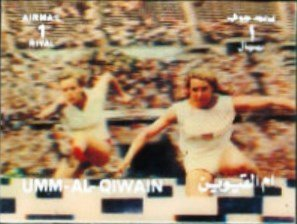
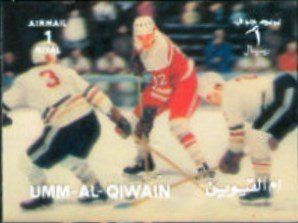
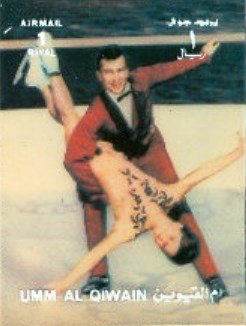
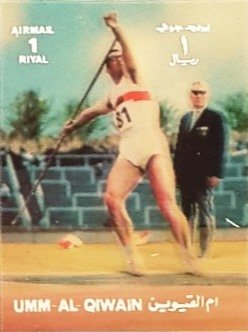
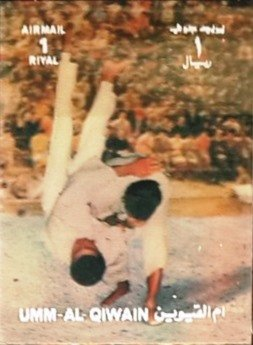
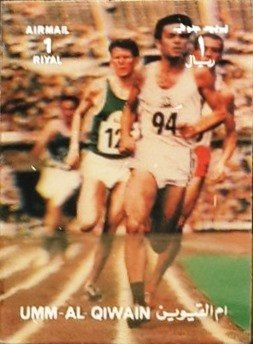
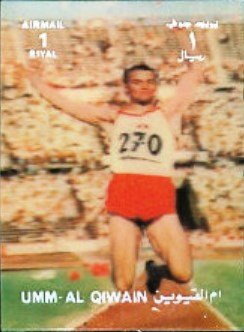
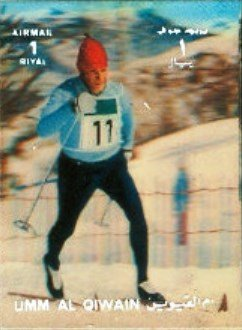
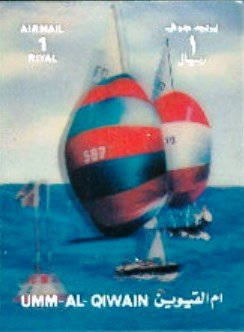
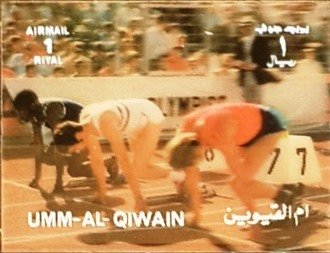
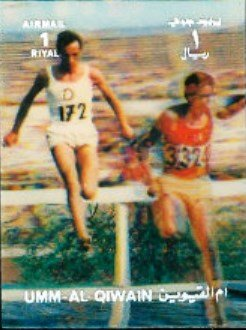
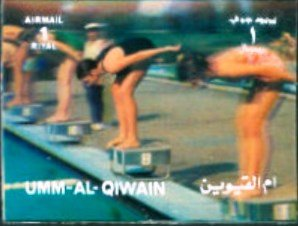
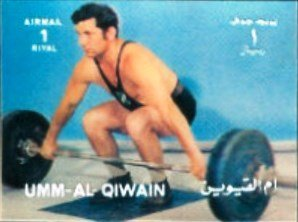

### إصدار المعالم العربية
أصدرت مجموعة من الطوابع تحمل صور من معالم متنوعة من الأردن وفلسطين، وقد كانت بحجمين، وقيمة كل طابع كانت ريال واحد، وقد كانت مخصصة للبريد الجوي.

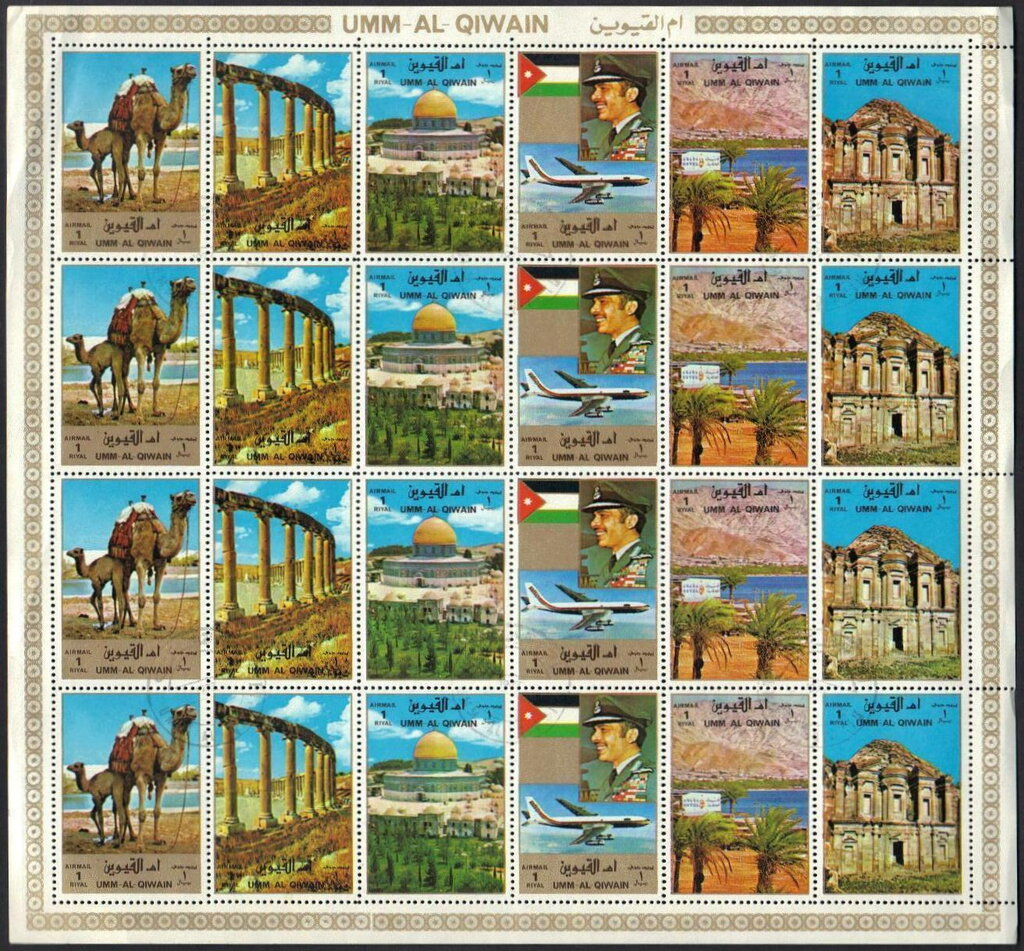
صحيفة الطوابع من الحجم الكبير.

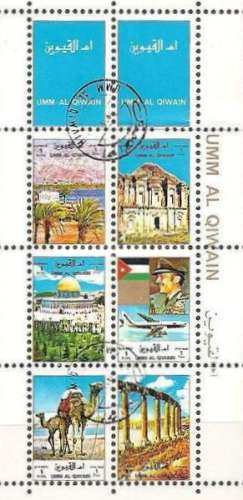
ورقة الطوابع الأصغر حجما بقياس 22 × 17 ملم للطابع، تضم 8 طوابع.

### إصدار زيارة الرئيس نيكسون إلى الصين
أصدرت مجموعة من الطوابع تحمل صور تحتفي بزيارة الرئيس الأمريكي ريتشارد نيكسون إلى الصين، وكانت قيمة كل طابع 3 ريالات.

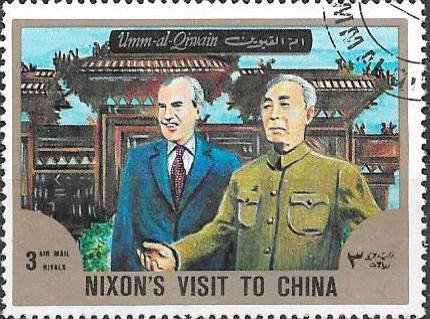
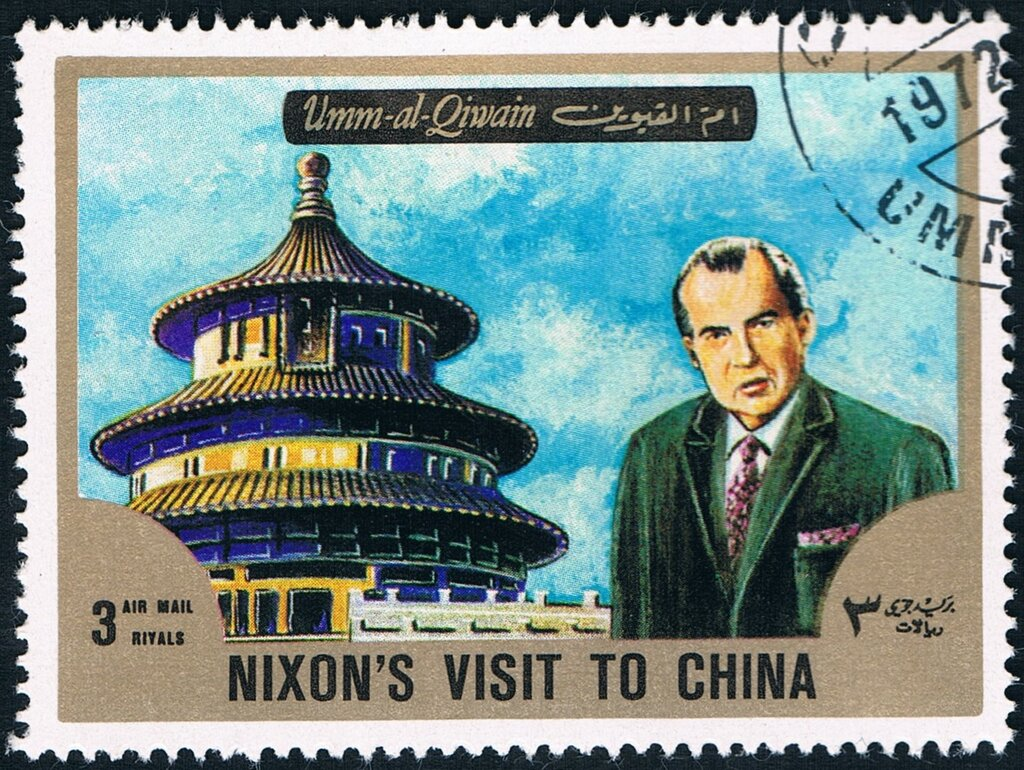
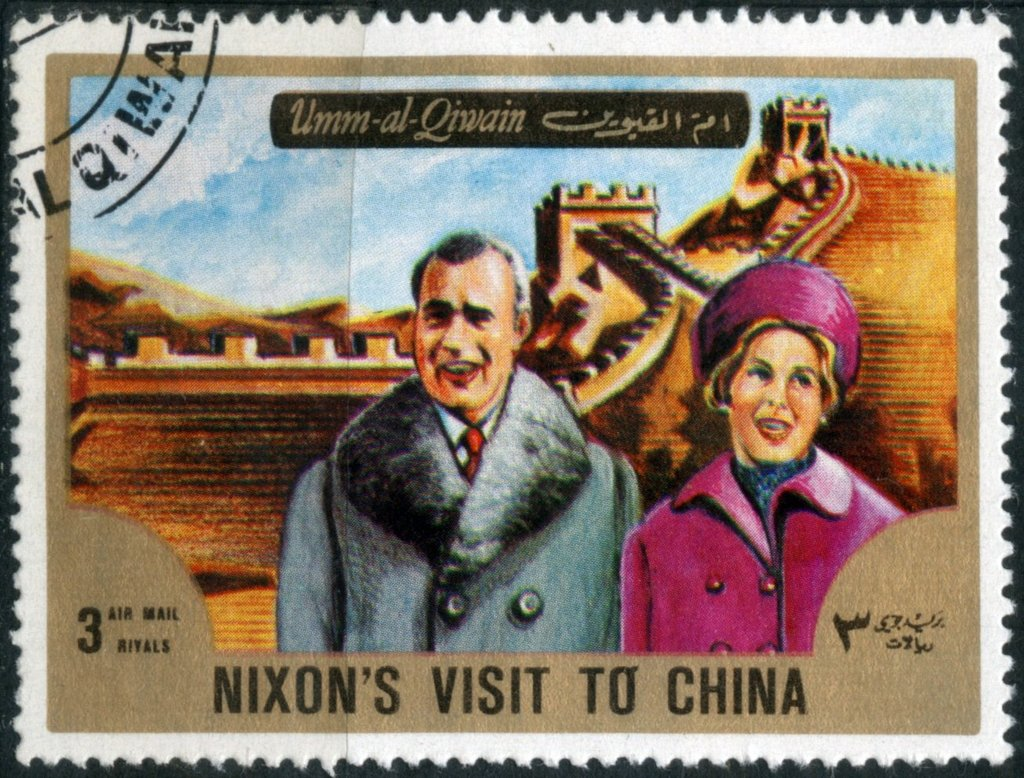
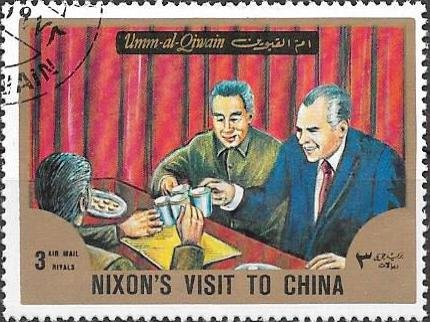
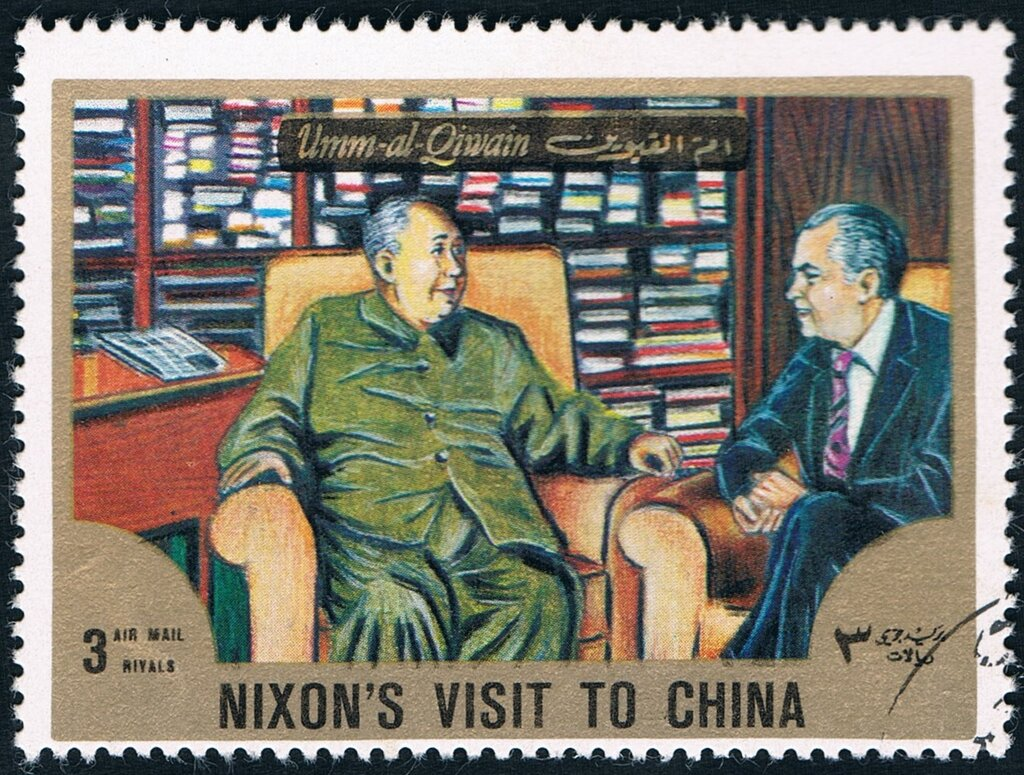
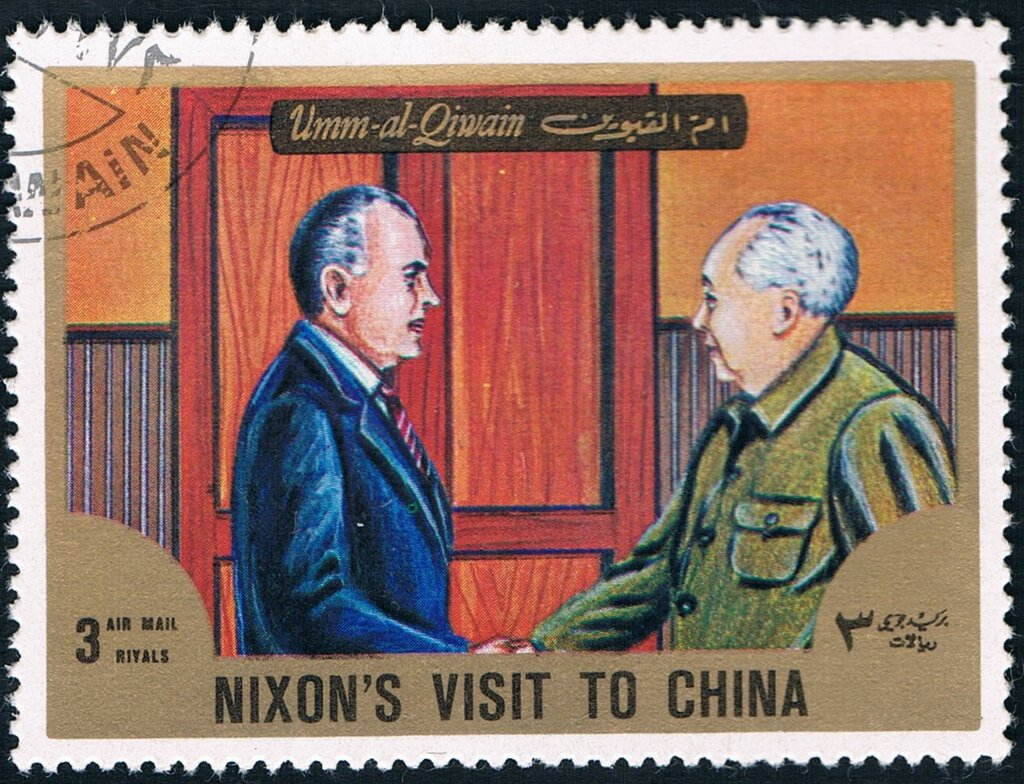